# Franz Wilhelm Junghuhn

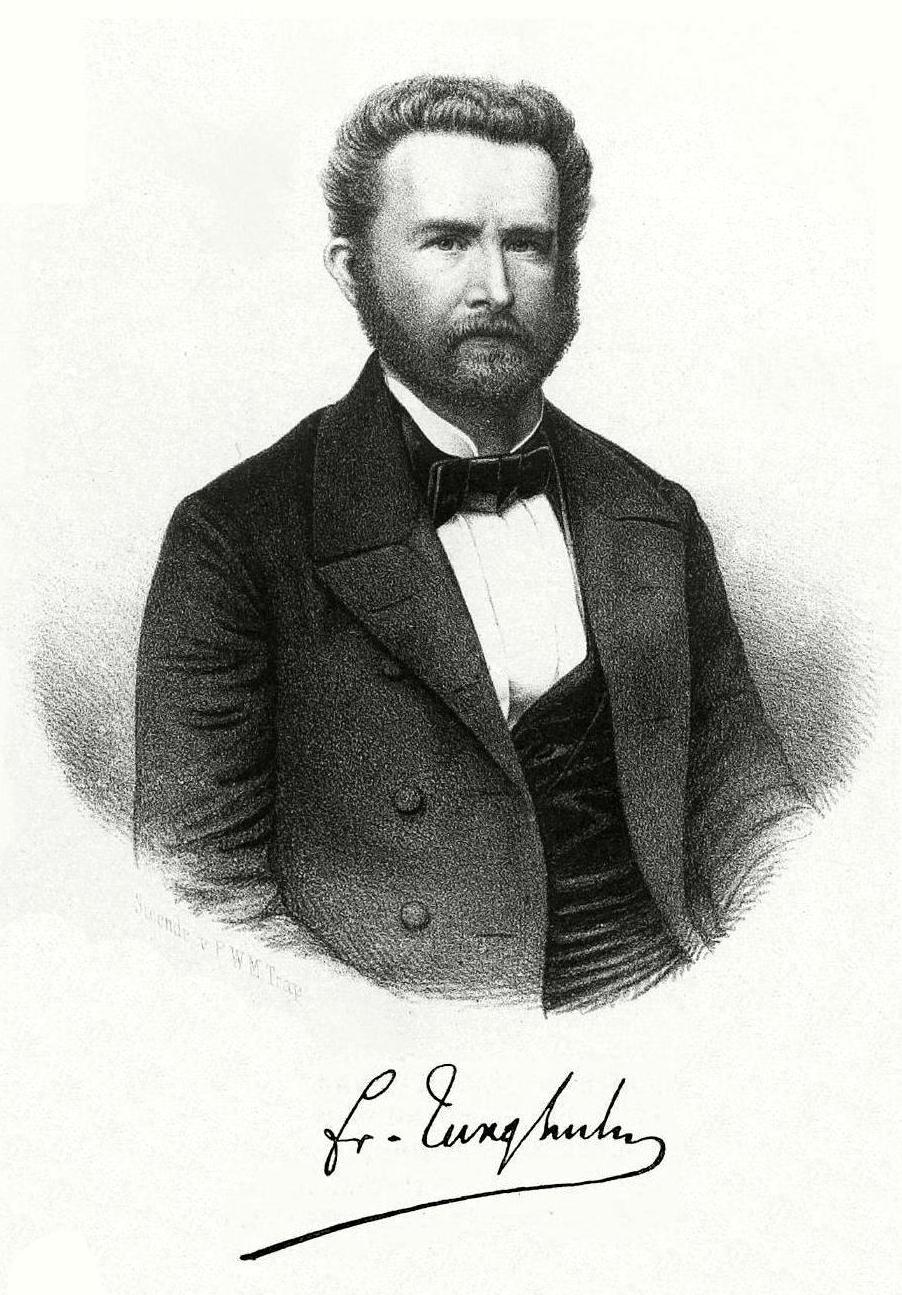
Franz Junghuhn, lithografiert von Pieter Willem Marinus Trap, ca. 1850

Franz Wilhelm Junghuhn (* 26. Oktober 1809 in Mansfeld; † 24. April 1864 in Lembang auf Java) war ein deutscher Arzt, Geologe, Botaniker und Landvermesser. Seine naturwissenschaftlichen Forschungs- und Entdeckungsreisen unternahm er auf den niederländisch-indischen, heute zu Indonesien gehörenden Inseln Java und Sumatra.

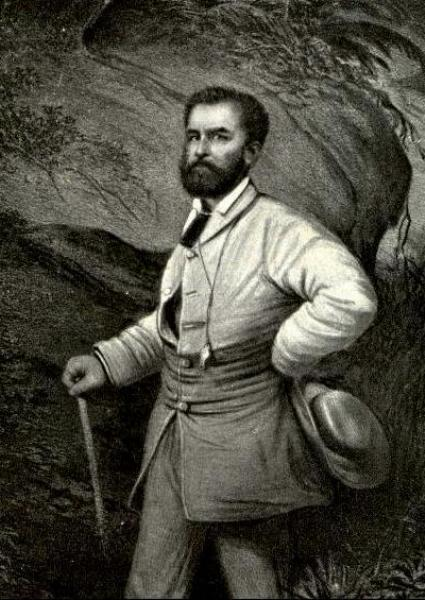
Fr. Junghuhn. Titelbild zum Aufsatz Franz Wilhelm Junghuhn von A. Wichmann. In: Petermanns Mitteilungen, 55. Band 1909, Tafel 37 (gegenüber S. 297)

Junghuhn. Porträt aus: Illustrirte Zeitung, Leipzig 1864

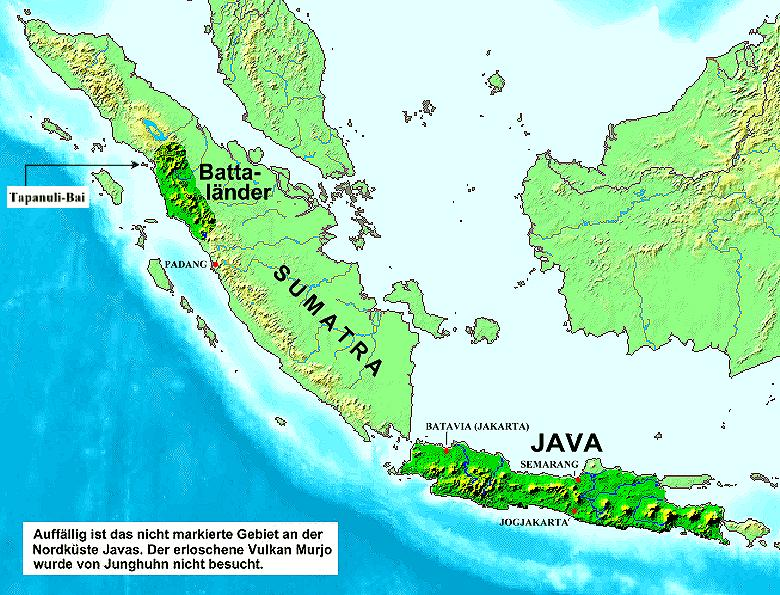
Junghuhns Forschungsgebiete

Die bedeutendste Leistung dieses „größten deutschen Forschers auf malaiischem Boden“ war die erste gründliche geographische, geologische und botanische Erforschung der Insel Java. Von bleibendem Wert ist sein darüber verfasstes, an Stoffmenge überbordendes Hauptwerk Java, seine Gestalt, Pflanzendecke und innere Bauart, das mit einem großformatigen Landschaftenatlas, der ersten zuverlässigen Karte dieser Insel und mit einem Katalog der geologischen Sammlung „zur Erläuterung des geologischen Baues“ ergänzt werden konnte. Darüber hinaus lieferte er die erste ausführliche topographische und ethnologische Beschreibung der südlichen Batakländer auf Sumatra. Von unschätzbarem Nutzen für die Bekämpfung der Malaria war die erfolgreiche Kultivierung von Chinarindenbäumen auf Java.
Junghuhns Werke, geschrieben unter dem Einfluss seines Vorbilds Alexander von Humboldt, zählen zu den wertvollsten Schöpfungen der geographischen Literatur. Jahrzehntelang regten sie zahlreiche Naturwissenschaftler zu weiterführenden Forschungen an. Reichhaltige Sammlungen belegen diese Werke: Geologen und Paläontologen haben seine Gesteins- und Fossiliensammlungen, Botaniker und Paläobotaniker seine Herbarien ausgewertet. Bis heute konnten diese Arbeiten nicht zum Abschluss gebracht werden.
Nach Meinung des Geographen Oscar Ferdinand Peschel gehört Junghuhn „zu den Zierden deutscher Wissenschaft“ neben Alexander von Humboldt und dem wohl wichtigsten Geologen seiner Zeit, Leopold von Buch. Als Botaniker nahm Junghuhn eine Spitzenstellung ein. Trotzdem ist dieser bedeutende Mann in Deutschland fast in Vergessenheit geraten. Das gilt sogar für seinen Heimatort Mansfeld: jeder kennt hier Martin Luther, der sieben Jahre lang eine Mansfelder Lateinschule besucht hat und dessen Einschulung alljährlich mit einem Festakt gefeiert wird, kaum jemand aber den hier geborenen Naturforscher Junghuhn. Auf Java, seinem wichtigsten Forschungsgebiet, ist Junghuhn besser bekannt.
Junghuhns offizielles botanisches Autorenkürzel lautet „Jungh.“.

## Leben

### Vorbemerkung
Viele seiner Anhänger waren und sind überzeugt, dass Junghuhn unter gleichen Voraussetzungen ähnliche Erfolge wie Alexander von Humboldt erzielt hätte. Die äußeren Bedingungen der beiden Forscher und ihre Charaktere waren jedoch vollkommen gegensätzlich. Humboldt genoss als Nachkomme eines wohlhabenden Adelsgeschlechts die denkbar beste Kindheits- und Jugenderziehung, seine naturwissenschaftlichen Neigungen wurden von verständnisvollen Privatlehrern gefördert, seine Mittel erlaubten ihm, uneingeschränkt seinen Neigungen nachzugehen, und seine Weltgewandtheit, vereint mit diplomatischem Geschick, verhalf ihm zu einem Einfluss, wie er weder vor noch nach ihm einem Forscher zuteilgeworden ist.
Ganz anders verlief die Entwicklung von Junghuhn. Der Sohn eines Kleinbürgers wurde mit rauer Hand erzogen. Entgegen seinen Neigungen sollte er seinen als Heilpraktiker tätigen Vater unterstützen und die dafür erforderlichen medizinischen Grundkenntnisse erlernen. Sein später so vielseitiges, weit darüber hinausgehendes Wissen, das ihn zu einem der herausragendsten Universalgelehrten des 19. Jahrhunderts erhob, muss er sich mit eiserner Willenskraft autodidaktisch angeeignet haben. Nach dem Zerwürfnis mit seinem Elternhaus und Jahren voller Entbehrungen sich als „heimatlos“ bezeichnend, begab er sich nach Niederländisch-Indien, wo er neben seinem Dienst als Militärarzt als Botaniker, Geologe, Paläontologe, Mineraloge, Vulkanologe, Ethnologe, Meteorologe und Landvermesser tätig war. Welche Fähigkeiten er in allen diesen Disziplinen besaß, ohne darin jemals ein Studium absolviert zu haben, davon zeugen seine Werke.
Das gespannte Verhältnis zu seinem Vater, von der Durchsetzung seiner naturwissenschaftlichen Interessen bis an die Grenze zur Unversöhnlichkeit verschärft, hat wesentlich zur Entwicklung seines trotzigen und unbeugsamen Verhaltens beigetragen. Anders als Humboldt war Junghuhn vollkommen undiplomatisch und kompromisslos bis zur Starrsinnigkeit. Respektlos, vielfach mit Hohn und Spott, äußerte er sich gegenüber Vorgesetzten, Fachkollegen, Kolonialbeamten und javanischen Adligen, was zu ständigen Auseinandersetzungen bis zum Ende seines Lebens geführt hat. Seine Widerstände gegen neidvolle Zeitgenossen und einflussreiche Kritiker machten ihn zu einem „kantigen zugeknöpften Einzelgänger“ und zu einem „unbequemen Mann, der es sich und anderen nicht leicht gemacht hat.“ „Was ihm in der Seele verhasst war, war Dilettantengeschwätz, und wenn man dazu noch seinen unwiderstehlichen Hang zur Satire rechnet, so lässt sich verstehen, weshalb sein Leben sich zu einer fast unaufhörlichen Kette von Konflikten gestaltete und sein Dasein wiederholt auf des Messers Schneide zu stehen kam.“ (A. Wichmann).
Bis zum Ende seines Lebens gab es nur eine Person, die er als Vorbild verehrte: Es war der bereits mehrfach genannte vierzig Jahre ältere Mitbegründer der geographischen Wissenschaft, Alexander von Humboldt, dessen Ansichten der Natur er als ein „unerreichbares Muster“ bezeichnet hat. Des Weiteren hat er in seinen Büchern und Schriften sehr oft kurze, meist 2-oder 4-zeilige Zitate von Johann Wolfgang von Goethe vorangestellt. Eine freundschaftliche Verbundenheit mit reichhaltigem Schriftverkehr pflegte er bis zum Lebensende mit dem Koblenzer Hochschullehrer und Botaniker Philipp Wirtgen. Sonst aber, abgesehen von untergebenen, dienstlich von ihm abhängigen oder den wenigen ihm wohlwollenden Personen, vermied er nach Möglichkeit den Umgang mit Menschen. Auf dem Gipfel eines Berges, weit weg von den lärmenden Menschen im Tiefland, fühlte er sich am wohlsten.
Dieses eigensinnige, aus seiner Jugend voller Widerwärtigkeiten entstandene Verhalten gab den Anstoß für Junghuhns Vorsätze für sein künftiges Leben. Entschlossen, in Zukunft allen Angriffen, ob persönlich oder wissenschaftlich, nach besten Kräften zu begegnen und sich auf die Natur zu konzentrieren, schrieb er auf einen Zettel zu Beginn seiner ersten Indienfahrt:

„Übe die Körperkräfte und härte Dich ab.
Beschäftige den Geist stets und lerne.
Schweige.
Komme nie außer Fassung.
Sei stark und Dir selber treu.
Verehre die Natur.
Übersteig das Alltägliche.

Lebe für Dich allein. – Gehe mit Niemanden um. –
Laß Dich in keine Händel, keine Intriguen ein.
Nimm an keiner Neuigkeitskrämerei Theil.
Suche keine Befriedigung bei Andern,
   kein Glück außer Dir,
   kein Ergötzen außer der Natur;
Dein Glück, – Dein Trost, – Deine Hoffnung, – Dein Glaube
   sei allein die  N a t u r  in ihren Körpern,
   in ihren stillen, sich ewig gleichen Kräften.“

### Jugend- und Studentenzeit

#### Jugendzeit in Mansfeld

Zeitgenössische Ansicht von Mansfeld mit dem Grafenschloss.
Aus dem Besitz von Max C. P. Schmidt, der dieses Bild zusammen mit einer Bleistiftzeichnung von Junghuhns Witwe überreicht bekam.

Junghuhn kam als erstes Kind der Eheleute Wilhelm Friedrich Junghuhn, eines Bergchirurgus, und Christine Marie geborene Schiele, Tochter eines Mansfelder Beutlermeisters, am 26. Oktober 1809 in der sächsisch-preußischen Kupfererz-Bergbaustadt Mansfeld auf dem Ostrand eines Harz-Ausläufers zur Welt. Von den fünf Geschwistern, die nach ihm folgten, starben zwei im Kindesalter. Erst 1819, er war inzwischen 10 Jahre alt, folgte ihm sein Bruder Karl und nach 16 Jahren, 1825, Schwester Albertine. Diese Altersunterschiede waren so groß, dass Junghuhn weder zu Karl noch zu Albertine die unter Geschwistern üblichen Zuneigungen empfinden konnte.
Auch hier drängt sich ein Vergleich mit Alexander von Humboldt auf; dieser hatte beste Verbindungen zu seinem zwei Jahre älteren Bruder Wilhelm, einem sprachgewandten Universalgelehrten, mit welchem er zeitweise gemeinsam studierte und die regsten Gedanken austauschen konnte. Nach den Gebrüdern Humboldt wurde die Berliner Universität benannt.
Über die Jugendjahre Junghuhns ist wenig bekannt. Nach Karl Johann August Müller, der in Mansfeld Zeitgenossen aufgesucht und nach Junghuhn befragt hat, soll er bei Jungenstreichen stets der Anführer gewesen sein. Seine Kühnheit grenzte an Verwegenheit. Unter anderem soll es eine seiner Lieblingsneigungen gewesen sein, die über Mansfeld aufstrebenden, damals noch nicht restaurierten Ruinen des Grafenschlosses an den gefährlichsten Stellen zu erklettern. Er verbreitete damit Furcht und Schrecken: Das waghalsige Erklimmen eines alten Mauerrestes, der herabzustürzen und die Menschen und Häuser am Fuße des Schloßbergs zu zerschmettern drohte, war für ihn besonders anziehend. Furchtlos durchkroch er mit einem Bindfaden und einer Laterne die unterirdischen Räume und Gänge der Burg.
Schon früh erwachte in Junghuhn sein Hang zur Natur: In den dichtesten Wäldern sammelte er Blumen, Kräuter und ganz besonders Pilze. In seinem Bestreben, die Pflanzen naturgetreu abzubilden, entwickelte er ein hohes Talent zum Zeichnen.
Diese Sehnsucht zur Natur wurde jedoch in seinem kleinbürgerlichen Elternhaus unterdrückt. Als Erstgeborener war Junghuhn dazu bestimmt, die berufliche Laufbahn des Vaters einzuschlagen und für den Unterhalt seiner Eltern bis zu ihrem Ableben zu sorgen. Er sollte etwas Besseres werden als sein Vater, der nur mit Unterstützung seiner wohlhabenderen Gattin ein mittelständisches Leben führen konnte. Junghuhns Mutter war es, die von ihrem Privatvermögen für 250 Taler preußische Courant das Haus „hinter der St.-Georgs-Kirche“ für die Familie gekauft hat; der Vater hätte sich dieses Haus nicht leisten können. Mansfeld besaß jedoch kein Gymnasium, weshalb Junghuhn mit dem Ziel, die Hochschulreife zu erreichen, von einem Privatlehrer unterrichtet wurde. Ein folgenschwerer Missgriff war die Übertragung dieser Aufgabe an den evangelisch-lutherischen Mansfelder Archidiakon Carl Ferdinand Hecht: Dieser unterrichtete mit so ungewöhnlicher Strenge und konservativer Gottgläubigkeit, dass Junghuhn bis an sein Lebensende sich gegen die christlichen Lehren stellte und ein Anhänger und Verfechter des Pantheismus geworden ist. Mit gleicher Strenge und Gründlichkeit war jedoch auch seine Ausbildung in Latein, und im Hinblick auf die in dieser Sprache vorgenommenen Pflanzenbestimmungen war es vermutlich dasjenige Unterrichtsfach, das Junghuhn mit dem größten Eifer gelernt hat.

#### Medizinstudium in Halle
Von hier ab existieren unterschiedliche und lückenhafte Darstellungen. Die nachstehenden Ausführungen über seine ersten Studienjahre folgen den Recherchen der Historikerin Renate Sternagel, die sie 2011 in ihrem Buch Der Humboldt von Java veröffentlicht hat.

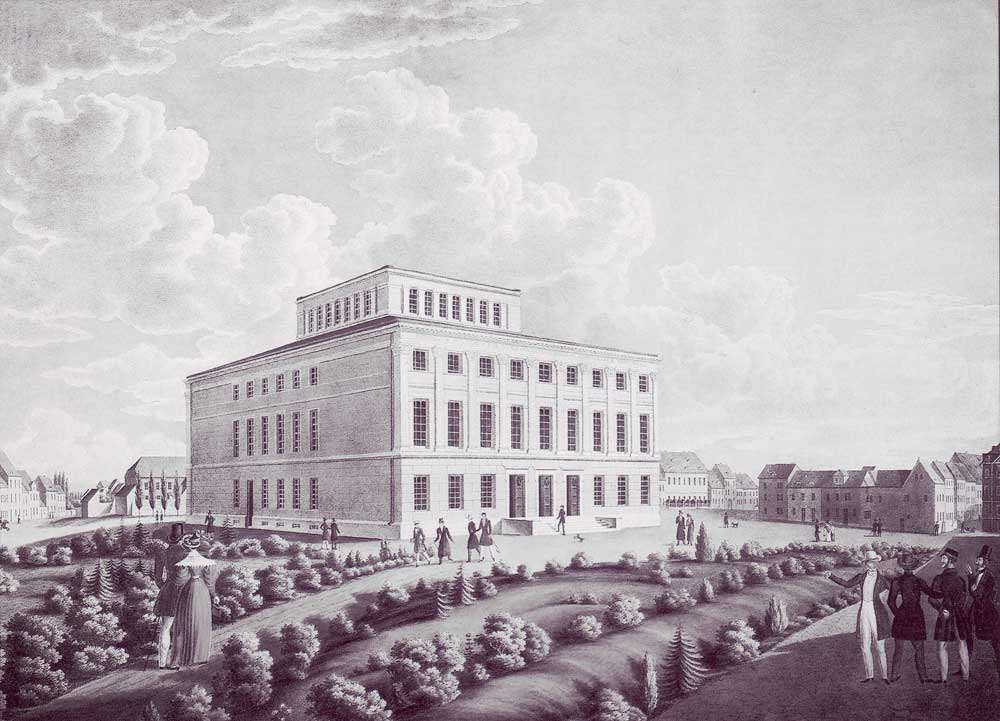
Das Universitätsgebäude in Halle 1836 (heute: „Löwengebäude“)

Ende September 1825, wenige Wochen vor seinem 16. Geburtstag, begab sich Junghuhn nach Halle, um sich für ein Studium der Medizin vorzubereiten. Für das Bestehen des dafür erforderlichen Abiturs reichte sein in Mansfeld erhaltener Unterricht nicht aus. Bis zum Beginn seines Studiums nahm ihn der Theologieprofessor Johann Karl Thilo auf, von dem er vermutlich Privatunterricht erhielt. Mit Mühe bestand er die Reifeprüfung mit dem Prädikat drei, was bei dem damaligen vierstufigen Zensursystem beinahe einem „ungenügend“ entsprach. Erst jetzt, am 1. Juli 1827 im Alter von 17 Jahren, konnte er sich an der Universität Halle-Wittenberg zum Studium der Medizin einschreiben.
Einer der ersten Biographen Junghuhns war der soeben genannte Karl Johann August Müller, der seinen 1865 gehaltenen Vortrag im Gewerbeverein zu Halle in der von ihm redigierten Monatszeitschrift Die Natur veröffentlicht hat. Darin ist zu lesen, dass Junghuhn „der Sirenenstimme der Natur“ gefolgt und sein Medizinstudium mit Naturstudien „verbummelt“ hat. Spätere Biographen haben dies offensichtlich ungeprüft übernommen, und so hat sich dieser Irrtum mit großer Beharrlichkeit bis in die jüngste Vergangenheit erhalten. Erst Renate Sternagel hat durch Einsichtnahme in Junghuhns Abgangszeugnis die Wahrheit über sein Studium in Halle aufgedeckt: Junghuhn hat nicht nur alle Vorlesungen und Übungen absolviert, sondern darüber hinaus auch in der philosophischen Fakultät Vorlesungen besucht, da zu dieser Zeit Medizinstudenten für die Zulassung zur Promotion eine philosophische Prüfung ablegen mussten. Alle Professoren, bei denen er hörte, bescheinigten ihm „außerordentlichen Fleiß“. Junghuhn war demnach ernsthaft bemüht, ein promovierter Doktor der Medizin zu werden.
Junghuhns Medizinstudium diente jedoch nur dem Zweck, nach erfolgreichem Abschluss eine Laufbahn als Naturwissenschaftler mit Schwerpunkt Mykologie anzustreben. Dieses Ziel wurde noch gefestigt durch den Einfluss seiner naturliebenden Jugendfreunde, des gleichaltrigen Oswald Heer und des zwei Jahre älteren Hermann Burmeister, die in Halle neben anderen Wissenschaften Entomologie studierten. Gemeinsam unternahmen sie Exkursionen in die Umgebung, und die dabei gewonnenen Erkenntnisse diskutierten sie des Öfteren mit dem wohlgesonnenen Botaniker Georg Friedrich Kaulfuß. Für Junghuhn waren diese Zusammenkünfte wahre Sternstunden in jener Zeit.
Ab 1826 wurde mit praxisnahen Universitätsvorlesungen ohne Immatrikulation eine Ausbildung zum „Wundarzt erster Klasse“ angeboten. Nur diesen, um ein Jahr kürzeren Bildungsweg, wollte der Vater finanziell unterstützen. Damit hätte er seinen Sohn gezwungen, Arzt und nicht Botaniker zu werden. Nachdem sich aber Junghuhn entgegen seinem Willen für das Medizinstudium an der Universität eingeschrieben hatte, stellte er seine finanziellen Zuwendungen ein.
Wir wissen es nicht, wie es Junghuhn in Halle gelang, eineinhalb Jahre lang ohne diese Zuwendungen sein Leben zu bestreiten. Mit Sicherheit war es für ihn eine demütigende Zeit. Vergeblich bemühte er sich, neben seinem Studium mit Gelegenheitsarbeiten ein Auskommen zu verdienen. Er blieb seine Miete und seine Studiengebühren schuldig und ließ von mitleidigen Ladeninhabern seine Einkäufe anschreiben. Nach Müller verkaufte er sogar seine Bücher und sein Bett, „von dessen Erlöse es sich nothdürftig noch eine Zeit lang leben ließ.“ Schließlich blieb Junghuhn nichts anderes übrig, als am 1. Februar 1829 sein Studium aus Geldmangel aufzugeben. In seinem Abgangszeugnis der Universität steht diesbezüglich der mit akademischer Würde formulierte Satz: „Hinsichtlich seines Verhaltens wird bemerkt, dass ökonomische Unordnungen zu rügen waren.“

#### Rückkehr nach Mansfeld, Suizidversuch
„Schwankend zwischen Furcht und Hoffen, zwischen Reue und Stolz, zwischen Tod und Leben,“ kehrte er zu seinen Eltern nach Mansfeld zurück. Es lässt sich denken, welch heftige Auseinandersetzungen er mit seinem Vater durchstehen musste. Zu den gravierendsten Streitpunkten zählten nicht etwa seine in Halle hinterlassenen Schulden, denn die hatte ja sein Vater wegen unterlassener Unterhaltszahlungen selbst verursacht, sondern sein standhafter Widerstand gegen eine Ausbildung zu einem Wundarzt. Wenig später hielt es Junghuhn zuhause nicht mehr aus: Botanisierend durchstreifte er, oft wochenlang abwesend, Thüringen, den Harz und die Umgebung von Braunschweig, sehr zum Unwillen seines Vaters, der die Botanik als unnütze Liebhaberei ansah, mit der „kein Brot zu verdienen“ sei. Die Zukunft seines Sohnes hielt er nun endgültig für gescheitert.

Die nach Junghuhns Vorlagen lithographierten Tafeln VI und VII in der Linnaea, Jg. 1830

Auf welche Weise Junghuhn ohne Geldmittel seine botanischen Streifzüge durchgeführt hat, ist ebenfalls bis heute nicht bekannt. Mit besonderer Vorliebe widmete er sich den Pilzen, entdeckte 28 neue Arten und schrieb darüber in fehlerfreier lateinischer Sprache eine mit kolorierten Zeichnungen versehene wissenschaftliche Abhandlung. Diese Arbeit eines unbekannten Medizinstudenten bekam so viel Anerkennung, dass sie 1830, zusammen mit seinen Zeichnungen auf zwei farbig lithographierten Tafeln, in der renommierten botanischen Zeitschrift Linnaea veröffentlicht wurde. Das war die erste „Frucht“ des Latein-Unterrichts vom Mansfelder Archidiakon Carl Ferdinand Hecht, die vermutlich von Professor Thilo in Halle zu höchster Reife entwickelt wurde. — Schon damals muss Junghuhn über eine bewunderungswürdige Auffassungsgabe verfügt haben: Das Erkennen und Bestimmen einer noch nicht bekannten Pilzart setzt ein lückenloses Studium aller für die durchstreiften Gebiete vorhandenen mykologischen Werke voraus.
Vater und Sohn blieben unversöhnlich. Trotz und Unnachgiebigkeit standen sich gegenüber. Junghuhns tiefe Abneigung, in Mansfeld, einem vom Schieferbergbau verstaubten Dorf mit etwa 2700 Einwohnern, bis zum Ende seines Lebens als Wundarzt zu praktizieren, die damit einhergehende trübsinnige Aussicht, spießbürgerliche Menschen zu kurieren, die mit gottesfürchtiger Frömmigkeit – Luther hat hier deutliche Spuren hinterlassen – dem „verlogenen Aberglauben“ des Christentums huldigen, seine innige Zuneigung zur „einzig wahren Offenbarung“ Natur, sein chronischer Geldmangel, der ihn daran hinderte, naturwissenschaftliche Studien zu betreiben und – nicht zuletzt – sein eigensinniger und ehrgeiziger, nach Freiheit und Unabhängigkeit strebender Charakter trieben ihn schließlich zu einem Selbstmordversuch: In einem Kellergewölbe des Mansfelder Schlosses, im Angesicht seines Elternhauses, schoss er sich mit einer Pistole in den Hinterkopf.
Im Hinblick auf seine bis dahin erworbenen nicht unwesentlichen medizinischen Kenntnisse und den Umstand, dass es sich bei diesem Selbstmordversuch offensichtlich um einen sorgfältig gezielten Streifschuss an die hintere Schädeldecke gehandelt hat, drängt sich die Vermutung auf, dass Junghuhn sich nicht das Leben nehmen, sondern sich nur verletzen wollte, um seinen Vater zum Nachgeben und Einlenken zu bewegen. Nur Enttäuschung und Bedauern empfand jedoch der Vater für den schwer verletzten Sohn. Mit Hilfe eines Arztes pflegte er ihn gesund. Für Junghuhn muss die Zeit seiner Pflege und Genesung im Haus seines Vaters ein Martyrium gewesen sein. Welches Ausmaß das Zerwürfnis Junghuhns mit seinem Vater angenommen hatte, geht aus folgendem Bericht hervor: Als dem Vater gemeldet wurde, dass ein Mann sich mit einer Schusswaffe verwundet hat, zog er sich rasch an. Nachdem ihm aber mitgeteilt wurde, dass es sich um seinen eigenen Sohn handelt, stellte er die Stiefel wieder in die Ecke. Vergeblich bat ihn der Bürgermeister, sich um seinen Sohn zu kümmern. Erst dem eilig herbeigerufenen Landrat gelang es, den Vater zur Hilfeleistung zu bewegen. Zuhause verspottete der Vater seinen Sohn über die Dummheit, mit welcher ein angehender Mediziner versucht hatte, sich von hinten zu erschießen. Mit den Worten „So hätte er es machen müssen!“ tippte er sich mit dem Finger an die Stirn. – Die Wunde, die Junghuhn sich beigebracht hatte, war jedoch nicht ungefährlich: In Halle musste ihm ein Stück Schädelknochen „von der Größe eines Viergroschenstückes“ entfernt werden; diese Münze hat einen Durchmesser von 30 Millimeter.

#### Duell in Berlin, Festungshaft in Ehrenbreitstein

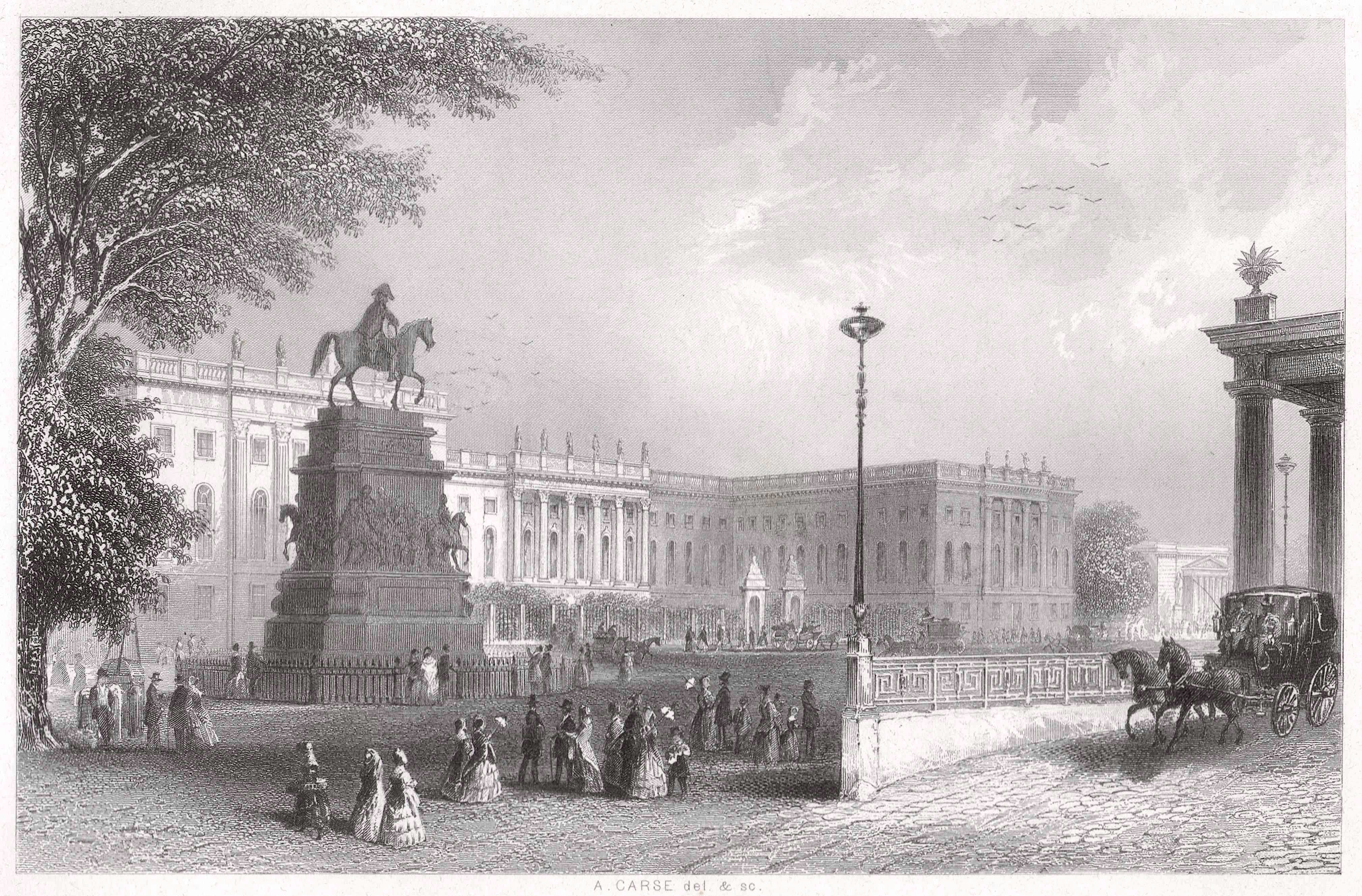
Friedrich-Wilhelms-Universität um 1850

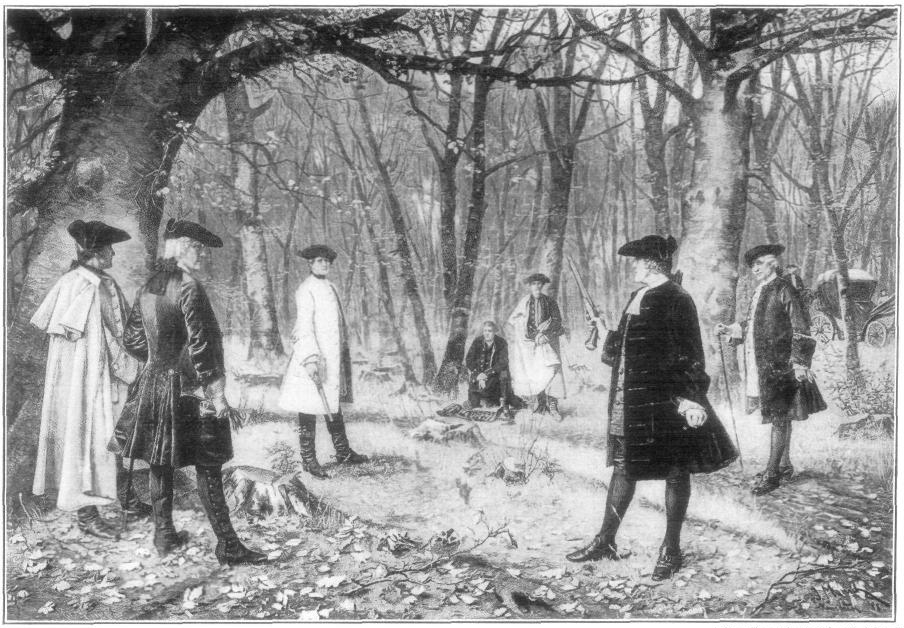
Ein Pistolenduell

Von Ostern 1830 bis Ostern 1833 war Junghuhn an der medizinischen Fakultät der Friedrich-Wilhelms-Universität in Berlin eingeschrieben. Vielleicht hatte er es doch mit seinem Suizidversuch erreicht, dass sein Vater den Widerstand gegen das Medizinstudium aufgab. Junghuhns Hoffnung auf einen harmonischen Neuanfang mit ihm war jedoch nur von kurzer Dauer, denn nur wenige Monate nach seiner Immatrikulation folgte ein Ereignis, das ihn vollends aus der Bahn zu werfen drohte.
Eine Einsicht der Historikerin Renate Sternagel in die Akten des Berliner Geheimen Staatsarchivs ergab folgendes: Am 30. August 1830 wurde in einer Berliner Restauration Franz Wilhelm Junghuhn aus Mansfeld von einem schweizerischen Studenten namens Schwoerer aus Basel „dummer Junge“ genannt. Junghuhn antwortete mit „infamer Hundsfott“. Schwoerer war darüber so empört, dass er Junghuhn zum Duell mit Krummsäbeln aufforderte. Junghuhn lehnte ab, weil er keiner der sich „schlagenden“ Studentenverbindungen angehörte und deshalb auch „nicht schlagen könne“. Sie einigten sich auf ein Duell mit Pistolen.
Dieses Duell fand am 1. September 1830 statt. Junghuhn erhielt einen Schuss durch den linken Schenkel, Schwoerer dagegen blieb unverletzt. Es wird vermutet, dass Schwoerer hastig zuerst geschossen und Junghuhn daraufhin absichtlich daneben geschossen hat: Fünf Schritte „Barriére“ bedeuten einen Abstand von etwa acht Metern; bei dieser kurzen Entfernung ist es fast unmöglich, mit einem gezielten Schuss seinen Gegner zu verfehlen.

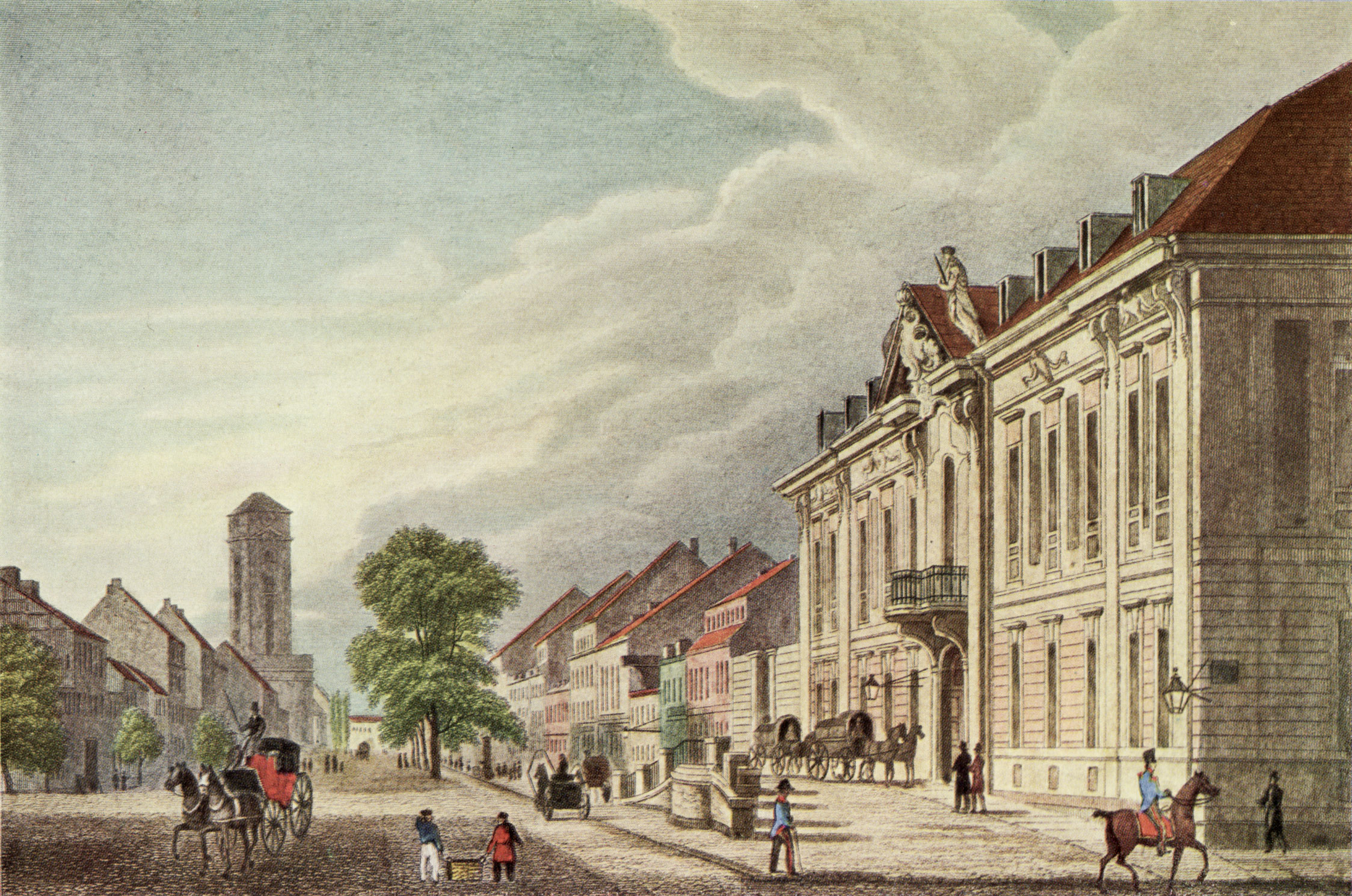
Lindenstraße mit Berliner Kammergericht

Diese Ehrenhandlung war damals ein schweres Vergehen: Harte Strafen wurden von der Justiz verhängt, nicht nur für die Kontrahenten, sondern auch für deren Sekundanten. Schwoerer hat sich seiner Verhaftung durch Selbstmord entzogen. Junghuhn blieb vorerst unbehelligt und setzte sein Medizinstudium acht Monate lang fort. Erst am 9. Juni 1831 wurde er vom Senat des Berliner Kammergerichts zu zehn Jahren Festungshaft verurteilt. Zu dieser Zeit befand sich jedoch Preußen wegen Unruhen in den westlichen Nachbarländern im Alarmzustand, und da Junghuhn aus diesem Anlass im April 1831 zum Militär eingezogen und im Hunsrück einer Einheit der Preußischen Rheinarmee zugeteilt wurde, musste der Vollzug seiner Haftstrafe zunächst aufgeschoben werden. Neun Monate lang leistete er als „Compagnie-Chirurg“ seinen Dienst bei einer in Simmern und Laubach stationierten Feldbatterie. Seine Hoffnung auf Straferlass nach einer so langen Zeit wurde jedoch unvermittelt und unerwartet ausgelöscht: Am 25. Dezember 1831, „als die Armee demobil gemacht und auf den Friedensfuß gesetzt wurde“ (Junghuhn), erhielt in Laubach sein Kommandant Befehl, ihn festzunehmen und in die Festung Ehrenbreitstein zu überführen.
Mit diesem Ereignis beginnt Junghuhns autobiographisches Manuskript Flucht nach Afrika, das von seinem Großneffen Max Carl Paul Schmidt in seinem Werk Franz Junghuhn. Biographische Beiträge zur 100. Wiederkehr seines Geburtstages veröffentlicht wurde (Verlag der Dürr'schen Buchhandlung, Leipzig 1909). Bis heute ist dieses Manuskript, das auf 153 gedruckten Seiten in vollendetem kurzweiligem Stil einen der konfliktreichsten Abschnitte in Junghuhns Leben beschreibt, die einzig gebliebene Veröffentlichung und damit die einzige authentische Quelle über diese Zeit.

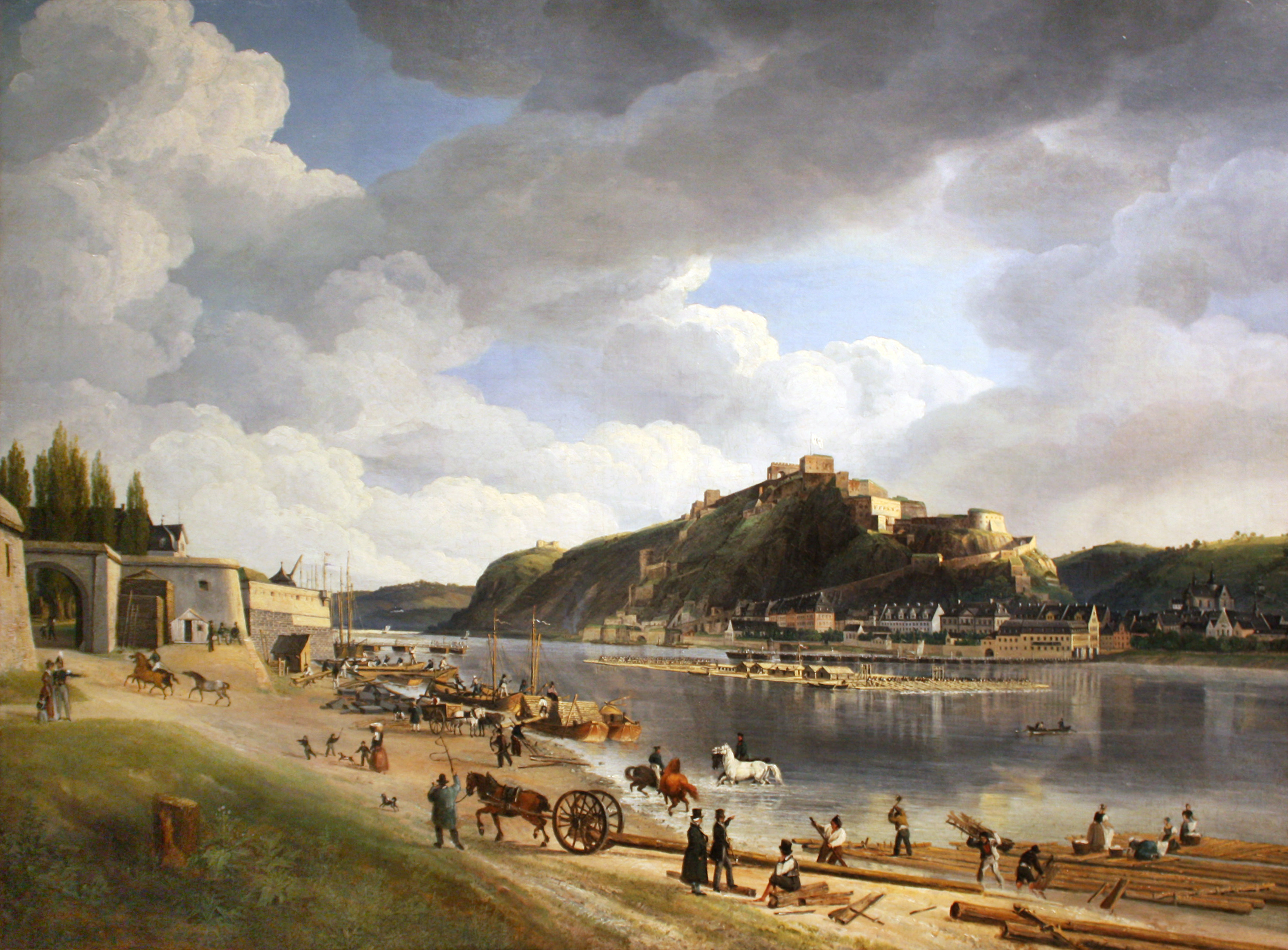
Zeitgenössische Ansicht vom Koblenzer Ufer zur Festung Ehrenbreitstein

Auf Stroh gebettet in einem offenen Viehwagen und mit einer Bootsfahrt zwischen Eisschollen über den Rhein wurde Junghuhn am 1. Januar 1832 in das Militärgefängnis auf der Festung Ehrenbreitstein eingeliefert. Die schlimmste Zeit seines Lebens hatte begonnen: Für den rastlos forschenden, nach Freiheit und Unabhängigkeit strebenden erst 22-jährigen Junghuhn, dem seit seiner frühen Jugend das Studium der Natur die Erfüllung seines Lebens ist, kann es wohl kaum eine schlimmere Strafe geben, als in einem dunklen Verlies in nutzloser Untätigkeit eine mehrjährige Haftstrafe abzusitzen. Was dieses Unglück für ihn bedeutet hatte, kann man nur erahnen aus den folgenden Worten:

„Meine Feder ist zu schwach, die Trübsal zu schildern, die ich in diesem Gefängnis erlitten habe. Die Zeit schlich in den vier kahlen Wänden so fürchterlich langsam hin, und mein Geist fand in der ungeheuren Einsamkeit so wenig Anhaltepunkte, so wenig Auffaßbares, daß er zu verdorren schien […]. Ein Tag schleicht hin wie der andere, langsam, todtenstill, keine Abwechslung unterbricht die ewige Einförmigkeit; düster erwacht man des Morgens, blos um sich nach der folgenden Nacht zu sehnen und einige Stunden kargen Schlafs zu genießen […]. Da mich der Verhaftungsbefehl plötzlich und unvorbereitet getroffen hatte und ich daher meine Gefangenschaft ganz von Geldmitteln entblößt antrat, so mußte ich die Monate Januar und Februar in der ärgsten Winterkälte zubringen und die langen Abende und Nächte ohne Licht, ohne mich auf meinem Stroh unter dünner Decke erwärmen zu können […].“

Hinzu kam seine Überzeugung, dass er unschuldig einsaß: Trotz seinem großmütigen Entgegenkommen, sich bei gegenseitiger Rücknahme der Beschimpfungen bei seinem Herausforderer zu entschuldigen und mit diesem Verhalten nach dem damaligen Ehrencodex sich als Feigling bloßzustellen, wurde er vom unnachsichtigen Schwoerer zum Duell gezwungen. Niemand, außer ihm selbst, ist bei diesem Duell zu Schaden gekommen. Dass Schwoerer sich nach diesem Duell das Leben genommen hat, konnte ihm nicht angelastet werden. Weshalb er unter diesen Umständen einen beträchtlichen Teil seines noch jugendlichen Lebens in einem Kerker verbringen sollte, war für ihn nicht nachvollziehbar. Gedanken an Rache und Flucht kamen auf.
Nach über zwölf Monaten Gefangenschaft konzentrierten sich seine Gedanken immer mehr auf eine Flucht. Aus Ehrenbreitstein war ein Entkommen unmöglich. Es musste ein anderer Weg gefunden werden. Endlich fiel ihm ein hoffnungsvoller Gedanke ein: Nach einem Reglement, das ihm bekannt war, konnten kranke Stabsoffiziere in ein Lazarett aufgenommen werden. Unverzüglich simulierte er so glaubwürdig ein Brustleiden, dass man sich genötigt sah, ihn am 20. Januar 1833 in das Koblenzer Garnisonslazarett in der Weißer Gasse (ehemaliges Dominikanerkloster) zu überführen. Hier waren die Lebensbedingungen ungleich besser, wenn er auch eingesperrt war in einem Dachzimmer mit vergittertem Fenster. Schneller und angenehmer verstrich hier die Zeit; „[…] theils trugen mir die im Lazarett wohnenden Ärzte allerhand Bücher und Schriften zu, theils zerstreute mich der Unterricht der Chirurgengehilfen, den ich übernommen hatte […]“ (Junghuhn). Da aber nach monatelanger ärztlicher Behandlung keine Anzeichen einer Genesung zu erkennen waren, sollte er im Juli 1833 wieder im Ehrenbreitstein eingekerkert werden. Verzweifelt richtete Junghuhn ein Gnadengesuch an den preußischen König. Eine Antwort auf dieses Gesuch blieb jedoch aus. Daraufhin simulierte er so überzeugend eine Geisteskrankheit, dass drei Ärzte ihn übereinstimmend für „total wahnsinnig“ und seinen Verstand für „hoffnungslos verloren“ hielten. Mit welcher Ironie er seine ärztliche Behandlung beschrieben hat, geht aus folgenden Sätzen hervor: „Sie überhäuften mich, fast mitleidig, mit den probatesten und auserlesensten Pülverchen und Tränkchen. Da gab es resolventia, altercantia, Narcotica und Belladonna-pülverchen die Menge, die aber natürlicher Weise einen andern Weg als den beabsichtigten durch den tractus intestinorum nehmen mußten (weil ich bange war, davon wirklich toll zu werden). An Zurückbringen auf die Festung war folglich unter solchen Umständen nicht mehr zu denken.“ Ab diesem Zeitpunkt aber war Junghuhn sich der drohenden Gefahr bewusst, jederzeit als unheilbarer Geisteskranker in die Irrenanstalt nach Siegburg eingeliefert zu werden.
Dem Misstrauen eines Militärarztes verdankte Junghuhn die Bekanntschaft mit Philipp Wirtgen, der als Botaniker in der Rheinprovinz große Anerkennung besaß. Wirtgen wurde gebeten, einen „merkwürdigen“ Mann anzusehen, der vom Ehrenbreitstein ins Koblenzer Lazarett gebracht worden war und „bedenkliche Anzeichen von geistiger Störung“ erkennen ließ. Da der Patient bei den Spaziergängen im Garten des Lazaretts mit offenbar wissenschaftlichem Verstand sich für die Pflanzen interessierte, kamen Zweifel auf an der Echtheit seiner Geisteskrankheit. Wirtgen erschien dem Militärarzt als die am besten geeignete Person, den Zustand des Patienten mit dem nötigen Fachwissen zu beurteilen. Kaum war Junghuhn mit Wirtgen allein, gab er sich ihm zu erkennen und schloss mit ihm eine Freundschaft, die bis zum Ende seines Lebens währte.

#### Flucht nach Frankreich, mit der Fremdenlegion in Algerien
In der Nacht vom 13. zum 14. September 1833 floh Junghuhn aus dem Lazarett. Zwei Schlüssel hat er für das Verlassen des Gebäudes und des Gartens benutzt und nach einem Sprung über einen hohen Wall in die Mosel geworfen. Mit Hilfe einer aus dem Gedächtnis in Ehrenbreitstein gezeichneten Karte eilte er über den Hunsrück, Trier und Luxemburg nach Belgien. Am 22. September passierte er die französische Grenze. Erst jetzt fühlte er sich vor einer Verfolgung sicher, da die einstmals feindlichen Franzosen gegenüber flüchtigen Deutschen ausgesprochen freundlich gesinnt waren. Nicht nur das: Solange das Ziel seiner Reise dem Interesse des französischen Staates entsprach, erhielt er für jeden Tag und für jede Etappe ein Reisegeld von einem Franken und für die Nächte ein billet de logement, einen Gutschein für ein Abendessen und eine Übernachtung. Vergeblich hoffte er, nach Paris zu gelangen, um bei der dortigen naturwissenschaftlichen Elite des Landes – womöglich sogar bei seinem oft dort weilenden Vorbild Alexander von Humboldt – sich für eine Forschungsfahrt in ein tropisches Land zu bewerben. Für eine Reise nach Paris waren jedoch diese Vergünstigungen nicht zu bekommen. Stattdessen erhielt er bereits in Longwy den Rat, in Nancy, beim Kommandanten der Fremdenlegion, als officier de santé (Sanitätsoffizier) anzuheuern. Dort bekam er jedoch den Bescheid, dass nur das Hauptdepot in Toulon das Recht habe, Offiziere zu engagieren. In Ermangelung aller Mittel fasste er daraufhin notgedrungen den Entschluss, nach Toulon zu wandern, da er auf das Reisegeld und auf die kostenlosen Übernachtungen nicht verzichten konnte. Auch die Neugier eines Naturforschers auf das Atlas-Gebirge in Nordafrika hat zu diesem Entschluss beigetragen.
Unter Hinzuziehung einer genauen Karte lässt sich sein Weg exakt verfolgen. Mehrfach musste er seinen Marsch wegen wundgelaufenen Füßen unterbrechen. Stets haben dann bereitwillig römisch-katholische Klöster ihre Pforten geöffnet, um ihn zu verköstigen und zu kurieren. Die Gebete wurden überwiegend in separaten Gebetshäusern zelebriert, was Junghuhn mit seiner pantheistischen Glaubenseinstellung sehr zustatten kam. Zehn Tage dauerte sein längster Aufenthalt in einem Kloster. – Unauslöschbar, „nicht mit Worten zu beschreiben“, war sein Empfinden beim ersten Anblick des spiegelglatten, bis zum Horizont reichenden Mittelmeeres.

Toulon im Jahr 1855

Am 16. November 1833 erreichte er endlich das Ziel seiner zwölfhundert Kilometer langen Flucht, die stark befestigte Stadt Toulon, der wichtigste und bedeutendste Heimathafen der französischen Mittelmeer-Flotte. Hier meldete er sich bei der Legion als Arzt, wurde aber zu seinem Verdruss nur als Soldat rekrutiert. Seine Zivilkleidung musste er gegen eine Uniform der Legion eintauschen, die aus einer roten Mütze, einem blauen Gewand, einer roten Hose und einem Tornister mit einer Wolldecke bestand.

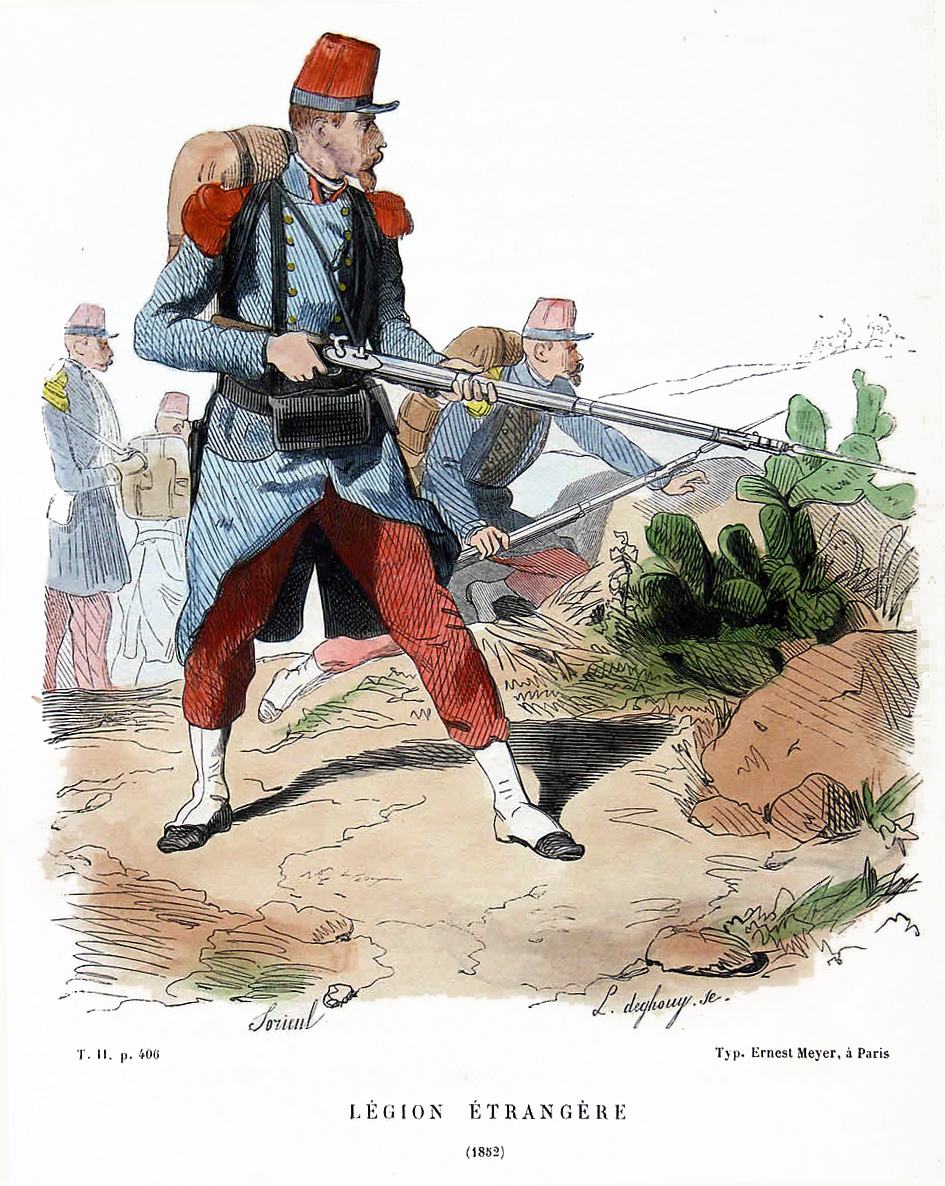
Uniform der Fremdenlegion
(Légion Étrangère), 1852

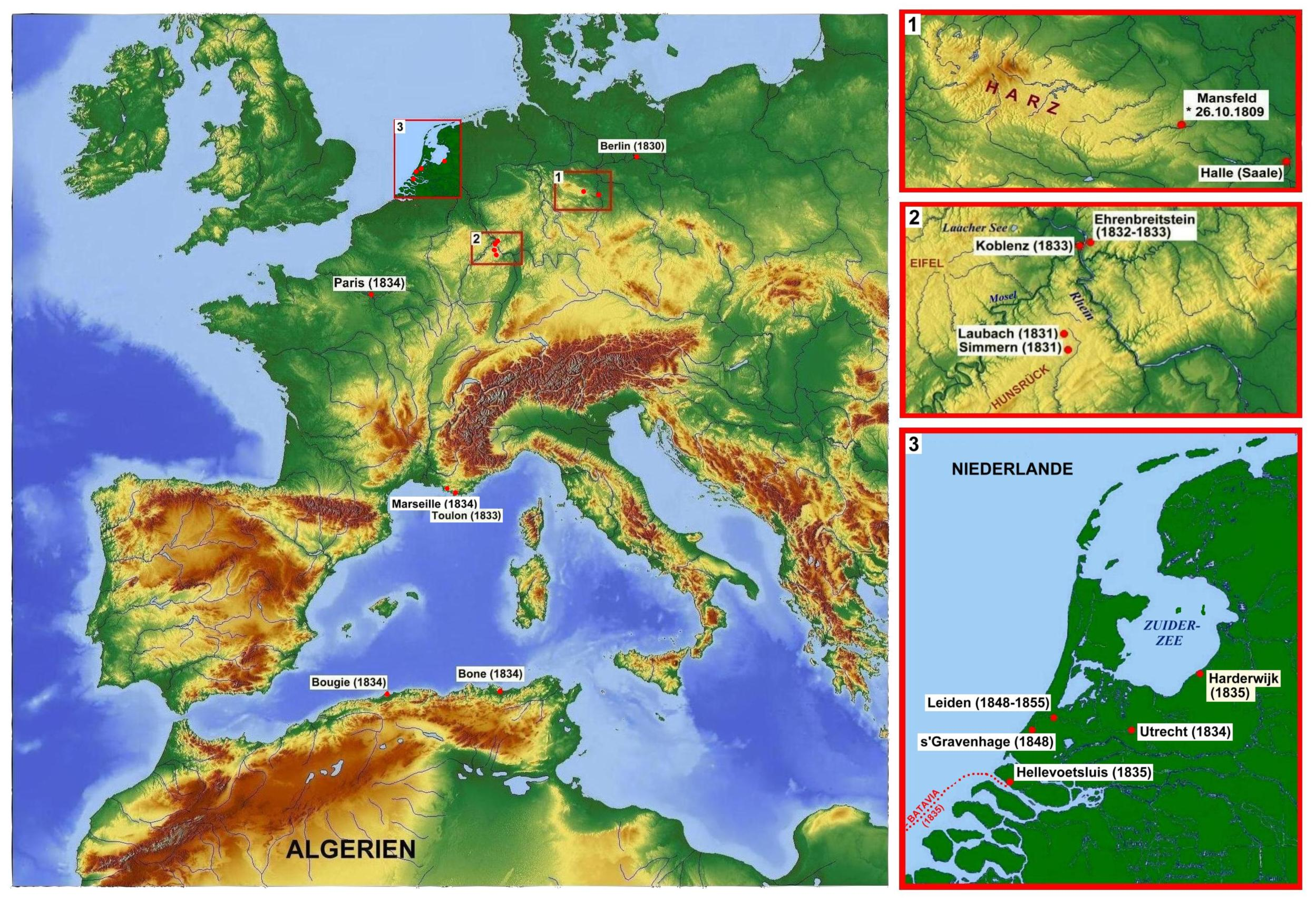
Junghuhns Stationen in Europa und Afrika. – Auf der Nebenkarte 3 (Niederlande) sind die Küsten und Binnengewässer so dargestellt, wie sie während Junghuhns Aufenthalt in den Jahren 1834–1835 vorhanden waren

Junghuhn wurde einer Abteilung zugewiesen, die für einen Einsatz in Algerien bestimmt war. Am 13. Dezember 1833, zusammen mit 350 fast durchweg desertierten deutschen Soldaten, ging er an Bord der Segel-Korvette la Fortune. Erst am 2. Januar 1834, nach 19 Tagen auf See mit heftigen Stürmen, die mit Trümmern von Fässern und herumrollenden Kanonenkugeln für einen lebensgefährlichen Einsatz der tapferen Besatzung und für Verletzungen und Übelkeit, Hunger und Durst, Frost und Nässe, Ungeziefer und Schlaflosigkeit bei den Soldaten gesorgt haben, erreichte das Schiff die Nordküste Afrikas und ankerte im algerischen Hafen Bougie. Trotz seines dortigen Aufenthalts von nur wenigen Tagen, in welcher Zeit er noch mithelfen musste, einen verstorbenen Soldaten emotionslos in einem schnell ausgehobenen Loch zu verscharren, verdanken wir Junghuhn von diesem Ort, seinen Bewohnern und seiner Umgebung eine detaillierte Beschreibung.
Am 11. Januar 1834 wurde Bône erreicht, Junghuhns endgültiger Bestimmungsort. Wieder lernen wir Junghuhn als einen alles registrierenden und sorgfältig notierenden Beobachter kennen: Seine Schilderungen von Bône und seinen Bewohnern, der Ruinen von Hippone, des Forts Caspar, der Umgebung mit ihrem Pflanzenwuchs, der wilden und zahmen Tiere, von Beduinendörfern und den in Bône herrschenden Krankheiten gehören zu den ausführlichsten, die jemals darüber geschrieben worden sind. Nichts entging seinen wachsamen Augen, und so schilderte er auch in allen Einzelheiten die entsetzlich-grauenhaften Exekutionen von zum Tod verurteilten Arabern, denen die Köpfe abgeschlagen wurden. Inzwischen hatte sich der Soldat Junghuhn als sachkundiger und geschickter Sanitäter bewährt: Nach Überreichung eines „Doktor-Diploms“ und eines Säbels wurde er zum Sanitäts-Unteroffizier im Rang eines Korporals befördert.
Ein Ausflug in das Gebirge zur Wasserleitung der Phönizier, von fünf bewaffneten Kameraden begleitet, endete nach einer Begegnung mit einer überlegenen Zahl von Arabern in einer wilden Flucht hangabwärts, „halb fliegend, halb stürzend, über Klüfte, Gestrüpp und hohe Felsenmassen“, und um dabei nicht zurückzubleiben, musste Junghuhn mit großem Bedauern ein Bündel von seltenen Pflanzen wegwerfen. Ein weiteres Abenteuer war eine Fahrt zu fünft auf einem Boot im Golf von Bône, das fortwährend von einer heftigen Brandung überschüttet wurde und in Gefahr geriet, an ein feindliches Ufer getrieben zu werden; nur mit Mühe gelang es Junghuhn und seinen Gefährten, das sinkende Boot an Land zu ziehen.
Ende Mai 1834 erkrankte Junghuhn an einem bösartigen Typhusfieber mit heftigen und sehr ernsthaften Begleiterscheinungen. Es war ein glücklicher Zufall, dass gerade zur selben Zeit ein französischer General das Hospital inspizierte und sein Kriegsschiff im Hafen von Bône vor Anker lag. Am 5. Juni, nach vorzeitiger Entlassung wegen Dienstunfähigkeit, schleppte er sich mühsam an Bord dieses Schiffes und begab sich wegen der hohen Ansteckungsgefahr so tief wie möglich unter Deck. Zum Glück wehte der Wind günstig, und so erreichte das Schiff nach nur drei Tagen Marseille. Das war das Ende von Junghuhns Abenteuern als Fremdenlegionär in Nordafrika.
In Marseille wurde Junghuhn acht Tage lang in einem Hospital der Quarantäne und vom 17. bis zum 25. Juni 1834 in einem städtischen Krankenhaus behandelt, bis er sich soweit erholt zu haben glaubte, dass er weiterreisen wollte. Mit dem Sold für seine Dienste kaufte er sich Zivilkleidung und gab der Legion seine Uniform zurück. Dank der fürsorglichen Vermittlung des dirigierenden Chirurgus, der eine Reise zu Fuß nicht verantworten wollte und Bons für den Transport eines Kranken ausstellte, reiste Junghuhn, noch immer geschwächt, in Karren, mit Postkutschen, Militärtransportern und auf einem Dampfschiff, teilweise auf Wegen, die er bereits von der Hinreise kannte.
Sein Ziel war – wie bereits zu Beginn seiner Flucht – Paris, das er endlich, nach mühseligen Umwegen über Toulon und Afrika, am 31. Juli 1834 auf einem Flussdampfer erreichte. Als Antwort auf ein Immediatsgesuch erfuhr er von der dortigen Preußischen Gesandtschaft, dass er längst begnadigt war. Der Gnadenerlass wurde bereits am 21. September 1833 erteilt, wenige Tage nach seiner Flucht aus dem Koblenzer Lazarett. Umsonst war seine Flucht, umsonst seine Angst, als rechtloser Flüchtling überfallen zu werden, umsonst sein Dienst in der Fremdenlegion!
Über zwei Monate blieb Junghuhn in Paris. Seine Kenntnisse im Französischen waren inzwischen so weit fortgeschritten, dass er sich seinen Lebensunterhalt mit Übersetzungen verdienen konnte. Vergeblich hoffte er auf eine Gelegenheit, als Naturwissenschaftler an einer Forschungsfahrt teilnehmen zu können. Ein Höhepunkt für seine botanischen Studien war der Besuch der berühmten Gärten der Stadt, allen voran des Jardin des Plantes mit seinen umfangreichen Sammlungen und Bildungseinrichtungen.
Als begeisterter Anhänger der Pilzforschung war es für ihn ein besonderes Anliegen, den hochbetagten niederländischen Mykologen Christian Hendrik Persoon kennen zu lernen, den er erst nach langem Suchen in einer ärmlichen Dachkammer in einer Pariser Vorstadt gefunden hat. Dieser Besuch erwies sich als richtungsweisend für Junghuhns Laufbahn als Naturwissenschaftler: Persoon gab Junghuhn den fürsorglichen Rat, die tropische Pflanzenwelt des Indischen Archipels zu erforschen; ein Unterfangen, das einen bedeutenden Teil seines Lebens in Anspruch nehmen sollte. Es war wohl das letzte, mit Sicherheit aber nicht das geringste Verdienst dieses Gründers der Mykologie, Junghuhn in diejenige Richtung gelenkt zu haben, die der Wissenschaft so reichhaltige Früchte bringen sollte; zwei Jahre später verstarb er völlig verarmt.

#### Rückkehr nach Deutschland, Antritt der Reise nach Niederländisch-Indien

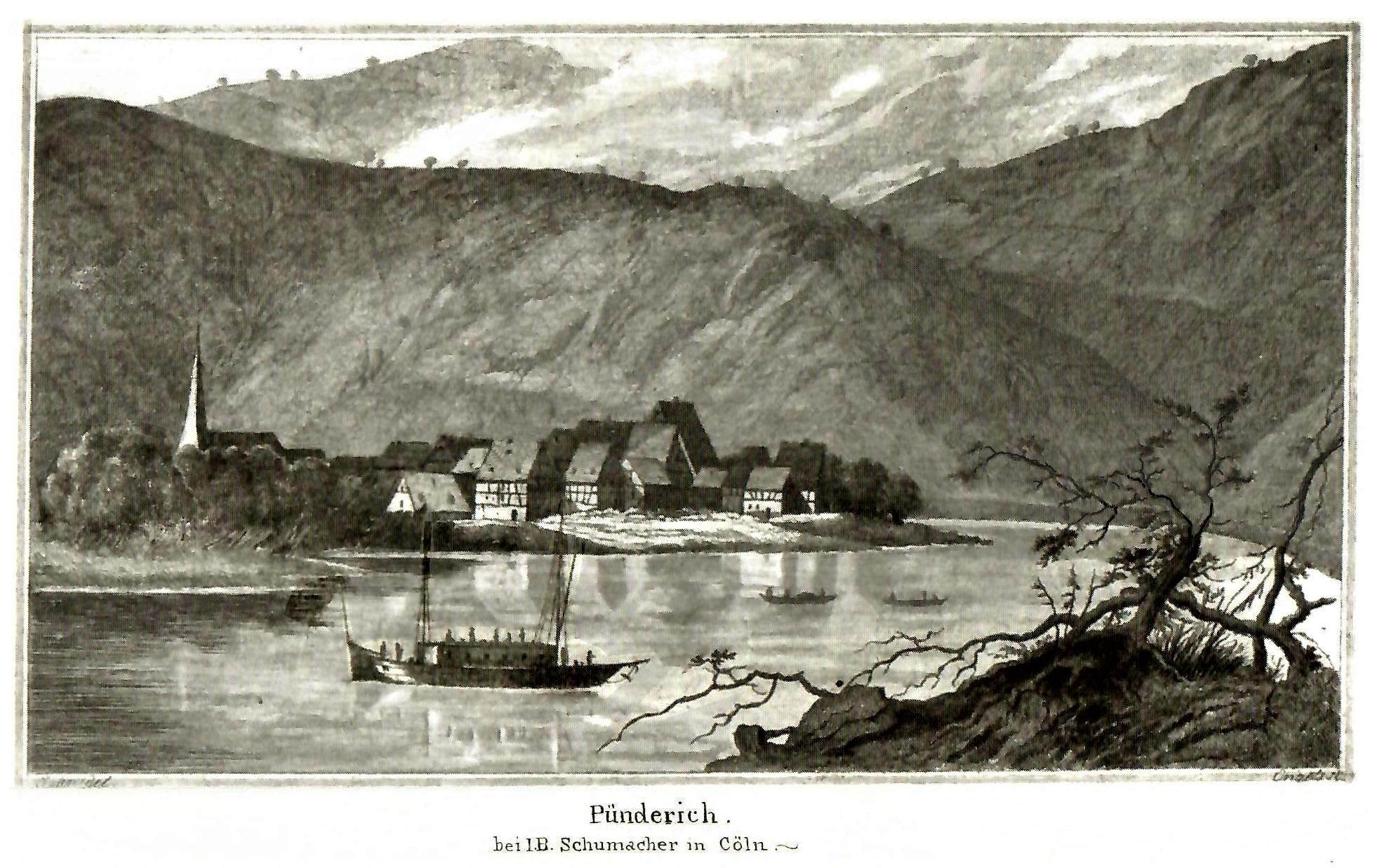
Eine Eiljacht bei Pünderich in der Nähe von Zell. Die Fahrtrichtung dieser Eiljacht geht stromabwärts im Bild nach rechts; hinten links ist ein großes Steuerruder angebracht

Am 5. Oktober 1834 trat Junghuhn seine Heimreise nach Deutschland an. Drei Tage dauerte die Fahrt mit der Postkutsche von Paris über Metz nach Trier. Am Abend des 8. Oktober verstaute er sein Gepäck in einer Kabine auf der Eiljacht nach Koblenz, musste aber zu seinem Verdruss den komfortablen Zweimaster wieder verlassen, weil sein Pass in Trier nicht „visiert“ worden war. Erst nach Erhalt des fehlenden Stempels konnte er mit einem Wagen in einem Dorf unterhalb Triers die Eiljacht wieder einholen. Nach einer Übernachtung in Zell landete das Schiff abends am 10. Oktober in Koblenz, „[…] wo ich nicht unterlies, mich bei dem Commandanten zu melden und auch das Lazarett wieder zu besuchen […]. Viel Vergnügen gewährte mir eine Rechnung, die mir der Inspector über jene 2 Schlüssel vorlegte, die ich in die Mosel geworfen hatte!“
In Koblenz suchte er seinen Freund Wirtgen auf. Gemeinsam unternahmen sie botanische Exkursionen in den Hunsrück, in die Eifel und in das Moseltal. Ihr besonderes Augenmerk galt den Pilzen. Die wissenschaftlichen Ergebnisse veröffentlichte Wirtgen unter dem Titel Mycologische Beobachtungen über das Vorkommen der Pilze in den Monaten October und November 1834. in der botanischen Zeitung Flora (Nro. 20, Regensburg, den 18. Mai 1835, S. 305–313 und S. 321–331). Zu Beginn dieser Arbeit fügte er in einer Fußnote hinzu: „Diese Excursionen machte ich in Begleitung meines Freundes Fr. Junghuhn, welcher eben aus Bona (in Nordafrika) zurückkehrend, sich 2 Monate hier aufhielt. Ich benutzte diese Gelegenheit, mit der Mycologie mich genauer bekannt zu machen. Die Diagnosen der neuaufgestellten Species sind von ihm, und viele der hier mitgetheilten Bemerkungen sind aus gemeinsamer Untersuchung hervorgegangen“. Im November weilte Junghuhn am Ufer des Laacher Sees. Er überbrückte mit diesen Ausflügen die Wartezeit auf einen Auswanderungspass, den er unmittelbar nach seiner Ankunft in Koblenz beantragt hatte. Erst nach zwei Monaten, am 10. Dezember 1834, wurde ihm dieser Pass ausgehändigt. Zuvor richtete er eine Anfrage nach den Niederlanden, mit der Bitte um Mitteilung über eine Mitfahrgelegenheit nach Indien. Die Antwort aus den Niederlanden war vielversprechend: Für eine Erkundungsfahrt in die Molukken wäre man bereit, einen Naturforscher mit an Bord zu nehmen.
Für Junghuhn gab es kein Halten mehr: Nachdem er von Wirtgen noch vier Louisdor geliehen bekommen hatte, trat er seine Reise nach Niederländisch-Indien an.
Für die folgenden Ausführungen ist die wichtigste Quelle: Zur Erinnerung an Franz Junghuhn. Briefe Junghuhns an Ph. Wirtgen. Mit Geleitwort und Anmerkungen versehen und herausgegeben von M(ax). Koernicke. In: Verhandlungen des Naturhistorischen Vereins der preußischen Rheinlande und Westfalens, 66. Jahrgang 1909 (hrsgg. 1910), S. 276–326; in den Fußnoten „Briefe an Wirtgen“ genannt.
Seine Heimatstadt Mansfeld hat Junghuhn nicht mehr besucht. Sich durchaus bewusst, seine Eltern und Geschwister vielleicht niemals wiederzusehen, fuhr er auf einem Dampfschiff von Koblenz nach Rotterdam. Einem freundschaftlichen Rat von Wirtgen folgend, legte er unterwegs zwei Unterbrechungen ein: In Bonn lernte er den Professor der Botanik Theodor Friedrich Nees von Esenbeck kennen, der ihm ein Empfehlungsschreiben an Professor Blume in Leiden mitgab, in Köln war er zu Gast beim Hofapotheker und Botaniker Johann Friedrich Sehlmeyer.
Die von Wirtgen geliehenen Louisdor gingen zur Neige, und so musste er ab Rotterdam das billigste und langsamste Transportmittel benutzen, eine Treckschute, die durch Binnenkanäle gezogen oder mit Stangen vorwärts gedrückt wurde. Noch ahnte Junghuhn nichts von seinem neuen Ungemach: Viel zu lange hatte er in Koblenz auf den Auswanderungspass warten müssen. In Den Haag erfuhr er vom Kolonialministerium, dass das nach den Molukken bestimmte Schiff, auf welchem er als Naturwissenschaftler mitfahren sollte, am 6. Dezember 1834, vier Tage vor dem Erhalt dieses Passes, ausgelaufen und der für ihn bewilligte Vorschuss annulliert worden war.
„[…] vergebens suchte ich den Minister Van den Bosch auf, derselbe war in Amsterdam und die übrigen Beamten lachten mich aus, als ich von dem Vorschuß sprach; ich war nicht gekommen, er war annulliert […]“. In einem Eilbrief nach Amsterdam bat er den Minister, auf einem anderen Schiff nach Indien mitfahren zu dürfen.
Wie grundlegend anders wäre sein Leben verlaufen, wenn nicht schon wieder – das erste Mal vor seiner Flucht – der „preußische Amtsschimmel“ etwas schneller getrabt wäre!
Junghuhns Barschaft war nun endgültig zu Ende. Zu Fuß wanderte er nach der 22 Kilometer entfernten Stadt Leiden. Aufgrund des in Bonn erhaltenen Empfehlungsschreibens setzte er seine ganze Hoffnung auf weitere Unterstützung auf den Direktor des Leidener Reichsherbariums, Carl Ludwig Blume. Die Wirkung dieses Schreibens blieb nicht aus: Blume empfing ihn auf die freundschaftlichste Weise, ging ihm „mit Rat und That zur Hand“, zeigte ihm stolz sein Prachtwerk Flora Javae, führte ihn persönlich durch das Reichsherbarium und füllte seinen leeren Geldbeutel mit 55 Gulden Vorschuss auf, „(…) er ist der liebenswürdigste Mann von der Welt.“
In Leiden erhielt Junghuhn vom Kolonialminister die Nachricht, dass seine Anstellung als Naturwissenschaftler bis auf Weiteres nicht möglich sei. Mit unzureichenden Einkünften aber eine unbestimmte Zeit zu warten, dazu war der ungeduldige Junghuhn nicht bereit. Nur als Arzt bestand die Möglichkeit, in niederländisch-indische Dienste einzutreten. Resigniert schrieb er an seinen Freund Philipp Wirtgen: „So blieb mir weiter nichts übrig, als mich unter den weiten Unterrock meiner alten Großmutter, der Medizin, zu flüchten und ein Examen in Utrecht zu machen.“
Damit endet das wirre Kapitel über Junghuhns Jugendzeit, und es folgten große Taten. Hierzu Junghuhns Großneffe Max Carl Paul Schmidt: „Des Lebens Rad hat rücksichtslos an ihm herumgeschliffen. Aber zuletzt hat sich herausgestellt: der spröde Stein, an dem es schliff, war trotz seiner rauhen Außenseite doch ein Diamant.“
Am Schluss dieses Kapitels sei ein Rückblick auf den ersten Satz der Vorbemerkung erlaubt, nach welchem Anhänger Junghuhns von ähnlichen Fähigkeiten wie diejenigen von Humboldt überzeugt sind. Der Unterschied zwischen Junghuhns konfliktreicher Jugend zu jener des wohlbehüteten Alexander von Humboldt ist bezüglich Erziehung und Ausbildung, zwei der wichtigsten Faktoren für die Entwicklung eines Menschen, nicht zu überbieten. Junghuhns Kindheit und Jugendzeit voll Stress mit seinem unnachgiebigen Vater, in Halle sein Abbruch des Medizinstudiums wegen Geldmangel, sein lebensgefährlicher Suizidversuch, ein nicht minder gefährliches Pistolenduell, 13 Monate Einkerkerung in einem dunklen Verlies in der Festung Ehrenbreitstein, seine entbehrungsreiche Flucht aus dem Koblenzer Garnisonslazarett mit wundgelaufenen Füßen nach Toulon, sein Dienst als Fremdenlegionär in Algerien, seine Erkrankung an einem bösartigen Typhusfieber, in den Niederlanden seine maßlose Enttäuschung über das bereits ausgelaufene Schiff, auf welchem er als Naturwissenschaftler mitreisen wollte usw., dies alles blieb Alexander von Humboldt erspart. Hinzu kamen die unterschiedlich zur Verfügung gestandenen Mittel: Humboldt, wohlhabend und unabhängig, konnte seine denkwürdige Südamerika-Reise sechs Jahre lang eingehend mit Fachgelehrten in Genf, Weimar, Jena, Dresden, Wien, Salzburg und Paris vorbereiten; er hatte nicht nur den tatkräftigen Botaniker Bonpland zur Seite, sondern auch fünfzig der teuersten und modernsten Instrumente im Gepäck, die von sechs Dienern und neun Maultieren befördert werden mussten. Junghuhn dagegen war zu Beginn seiner Forschungen allein und arm wie die sprichwörtliche „Kirchenmaus“: Als fest angestellter Sanitäter in militärischen Diensten, der den Anordnungen und Weisungen seiner Vorgesetzten gehorchen musste, konnte er seine ersten Reisen weder vorbereiten noch planen, und bei der Vermessung des ersten von ihm erstiegenen Vulkans musste er sich mit einem notdürftig aus einfachsten Zutaten selbst gebastelten Barometer begnügen.
Junghuhns Bericht Flucht nach Afrika endet mit seiner Rückkehr in sein Heimatland und schließt ab mit seinem Aufenthalt am Laacher See. Das erste Kapitel Reise nach Holland in seinem Werk Topographische und naturwissenschaftliche Reisen durch Java beginnt mit seinem Aufenthalt am Laacher See und ist somit eine nahtlose Fortsetzung der Flucht.

### Erster Aufenthalt in Niederländisch-Indien (1835 bis 1848)
Zu Beginn wird darauf hingewiesen, dass in allen folgenden Kapiteln bei den Namen der Berge zur Verbesserung der Lesbarkeit auf den stets voranzusetzenden Zusatz „Gunung“ (= Berg) verzichtet wurde. Beispiel: Die vollständige Bezeichnung des Merapi lautet „Gunung Merapi“.

#### Java (1835 bis 1840)
Für den mittellosen Junghuhn war Niederländisch-Indien nur mit einer Anstellung bei der dortigen Armee zu erreichen. In Utrecht, nach erfolgreicher Absolvierung eines fünftägigen medizinischen Examens vor einem sechsköpfigen Gremium am 27. Dezember 1834, erhielt er am 12. Januar 1835 eine feste Anstellung als Sanitätsoffizier dritter Klasse. Ausgerechnet in der mit Hingabe von ihm betriebenen Botanik wäre er bei der Prüfung beinahe durchgefallen: Als ein Zeichen seiner unerschütterlichen Standhaftigkeit kann seine heftige Auseinandersetzung mit einem der hochangesehenen Herren Professoren betrachtet werden, bei welcher er über die Bestimmung einer ihm vorgelegten grünen Pflanze der Meinung des Herrn Professors widersprach und in einer hochnotpeinlichen Beweisführung die Richtigkeit seiner Feststellung mit einem Vergleich der Wurzelbildungen verteidigt hatte.
Finanziell nur mit dem Nötigsten versehen, wartete er sechs Monate lang in Harderwijk, einem Sammelplatz für Matrosen, Soldaten und angeworbene Auswanderer, am landschaftlich reizlosen Südufer der Zuiderzee, „[…] in einer Stadt, die eben so einsam ist, als ihre nächsten Umgebungen kahl sind, gewissermaßen von der Natur verwahrlost.“. Die einzige Abwechslung war ein Ausflug in das nahegelegene bewaldete Hügelland Veluwe, in welchem trotz der ungünstigen Jahreszeit eine reiche Ausbeute von seltenen Pilzen gesammelt werden konnte. Eine große finanzielle Belastung war die Rückzahlung der von Wirtgen geliehenen vier Louisdor.
Endlich kam der Tag des Aufbruchs. Am Nachmittag des 3. Juni 1835 wurde Junghuhn mit drei Offizieren und 130 Soldaten auf zwei kleinen Schiffen vorbei an Amsterdam und durch das Haarlemmermeer nach Hellevoetsluis an der Mündung der alten Maas gebracht, wo der neuerbaute Dreimaster Jacob Cats vor Anker lag. Erst am 30. Juni 1835, nach mehrmaligen Verzögerungen durch landeinwärts gehende Winde, gelangte die Jacob Cats, am Schlepptau eines Dampfkriegsschiffes, in die offene See, und am Morgen des 13. Oktober 1835, nach dreieinhalbmonatiger Überfahrt, betrat Junghuhn den Landungsplatz in Batavia, dem heutigen Jakarta. Erst 13 Jahre später kehrte er – wenn auch nur vorübergehend – zur Wiederherstellung seiner Gesundheit nach Europa zurück.
Schon in der Schilderung der Seefahrt offenbart sich uns Junghuhn als glänzender Beobachter der Naturerscheinungen des Wassers und des Himmelsgewölbes. Kurzweilig und anziehend in Tagebuchform berichtet er über die Phosphoreszenz des Meeres, Schwärme von fliegenden Fischen, das anhaltende Weiterschlagen des Herzens eines getöteten Hais, von Regenbögen im Wasserstaub, eine Wasserhose und vieles andere, aber auch über orkanartige Stürme im Indischen Ozean. Endlich ist er fast am Ziel: Beim Passieren der Sunda-Straße richtet er seine Blicke voller Sehnsucht auf die tropische Natur der Westküste Javas.

Ankunft auf Java
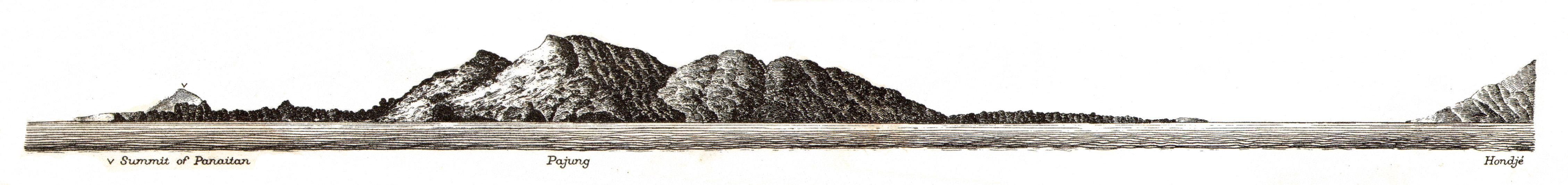

So sah Junghuhn erstmals bei der Einfahrt in die Sundastraße die mit dichtem Wald überzogene westlichste Küste Javas, die Halbinsel Ujung Kulon mit dem 483 Meter hohen Pajung (= „Sonnenschirm-Berg“). Heute ist diese Halbinsel der älteste Nationalpark Indonesiens; als Rückzugsgebiet der letzten noch lebenden Java-Nashörner wurde sie 1991 in die Liste der UNESCO-Welt-Naturerbestätten aufgenommen. Links im Hintergrund der 329 Meter hohe Raksa, die höchste Erhebung der Insel Panaitan (= „Prinzeninsel“), die ebenfalls seit 1991 als Teil der Ujung Kulon-Naturerbestätte unter Schutz gestellt wurde. Rechts die nur wenige Meter hohe Landverbindung zum Honje-Gebirge in Westjava (auf der Abbildung und auf der Karte die zeitgemäße alte Schreibweise „Hondje-Gebirge“), die 1883 vom Tsunami des Krakatau durchgehend überflutet und teilweise weggespült wurde.
Auf der Reede von Anjer wurde ein Geschütz abgefeuert, worauf eine ganze Schaar von einheimischen Händlern mit frischem Obst, Meerestieren, Vögeln, Hühnern und anderen Köstlichkeiten in ihren kleinen Booten angelockt wurde; mit den nach Abwechslung sich sehnenden Seeleuten machten sie ein gutes Geschäft. Ein größeres Boot nahm eilige Post entgegen, die mit schnellen Pferden auf dem Landweg nach Batavia befördert wurde.
Am nördlichen Ausgang der Sundastraße ging die Fahrt zwischen der Insel Dwars in den Weg (= „Quer in den Weg“, heutiger Name Sangiang) und der nordwestlichen Halbinsel Javas, die von einem erloschenen Vulkan mit fünf urwaldüberzogenen Gipfeln überragt wird. – Junghuhn: „Unauslöschlich wird mir der Eindruck sein, den mir der Anblick aller dieser Ländermassen gewährte, die, mit den herrlichsten Reizen der Natur geschmückt, sich nach einer so langen Seereise auf ein Mal darstellten. Man kann sein Entzücken nicht verbergen, man besteht ganz aus Hoffnung und schwellender Erwartung.“

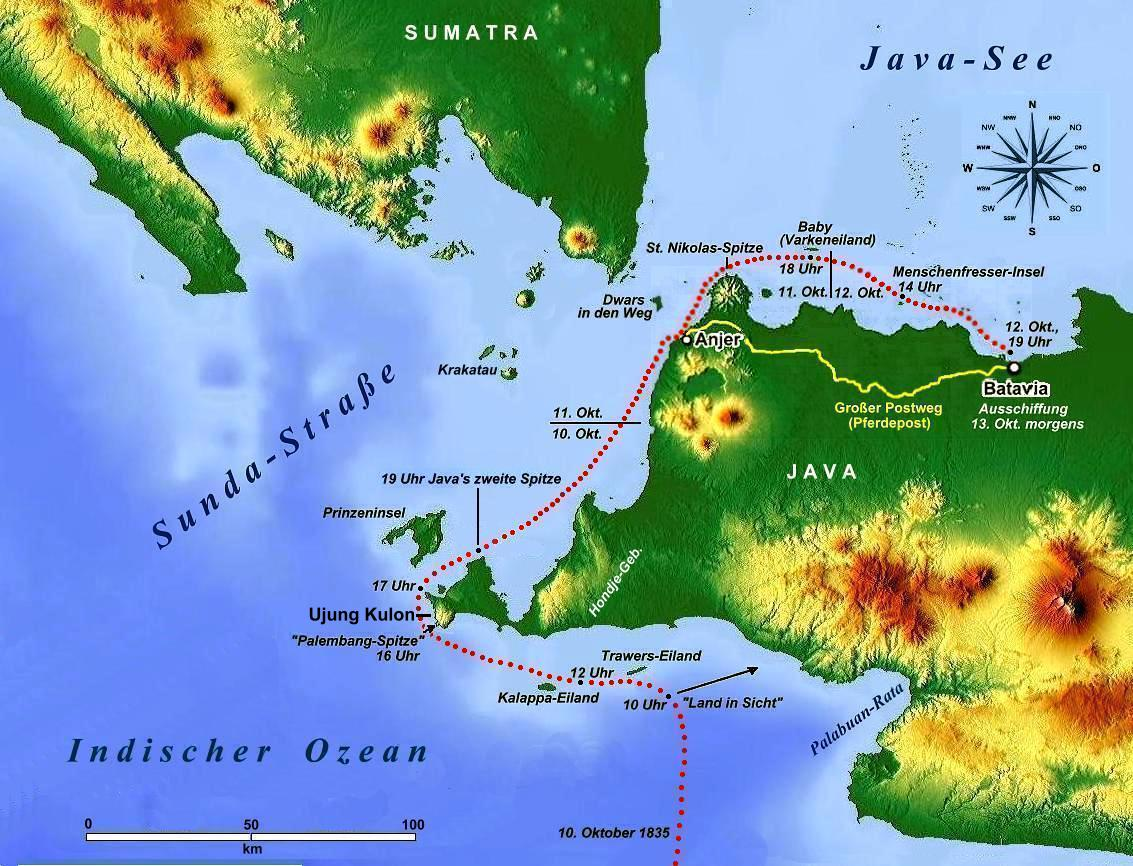
Ankunft der Jacob Cats. Rekonstruiert nach Junghuhns Werk Topographische und naturwissenschaftliche Reisen durch Java.

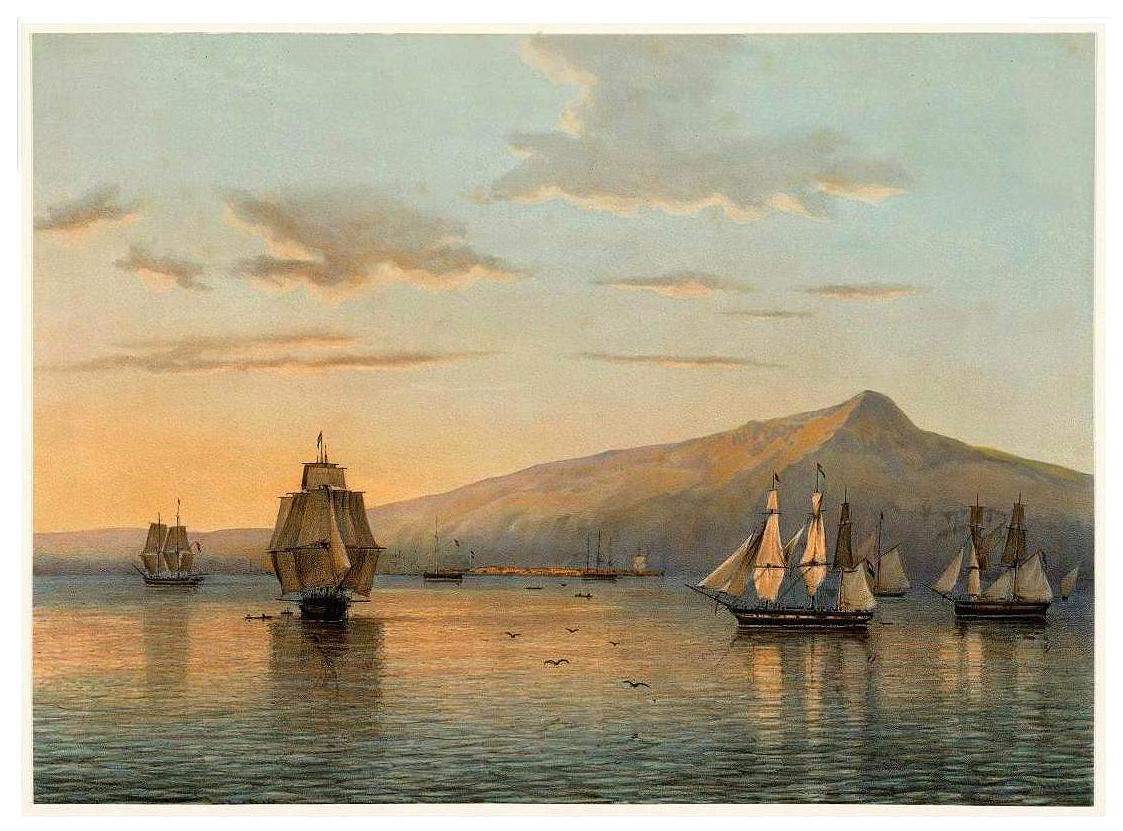
Zeitgenössische Ansicht der Sundastraße vor dem Hafen Anjer.
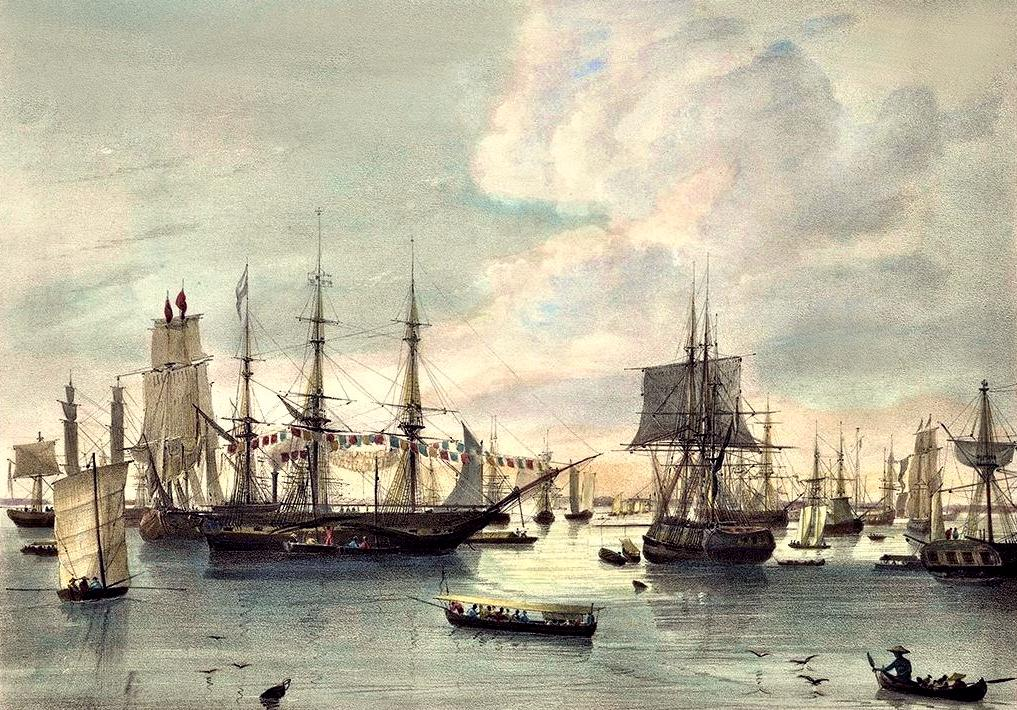
Zeitgenössische Ansicht der Reede von Batavia.

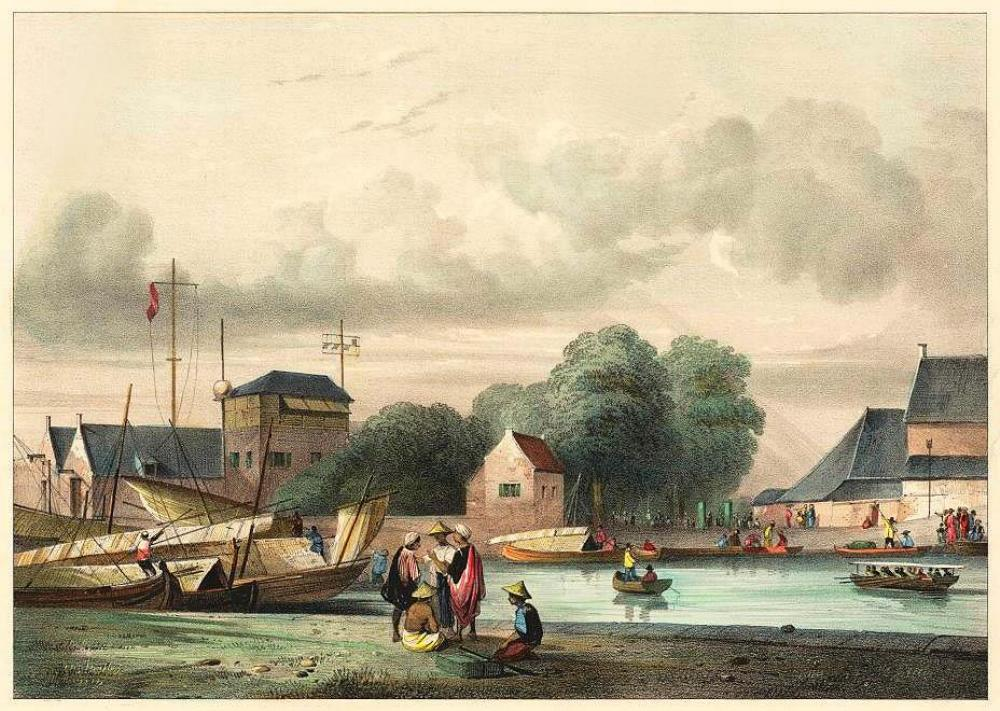
Zeitgenössische Ansicht des Landungsplatzes von Batavia.
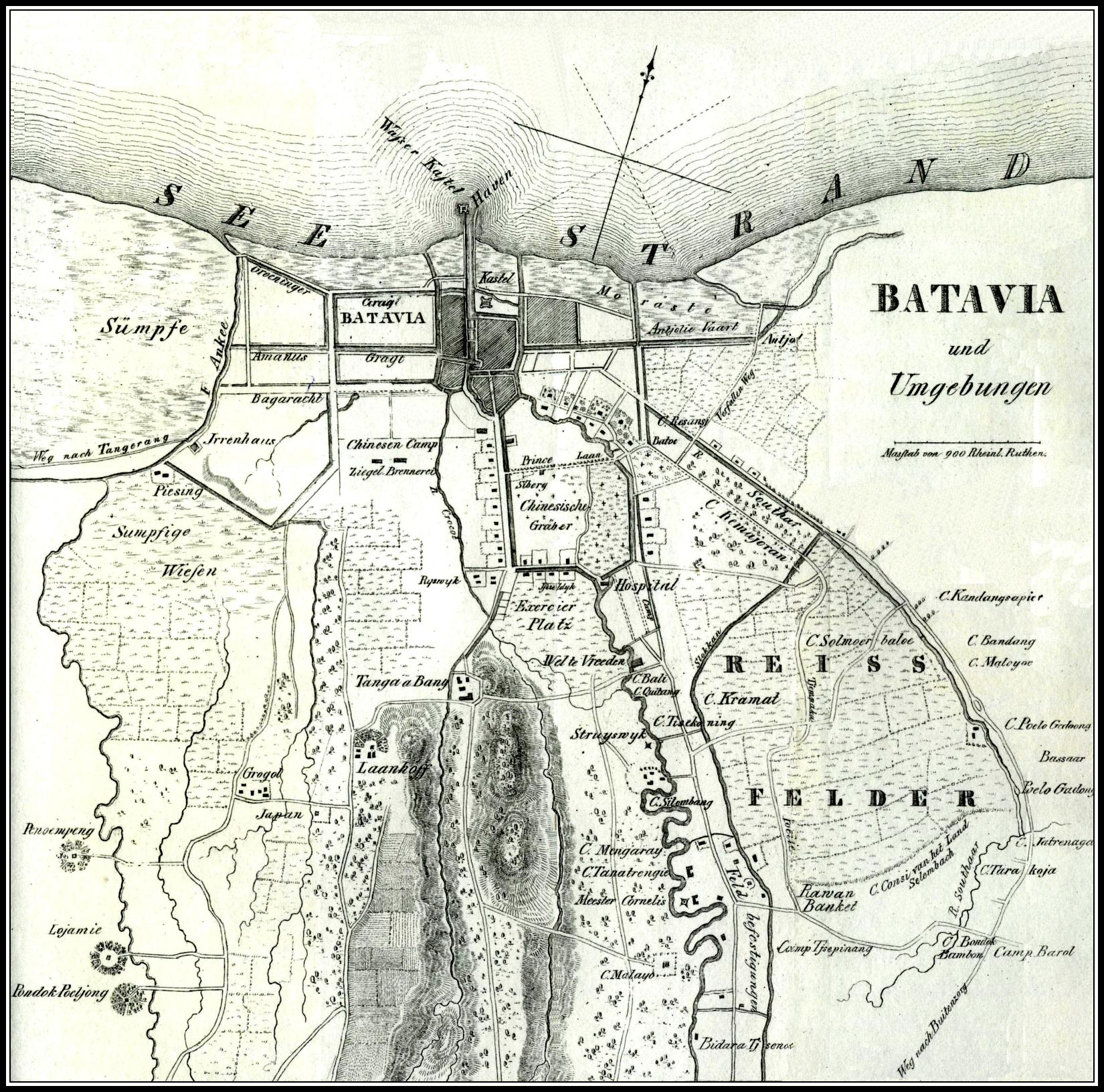
Stadtplan von Batavia, veröffentlicht im Jahr 1846. – Das Hospital, etwas rechts von der Mitte der Karte, war Junghuhns erster Arbeitsplatz.

Bei seiner Ankunft auf Java war Junghuhn ein leidenschaftlicher Botaniker. Sein Lieblingsfach, die Lehre von Pilzen, wurde zu Beginn seiner Forschungen von einer Fülle von tropischen Pflanzen überlagert. Daraufhin entschloss er sich, eine möglichst vollständige „Flora Javas“ zu verfassen. Die Pilze wollte er in einem gesonderten Werk veröffentlichen. Bald darauf aber, nachdem er eine Auswahl dieser Pilze in prächtig illustrierten Abhandlungen veröffentlicht hatte, gesellte sich seine Leidenschaft zu den Bergen hinzu, die auf Java überwiegend aus Vulkanen in allen Stadien ihres Werdens und Vergehens vorhanden sind.
Auf dem Weg vom Landungsplatz zum Hospital war Junghuhn als Arzt im Rang eines Offiziers nicht verpflichtet, „in Reih und Glied“ mit den Soldaten zu marschieren; er mietete sich einen Wagen mit Pferd und überholte die lärmende Kolonne.
Mit sarkastischem Humor hat er das ihm zugewiesene Zimmer in Weltevreden beschrieben: „Ich erhielt noch am selben Tag eine Wohnung angewiesen. Dies war ein Zimmer in einer Offizierkaserne, die Meeß genannt, dessen Inneres ohngefähr so aussah, wie die Welt, ehe sie erschaffen wurde. Die Thür war mit Bindfaden zugebunden, die Fensteröffnungen waren durch zarte, graue Vorhänge geschlossen, welche Spinnen verfertigt hatten; Eidechsen liefen an den Wänden hinan und in den feuchten Ecken hüpften Frösche herum, mißvergnügt, durch den neuen Ankömmling aus ihren Schlupfwinkeln verscheucht zu werden. Zahlreiche große Löcher, von ausgezogenen Nägeln entstanden, befanden sich reihenweis in den Wänden, die mit roth, braun, schwarz und grau so überfleckt waren, daß man nicht mehr unterscheiden konnte, welche Farbe sie früher eigentlich gehabt hatten. Zwei Stricke, aus den Fasern der Kokospalme geflochten, hingen von den Wänden herab, gleichsam für Liebhaber bestimmt, die sich sogleich aufzuhängen wünschen. […].“ Immerhin aber handelte es sich um ein Einzelzimmer für einen Arzt im Rang eines Offiziers und nicht um ein Massenquartier, mit welchem sich die Soldaten in der Kaserne abfinden mussten.

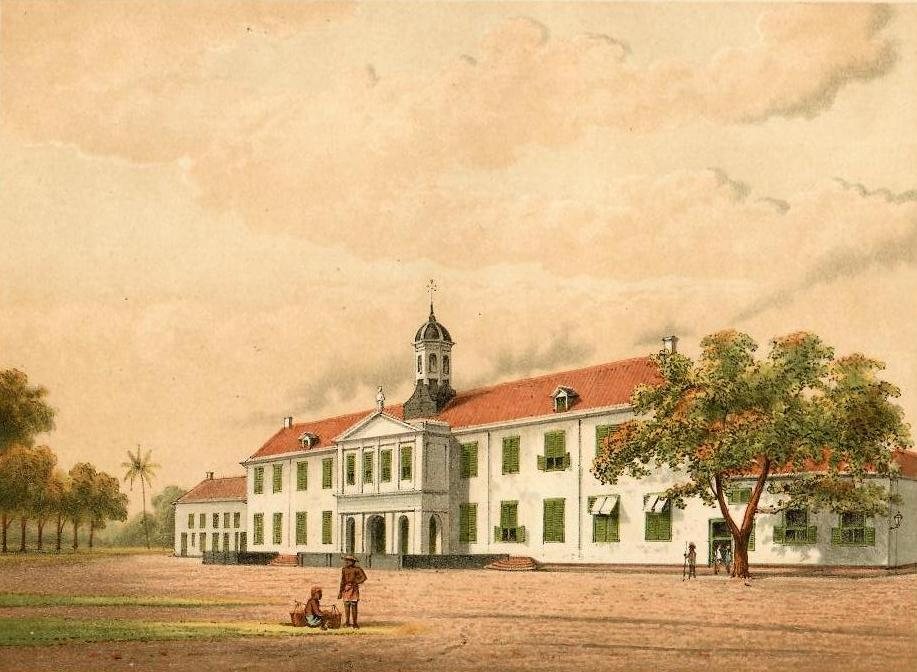
Das Stadthaus in Batavia

Der Waterloo-Platz in Batavia. Im Hintergrund der Gouverneurspalast, nach Junghuhn „das schönste Gebäude in Niederländisch-Indien“

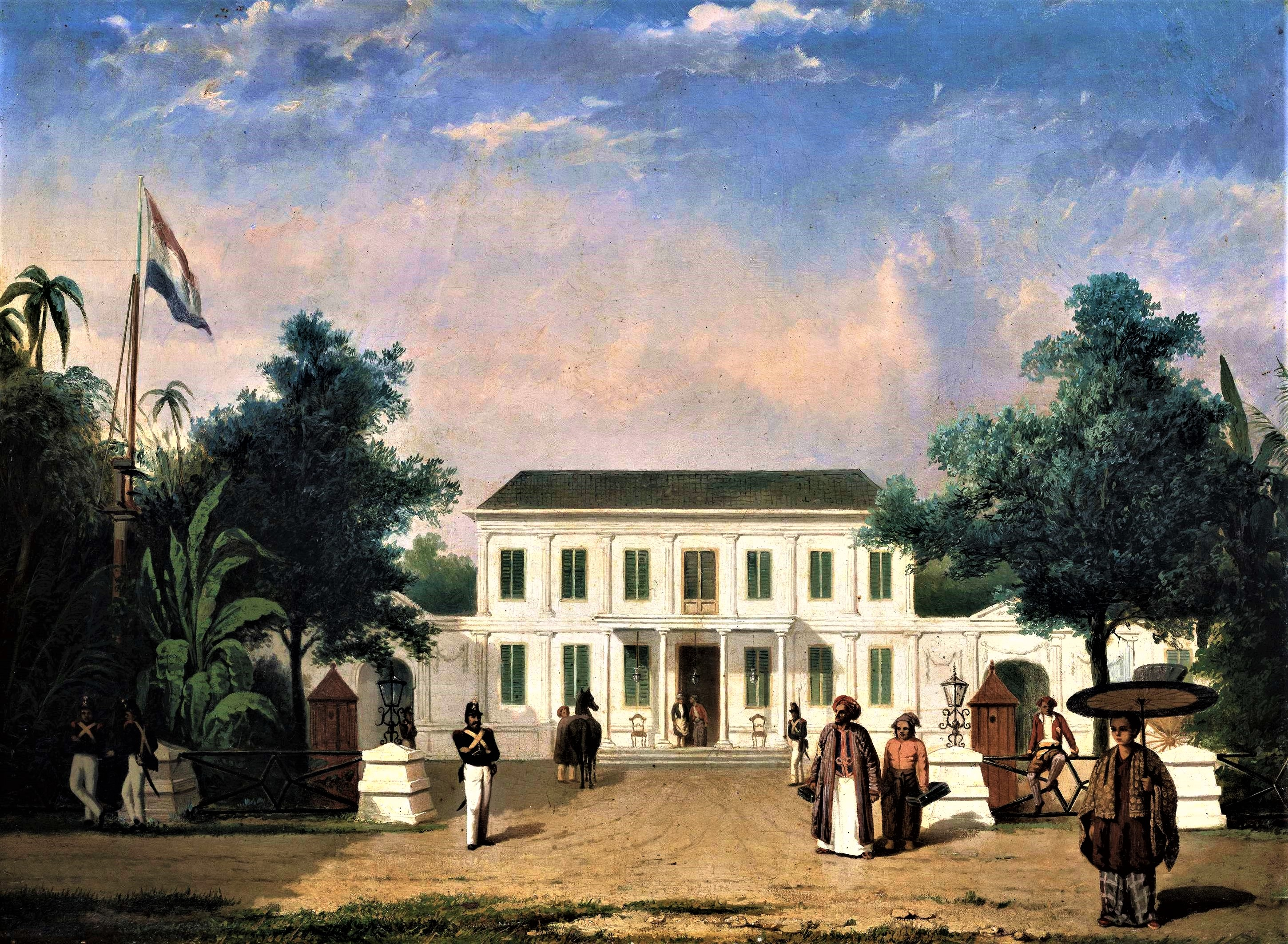
Eine Villa in Weltevreden

Seine ersten Eindrücke von Batavia waren nicht gerade einladend. Das Wasserkastell an der Hafeneinfahrt hatte sich in einen Schutthaufen verwandelt. Sträflinge mit klirrenden Ketten und einer Eisenkugel an den Füßen mussten die hölzernen Pfähle der Einfahrt und die Kaimauern an den Anlegestellen erhalten. Das Fort war bis auf den Rest einer Eckbastei wegen der begehrten Backsteine abgetragen, und auch an diesem Überbleibsel war man bereits eifrig damit beschäftigt, das einstige Wahrzeichen Batavias vollends zu beseitigen. Die von vermoderten Grachten durchzogene Unterstadt war überwiegend von Chinesen bewohnt, und von den früheren Palästen und geschäftigen Kantoren der ehemaligen „Perle des Ostens“ waren nur verfallene und mit einer Vielzahl von tropischen Pflanzen überwucherte Ruinen übriggeblieben. Junghuhn war überzeugt, dass bei weiterer Vernachlässigung durch den Menschen diese Stadt dem baldigen Untergang entgegengeht. Das Klima in diesen Ruinen war derart ungesund, dass die Stadt das „Grab des weißen Mannes“ genannt wurde. Fast alle Europäer hatten sich landeinwärts in das höher gelegene Weltevreden zurückgezogen, das mit reiner und gesünderer Luft und seinen teilweise üppigen Villen in weitläufigen Gärten von Kaufherren, die es zu Wohlstand gebracht haben, das Aussehen einer blühenden Parklandschaft besaß; auch hier vermittelt uns Junghuhn, in Anbetracht des heute hier sich ausbreitenden Stadtteils Menteng mit den drei wichtigsten Finanzzentren Jakartas, einen Blick in eine versunkene Welt. Im alten Batavia gab es nur ein einziges Haus, das mit seinem weiten, an den Rändern von Tamarindenbäumen beschattenen Vorplatz auf Junghuhn einen gepflegten Eindruck hinterlassen hat: Es war das von 1707 bis 1710 erbaute neue Stadthaus, das heute ein Museum mit Exponaten aus der portugiesischen und niederländischen Kolonialzeit enthält. Sehr ausführlich beschreibt Junghuhn den Waterloo-Platz nördlich des Großen Militär-Hospitals, in dessen Mitte eine große Säule stand, gekrönt von einem Löwen, dem Wappentier Batavias.
Junghuhn leistete zunächst seinen Dienst als Arzt im Militärhospital in Batavia. Dass er in jeder freien Stunde botanisierend die Umgebung erforschte und seine Eindrücke und Beobachtungen in Bild und Wort festhielt, erregte jedoch bald den Unwillen von Vorgesetzten und Kollegen und trug ihm zahlreiche Beschwerden wegen Pflichtversäumnis ein. Aus einem in überschwänglicher Begeisterung geschriebenen Brief an seinen Freund Wirtgen, datiert „Weltevreden, den 4. December 1835“, geht hervor, dass er während der ersten eineinhalb Monate in nur 6 Exkursionen außer Gramineen, Cyperaceen und Cryptogamen 300 vollkommene Pflanzen gesammelt hat, „fast alle mit Blüte und Frucht zugleich.“
1836, er war inzwischen 26 Jahre alt, wurde Junghuhn nach Yogyakarta versetzt. Am 20. Januar, um 3 Uhr in der Nacht, sollte er von Weltevreden aufbrechen und sich am frühen Morgen an Bord eines nach Semarang bestimmten Dampfschiffes begeben. Unterwegs zur Reede von Batavia setzte ein so heftiger Regen ein, dass die Fahrt zum zwölf Kilometer entfernten Landungsplatz sich zu einem stundenlangen Abenteuer gestaltete. Die Räder der Kutsche versanken bis zu den Achsen im schlammigen Wasser, die Pferde versagten ihren Dienst und Junghuhn fiel in völliger Finsternis in einen tiefen, von Krokodilen wimmelnden Fluss. Es war ihm nicht möglich, das Schiff zu erreichen, und so musste er die Überfahrt nach Semarang bis zum 18. Februar verschieben.
Sein Forscherdrang war unerschöpflich: Auf dem Landweg von Semarang über Ambarawa und Magelang nach Yogyakarta in Zentraljava wurde jede Gelegenheit genutzt, naturwissenschaftliche Untersuchungen durchzuführen. Ein Beispiel für seine präzisen Beobachtungen während dieser ersten Reise in das Innere Javas ist die anschauliche Darstellung des erloschenen Vulkans Ungaran mit seinen scharf ausgeprägten divergierenden Rippen.
Kaum in Yogyakarta angekommen, nutzte er ebenso wie in Batavia jede freie Stunde, um die nähere und weitere Umgebung zu erkunden. Seine Bezüge als Militärarzt der untersten Klasse waren zwar mit monatlich 120 Gulden nicht gerade üppig, reichten aber aus, für die Dauer seiner Ausflüge einige javanische Träger zu bezahlen und für ihre Verpflegung zu sorgen. Darüber hinaus besaß er einen Diener, was jedoch in der Regel für einen neu angekommenen, die Sprache noch unkundigen und die tropische Hitze noch nicht gewohnten Europäer im Rang eines Offiziers eine unabdingbare Notwendigkeit war. –

Der erste von Junghuhn bestiegene Vulkan: Der Merapi nördlich von Yogyakarta. Der Höhenunterschied zwischen dieser Stadt und dem Gipfel betrug damals rund 2.900 Meter.

Westlich von Yogyakarta studierte er am Kalkmassiv Gunung Gamping die erodierenden Kräfte der Witterung, an der nahen Südküste bei der Mündung des Flusses Opak die Gewinnung von Salz, eine schwefelhaltige heiße Quelle und eine Tropfsteinhöhle, besichtigte auf dem Hügel Imogiri die Königsgräber der Sultane von Yogyakarta und die Gruft der Herrscher des alten Reiches Mataram und besuchte die verstreuten Ruinen von Prambanan. Während eines Urlaubs vom 20. bis zum 26. Mai 1836 durchzog er das wegen seiner zahlreichen Kegelberge „Gunung Séwu“ („Tausend Hügel“) genannte Kalkgebirge, das mit senkrechten teilweise überhängenden Felswänden in den schäumenden Wellen des Indischen Ozeans abbricht. Im September 1836 begann er mit seinen grundlegenden Untersuchungen des gefährlichsten Vulkans der Insel Java, des Merapi, der nördlich von Yogyakarta die Umgebung beherrscht und damals einen bedrohlich dampfenden Schlackenkegel besaß. Zwei Mal erstieg er diesen fast 3000 Meter hohen Berg und dokumentierte ihn in Wort und Bild bis in die kleinsten Einzelheiten. Die Höhen bestimmte er – wie schon erwähnt – mit einem selbst konstruierten Barometer, bestehend aus einem Bambusrohr und einer passend kalibrierten Glasröhre, das unterwegs beständig senkrecht gehalten werden musste; mit Sicherheit war das auf den nach oben zu immer steiler werdenden und mit losen Auswurfmassen bedeckten Hängen eine wahre Plackerei für den dafür ausgewählten Träger.
Mit Bewunderung stellt sich die Frage: Wie baut man sich aus derart primitiven Mitteln einen halbwegs zuverlässigen Barometer? Ein Mensch mit „üblichem“ Bildungsniveau ist dazu sicher nicht in der Lage. Es wird angenommen, dass es sich um ein „offenes“ System gehandelt hat, in welchem die untere Verbindung von einem Bambusbehälter zum Glasröhrchen sicher und zuverlässig abgedichtet und das Glasröhrchen selbst absichtlich oben offen war. Auch der Bambusbehälter selbst muss oben und unten dauerhaft und zuverlässig abgedichtet sein. Nun ist allgemein bekannt, dass bei hohem Luftdruck die Flüssigkeit im Glasröhrchen steigt und bei schlechtem Wetter fällt. Zunächst wird als Grundlage aller Höhenmessungen am Strand der aerostatische Luftdruck auf Meereshöhe angezeigt. Hier ist der Luftdruck am größten; die Ausdehnung der Flüssigkeit im Bambusbehälter ist so groß, dass die Flüssigkeit im Glasröhrchen auf ein Maximum steigt. Änderungen des Luftdrucks werden auf einer feinmaßstäblichen Skala neben dem Glasrohr abgelesen; das erklärt Junghuhns Besorgnis, dass Teile der Flüssigkeit unterwegs verschüttet werden könnten. Als weitere Grundlagen sind Kontrollmessungen an zuvor exakt vermessenen Höhen in der Umgebung bei gleichbleibender Witterung vorzunehmen. Abschließend wird mit größtmöglicher Genauigkeit im Glasröhrchen am steigenden oder fallenden Stand der Flüssigkeit die Änderung des mit zunehmender Höhe geringer werdenden Luftdrucks festgestellt. Danach erfolgt die aufwändige Umrechnung von Ligne (= 2,256 mm) oder Teile derselben in den damals weit verbreiteten Pariser Fuß (= 32,4839376 cm). Welche Dichtungsmittel Junghuhn verwendet hat, ist leider nicht bekannt. Junghuhns Messungen auf dem Gipfel des Merapi waren jedoch mit diesem Gerät fast auf den Meter genau. Der Merapi und der nördlich angrenzende Merbabu waren die ersten Vulkane, die Junghuhn bestieg. Die Wege dieser ersten Reisen sind auf der nachfolgenden Java-Karte mit schwarzen Linien eingezeichnet.
Die Beschreibungen der Umgebungen von Yogjakarta, des Karstgebietes Gunung Séwu und vor allem des Vulkans Merapi wurden an Gründlichkeit und Anschaulichkeit bis heute nicht wieder erreicht. „Sein Blick greift mit letzter Schärfe die Hang- und Kraterformen ab, hält jede Einzelheit des Pflanzenbestandes fest, die leisesten Veränderungen im Landschaftsbild, die ständig wechselnden Aussichten. Seine Eindrücke übergibt Junghuhn frisch und allabendlich seinem Tagebuch.“
1837 wurde Junghuhns Forscherleben in die richtige Bahn gelenkt: Er wurde dem deutschen Arzt Ernst Albert Fritze unterstellt. Dieser war der oberste Chef des Gesundheitswesens von Niederländisch-Indien und – als Leiter des Naturhistorischen Museums der „Bataviaasch Genootschap van Kunsten en Wetenschappen“ – selbst in hohem Maße naturbegeistert. Ohne dessen Hilfe und dienstliches Entgegenkommen wäre er wohl Sanitäter in Hospitälern geblieben. Fritze erkannte Junghuhns Neigungen und Fähigkeiten und nahm ihn als Adjutanten auf zwei Inspektionsreisen mit. Dass bei diesen Reisen die besten Instrumente mitgenommen wurden, kann als sicher angenommen werden: Hämmer zum Abschlagen und Untersuchen von Felsbrocken, Trommeln und Kisten für das Einsammeln von Pflanzen, Ferngläser, Thermometer, Barometer und Psychrometer und – für Junghuhn ganz besonders wichtig – Papier und Stifte aller Art für das Skizzieren und Notieren des Erforschten.
Die erste Inspektionsreise, vom 11. Juli bis zum 23. August 1837, führte durch West-Java. Nach einem Besuch der damals noch einsamen Wijnkoopsbaai an der Südküste (heutiger Name: Pelabuhan Ratu) und des von unberührten Wäldern umgebenen Sees Telaga Patengan wurden die Vulkane Patuha, Tangkuban Perahu, Guntur, Papandayan, Galunggung und Ciremai bestiegen. Nach dem Abstieg vom Gipfel des Papandayan wurde das Hochtal von Garut durchquert und im Ostrand dieses Tals der milchig-weiße Kratersee des Vulkans Telagabodas besucht. Fritze befasste sich mit der Geologie, sammelte Gesteine und berechnete die Höhen, Junghuhn beschäftigte sich vornehmlich mit der Botanik und hielt die Ergebnisse aller Forschungen mit Skizzen und Worten in seinem Tagebuch fest.

Junghuhns erste Reisen in West- und Mitteljava
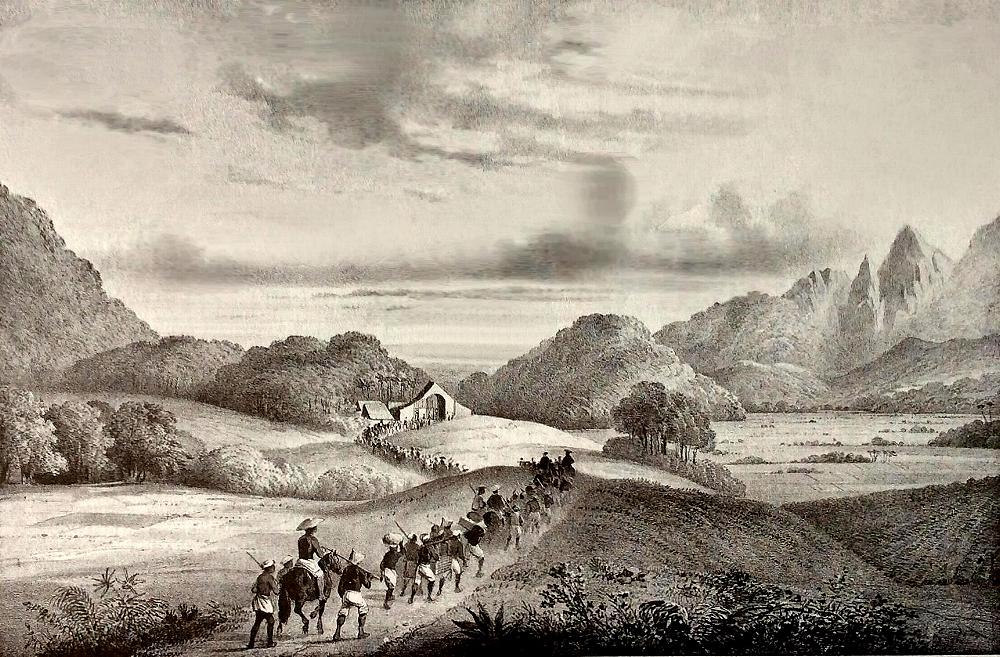
Dienstreisen von hohen Persönlichkeiten wurden für gewöhnlich von zahlreichen Dienern und Trägern begleitet. Diese Ansicht ist aus dem Werk von C. W. M. van de Velde Gezigten uit Neerlands Indie (Amsterdam 1845) entnommen. Der Titel der Ansicht lautet: „Aankomst van het posthuis te Pandat“ (Ankunft im Posthaus zu Pandat).[54] In solchen Stationen konnten die Pferde gewechselt werden.

Fritze wurde mehrmals wegen Erledigung von Dienstgeschäften aufgehalten. Junghuhn ging dann bis zu einem vereinbarten Treffpunkt allein auf Erkundungstour, begleitet von nur 10 Personen: Einer trug ein Blechkistchen mit Schreib- und Zeichenmaterial, ein anderer die Pflanzentrommel, zwei andere mit Bambusmatten sorgfältig umwickeltes Papier zum Pflanzentrocknen, ein fünfter trug zwei Barometer und ein sechster ein Kistchen mit Thermometer. Die restlichen vier Männer mussten erforderlichenfalls mit Hackmessern einen begehbaren Weg freischlagen.

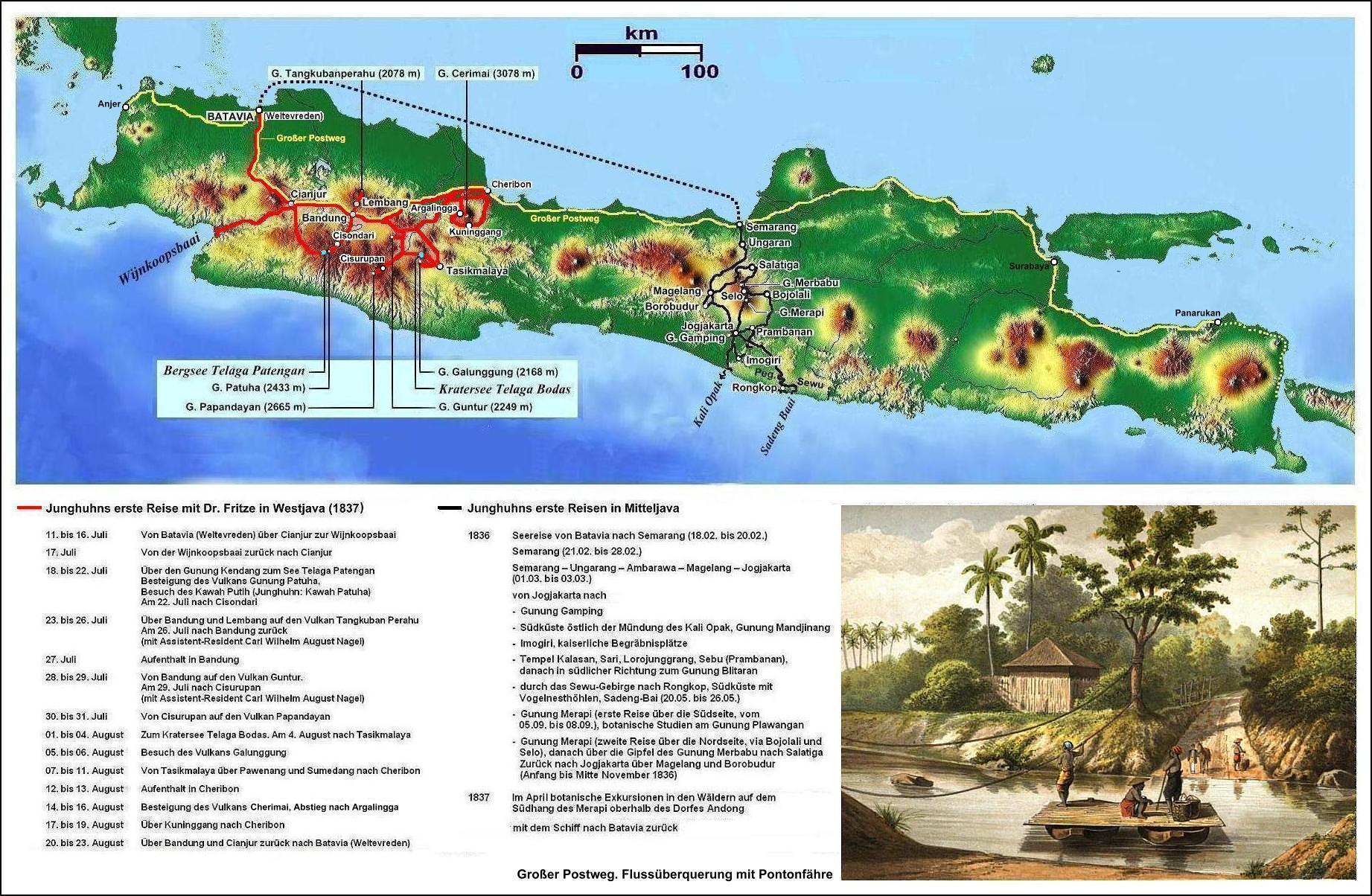
Zu Junghuhns Zeit gab es von Batavia in das Landesinnere nur den Großen Postweg über den 1500 Meter hohen Megamendung-Pass. Für mit schweren Lasten beladene Wagen war es ein mühseliger stundenlanger Anstieg, der nur mit bis zu sechs – bei ganz schweren Lasten mit acht – paarweise vorgespannten Ochsen bewältigt werden konnte. Heute ist dieser tief zerfurchte Weg die vielbefahrene Straße von Bogor zum 38 Kilometer entfernten Puncak-Pass, der mit modernen Verkehrsmitteln bei normalem Verkehrsaufkommen in etwa 40 Minuten erreicht werden kann. Im weiteren Verlauf führt diese Straße, als Teil des sogenannten Großen Postwegs, über Cianjur nach Bandung. – Junghuhns erste Reise mit Dr. Fritze verlief über diesen Pass bis Cianjur, die zweite Reise bis Bandung und weiter auf dem Großen Postweg nach Ostjava. Auch für die Rückreisen mit Dr. Fritze wurde dieser Pass benutzt. – Der Megamendung ist ein Bergrücken, der vom Pangrango aus in nordöstlicher Richtung verläuft. Der Puncak-Pass über diesen Bergrücken ist heute ein viel besuchter Erholungs- und Urlaubsort für die unter dem feuchtheißen Tropenklima leidenden Bewohner des Tieflands, mit zahlreichen Unterkunftsmöglichkeiten in fast allen Preisklassen vom Zeltplatz bis zum Luxusresort. Von hier aus besteht die Möglichkeit, den Berggarten Cibodas und den 50 Meter hohen Cibeureum-Wasserfall zu besuchen.

Aus Junghuhns Atlas zur Reise durch Java
Der See Telaga Patengan in West-Java, von Junghuhn aufgenommen im Jahr 1837
Der Kratersee Telaga Bodas in West-Java, von Junghuhn aufgenommen im Jahr 1837

Bei der zweiten Inspektionsreise, die vom 12. April bis zum 15. August 1838 durch Mittel- und Ostjava verlief, wurden elf Vulkane untersucht: der Ungaran, der Lawu, der Sumbing, der Sundoro, nördlich von Jogjakarta – für Junghuhn ein weiteres Mal – der Merapi, der Wilis, der Ringgit, der Lamongan, das Tengger-Gebirge mit dem aktiven Bromo, das von Kratern und Seen durchsetzte Dieng-Plateau und der zweithöchste Gipfel Javas, der 3428 m hohe Slamet. Hinzu kamen zwei Schlammvulkane südlich von Surabaya und ein nicht vulkanischer Ausbruchskegel in einem Sumpf bei Ambarawa, der durch hydrostatisch emporgedrücktes Moor in einer harten Torfschicht entstanden war.

Junghuhns zweite Reisen in Mittel- und Ostjava
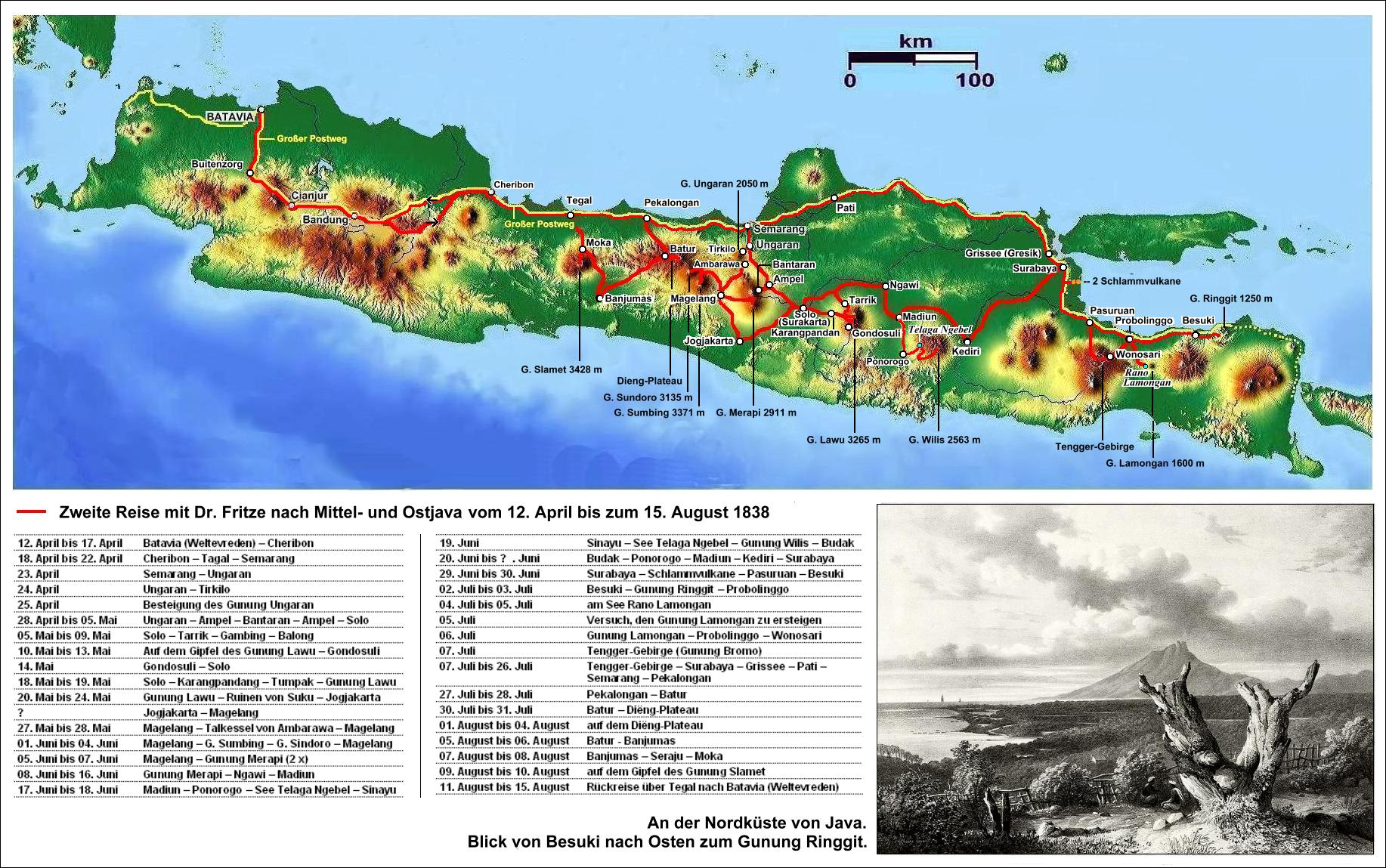

Tafel XXX in Junghuhns Atlas zur Reise durch Java

Diese Tafel enthält wenige Beispiele für die zahlreichen, eilig gefertigten Skizzen in Junghuhns Tagebuch für sein Werk Topographische und naturwissenschaftliche Reisen durch Java (Magdeburg 1845). Seine Erläuterungen, entnommen aus den vorgehefteten Erklärungsblättern (die Seitenzahlen verweisen auf die Textstellen in diesem Werk):
Fig. 1. Schlammteich auf dem Scheitel des Schlammvulcans Gunong Kalang-Anjer südlich von Surabaja (S. 352).
Fig. 2. Der südliche Gipfel des Lamongang mit einer aus ihm aufsteigenden Rauchsäule (S. 354).
Fig. 3. Wuchs der Rhizophoren aus verschiedenen Gattungen, welche die Gebüsche in der Nähe des salzigen Seestrandes bilden, und deren 30 bis 40 Fuß hoher Stamm sich auf dem Gitter weitabstehender, mit den benachbarten in ein undurchdringliches Gewirr verschlungener Wurzeln wie auf einem Säulengerüste erhebt (S. 355).
Fig. 4. […] Wir sahen vor uns den blauen Meeresspiegel, […] und gegenüber, im Osten der Bai, in bläulicher Ferne, […] den Gunong Ringit […] (S. 355).
Fig. 5. Gunong Weni am Fuße des Lamongang. (S. 358).
Fig. 6. Der Schlund des Bromo, eines der Eruptionskegel des Gunong Tingger (heutiger Name: Gunung Tengger), in dessen tiefem Grunde sich ein See befindet, durchschnittlich dargestellt (S. 370).
Fig. 7. Durchschnittsprofil der schmalen Joche des hinter dem Gunong Bador (heutiger Name: Gunung Batur) sich erhebenden dritten Eruptionskegels des Gunong Tingger, welche mit ihren scharf zulaufenden Kämmen ein Dreieck bilden (S. 370).
Fig. 8. Structur der Wände der großen nordöstlichen Bergspalte des Kraters des Gunong Tingger, zur Bildungsgeschichte dieses Kraters (S. 374) gehörend.
Fig. 9. Pakereman (Thal des Todes), ein Schlund in der steilen Firste eines Bergjochs zwischen Batur und Dieng (S. 379).
Fig. 10. Ströme blasiger Lava auf dem Bergrücken, der vom Gunong Tagal ostwärts ausläuft. […]. (S. 396)."

Mitte rechts: Junghuhn auf dem Kraterrand des Gunung Sumbing
(Junghuhn: Java, seine Gestalt …, 1854, 2. Band, S. 249).

Mehrfach geriet Junghuhn in Lebensgefahr: Auf dem Ringgit stand er unbewaffnet drei Tigern gegenüber, auf dem Sumbing und auf dem Raung bestieg er mit halsbrecherischer Kletterei jederzeit abbrechende Kraterränder, auf dem Gipfel des damals strombolianisch tätigen Semeru ermittelte er während eines erneuten Ausbruchs furchtlos mit einem Sextanten die Höhe der Ausbruchswolke, schilderte anschaulich das staubaufwirbelnde Herabrollen von glühenden Steinen auf dem Hang des Berges und ignorierte ganz bewusst die Möglichkeit, selbst von einem solchen Stein getroffen zu werden; seine Träger hatten ihn längst verlassen. In diesem Zusammenhang ist auch in seinem Landschaften-Atlas die Tafel „Gunung-Guntur“ zu nennen; der brüchige Kraterrand mit den austretenden Dämpfen ist nur wenige Jahre nach seinem Besuch in die Tiefe gestürzt. Auch die Untersuchung und Vermessung des ersten von ihm bestiegenen Vulkans, des hochaktiven Merapi nördlich von Yogyakarta, war wegen des heftig dampfenden und vom Magma bereits hoch emporgedrückten Schlackenkegels ein lebensgefährliches Unternehmen. Heute wird dieser gefährlichste Vulkan Javas mit modernsten Instrumenten rund um die Uhr überwacht.

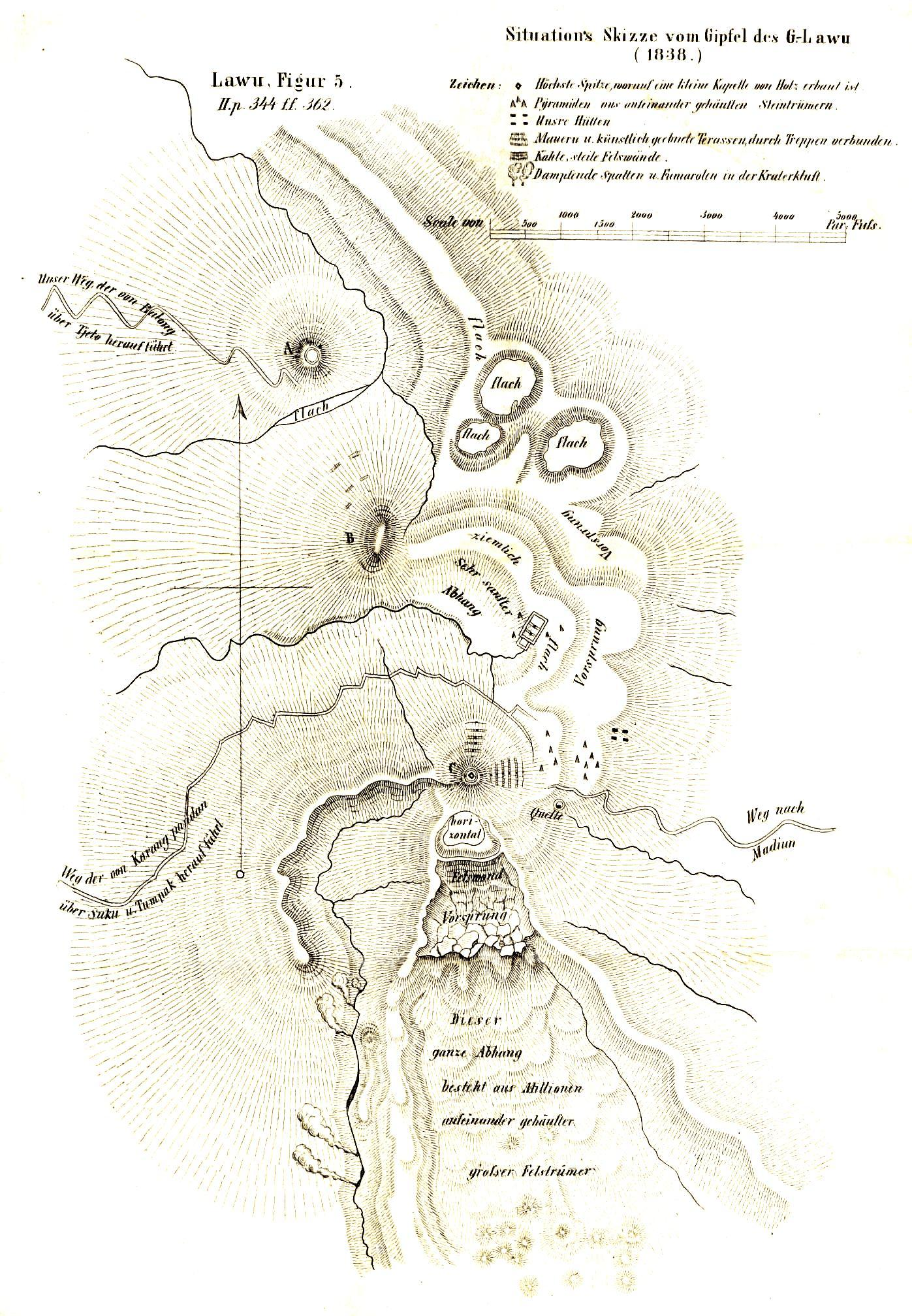
Situationsskizze vom Gipfel des Vulkans Gunung Lawu. Aus:Junghuhn, Java, 2. Band (1854)

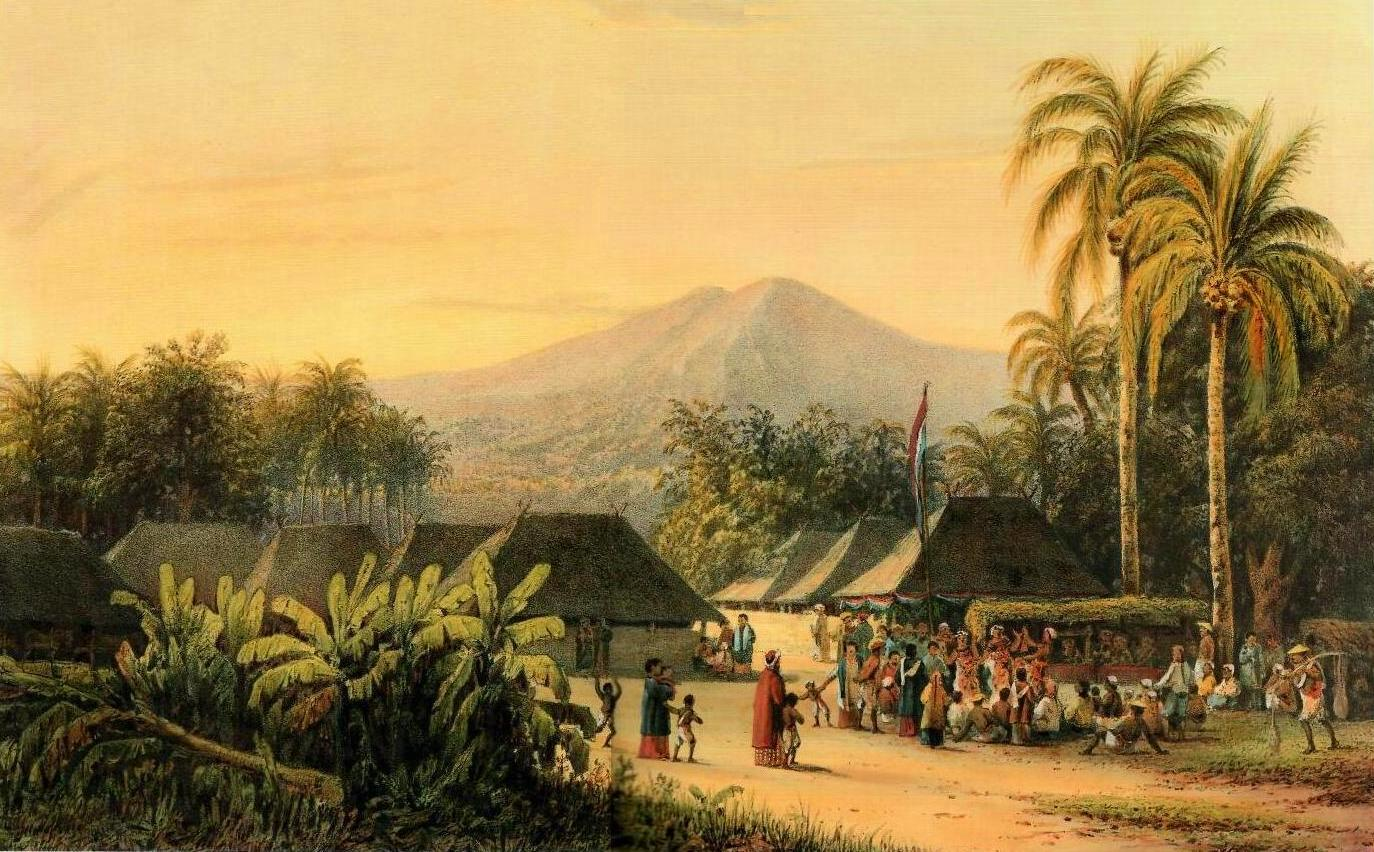
So könnte das Dorf Gondosuli ausgesehen haben. Aus: Abraham Salm: Java. Naar schilderijen en teekeningen. Amsterdam J. C. Greive, 1872

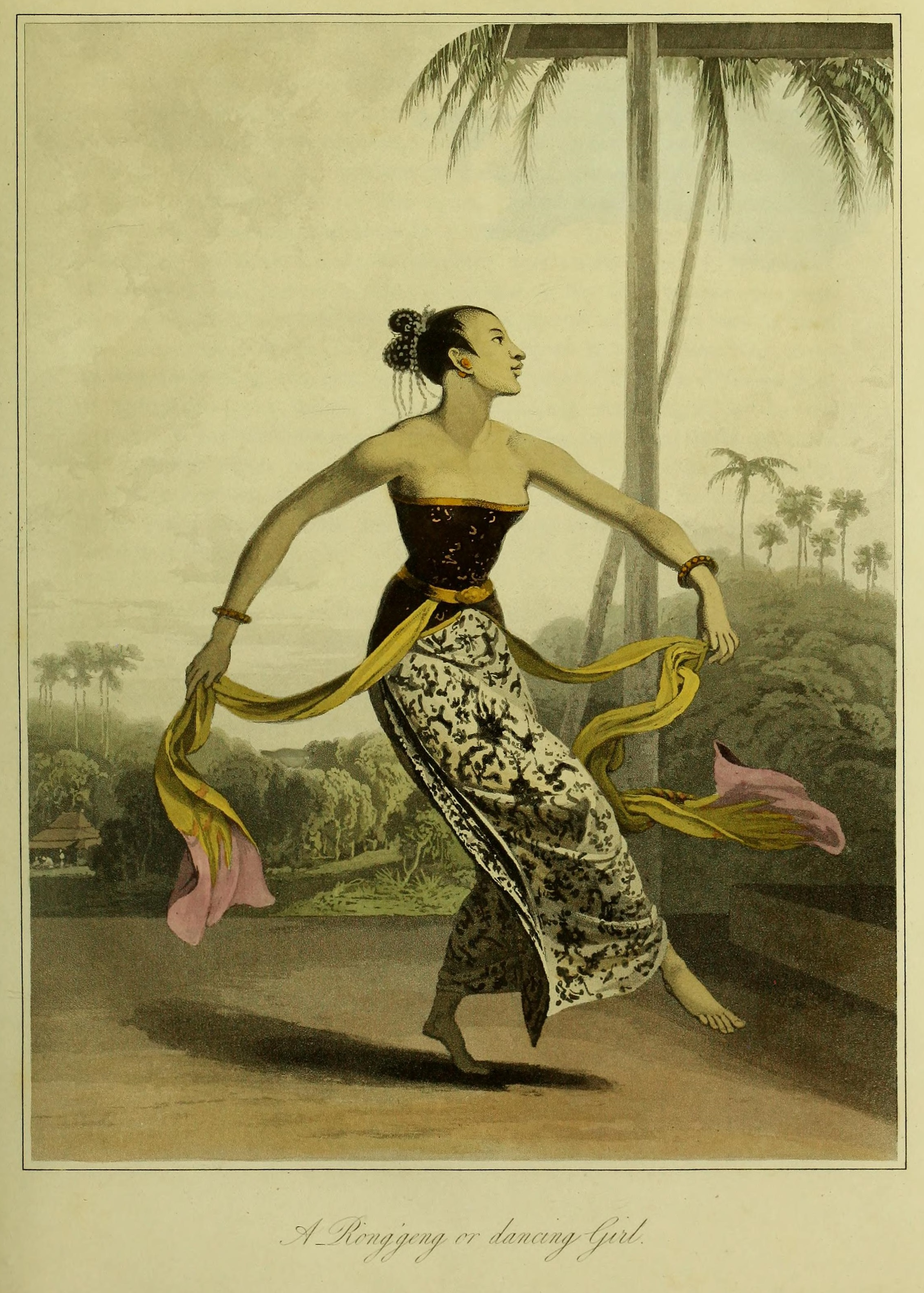
Eine Ronggeng (Tänzerin). Aus: Th. Raffles: The history of Java, 1817

Eines der dramatischsten Begebenheiten war der Abstieg vom Gipfel des Vulkans Lawu, der von Junghuhn sowohl im Werk Topographische und naturwissenschaftliche Reisen durch Java (S. 310–314) als auch im 2. Band des großen Werks Java, seine Gestalt, Pflanzendecke und innere Bauart (S. 353–357) in allen Einzelheiten ausführlich beschrieben ist. Es geschah wieder auf eine jener Exkursionen, die Junghuhn während der zweiten, im Jahr 1838 mit Fritze unternommenen Reise ohne seinen Vorgesetzten durchgeführt hat.
Waren vielleicht die oberen Teile des Lawu zu Beginn dieser Exkursion in Wolken gehüllt? Junghuhn hatte jedenfalls die Höhe des Gipfels nur auf 6000 Fuß geschätzt und deshalb für sich und seine zehn Begleiter nur Lebensmittel für zwei Tage mitgenommen. Seine barometrische Messung auf dem Gipfel ergab 11.500 Fuß. Neueste Messungen haben 3265 Meter ergeben, womit der Lawu zu den höchsten Bergen der Insel Java gehört.
Schon der Aufstieg von der Westseite wurde durch Untersuchungen von Tempelruinen verzögert. Hinzu kamen alte, mit Treppen verbundene Terrassen auf dem Gipfel des Lawu und eine Hütte für Wallfahrer mit Opfergaben auf der höchsten Spitze, und nachdem man vom Kraterrand aus im Süden auf halber Höhe einen Weg gesichtet hatte, wurden von den Javanen in aller Ruhe die letzten Reste der Lebensmittel auf dem Gipfel verspeist.
Vom Abstieg wird aus Platzgründen Junghuhns stark gekürzte Schilderung aus einem Brief an Wirtgen zitiert, die jedoch nur einen Teil der überwundenen Schwierigkeiten enthält; der mehrere Seiten lange Originaltext ist erheblich dramatischer. Der Held dieser Geschichte war Djojodono, der erfahrene Führer seiner Träger; er war der einzige unter seinen einheimischen Helfern, den Junghuhn jemals mit seinem Namen genannt hat.

„[…] ich brachte in jenem Häuschen eine kühle Nacht zu, besuchte am anderen Morgen die Kraterspalte welche an der Südseite des Gebirges liegt und ein entsetzliches Chaos, ein Bild der Hölle! darstellt. Dann geriet ich in eine furchtbare Wildniß von Steintrümmern und Felsenkolossen, auf denen sich […] der dichteste, üppigste und schattigste Urwald erhoben hat, sodaß die Gefahr des Terrains wegen der dichten Belaubung allen spähenden Blicken aus der Entfernung verborgen bleibt. Kein Tropfen Wasser ist da zu finden, alles Wasser, was durch Wolkenniederschläge entsteht, verliert sich auf unterirdischen Wegen und bildet unten auf dem Vorgebirge […] den schönen Bergsee telaga passir. Brachte dann 2 Tage und 2 Nächte in der Wildniß zu, unter der Gefahr von Durst und Hunger erschöpft zu werden und umzukommen; ich konnte nichts anderes Genießbares finden als die sauren Stengel einer Begonie und die herben Zweige eines Polygonum. Ich leckte zuletzt den Thau von den Blättern, der auf einigen Pterisarten noch am dichtesten hing. Hätte ich, bester Herr Wirtgen, in jener 4. Nacht ein Glas Koblenzer Bier haben können, ich hätte Ihnen all mein Hab und Gut dafür gegeben! – Endlich am 5. Tage erhob sich ein Freudengebrüll unter meinen halbtoten Javanen wovon der Wald wiederhallte! – Sie hatten einen kleinen Holzweg entdeckt; kaum hatte ich ihn gesehen, als ich ebenfalls von ganzem Herzen in das Gebrüll einstimmte! – und nun ging es fröhlich vorwärts, und noch vor Sonnenuntergang erreichte ich das Dorf Gondosuli.“

Hierzu ergänzend aus Junghuhns Hauptwerk Java über die Ankunft in Gondosuli:

„Ich hatte den Javanen, als sie im Walde die Hackmesser von sich warfen und verzweifelnd zur Erde sanken, versprochen, einen Schmaus zu geben, sobald wir wieder eine bewohnte Gegend erreicht haben würden. Ich liess daher einige Tanzmädchen (Rongeng) kommen und stellte, nachdem ich mich in die Wohnung des Häuptlings begeben hatte, den ganzen Markt (Warung) zu ihrer Disposition. Dieser bestand aus einigen grossen Körben voll gekochtem Reis, aus spanischem Pfeffer (Sambel), einigen gesalzenen Enteneiern, getrocknetem Büffelfleisch (Dengdeng), aus einigen Süssigkeiten (Kuwé kuwé) und einigen hundert Reiskuchen. Diese Herrlichkeiten alle assen meine 10 hungrigen Freunde bis auf die letzte Spur auf und versicherten mich voller Freuden, dass sie mir nunmehr bis an das Ende der Welt folgen wollten!“

Bei den gemeinsamen Reisen mit Fritze hat Junghuhn sich zweifellos Kenntnisse der Geologie angeeignet. Von nun an war er in der Lage, fast alle der auf Java vorkommenden Gesteinsarten selbst zu bestimmen. Viel wichtiger aber war seine richtige Entscheidung in der damals heftig diskutierten Frage, wie die Vulkane entstanden sind: Nach seinen Erkenntnissen haben wiederholte Eruptionen Steine, Asche und Lava sich Schicht auf Schicht übereinander gelegt. Die Vulkane hätten sich also selbst aufgebaut. Damit stand er im Widerspruch zu Leopold von Buch, der 1821 seine Theorie der Vulkane als Erhebungskrater veröffentlichte: Durch unterirdischen Druck des Magmas seien die Vulkane entstanden, was Aufwölbungen und Caldera-Bildungen verursacht hätte. Erst der schottische Geologe Charles Lyell bestätigte Junghuhns Theorie. Junghuhns Annahme aber, dass in früheren Zeiten die vulkanische Aktivität viel heftiger gewesen war, widersprach jedoch der Lehre von Lyell. Dennoch war Junghuhn auch hier im Recht: Der beste Beweis im Bereich des Malaiischen Archipels wäre der riesige Krater des Supervulkans Tobasee auf Sumatra gewesen, der vor 75.000 Jahren die Menschheit fast ausgerottet hat. Leider hat Junghuhn diesen See nicht erreicht. Unerklärlich für alle war die von Junghuhn erkannte gruppenweise Anordnung der Vulkane zwischen den alluvialen Ebenen im Norden und dem tertiären Bergland im Süden der Insel. Heute ist dieses Rätsel gelöst: Die von Alfred Wegener in der Erdkruste festgestellte Plattentektonik, die dazu führt, dass gerade unter Sumatra, Java und den Rest dieser Inselreihe die Indisch-Australische Platte sich unter die starre Sunda-Platte schiebt und weiter nach Osten zu mit anderen Platten kollidiert, war zu dieser Zeit noch nicht bekannt. Die Vulkane sind die Schmelzpunkte aus der abgetauchten Indisch-Australischen Platte.
Nach Beendigung der Inspektionsreisen durch West- und Ostjava bemühte sich Fritze darum, für Junghuhn eine Möglichkeit zu finden, ohne seine Begleitung weiterhin Naturforschung betreiben zu können. Seiner Empfehlung an Pierre-Médard Diard, dem Leiter der Naturkundlichen Kommission in Batavia, verdankte Junghuhn einen Auftrag, naturwissenschaftliche Untersuchungen in Westjava durchzuführen. Mit der Annahme dieses Auftrags wurde Junghuhn zwar bis auf Weiteres vom Sanitätsdienst befreit, musste jedoch unfreiwillig die Verpflichtung akzeptieren, seine wissenschaftlichen Ergebnisse der Kommission zu übergeben.
Südwestlich der Stadt Bogor (damals Buitenzorg) erstieg er im Oktober 1838 den Vulkan Salak. Sein darüber verfasster ausführlicher Bericht, der noch im gleichen Jahr in niederländischer und 1840 in deutscher Sprache erschien, war die erste Veröffentlichung in deutscher Übersetzung, mit der Junghuhn die tropische Natur der Insel Java seinen Landsleuten in der Heimat vor Augen gebracht hat.

Gunung Salak
Ansicht von Buitenzorg. Von Ernst Haeckel im Jahr 1900 gefertigt. Deutlich sichtbar ist die Schlucht des Flusses Apus, in welcher 1699 ein Schlammstrom zu Tal abging und im Hinterland von Batavia große Schäden angerichtet hat.

Auf dem höchsten Gipfel dieses Massivs fand Junghuhn, in zwei Baumstämmen eingeritzt, die Nachnamen von Reisenden, die sich bereits vor sieben Jahren, am 22. Juli 1831, versucht haben, sich hier zu verewigen, was natürlich in den vergänglichen Hölzern in einem tropischen Klima ein vergebliches Unterfangen war. Im Oktober 1838 konnte Junghuhn noch erkennen: Reinwardt, de Wilde, Macklot, van Oort, Korthals und Müller. Ein weiterer Name war nicht mehr zu entziffern.
Damit sind bereits einige der wichtigsten Vor- und Mitläufer Junghuhns genannt. Von den anderen Männern der geographischen Wissenschaft, die sich mit Java beschäftigt haben, verdienen noch genannt zu werden: Jean-Baptiste Leschenault de La Tour und Thomas Horsfield, die im damals noch kaum bekannten Ostjava forschten, die beiden Zoologen Heinrich Kuhl und Johan Coenraad van Hasselt, die als erste Europäer den höchsten Gipfel Westjavas, den Pangrango erreicht haben, Carl Eduard Meinicke mit seiner Arbeit über den Gebirgsbau von Java und Junghuhns mit Abstand bedeutendster Konkurrent, Heinrich Zollinger, der in Ostjava als erster Europäer den Penanggungan bei Trawas, in einer Ruhepause den gefürchteten Lamongan und in der äußersten Nordostecke Javas den Baluran bestieg. Keinem dieser Männer ist es gelungen, über Java eine brauchbare Karte oder eine umfassende Naturbeschreibung zu liefern; nur Junghuhn hatte sich bis zu seiner Rückreise nach Europa aus eigener Forschung und eigener Anschauung die hierfür erforderlichen Kenntnisse angeeignet. Nicht zu den Entdeckern Javas gehören mit ihren kompilatorischen Werken François Valentijn, Thomas Stamford Raffles, John Crawfurd, Pieter Johannes Veth und andere, und natürlich ebenfalls nicht die vielen Seefahrer, die auf der Insel Onrust in der Bucht von Batavia ihre Schiffe ausbessern lassen mussten, wie beispielsweise James Cook.

Primula imperialis Jungh.

Am 1. April 1839 betrat Junghuhn den 3019 Meter hohen Mandalawangi, den höchsten Gipfel des Vulkanmassivs Gedé-Pangrango. Zu diesem Zeitpunkt war Junghuhn überzeugt, als Erster diesen höchsten Punkt Westjavas erreicht zu haben: „So betrat denn mein einsamer Fuss zuerst einen Gipfel, den vorher, nach Versicherung der Javanen, welche Gespensterfurcht davon zurückhielt, noch kein Sterblicher besucht hatte.“ Hier entdeckte er zu seiner großen Freude „… eine der grössten botanischen Seltenheiten und pflanzengeographischen Merkwürdigkeiten …“, eine Primula, die – im Gegensatz zu der kleinen, in Europa als „Schlüsselblume“ bekannten Primula veris – eine Höhe von einem Meter erreicht und nur auf diesem Berg gedeiht. Unverzüglich an Ort und Stelle gab er ihr den Namen Primula imperialis. – Merkwürdig, dass die Erstbesteiger des Mandalawangi, die Naturforscher Heinrich Kuhl und Johan Coenraad van Hasselt, diese Pflanze übersehen haben!
Im Juli 1839 folgte die zweite, im November 1839 die dritte Besteigung des Pangrango. Drei Jahre später – er war zwischendurch bei den Batak auf Sumatra – stand er zum vierten Mal auf diesem höchsten Berg in Westjava. Sowohl die Entdeckung der Primula imperialis als auch die botanischen, zoologischen und meteorologischen Beobachtungen auf diesem Massiv hielt er im letzten Abschnitt seines ersten großen Werks Topographische und naturwissenschaftliche Reisen durch Java fest. Im Oktober 1839, vor seinem dritten Besuch des Gedé-Pangrango, untersuchte Junghuhn das umfangreiche Bergmassiv des erloschenen Malabar, den Wayang und den Tilu in den Preanger-Landschaften südlich von Bandung.
Bei seinem letzten Besuch des Mandalawangi (Junghuhn: Manellawangie) im Jahr 1842 erlebte der Liebhaber einer unberührten Natur eine bittere Enttäuschung: Auf halber Höhe fand Junghuhn einen frisch gebahnten Weg, hundert javanische Arbeiter kamen ihm entgegen, und auf dem Gipfel standen mehrere dauerhaft gebaute Hütten. Ein Teil des ursprünglichen Waldes war gefällt, und auf dessen gerodeter und geebneter Fläche waren junge europäische Obstbäumchen gepflanzt. Offensichtlich hatte Junghuhn zu viel erzählt von der Schönheit des Mandalawangi mit seinem erfrischend-kühlen Klima.

Pangrango und Gedé
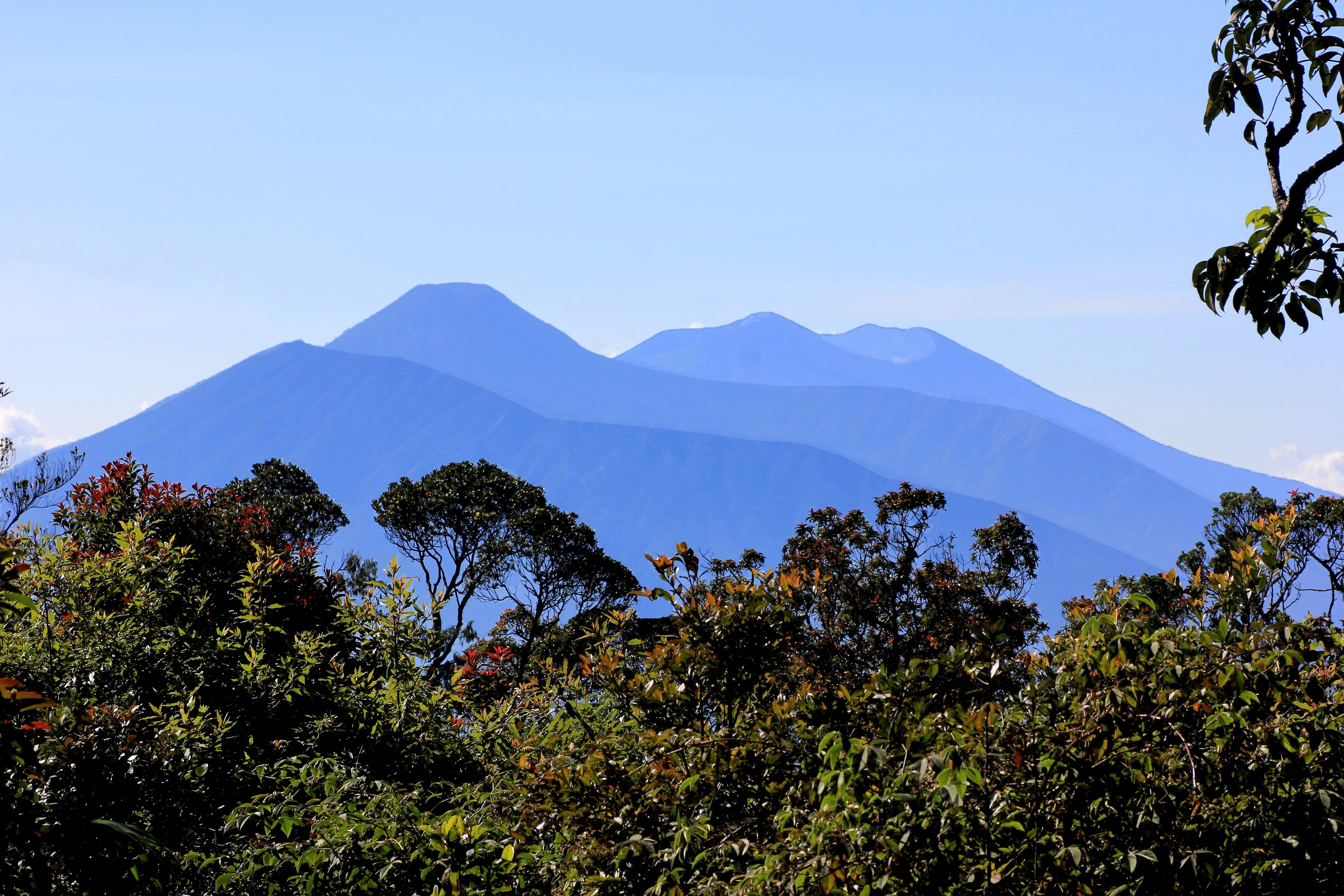
Blick von Westen aus dem Nationalpark Gunung Halimun. Im Bereich des Gebirges wurden die Entfernungen durch abgeschwächte Farben verdeutlicht. Am dunkelsten und damit am nächsten liegend sieht man den bogenförmigen nordwestlichen Kraterrand des erloschenen Pangrango (Junghuhn: G. Panggerango). Dahinter, in der Mitte, erhebt sich der Mandalawangi, mit 3019 Meter der höchste Gipfel des Massivs, mit dem südlichen Kraterrand des Pangrango (Junghuhn: G. Sela). Im Hintergrund erkennt man die Rückseite des aktiven Vulkans Gedé mit dem alten Kraterboden Alun Alun. Zum besseren Verständnis dieses Vulkanmassivs wird empfohlen, diese Ansicht mit der Karte „Gede“ zu vergleichen. Den Blick vom Gipfel des Mandalawangi auf den aktiven Krater des Gedé hat Junghuhn in seinem „Java-Album“ dargestellt: Siehe im Kapitel Java, seine Gestalt, Pflanzendecke und innere Bauart die farbig lithographierte Ansicht „Gunung-Gede“.

Im Bergmassiv Pangrango und Gedé
Nahendes Gewitter am Nordwesthang des Bergmassivs Gedé-Pangrango unweit des kleinen Dorfes Sindanglaya in einer Meereshöhe von etwa 1000 Meter. Dieses stimmungsvolle Bild ist ein im Jahre 1882 mit höchster Genauigkeit gefertigter Stahlstich. Ein Blitz lässt die hellen Stämme der Rasamala-Bäume weiß aufleuchten. Erste Windböen kräuseln das Wasser des Teichs.

Junghuhn war sehr daran gelegen, seine neu erworbenen Kenntnisse so rasch wie möglich zu veröffentlichen. Größten Wert legte er darauf, dass dies unter seinem Namen geschieht und kein anderer Forscher in der Lage war, mit seinen Ergebnissen sich selbst zu profilieren. Dies umso mehr, seitdem er erfahren hatte, dass Carl Ludwig Blume, der ihn herzlich und wohlwollend in Leiden empfangen hatte und mit 55 Gulden Vorschuss unterstützte, wiederholt die Ergebnisse von anderen Forschern sich zu eigen machte und unter seinem Namen publizierte. Heimlich, unter Missachtung seiner Verpflichtungen gegenüber der Naturkundlichen Kommission, die Blume fortwährend zugearbeitet hatte, schickte er an Bord eines deutschen Schiffes seine ersten Berichte mit Skizzen und Zeichnungen und einem kleinen Herbarium an den Professor der Botanik Theodor Friedrich Nees von Esenbeck, den er während seiner Rheinreise in Bonn kennengelernt hatte. Nachdem aber dieser während eines Kuraufenthalts in Südfrankreich im Dezember 1837 an Tuberkulose verstarb, wurde Junghuhns Sendung nach Breslau weitergeleitet an den älteren Bruder Christian Gottfried Nees von Esenbeck, der 1818 zum Präsidenten der Leopoldina gewählt wurde. Die Suche nach einem Verleger für diese inhaltsreichen Berichte blieb jedoch eine derart lange Zeit ohne Aussicht auf Erfolg, dass Junghuhn in seiner Furcht, Prioritäten des Erstentdeckers zu verlieren, den Rest seiner Arbeit, ab der Schilderung seiner zweiten Reise mit Fritze, in den Verhandelingen van het Bataviaasch Genootschap van kunsten en wetenschappen veröffentlichen lassen wollte. Erfreulicherweise wurde daraus nichts, und so erschienen Junghuhns Manuskripte zwar erst 1845, dafür aber in einem Stück: Es war sein erstes großes Werk Topographische und naturwissenschaftliche Reisen durch Java, einschließlich einem Atlas mit Ansichten, Skizzen und Höhenkarten, „zum Druck befördert und bevorwortet“ von Christian Gottlieb Nees von Esenbeck. In niederländischer Sprache existiert noch heute von diesem Werk keine zusammenhängende Ausgabe, und damit auch nicht der hierzu gehörende Atlas.
Nicht eine von Junghuhns zahlreichen Exkursionen wäre möglich gewesen ohne die Inanspruchnahme von einheimischen Trägern. Neben den unentbehrlichen Geräten und Messinstrumenten für seine wissenschaftlichen Beobachtungen mussten Behälter für mineralische und pflanzliche Objekte, Trinkwasser und Proviant mitgenommen werden. Für Übernachtungen auf den Gipfeln der hohen Vulkane, bei kalter und zugiger Witterung oberhalb der Baumgrenzen, wurde Brennholz für warme Mahlzeiten und für ein wärmendes Feuer benötigt. Bei seinen ersten Reisen im Jahre 1836, die Junghuhn in seinem unbändigen Forscherdrang aus eigenem Antrieb unternahm, musste er seine Helfer aus eigenen Mitteln bezahlen; ein Umstand, der sich später in das Gegenteil verkehrte: Bei seinen Reisen mit Fritze und im Auftrag der Kolonialregierung hatte jeder Dorfvorsteher die Pflicht, Träger und einen ortskundigen Führer bereitzustellen und – falls erforderlich – in einem schwer zu durchdringenden Gelände mit gegebenenfalls hundert oder noch mehr Helfern einen begehbaren Pfad anlegen zu lassen.

#### Sumatra (1840 bis 1842)

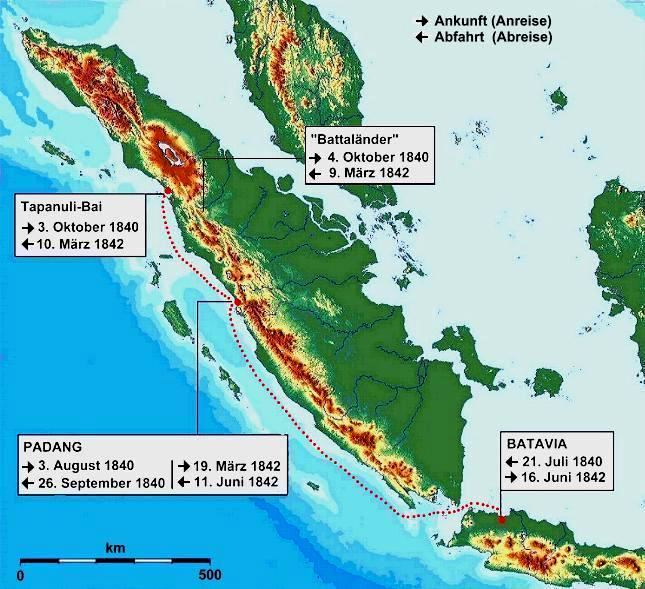
Junghuhns Fahrten von Batavia nach Sumatra und zurück.

Pieter Merkus (1787-1844)

Der Tod seines Vorgesetzten und Gönners Fritze am 13. Mai 1839 war für Junghuhn ein schmerzlicher Verlust. Noch immer stand er als Sanitätsoffizier in militärischen Diensten. Das führte alsbald zu einem neuen Verdruss: Offensichtlich war man darüber informiert, dass er wissenschaftliche Ergebnisse außer Landes expediert hatte; ein Umstand, der auch in späteren Jahren sich nachteilig für ihn auswirken sollte. Seine Bitte um eine Fortsetzung seiner Tätigkeit bei der Naturkundlichen Kommission wurde abgelehnt; stattdessen musste er wieder den verhassten Dienst als Arzt im Militärhospital in Weltevreden antreten. Am 3. Januar 1840 absolvierte Junghuhn das Examen zum „Chirurgus Zweiter Klasse“, was nach Anrechnung seiner bis dahin geleisteten Dienstzeiten eine notwendig gewordene Regelbeförderung war. Sein Monatsgehalt erhöhte sich von 120 auf 180 Gulden. Einen Urlaub, den Junghuhn aus gesundheitlichen Gründen vom 1. März bis 3. April erhielt, nutzte er zur Erforschung des Diëng-Plateaus in Mitteljava.
„Ich sah jedoch mit Grauen das Ende meines Urlaubs nahen und die Hospitäler in Perspectiv. Da ich nun hörte, daß Herrn Merkus, Read von Indien, ein sehr wissenschaftlicher und humaner Mann, den ich schon früher kennen gelernt hatte, zum General-Commissair von Sumatra ernannt sei, so bat ich, nach Sumatra versetzt zu werden, welches mir auch gewährt wurde. Ich ging über Batavia nach Padang, und war so glücklich, gleich nach meiner Ankunft daselbst von Herrn Merkus mit der topographischen und naturkundigen Untersuchung der Batta-Länder beauftragt zu werden …“ (Junghuhn).
Dieser Auftrag enthielt jedoch zahlreiche Instruktionen: Eine Karte soll Junghuhn von der Region erstellen, das Klima und die Fruchtbarkeit des Bodens erforschen, nutzbare Boden- und andere Naturschätze finden, Holzsorten auf ihre Eignung zum Schiffbau prüfen. Von den Batak soll er nicht nur über ihre politische Einstellung, Sprache und Schrift, Sitten und Gebräuche, sondern vor allem über ihren berüchtigten Kannibalismus Erkundungen einholen. Alle drei Monate soll er Bericht erstatten.
Es war ein außerordentlich riskantes Unternehmen: Abgesehen von wenigen, weit verstreuten niederländischen Militärstützpunkten, die von den Bewohnern zum Schutz vor islamischen Eroberern mehr oder weniger geduldet wurden, war das Land noch vollkommen unabhängig, und die damals zur Abschreckung verbreitete Aussicht, als unwillkommener Eindringling verspeist zu werden, war nicht gerade einladend.
Und dennoch: Die Erforschung eines unbekannten Landes war für Junghuhn so verlockend, dass er den verhassten Sanitätsdienst unverzüglich aufgab.
Als Assistent wurde ihm der Naturwissenschaftler Hermann von Rosenberg zugeteilt.

Ankunft auf Sumatra
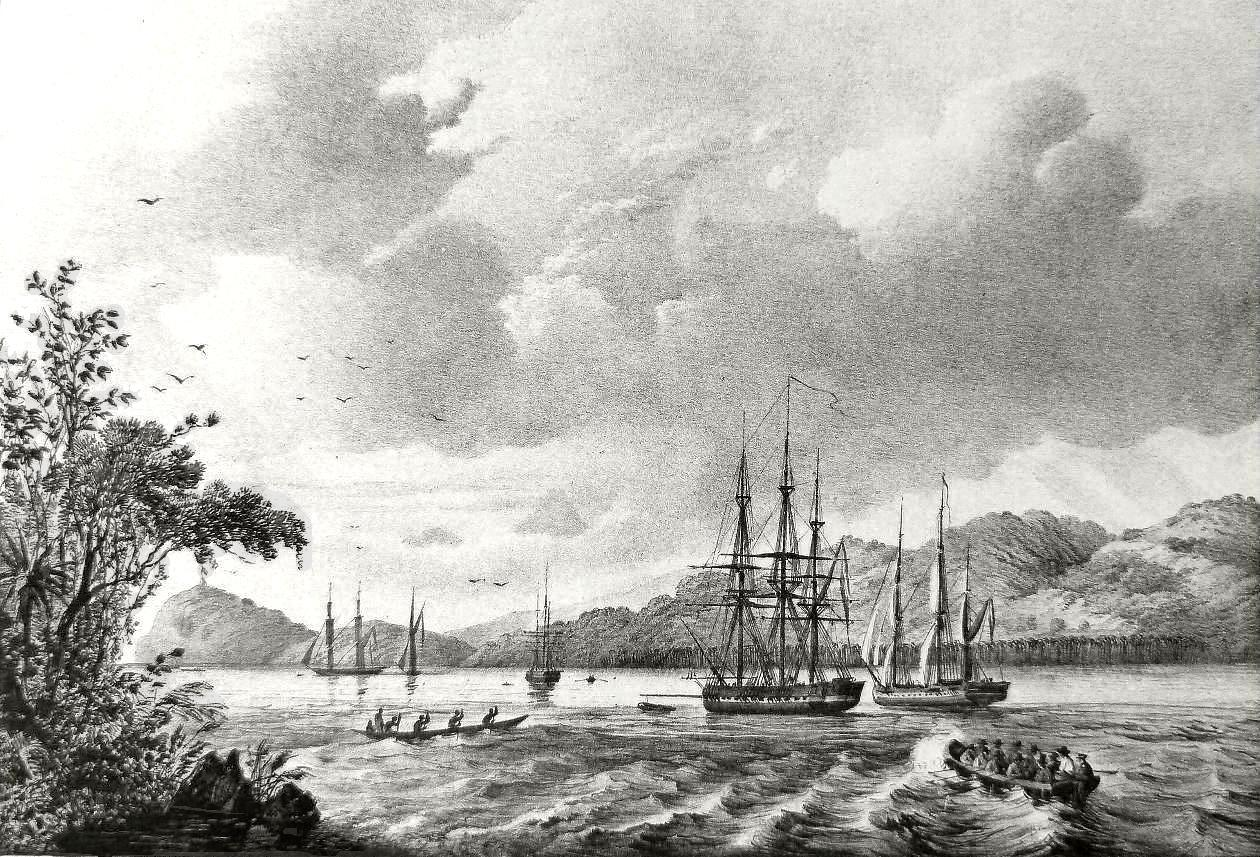
Zeitgenössische Ansicht der Reede von Padang
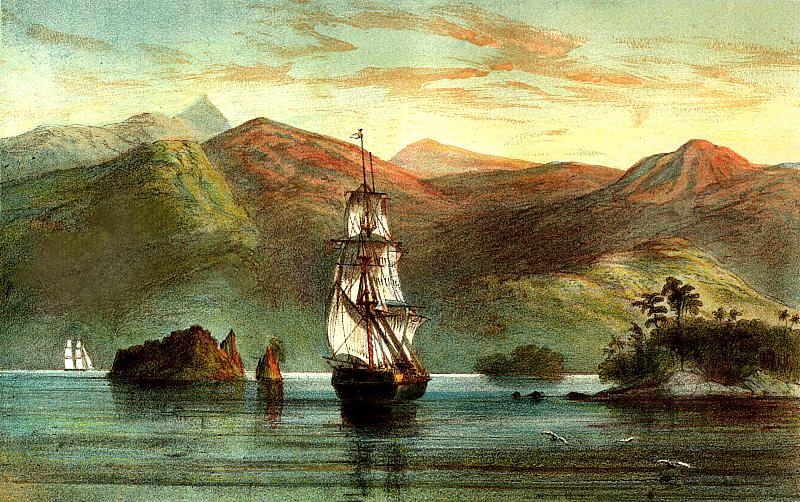
Vor der Westküste von Sumatra. Kolorierte Lithographie aus dem Jahre 1843

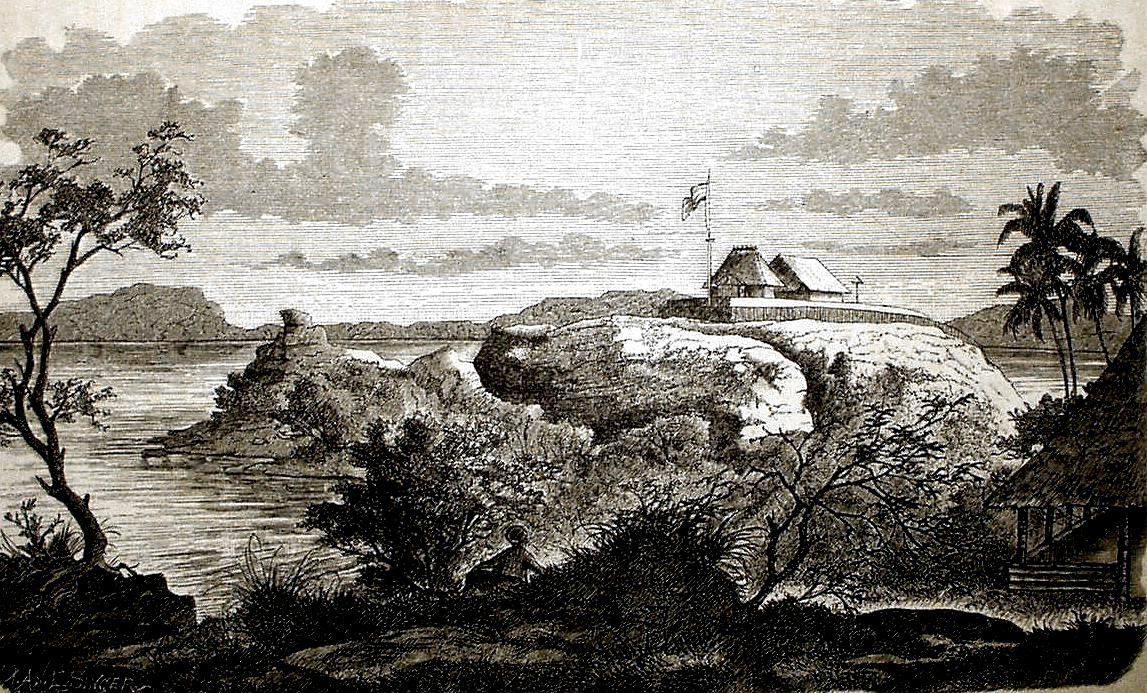
Das Fort auf der Insel Pontjang kitjil, Ausgangspunkt für die Reise in die Battaländer.[73] – Aus: Der Malayische Archipel von Hermann von Rosenberg.
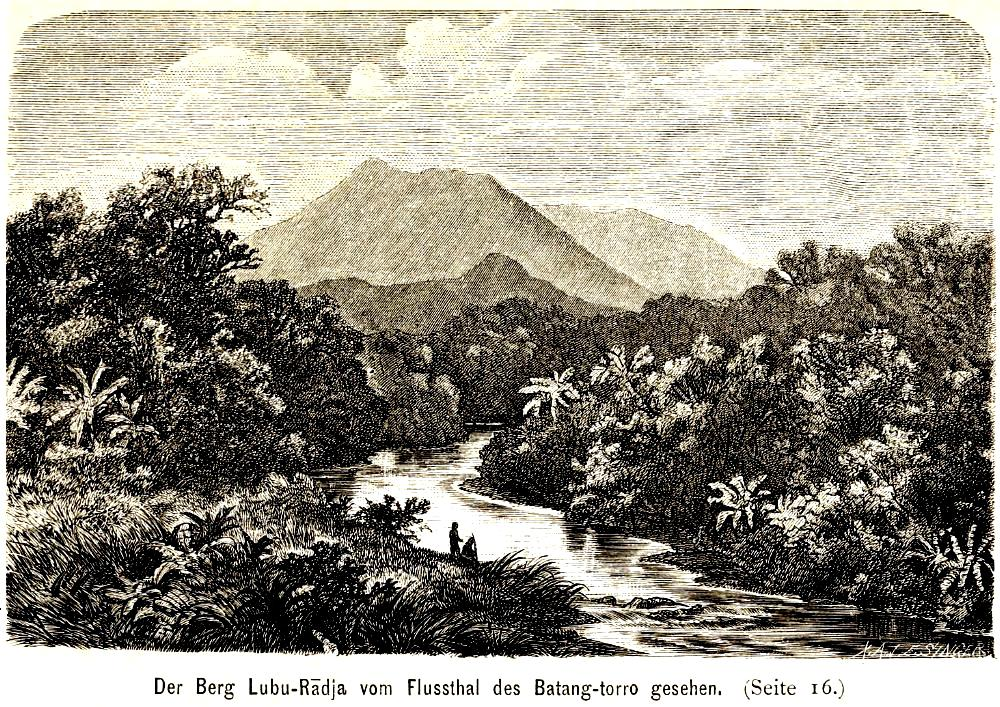
Der von Junghuhn am 3. bis 6. November 1840 erstiegene 1886 m hohe erloschene Vulkan „Lubu Radja“. – Aus: Der Malayische Archipel von Hermann von Rosenberg

Der direkte Zugang durch das Hinterland von Padang war den beiden Forschern wegen eines zuvor unterdrückten Aufstands verwehrt. Daraufhin fuhren sie entlang der Westküste Sumatras auf einem britischen Kauffahrersegler nach Norden. Am 2. Oktober 1840 lief das Schiff in die Bucht von Tapanuli ein und ankerte vor einem holländischen Außenposten, der aus strategischen Gründen auf der kleinen vorgelagerten Insel Pontjang kitjil errichtet wurde. Hier trafen sie ihre letzten Vorbereitungen.
Kurze Zeit später beging Junghuhn einen folgenschweren Fehler: Während er selbst noch mit der topographischen Aufnahme der Tapanuli-Bucht beschäftigt war, schickte er den unerfahrenen „Neuling“ von Rosenberg voraus zum niederländischen Stützpunkt Lumut. Nur mit einem Boot über die Bucht und auf dem Land durch dichten Urwald war dieser Stützpunkt zu erreichen. Die Wartezeit bis zur Ankunft Junghuhns nutzte von Rosenberg zu Jagdausflügen. Am Nachmittag des 14. Oktober verirrte sich von Rosenberg bei der Verfolgung eines seltenen Vogels. Erst nach mehreren voller Angst allein im Wald verbrachten Stunden, um 23 Uhr in der darauffolgenden Nacht, wurde er durch Schüsse und gegenseitiges Zurufen von Junghuhn gefunden und von seinen Dienern nach Lumut zurückgebracht. Als Folge dieses für ihn schockierenden Ereignisses bekam von Rosenberg einen so heftigen Fieberanfall, dass er die Begleitung und Assistierung Junghuhns quittieren musste. Für Junghuhn war dies ein unersetzlicher Verlust: von Rosenberg wäre in den Batta-Ländern die einzige Person gewesen, die in seinem Heimatland eine naturwissenschaftliche Ausbildung erhalten hat und mit der er sich in seiner Heimatsprache hätte unterhalten können.
Ohne seinen Assistenten als Entdecker und Wissenschaftler ganz auf sich allein gestellt, setzte Junghuhn seine Forschungen in den südlichen Battaländern fort. Natürlich war er dabei nicht wirklich allein, das hätte er in dieser Wildnis nur wenige Tage überlebt. Im Bewusstsein, in ein unabhängiges Land einzudringen, in welchem der Kannibalismus verbreitet sein soll und die Gefahr bestand, jederzeit von feindlichen Stämmen angegriffen zu werden, hatte er dafür gesorgt, dass er von einer kleinen bewaffneten Truppe begleitet wurde. Das geht aus folgendem Zitat hervor:

„Da nun die verschiedenen Radja’s selten unter einander einig sind und in ihrer Denkweise sehr oft von einander abweichen, so daß ein Reisender, während er von dem einen feindlich behandelt wird, bei dem andern dagegen Unterstützung findet, so geht schon hieraus der Nutzen einer kleinen bewaffneten Macht hervor. Ich armirte daher meine sehr festen Bedienten, die in Friedenszeiten nichts weniger als Soldaten, sondern ganz friedliche Leute (Vögelausstopfer, Insektenfänger, Baumklimmer, Pflanzensucher) sind, mit ihren Percussionsgewehren und trug selbst zwei Pistolen im Gürtel. Mein Wanderstab war eine Lanze! Außerdem begleiteten mich noch zwei Radja’s mit ihren Bedienten, die ebenfalls mit Gewehren bewaffnet waren, so daß ich im Stande war, 10 Schuß auf einmal zu thun. Fünfzehn Träger meines Gepäckes, meines Pflanzenpapiers und meiner Instrumente schlossen gewöhnlich diesen Zug.“

Urwald in Westsumatra.
Im Hintergrund ein Wasserfall.
Nur mit höchster Willenskraft kann man ein solches Gebiet erforschen.

Die Durchdringung und Vermessung dieser unerschlossenen Gebiete stellte höchste Anforderungen an seine physische und psychische Leistungsfähigkeit. Bedrohungen durch misstrauische Einheimische, die wenige Jahre vor seiner Ankunft von kriegerischen Malaien heimgesucht worden waren und von seiner bewaffneten Truppe sich nicht einschüchtern ließen, behinderten Junghuhn bei seinen Arbeiten erheblich und vereitelten ein weiteres Vordringen nach Norden.
Welche Hindernisse sich Junghuhn auf seinen Reisen entgegenstellten, geht aus seinen folgenden Worten hervor:

„In Tobah, wo es weite, völlig flache Räume giebt, wurde mir das Abmessen von Standlinien unter Drohungen verweigert, weil man dies für eine Landesaufnahme für anzulegende Festungen hielt! – Aus ähnlichen Gründen konnte ich in Hurung meine Beobachtungen nur aus dem Gebüsch, versteckt und heimlich machen, – in Silindong wurde mir das Messen von Sonnenhöhen in einem künstlichen Horizont bestimmt untersagt, weil dies pure Zauberei sei; ich wurde dringend gebeten, meinen Sextanten ein- und mich selbst aus dem Lande zu packen. – Dazu kommt die gebirgige Unwegsamkeit des Landes; man kann keinen Schritt weit anders, als zu Fuss kommen; – in einem Tage muss man zuweilen 30 bis 40 Bäche, wovon einige (in der Thalsohle ausgetretene) sehr warm, und andere gleich darauf (dicht am Bergfusse fliessend) eiskalt sind, durchwaten und, wenn man bis an die Achseln im Wasser steht, seine Instrumente über dem Kopf emporhalten. – In den Wäldern ist man über Tag von kleinen Springblutegeln geplagt, die sich zu 20–30 an alle Theile des Körpers zugleich ansaugen und durch die Fusskleider hindurchstechend schmerzhafte Geschwüre erregen, und des Nachts von Mosquiten. Endlich muss man bei allem diesen noch stete Sorge auf persönliche Sicherheit verwenden, und selbst des Nachts in den Hütten, wo man ein hartes Lager mit etwas Mais und Bataten findet, wenigstens 6 Gewehre geladen und mit seinen Bedienten abwechselnd Wache halten, um die Eingebornen durch Furcht zu verscheuchen …“

Das blieb nicht lange ohne Folgen: Von den 18 Monaten, die Junghuhn auf Sumatra verbrachte, lag er zehn Monate lang krank ohne ärztliche Versorgung in seinem Standlager beim militärischen Stützpunkt Tobing auf einem südlichen Ausläufer des Vulkans Lubu Radja. Seine Beine hatten sich durch unzählige Blutegelbisse entzündet. Hinzu kam eine Dysenterie. Mit seinem vierteljährlich abzuliefernden Bericht geriet er in Verzug. Zeitweilig ging es ihm so schlecht, dass er um Rückversetzung nach Java gebeten hat.
Umso erstaunlicher ist das, was er bei halbwegs gesunder Verfassung in den restlichen acht Monaten auf Sumatra erzielt hatte. Trotz des Misstrauens der Batak, seiner mangelhaften Sprachkenntnisse und den daraus entstandenen Schwierigkeiten gelang es ihm, alle Aspekte ihrer Kultur und ihres Alltagslebens zu erkunden. 388 Seiten umfasst der zweite Band seines Werkes Die Battaländer auf Sumatra mit dem Untertitel Völkerkunde.
Hinzu kam die Vermessung und Kartierung der südlichen Batakländer. Unmittelbar nach seiner Ankunft in der Bucht von Tapanuli wählte Junghuhn zwei markante Hauptpunkte für eine geodätische Basislinie, ermittelte deren geographische Koordinaten durch astronomische Breiten- und Azimutbestimmungen und errechnete ihren Abstand, auf das heutige Maßsystem umgerechnet, auf 14,3 Kilometer. Auf dieser Basis schuf er durch Winkelmessungen und Polhöhenbestimmungen ein geodätisches Vermessungsnetz. Im Landesinneren war der Gipfel des 1886 m hohen erloschenen Vulkans Lubu Radja der wichtigste Vermessungspunkt. Von hier aus war Junghuhn in der Lage, bei klarem Wetter die hohen Gipfel der Vulkane in Mitteljava anzupeilen und in seinen Berechnungen zu berücksichtigen.
Mit dieser Leistung, die nach Montigel „zu den größten Taten menschlicher Willenskraft“ gerechnet werden muss, hat Junghuhn sich das Verdienst erworben, die erste Triangulation in Niederländisch-Indien ausgeführt zu haben. Der Wert dieser Pioniertat wird noch dadurch erhöht, dass sie nicht auf der wesentlich besser erschlossenen Insel Java geschah, sondern unter ungleich schwierigeren Bedingungen in den urwaldüberzogenen Gebirgen Westsumatras. Erst 50 Jahre später gelang es der Niederländischen Kolonialregierung, dieses schwer zugängliche Gebiet zu unterwerfen.

„Der Eingang in die Battaländer“
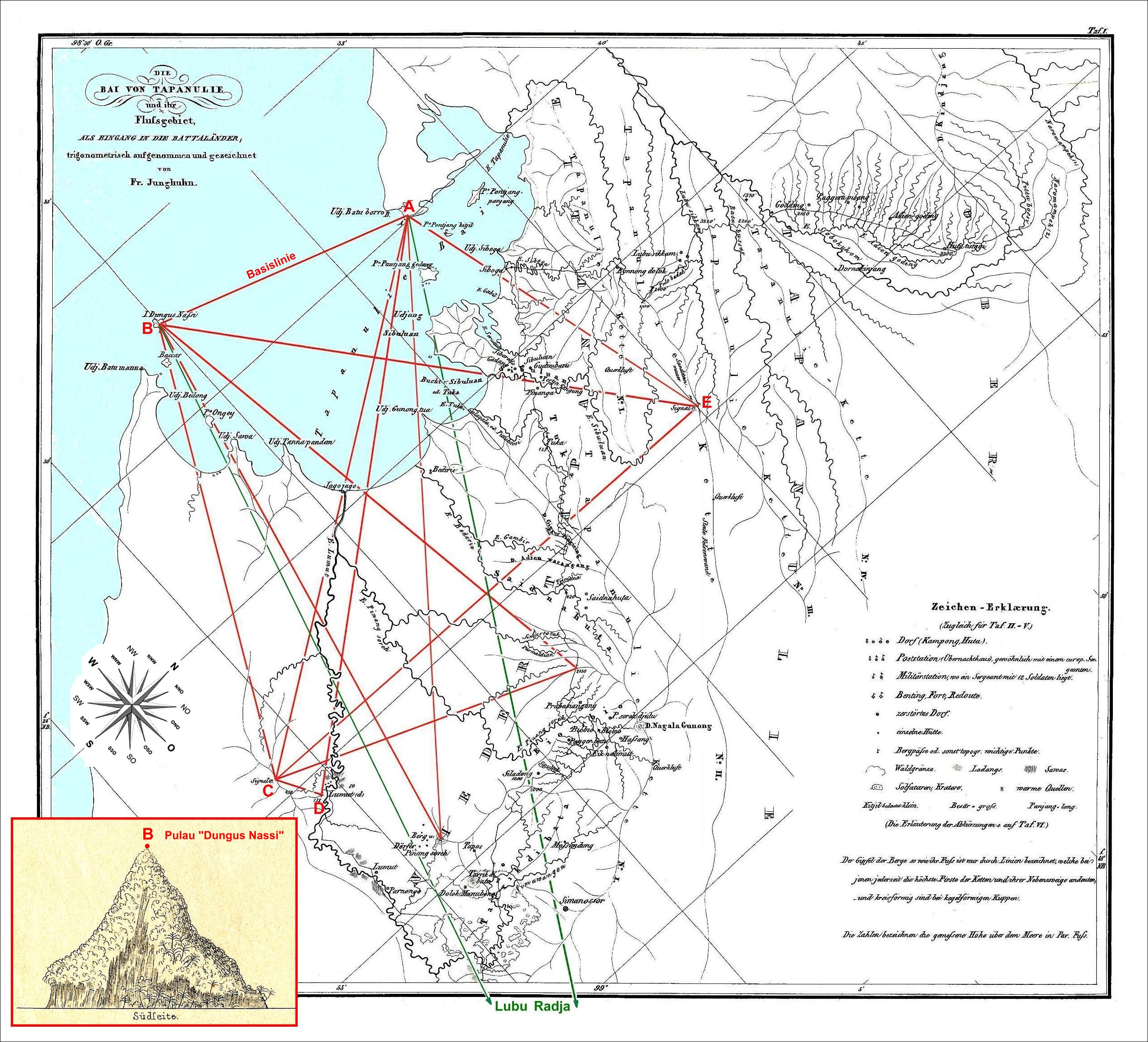
Junghuhns Karte der Tapanuli-Bai. Die Meeresflächen sind hellblau gefärbt; das Original ist nicht koloriert. Die Projektion der Karte hat Junghuhn um etwa 48° nach Nordosten gedreht; es wurde deshalb nachträglich eine Windrose eingefügt. Darüber hinaus sind die ersten trigonometrischen Peilungen eingetragen; in der Originalkarte sind diese Peilungen nicht dargestellt. Die Punkte A, B und C stellen die Ecken des Basisdreiecks dar. B befindet sich auf der 240 Meter hohen Insel „Dungus Nassi“ (heutiger Name: Pulau Situngkus); siehe links unten Junghuhns Ansichtsskizze von Süden. Der wichtigste Vermessungspunkt in den südlichen Battaländern war der Gipfel des Vulkans Lubu Radja; von hier aus konnten auch die weit entfernten Berge in Zentralsumatra angepeilt werden. Rechts neben Punkt A ist die kleine Insel Pontjang Kitjil dargestellt; der befestigte Handelsposten auf dieser Insel war der Ausgangs- und Endpunkt von Junghuhns Forschungen auf Sumatra.

Welche Fortschritte auf dem Gebiet der Kartographie hat Junghuhn in den Battaländern erzielt?
Eine der besten Karten von Sumatra vor Junghuhns Erkundungen ist diejenige des englischen Historikers und Orientalisten William Marsden, der als Sekretär im seinerzeit britischen Bencoolen, dem heutigen Bengkulu, an der Westküste stationiert war. Acht Jahre lang sammelte Marsden alle mündlichen und schriftlichen Nachrichten über Sumatra und fasste sie zusammen in seiner Monographie The History of Sumatra. Der hier zum Vergleich abgebildete Ausschnitt wurde von jener Karte abgelichtet, die sich in der 1811 erschienenen maßgeblichen dritten Auflage dieses Werkes befindet. Auf dieser Karte sind die Bergketten so dargestellt, wie sie vom Schiff aus beim Passieren der Westküste gesehen werden konnten; die dahinter eingezeichneten Ketten entstammen der Phantasie. Eine 1837 von Heinrich Berghaus veröffentlichte Karte enthielt für die Battaländer keine besseren Informationen.
Junghuhn konnte seine Karten aus zeitlichen Gründen nur als Strichskizzen anfertigen. Trotz ihrer Einfachheit enthielten sie aber im Vergleich zu den damals vorhandenen neuesten Karten eine derartige Fülle von bislang unbekannten Einzelheiten, dass sie dem Berliner Kartographen Heinrich Mahlmann als Grundlagen für die im Maßstab 1:1.000.000 gezeichnete General-Karte vom mittleren Sumatra gedient haben. „Es war ein mühseliges Werk, mit primitiven Hilfsmitteln dieselbe herzustellen; sie ist für die damalige Zeit eine wesentliche Verbesserung des Bekannten und gibt zum ersten Mal über breite Strecken unbekannten Landes ein zutreffendes Bild“ (Wilhelm Volz). Wegbereitend für spätere Reisende, sowohl für die Wienerin Ida Pfeiffer als auch für die ersten Missionare, von denen einige ihr Vordringen mit dem Leben bezahlen mussten, war die Darstellung des Paralleltals „Mandaheling“, dessen nördliche Fortsetzung „Nieder-Ankola“ vom erloschenen Vulkan „Lubu Radja“ abgeschlossen wird. Darüber hinaus enthält diese Karte die früheste Darstellung des Tobasees, wenn auch nur andeutungsweise nach Berichten von Einheimischen, von Junghuhn „Eik Daho“ beziehungsweise „Laut Sinkara“ genannt. Erst elf Jahre später, 1853, stand als erster Europäer der niederländische Sprachgelehrte Herman Neubronner van der Tuuk am Ufer dieses Sees. Im Gegensatz dazu wurde die 1200 Kilometer lange Inselkette vor der Westküste Sumatras, von Simeuluë im Norden über Nias und den Mentawai-Inseln bis Enggano im Süden, im Bereich dieser Karte weggelassen: Diese Inseln wurden von Junghuhn nicht erforscht; das tat Hermann von Rosenberg, jener „Neuling“, der wegen eines Fieberanfalls in Lumut zurückgelassen werden musste und der nach seiner Genesung einer der erfolgreichsten Naturforscher im Malaiischen Archipel geworden ist.

Ein Beispiel für Junghuhns mit Strichskizzen gefertigte Kartierung der Battaländer
Ausschnitt aus Junghuhns Karte der südlichen Battaländer. Zu sehen ist der erloschene Vulkan Lubu Radja mit nachträglich eingefügten Ansichtsskizzen im grün umrandeten Feld nach Peilungen von Huraba (oben) und Napa (unten). Gebogene Striche deuten die Kämme und Rücken der Gebirgszüge an, konzentrische Kreise die markantesten Berggipfel, geschlängelte Linien die Bäche und Flüsse. Am unteren Rand Junghuhns Standlager bei Tobing.

Vergleich zwischen der Karte von Marsden, der Generalkarte vom mittleren Sumatra und einer Karte des Topographischen Dienstes
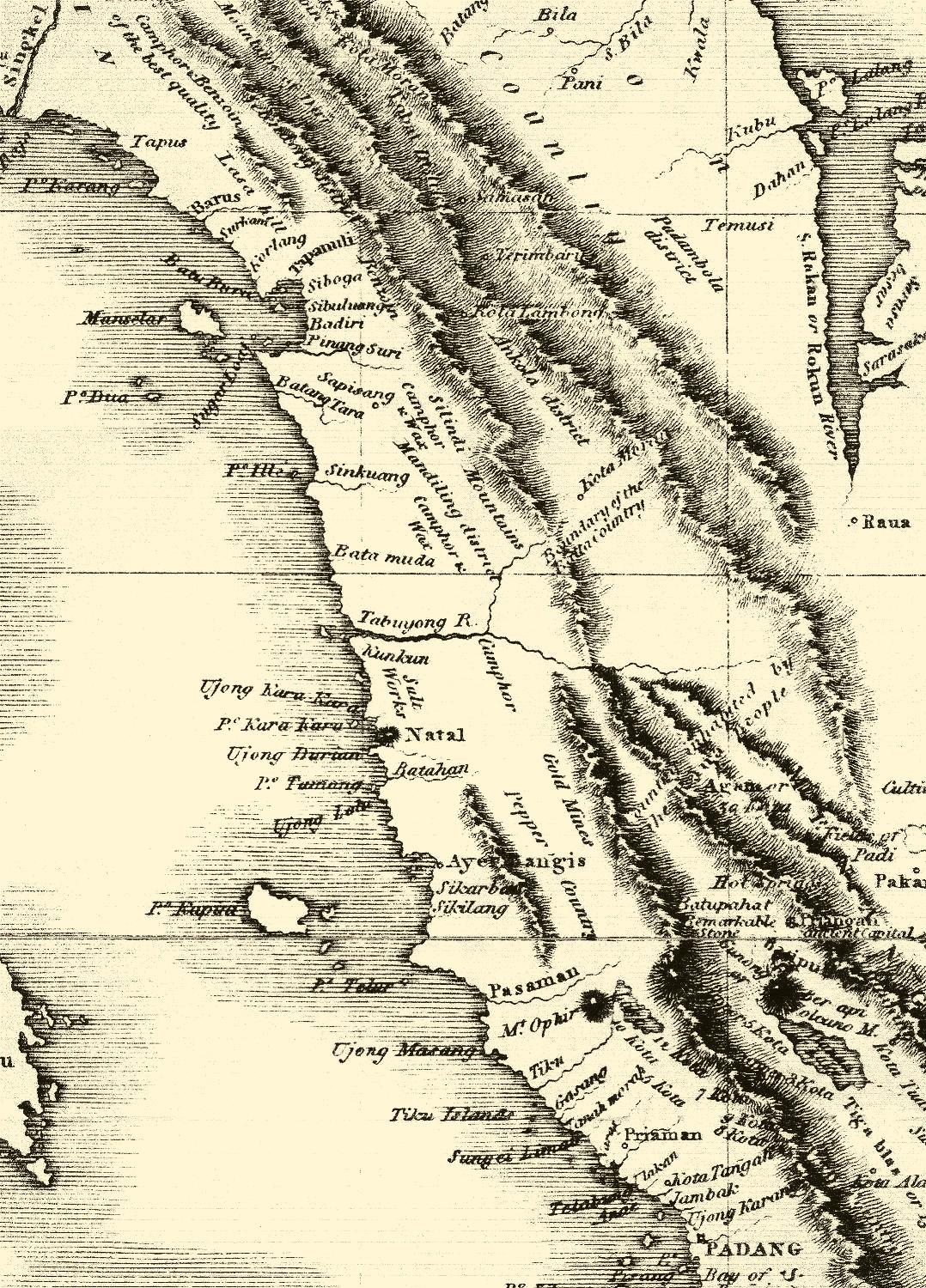
Marsdens Map of the Island of Sumatra in the East Indies, 1811 (Ausschnitt)
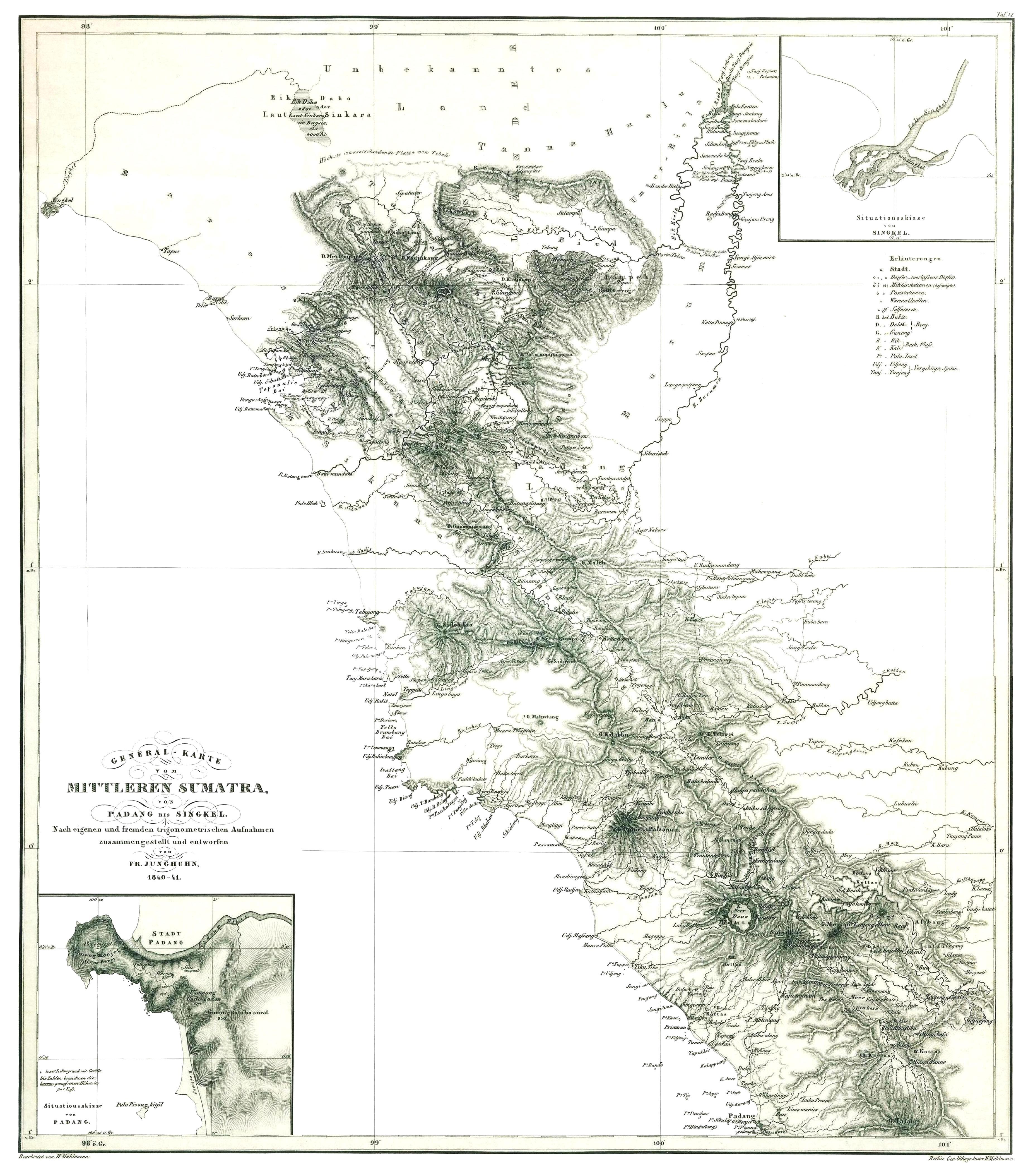
Junghuhns General-Karte vom mittleren Sumatra, 1847, im Maßstab 1:1.000.000.
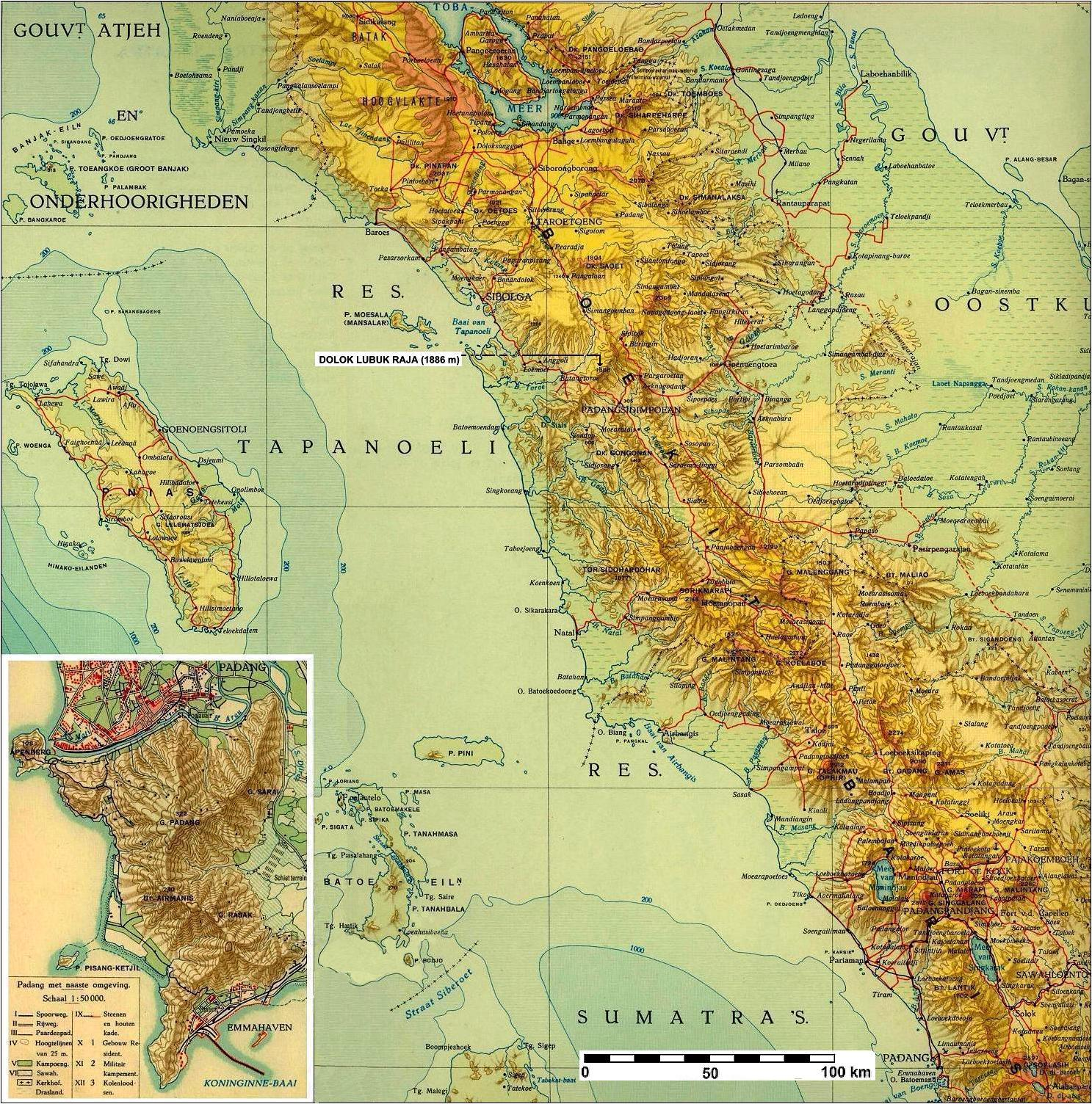
Topographische Karte von Westsumatra aus den 1930er Jahren, die noch immer den heutigen Wissensstand enthält (Ausschnitt)

Auf dem gleichen Seeweg, den Junghuhn für die Hinreise gewählt hatte, verließ er am 10. März 1842 an Bord eines Kauffahrerseglers die Bucht von Tapanuli. Hinter ihm lagen die gefährlichsten, mühevollsten und entbehrungsreichsten Monate, die er in Niederländisch-Indien bis dahin zugebracht hatte. Im wahrsten Sinn des Wortes „am Ende seiner Kraft“, kehrte er am 18. März 1842 nach Padang zurück. Bis zum 10. Juni wurde er beurlaubt, um sich von den überstandenen Strapazen zu erholen. Am 11. Juni ging er an Bord des Dampfschiffes Nula, das fünf Tage darauf die Reede von Batavia erreichte. Krankheit und Erschöpfung haben ihn daran gehindert, die von Merkus erhaltenen Instruktionen in vollem Umfang zu erledigen. Resigniert schrieb er hierzu in seinem Werk Die Battaländer …, dass er mit „geschwellter Hoffnung“ auf Sumatra zusteuerte und 20 Monate später mit „zerrissenen Segeln und zerbrochener Hoffnung“ Sumatra wieder verließ.
Sicher hat der Aufenthalt auf Sumatra Junghuhns Gesundheit angegriffen und etliche Jahre seines Lebens gekostet. Die Dysenterie, die ihn zwang, zehn Monate lang auf einem Krankenlager zu verbringen, ließ ihn nie wieder los. Schmerzen bekämpfte er mit Alkohol und Opium.

#### Java (1842 bis 1848)
Pieter Merkus, am 3. Oktober 1840 kommissarisch und am 11. Oktober 1842 definitiv zum Generalgouverneur von Niederländisch-Indien ernannt, befreite ihn bis auf Weiteres vom Dienst in Hospitälern. Der wohl wichtigste Anlass für diese Maßnahme war sein Interesse an Junghuhns Ergebnissen über seine Untersuchungen in den Battaländern. Um in Ruhe und Abgeschiedenheit diese Ergebnisse auswerten zu können, wurde Junghuhn von der Kolonialregierung im westjavanischen Ort Cianjur, in klimatisch begünstigter Höhenlage östlich des Vulkans Gedè, ein Haus zur Verfügung gestellt.
Damit ließ er sich viel Zeit: Das Manuskript seines Werkes Die Battaländer auf Sumatra ist datiert „September 1844“. Die Ursache für diese lange Bearbeitungsdauer, die demnach über zwei Jahre betragen hat, waren die zeitgleich voller Ungeduld wiederaufgenommenen Forschungen auf Java, in welcher neben botanischen und paläobotanischen Untersuchungen in zunehmendem Maße die Topographie der Insel in den Vordergrund rückte. Nur wenige Tage nach seiner Rückkehr aus Sumatra, im Juli 1842, hielt er sich beispielsweise zum vierten Mal, und dieses Mal ganze zehn Tage lang, auf dem über 3000 Meter hohen Gipfel des Pangrango auf. 1843 veröffentlichte er Beiträge zur Geschichte der Vulkane im Indischen Archipel und über Hindu-Altertümer in Westjava, mit Resultaten, die nur mit ausgedehnten Reisen erzielt werden konnten.
Junghuhn durfte weiterhin auf Java als Naturwissenschaftler tätig bleiben: Obwohl diese Insel mit weitem Abstand das wichtigste Land aller niederländischen Besitzungen war, mangelte es der Regierung an zuverlässigen Informationen über das Landesinnere. Am dringendsten wurde eine zuverlässige Karte benötigt, denn ohne dieselben war weder eine militärische Eroberung noch eine wirtschaftliche Erschließung der Insel möglich.
Zu Beginn des 19. Jahrhunderts war dieser Mangel besonders gravierend. Der Zusammenbruch der Vereinigten Ostindischen Kompanie im Jahre 1799 lenkte die Aufmerksamkeit der Briten auf Niederländisch-Indien, und nachdem bereits 1800 eine britische Flotte drei Monate lang den Hafen von Batavia blockiert hatte und 1807 die holländische Seemacht bei Surabaja vernichtet wurde, befahl im Jahre 1808 der niederländische Marschall Herman Willem Daendels die schnellstmögliche Anfertigung einer Übersichtskarte von Java. Erst 1812, nachdem diese Insel für kurze Zeit in den Besitz der East India Company übergegangen war, wurde diese Karte von Thomas Stamford Raffles zu Ende geführt und 1817 in seinem Werk The History of Java veröffentlicht. Sie beruht hauptsächlich auf den Angaben des amerikanischen Forschers Thomas Horsfield. Raffles ließ jedoch zu diesen Angaben zahlreiche Kartenskizzen mit sehr unterschiedlichen Qualitäten von anderen Reisenden und hierfür instruierten Kolonialbeamten einarbeiten. Fehler und Ungenauigkeiten bei ihrer Zusammenfügung waren trotz aller Bemühungen unvermeidlich. Hinzu kam das Fehlen einer trigonometrischen Grundlage. Die Java-Karte von Raffles war zwar überaus dekorativ, jedoch unbrauchbar für die Kolonialverwaltung und für die Kolonialarmee.

Junghuhns Vorlage für eine verbesserte Positionskarte
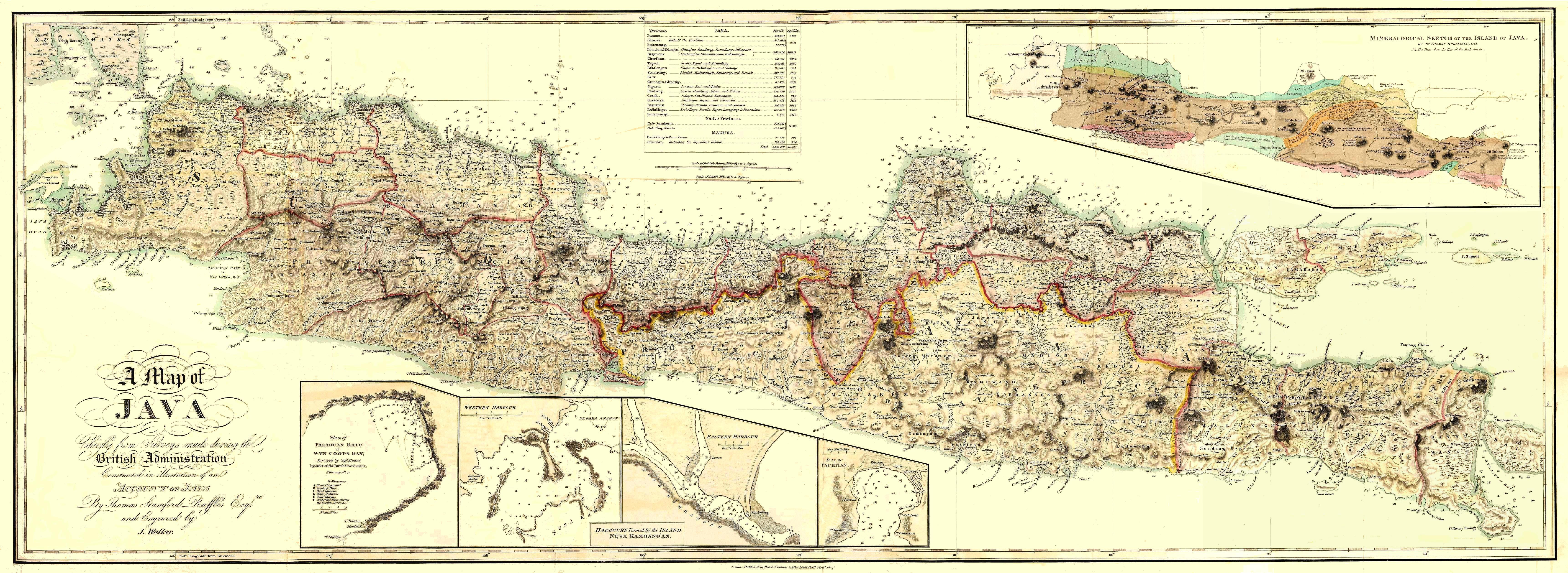
A Map of Java von Raffles und Horsfield. Blattgröße ca. 41 × 114 cm, Maßstab ca. 1:966.000.

Schon während seiner ersten Reisen stellte Junghuhn fest, dass alle verfügbaren Java-Karten wegen gravierender Ungenauigkeiten nutzlos waren. Diese Feststellung galt auch für die Map of Java, die er als die beste der ihm bekannt gewordenen Java-Karten gewertet hat. „Mein erstes Bemühen war […] dahin gerichtet, auf den Grundlagen dieser Arbeit von Horsfield und Raffles eine verbesserte Positionskarte der Vulkane von Java zu entwerfen.“
Daraus entstand ein Kraftakt, der in der Geschichte der Kartographie seinesgleichen sucht: Ohne geschulte Helfer von der in weiten Gebieten noch unbekannten, über 1000 Kilometer langen und bis zu 200 Kilometer breiten Insel eine Karte zu entwerfen, die einem Reisenden auch im Inneren des Landes eine zuverlässige Orientierungshilfe bietet. Mit diesem ehrgeizigen Ziel war Junghuhn bis August 1844 mit der topographischen Aufnahme Westjavas, danach mit derjenigen Ostjavas beschäftigt. Wie zuvor auf Sumatra war Junghuhn auch auf Java der Erste, der mit optischer Triangulation gearbeitet hat. Ausgerüstet mit einer Bussole und einem Sextanten, den er später durch einen Bussolentheodoliten ersetzte, peilte er insbesondere von den Gipfeln der Vulkane alle markanten Punkte an.
Das Ergebnis dieses Kraftakts ist die Kaart van het eiland Java, die gemeinsam mit dem großen Java-Werk in den Niederlanden, fern von Java, aus einer gewaltigen Summe von schriftlichen und skizzierten Aufzeichnungen entstanden ist. Erst nach dessen Fertigstellung war man in der Lage, die Fortschritte dieser Karte mit derjenigen von Raffles zu vergleichen. Dieser Vergleich findet daher folgerichtig im nächsten Kapitel „Genesungsaufenthalt in Holland“ statt.

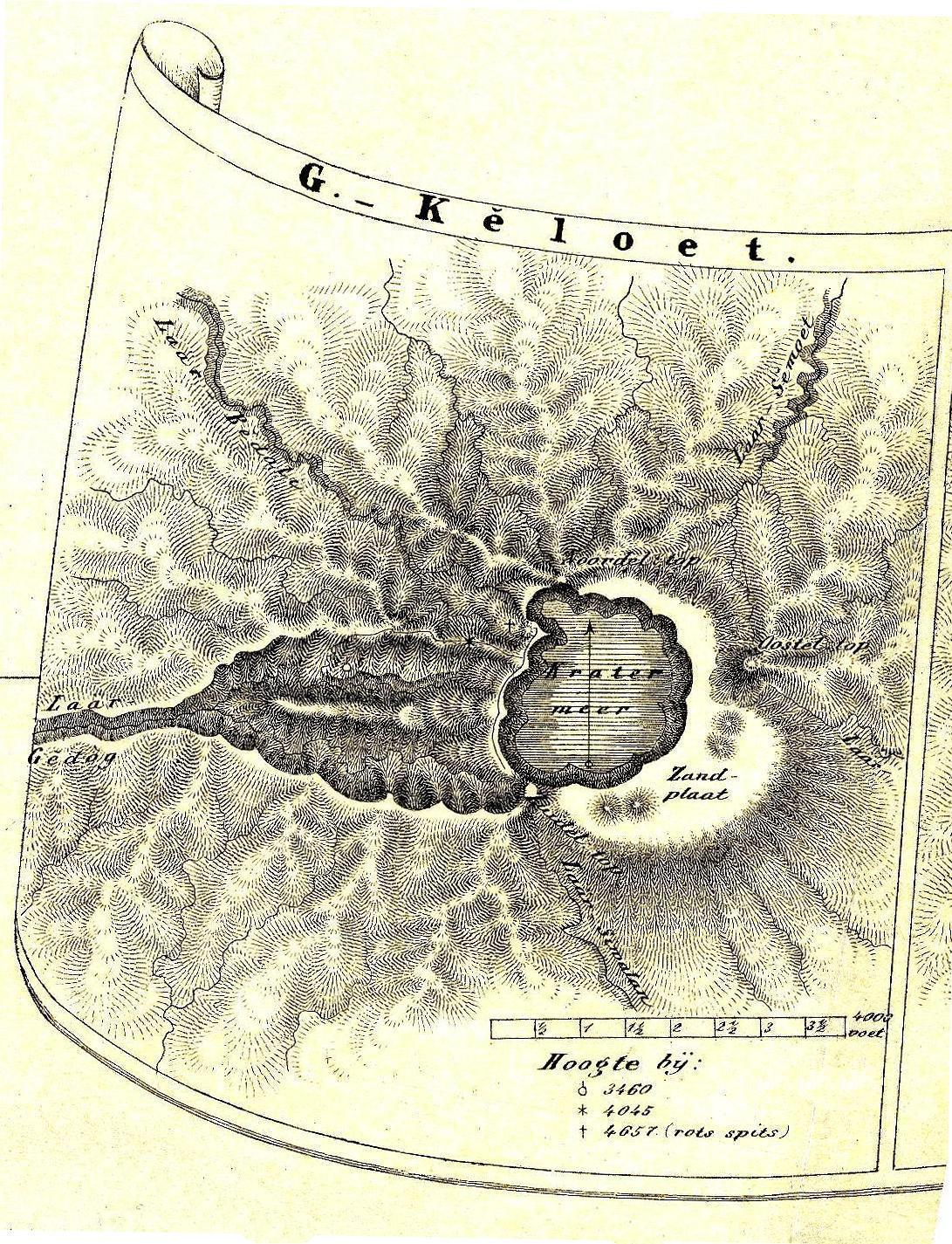
Junghuhns Karte des Kelut.
Ausschnitt aus Blatt 4 der
Kaart van het Eiland Java.

Für die Reise nach dem wenig bekannten Ostjava musste eine Erlaubnis eingeholt werden. Es war die letzte, die Junghuhn für die Anfertigung seiner Java-Karte noch durchführen musste. Anfang August 1844 reiste er von Buitenzorg über den Puncak-Pass nach Cianyur. Am 9. August wurde Bandung erreicht. Nach zahlreichen Unterbrechungen mit naturwissenschaftlichen Untersuchungen in den Umgebungen von Garut, Sumedang, Surakarta und Blitar erklomm er am 17. September 1844 den von den Bewohnern in seiner Umgebung gefürchteten Kelut. Auf der Karte sieht dieser Berg vergleichsweise unbedeutend aus, in der Rangfolge der gefährlichsten Vulkane Javas jedoch nahm er hinter dem zentraljavanischen Merapi den zweiten Platz ein. Zu Junghuhns Zeit enthielt der Krater einen See mit fast 40 Millionen Kubikmeter Wasser. Bei jedem größeren Ausbruch wurde dieser See herausgeschleudert; die dadurch entstandenen verheerenden Lahare strömten bis in das dicht besiedelte Tiefland herunter und haben seit Beginn der Aufzeichnungen der vulkanischen Tätigkeit etwa 20.000 Menschen das Leben gekostet. Nur dreieinhalb Jahre später, am 16. Mai 1848, wäre Junghuhn in der gleichen Schlucht, in welcher er von Westen kommend zum Krater aufstieg, unrettbar verloren gewesen. Als nächster Vulkan wurde der benachbarte Kawi besucht, auf dem ein Hindutempel eine lang anhaltende Ruhepause vermuten ließ. Danach erstieg Junghuhn den höchsten Berg Javas, den damals fast ständig tätigen 3676 m hohen Semeru. Eine eingehende Untersuchung des schon im Juli 1838 mit Ernst Albert Fritze besuchten Tengger-Gebirges schloss sich an, als dessen schönstes Ergebnis die im zweiten Band des Hauptwerks Java, seine Gestalt, Pflanzendecke und innere Bauart vorhandene Karte der Caldera mit dem tätigen Bromo hervorgehoben werden kann. Im östlichsten Distrikt Javas, Banyuwangi, erhebt sich der 3332 m hohe Raung, den Junghuhn gemeinsam mit dem Kontrolleur von Bondowoso am 12. Oktober 1844 erstieg; der Blick in den riesigen, von senkrechten Wänden umschlossenen Krater ließ ihn unwillkürlich erschauern. Einen bedeutenden Raum im Junghuhns großem Java-Werk nimmt die Darstellung des Ijen-Plateaus mit dem Kratersee Kawah Ijen ein, insbesondere wegen der seitenlangen Schilderung des großen Ausbruchs des Ijen im Jahr 1817. Auf der Rückreise besuchte Junghuhn das gewaltige Massiv des Iyang-Argapura, auf dessen Hochfläche er ein Tierparadies mit Tausenden von fast zahmen Hirschen entdeckte, danach den vergleichsweise winzig erscheinenden, aber häufig tätigen 1651 Meter hohen Lamongan, den er aus Respekt vor seinen plötzlichen und unvorhersehbaren Ausbrüchen zum zweiten Mal nur von unten betrachtet hatte, und den vierthöchsten Vulkan Javas, den 3339 m hohen Arjuno.
Im Hinblick auf das bis dahin über Java vorhandene schriftliche und kartographische Material können Junghuhns Ergebnisse als „bahnbrechend“ bezeichnet werden. Mit seinen unzähligen Peilungen und mühevollen Höhenmessungen wurden die topographisch-orographischen Kenntnisse dieser Insel auf eine neue Grundlage gestellt. Ergänzend kommen Junghuhns grundlegende Beobachtungen in den Bereichen Botanik, Klimatologie, Geologie und Vulkanologie hinzu. In Anerkennung dieser Vielseitigkeit wurde er von seinen Bewunderern „Bahnbrecher in Indien“, „großer indischer Pflanzenkundiger“, „tüchtiger indischer Geologe“, „berühmter Entdecker von Javas Bergen“ und „begnadeter Schriftsteller“ genannt. Das posthum erhaltene ehrenvollste Attribut, „Humboldt von Java“, ist ihm bis heute erhalten geblieben.
Getrieben von seinem Wunsch, seine medizinisch-militärische Laufbahn zu beenden und als Naturforscher angestellt zu werden, veröffentlichte Junghuhn in den Jahren 1843 und 1844 in der Tijdschrift voor Neêrland's Indië und im Indisch Magazijn zahlreiche Monographien javanischer Vulkane. Diese Abhandlungen, die eine Fülle von genauen Beschreibungen über damals noch wenig oder noch nicht bekannte Berggipfel enthielten, trugen dazu bei, dass binnen kurzer Zeit seine Fähigkeiten als Naturbeobachter bis in die höchsten Regierungsstellen bekannt geworden sind. Als einer der Ersten trat Pieter Merkus auf den Plan, der Junghuhn im Jahre 1840 mit der Erforschung der Battaländer auf Sumatra beauftragt hatte. Mit Erlass vom 17. Januar 1844 bewilligte er eine Summe von 6000 Gulden für die Veröffentlichung der Resultate der von ihm beauftragten Forschungen. Unerwartet verstarb jedoch Merkus am 2. August, worauf von seinem Nachfolger dieser Posten wieder eingezogen wurde. Darüber hinaus erinnerte man sich voller Anerkennung einer bereits 1841 erschienenen Arbeit, in welcher Junghuhn die höher gelegenen Landstriche Javas mit ihrem gemäßigten Klima als Erholungsorte für unter tropischer Hitze leidende Europäer empfohlen hatte. Es entstanden mehrere Höhenluftkurorte, darunter als eines der bekanntesten das Dorf Tosari mit einem Sanatorium auf dem Nordhang des ostjavanischen Tengger-Gebirges.
Schließlich war es dann soweit: Am 2. November 1844 ermächtigte Jean Chrétien Baud, Minister der Kolonien in Den Haag, den amtierenden niederländisch-indischen Generalgouverneur Reijnst, ihn als Mitglied in die Naturkundliche Kommission aufzunehmen. Es dauerte aber noch über ein halbes Jahr, bis diese Nachricht aus dem fernen Holland in Java eintraf und Junghuhns langersehnter Wunsch endlich in Erfüllung ging: Erst am 5. Mai 1845 wurde er ehrenvoll aus dem Militärdienst entlassen und als Naturwissenschaftler bei der Naturkundlichen Kommission angestellt.
Damit war Junghuhn, im Alter von nunmehr bereits 36 Jahren, die ihm vom Vater einst aufgezwungene medizinische Laufbahn endgültig los. Zwei Drittel seines kurzen Lebens hatte er bereits hinter sich.
Zugleich begann aber für ihn mit dieser Anstellung ein neuer Abschnitt in seinem Forscherleben mit grundlegenden Änderungen: Hatte er bis jetzt alle naturwissenschaftlichen Forschungen auf Java aus eigenem Antrieb durchgeführt und mit eigenen Mitteln finanziert, musste er ab sofort diese Unabhängigkeit aufgeben und den Anordnungen der niederländisch-indischen Kolonialregierung Folge leisten. Diese Unterordnung unter weisungsberechtigten Vorgesetzten war ein schwer zu akzeptierender Einschnitt im Leben dieses freiheitsliebenden Naturliebhabers. Demgegenüber aber genoss Junghuhn zahlreiche Vorteile: Die zweitklassigen Instrumente konnten gegen beste und neueste ausgetauscht werden, Ausgaben für Träger und Führer wurden mit großzügig bemessenen Reisekostenpauschalen abgegolten.
Die kräftige Gehaltserhöhung, von 180 Gulden monatlich, die er als Sanitätsoffizier verdiente, auf 350 Gulden im Monat für einen Naturforscher, fiel kaum ins Gewicht, da er schon vorher – unter Verzicht auf die Offiziersbesoldung – seit seiner Rückkehr von Sumatra ein Tagegeld von 12 Gulden erhalten hatte. Viel wichtiger für ihn war seine endgültige Reputation als Naturforscher und die Gewissheit, nie wieder in einem Hospital arbeiten zu müssen.
Im fernen Europa erschien zu dieser Zeit sein Werk Topographische und naturwissenschaftliche Reisen durch Java. Durch seine Abwesenheit sind zahlreiche Fehler entstanden, die nur teilweise mit der Errataliste korrigiert werden konnten.

Der Susuhunan von Surakarta und seine Gemahlin.

Schroff im persönlichen Umgang und polemisch in seinen Veröffentlichungen, schuf sich Junghuhn viele Feinde. Obgleich überzeugter Anhänger des Kolonialsystems, kritisierte er dessen Missstände mit oft beißendem Spott. Einen Höhepunkt in der daraus entstandenen Kette von Konflikten, die fast ohne Unterbrechung bis zum Ende seines Lebens verlief, war ein Zerwürfnis mit der Kolonialregierung im Jahre 1845: In einem Augenzeugenbericht über Schaukämpfe von Tigern gegen Büffel und über das Erstechen von Tigern im Volksschauspiel Rampok erlaubte sich Junghuhn unziemliche Bemerkungen über den Susuhunan von Surakarta, mit dem man, um Aufstände zu verhindern, einen diplomatischen Umgang pflegen musste. Junghuhn wurde eine ernsthafte Rüge erteilt: Sollte er sich noch einmal in ähnlicher Weise äußern, würde er entlassen und des Landes verwiesen werden.
Nicht stattgefunden hat die von vielen Biografen geschilderte Audienz beim Generalgouverneur Jan Jacob Rochussen, zu der Junghuhn aus diesem Anlass geladen worden sein soll; er war zu dieser Zeit noch nicht im Amt. Die Hauptpersonen dieses Konflikts waren vielmehr Wolter Robert van Hoëvell als Herausgeber, Cornelis Visscher als niederländisch-indischer Generalsekretär und der kommissarisch als Generalgouverneur amtierende Jan Cornelis Reijnst. Van Hoëvell kam 1836 nach Java und stellte mit Bedauern fest, dass auf literarischem Gebiet in 200-jähriger Kolonialherrschaft so gut wie nichts geleistet worden war. Noch immer gab es keinen Buchhandel, und die einzig vorhandene naturwissenschaftliche Zeitschrift, die jedoch sehr unregelmäßig und in manchen Jahren überhaupt nicht erschien, waren die Verhandelingen van het Bataviaasch Genootschap. Auch gab es nur zwei Tageszeitungen, den „Javasche Courant“ und den „Soerabaja Courant“, wissenschaftlich anspruchslose Organe der Kolonialregierung. Überzeugt, dass in der Kolonie bei den europäischen Bewohnern ein Bildungsrückstand eingetreten war, ersuchte van Hoëvell die Regierung um Genehmigung, eine naturwissenschaftliche Zeitschrift herauszugeben. Die Erlaubnis mit der Auflage, keinerlei Kritik an der Regierung zu üben, war die Geburtsstunde der 1838 gegründeten Tijdschrift voor Neêrlands Indië.
Um Näheres über den erwähnten Eklat mit der Regierung zu erläutern, ist in Junghuhns Vita ein Rückblick notwendig. Im August 1844, vor seiner Anstellung bei der Naturkundlichen Kommission, trat Junghuhn seine bereits oben erläuterte Reise nach Ostjava an. Seine Beobachtungen und Resultate schrieb er in zwölf Fortsetzungen unter dem Titel Schetsen, ontworpen op eene nieuwe reis over Java, voor topografische en natuurkundige navorschingen nieder. Im Jahr darauf begann van Hoëvell, diese „Skizzen“ in der Tijdschrift voor Neêrlands Indië zu veröffentlichen. Bereits mit seiner zweiten Skizze lieferte Junghuhn einen Konfliktstoff, der zu ernsthaften Auseinandersetzungen des Herausgebers mit der Kolonialregierung führte: Seine scharfe Kritik an den verschwenderischen Ausschweifungen des einheimischen Regenten von Bandung hielt van Hoëvell für so bedenklich, dass er diese Skizze zur Prüfung und Beurteilung an Visscher sandte. Dieser konfiszierte unverzüglich Junghuhns Kritik und stellte van Hoëvells Eignung als Herausgeber in Frage. Junghuhn blieb jedoch nicht ungehört: kurze Zeit später wurde der Regent von Bandung entlassen.
Mit dem Ziel, die Tijdschrift voor Neêrlands Indië verbieten zu lassen, studierte Visscher aufmerksam die Fortsetzungen Junghuhns. In der zehnten Skizze fand er endlich dasjenige Material, das ihm für ein Verbot dieser Zeitschrift als unumgänglich erschien: Junghuhns Beschreibung des Hofstaats von Surakarta, mit sarkastischen Bemerkungen über das grausame Töten von wehrlosen Tigern und über die damit verbundenen höfischen Zeremonien während des eigens dafür angekündigten Tigerfestes „Rampok“. Am 20. Juni 1845, nur drei Wochen nach Junghuhns Aufnahme in die Naturkundliche Kommission, legte er diese Beschreibung dem kommissarisch amtierenden Generalgouverneur vor. Daraufhin wurde mit Erlass vom 4. Juli 1845 van Hoëvell unter Kuratel gestellt und Junghuhn die oben genannte schriftliche Verwarnung erteilt.

Zwei Arten, den verhassten Tiger auf Java auszurotten
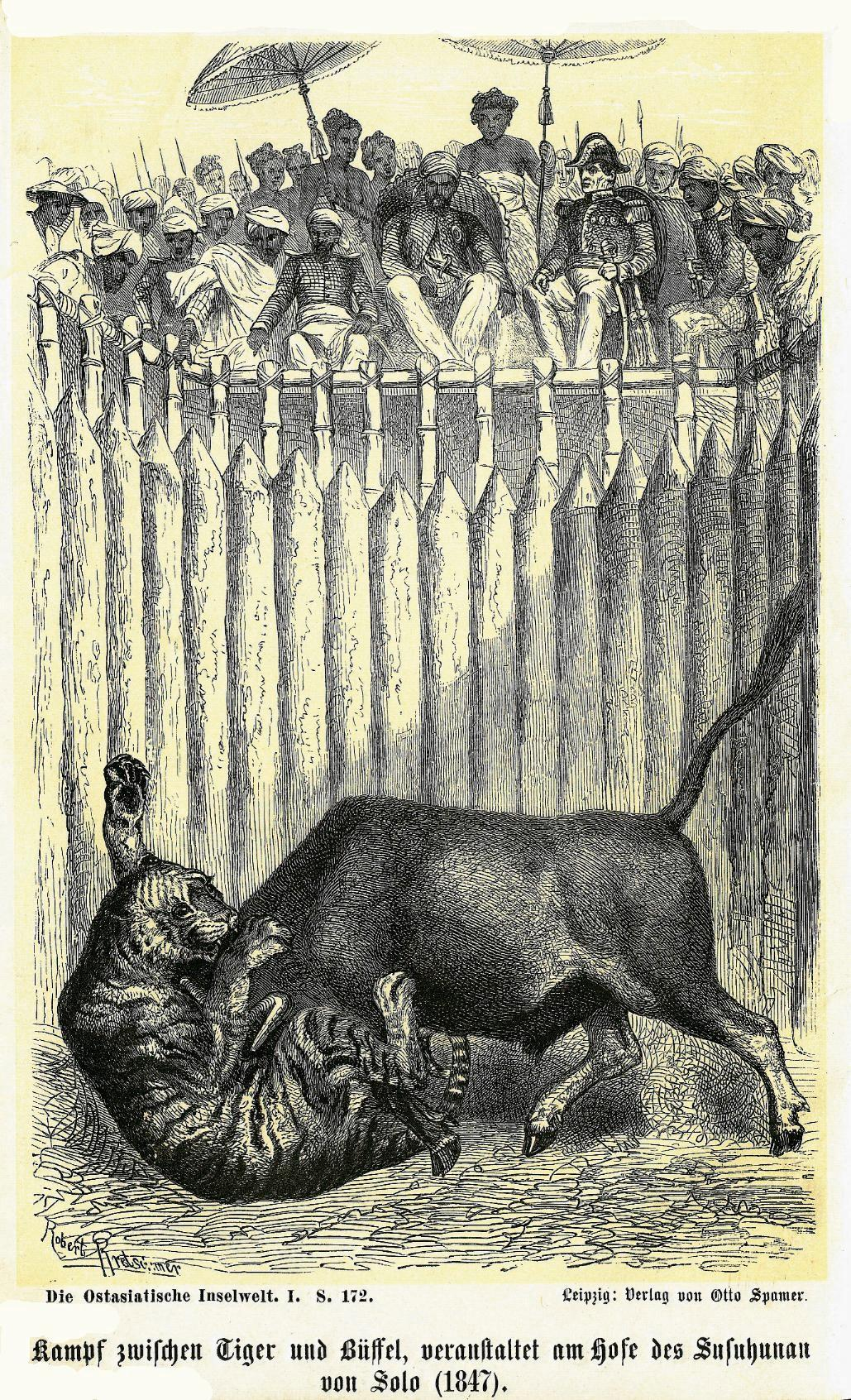
Aussichtsloser Kampf eines nach zweiwöchigem Nahrungsentzug geschwächten Tigers gegen einen starken Büffel in bester Verfassung. Durch den viel zu kleinen Kampfplatz hat der Tiger keine Möglichkeit, sich gegen den kampfbereit lauernden Büffel zu wehren. – Titelbild in S. Friedmann: Die Ostasiatische Inselwelt …, Erster Band: Das Tropen-Eiland Java. Leipzig, Spamer, 1868.
Das Erstechen von Tigern im Schauspiel Rampok am Hof des Susuhunans von Surakarta (Java). – Lithographie von Jhr. J. C. Rappard. In: Het Kamerlid van Berkenstein in Nederlandsch-Indië. Von M. T. H. Perelaer. Leiden, A. W. Sijthoff, 1888.[100]

Am 30. September 1845, beinahe drei Monate danach, trat Jan Jacob Rochussen sein Amt als Generalgouverneur an. Auf Ersuchen van Hoëvells veranlasste Rochussen die Rücknahme des Erlasses seines Vorgängers Reijnst. Ob Junghuhn während einer Audienz von Rochussen gemaßregelt wurde, kann aktenkundig nicht nachgewiesen werden. Wenn ja, muss diese Maßregelung gelinde gewesen sein, denn kurz darauf erhielt er von Rochussen den Regierungsauftrag, auf Java nach abbauwürdigen Kohlenfeldern zu suchen, um die Dampfschifffahrt zu unterstützen. Damit wurde Junghuhn in die Lage versetzt, mit bestmöglicher Unterstützung nicht nur topographische, sondern auch geologische, mineralogische und paläobotanische Forschungen im noch wenig besuchten Süden der Insel zu unternehmen. Die Ergebnisse dieser Erkundungen hielt er im dritten Band seines Java-Werks fest.
Unzweifelhaft war dieser erste Aufenthalt in Niederländisch-Indien die erfolgreichste Zeit seines Forscherlebens. In dieser Zeit hat Junghuhn die Bausteine für seine künftigen Werke gesammelt. Sein Biograf Max Carl Paul Schmidt hat ausgerechnet, dass Junghuhn in den 13 Jahren seines ersten Aufenthalts auf Java und Sumatra insgesamt neun Jahre und 3½ Monate auf Reisen war. Eine enorme Leistung in einem tropischen Land, mit ständigem Wechsel von den schwülen und feuchtheißen Tiefländern bis zu den frostig-kalten Gipfeln der hohen Vulkane, die ohne ein wärmendes Feuer nicht auszuhalten waren. Anerkennung verdient auch Junghuhns zeitweiligem Vorgesetzten, dem 18 Jahre älteren Ernst Albert Fritze, den Junghuhn bis auf den 3428 Meter hohen Slamet, den zweithöchsten Berg Javas, in jugendlichem Eifer förmlich „mitgerissen“ hat. – Auf Sumatra hat Junghuhn die Grenze seiner Leistungsfähigkeit erreicht.

### Genesungsaufenthalt in Holland (1848 bis 1855)
Gesundheitlich geschwächt durch seine strapazenreichen Exkursionen, reiste Junghuhn im August 1848 mit der sogenannten „Englischen Überlandpost“ zu einem Genesungsurlaub nach Europa. Einzelheiten dieser Reise können in der ausführlichen Buchbesprechung im Kapitel „Rückreise von Java nach Europa“ nachgelesen werden. Von seinen Eltern war nur noch seine Mutter am Leben; sein Vater war vier Jahre zuvor verstorben.
Aus seinen handschriftlichen Notizen über diese Reise geht hervor, dass er zunächst in seine Heimatstadt Mansfeld fuhr.
Seinen Wohnsitz nahm Junghuhn zunächst in Den Haag, zog aber wenig später nach Leiden um, das mit seiner Universität mit reichhaltiger Bibliothek und einem Botanischen Garten für ihn die besten Arbeitsmöglichkeiten bot. Seine botanischen, geologischen und paläontologischen Sammlungen verkaufte er an die Universität, jedoch unter der Bedingung, dass sie nicht in das Reichsherbarium übergeben werden dürfen, mit dessen Direktor Carl Ludwig Blume er in nicht endenwollenden Streitigkeiten verwickelt war. Seine Herbarien wurden deshalb von Botanikern untersucht, die nicht unter dem Einfluss von Blume gestanden waren. Die Ergebnisse ihrer Untersuchungen wurden in den Werken Plantae Junghuhnianae und Plantae Junghuhnianae Ineditae veröffentlicht.
Junghuhn selbst wertete seine eigenen Aufzeichnungen über Java aus. Das Resultat ist sein Hauptwerk, „das eigentliche Werk seines Lebens“: Java, seine Gestalt, Pflanzendecke und innere Bauart. Den Druck des zweiten Abschnittes im ersten Band, der den Landschafts- und Vegetationscharakter Javas beschreibt, schob Junghuhn bis zuletzt hinaus, um die bis dahin erfolgten Pflanzenbestimmungen der Leidener Botaniker einarbeiten zu können.

Johanna Louisa Frederica Koch (* 25. Januar 1828 in Bergen op Zoom; † 7. Mai 1914 in Den Haag)

Am 23. Januar 1850 heiratete Junghuhn die in Leiden wohnhafte 22-jährige Offizierstochter Johanna Louisa Frederica Koch. Noch im gleichen Jahr reiste er mit ihr zu seiner Mutter, die im Juni 1850, nach dem Verkauf des Elternhauses in Mansfeld, gemeinsam mit seiner Schwester Albertine nach Fischbach in Schlesien gezogen war.
Zu Beginn des Jahres 1852 wurde Junghuhn vom niederländischen Kolonialminister Charles Ferdinand Pahud beauftragt, Samen und Setzlinge des Chinarindenbaumes aus den südamerikanischen Anden nach Java zu überführen. Junghuhn lehnte wegen Arbeitsüberlastung ab und schlug dem Kolonialminister vor, den deutschen Botaniker Justus Karl Haßkarl dorthin zu entsenden. Eine unerhörte Dreistigkeit gegenüber der niederländischen Obrigkeit! Mit der Bitte, sein Java-Werk vollenden zu dürfen und, was letztendlich wohl ausschlaggebend war, mit einer zuverlässigen Karte zu ergänzen, erreichte er Pahuds Einverständnis, seine Arbeit in den Niederlanden zum Abschluss zu bringen. Zur Wahrung seiner Rechte nahm er am 30. September 1852 die niederländische Staatsbürgerschaft an.
Trotz der Arbeiten am Werk und an der Karte soll Junghuhn nebenher noch Zeit gehabt haben, Studienreisen in fast alle Länder Nord- und Mitteleuropas zu unternehmen, in die Pyrenäen, in die Alpen, nach Schweden und in den Kaukasus, nach einigen Biographen sogar bis in den zentralasiatischen Altai. Diese Reisen müssten aber alle im Juli 1849 und in den Monaten Mai bis August 1850 stattgefunden haben, da dies die einzigen Zeiträume sind, für die Junghuhns Aufenthalt in Leiden nicht belegt ist. Nur Reisen nach Deutschland wurden zweifelsfrei nachgewiesen: nach Mansfeld, Koblenz, Fischbach und Berlin. Nebenbei aber brachte er seine Lebens- und Weltanschauungen und seine freisinnigen Gedanken über Kirche und Religion zu Papier: Anonym erschien 1854 die erste Lieferung der Licht- en schaduwbeelden uit de Binnenlanden van Java … (Licht- und Schattenbilder aus dem Innern von Java …).
Im letzten Absatz seines Java-Werks kündigte Junghuhn eine topographische Karte an, „[…] im Maassstabe von 1 zu 350.000, vertheilt in 4 Blätter, wovon der Stich binnen Jahresfrist vollendet sein wird.“ Junghuhn hielt dieses Versprechen ein: 1855 erschien dasjenige Werk, welches seinen Ruhm als Erforscher Javas endgültig festgeschrieben hat: Die Kaart van het Eiland Java. Dieses Meisterwerk hat dazu beigetragen, dass Junghuhn auf Empfehlung von Alexander von Humboldt am 21. August 1855 an einem Diner im Schloss Sanssouci beim preußischen König Friedrich Wilhelm IV. teilnehmen durfte.
Um das Ausmaß der Verbesserungen in Junghuhns Karte zu erkennen, kann man sie nachfolgend mit der Grundlage für seine Arbeit vergleichen, der im vorherigen Kapitel gezeigten, von Raffles veröffentlichten Map of Java:

Ausschnitt aus einer Wandtafel, die vom November 2009 bis Januar 2010 in Bandung und in Jakarta ausgestellt wurde. Die originalgroße Präsentation der Map of Java von Raffles und der Kaart van het eiland Java von Junghuhn ermöglichte einen direkten Vergleich beider Karten. – Mit dem Ziel, die Höhe der Karte so gering wie möglich zu halten, hat Junghuhn die Insel Java annähernd waagerecht dargestellt.

Deutlicher ist ein Vergleich mit Ausschnitten über ein gleiches Gebiet in möglichst ähnlichem Maßstab aus dem Inneren Javas. Ausgewählt hierfür wurde das Tal von Garut im Westen der Insel. Um eine gleich große Darstellung zu erreichen, musste die Karte von Raffles etwa 2,7 mal vergrößert werden. – Junghuhns Karte wurde eingenordet, da die Kaart van het eiland Java nach Nordosten verdreht ist. Diese für die Niederlande erstellte Karte wurde in niederländischer Sprache beschriftet, in welche beispielsweise das „oe“ in der deutschen Sprache einem „u“ und „Tj“ einem „C“ entspricht: Goentoer = Guntur, Garoet = Garut, Tjikoerai = Cikurai.

Zum Vergleich: Ausschnitt aus einer exakten Karte des Topographischen Dienstes im Maßstab 1:100.000.

Die Karte von Raffles war wegen gravierender Ungenauigkeiten für jegliche Nutzung unbrauchbar. Die Berge und Höhenzüge sind Flecken und Schatten an durchweg unzutreffenden Örtlichkeiten. Die einzigen Bezugspunkte für die Begrenzung dieser Karte waren der Ort Leles im Norden, die Namen „Mt. Talaga bodas“ und „Galung gung“ im Osten und der Berg „Chikura“ im Süden.
Junghuhns Karte zeigt dieses Gebiet weitgehend richtig. Sein selbst gestecktes Ziel, auf der Grundlage der Karte von Raffles eine „verbesserte Positionskarte der Vulkane von Java“ zu entwerfen, hat er mit seinen damals zur Verfügung gestandenen Mitteln in einer derart hohen Vollkommenheit erreicht, dass eine weitere Verbesserung wohl nur mit der Mitwirkung von gut ausgestatteten Geodäten möglich gewesen wäre. Bemerkenswert ist beispielsweise die exakte Darstellung der Vulkane: Im Norden der Krater des Gunung Guntur, im Südwesten der Papandayan mit seiner im Jahre 1772 durchbrochenen Nordwand und dem dabei entstandenen Trümmerfeld, unter welchem 40 Dörfer und fast 3000 Menschen begraben sind, im Süden der an richtiger Stelle eingetragene Cikurai und im Südosten der gefürchtete Galunggung, dessen katastrophaler Ausbruch im Jahre 1822 über 4000 Menschen das Leben gekostet hat. Der Galunggung mit seinem hufeisenförmigen Krater wurde von Junghuhn zwar ebenfalls exakt, aber etwas zu weit nach Südosten dargestellt. – Es wird wohl für immer ein Rätsel bleiben, wie es Junghuhn gelungen ist, in den Niederlanden, fern von Java, aus seinen handschriftlichen Notizen und Aufzeichnungen eine derart exakte Karte zu fertigen!
Die zum Vergleich hinzugefügte Karte schmälert die Leistungen Junghuhns keineswegs. Hier muss man bedenken, dass als unabdingbar notwendige Vorleistung für diese Karte eine nicht unbeträchtliche Gruppe von fachlich ausgebildeten Landvermessern mit der Triangulation und Einmessung von angepeilten Punkten in mehreren, immer engmaschigeren Ebenen tätig waren, die in mühseliger Rechenarbeit ausgewertet werden mussten. Danach, von diesen Dreiecken ausgehend, hat ein oftmals ebenso großes Kontingent von Landvermessern mit besten Instrumenten, oft jahrelang, die orographischen, hydrographischen und von Menschen geschaffenen Einzelheiten aufgenommen und mit größtmöglicher Genauigkeit zu Papier gebracht. Die nicht immer geglückte, exakt zueinander passende Zusammenführung dieser Aufnahmen zu einem druckreifen Entwurf einer topographischen Karte war der Abschluss dieser mühevollen Vermessungsarbeiten. Erst jetzt konnten Kartographen mit ihrer Arbeit beginnen.
Und Junghuhn? Oftmals hatte er nicht die Zeit, sich länger auf ein begrenztes Gebiet zu konzentrieren, erst recht nicht – wie in der hier gezeigten Umgebung von Garut – in Begleitung seines Vorgesetzten Fritze. Als Landvermesser war er stets allein; ein außerordentlich gravierender Mangel, besonders bei den trigonometrischen Peilungen und den barometrischen Höhenmessungen, die mit halbwegs zuverlässiger Genauigkeit nur mit einem geschulten Helfer hätten ausgeführt werden können; dieser Umstand war wohl die Hauptursache für meist nebensächliche Ungenauigkeiten. Dass er neben diesen Landesaufnahmen noch zahlreiche weitere Untersuchungen durchgeführt hat, unter anderem zum Beispiel als Meteorologe mit dem Studium der Witterung, als Vulkanologe mit dem Skizzieren von Gipfelkarten und Profilansichten, als Geologe mit der Bestimmung von Gesteinsarten, als Botaniker mit dem Konservieren und Bestimmen von Pflanzen, dem Dokumentieren ihres Fundorts und ihren Wachstumsbedingungen. Hinzu kommen die meisterhaft geschriebenen, alles umfassenden Betrachtungen der Natur in seinem grundlegenden, 1800 Seiten umfassenden Gesamtwerk über Java.
Nebenbei: Die auf der Junghuhnschen Karte am unteren Bildrand in südöstlicher Richtung dargestellte Schlucht des Cikurai (Junghuhn: Tjikorai) ist auf einer Satellitenaufnahme und auf einem Meßtischblatt des Topographischen Dienstes im Maßstab 1:50.000 gut zu erkennen, nicht aber auf hier gezeigten generalisierten Karte!

### Zweiter Aufenthalt in Niederländisch-Indien (1855 bis 1864)

#### Inspektor für naturkundliche Untersuchungen im Dienst der Kolonialregierung
Wenige Tage nach seiner Teilnahme am Diner im Schloss Sanssouci, von ursprünglich drei Jahren auf fast sieben Jahre verlängert, ging Junghuhns Genesungsurlaub in den Niederlanden zu Ende. Seine Mitgliedschaft als Naturforscher in der Naturkundlichen Kommission war erloschen, da am 17. April 1850 dieses Gremium aufgehoben wurde. Es musste ein neuer Titel für Junghuhn gefunden werden: Als „Inspektor für naturkundliche Untersuchungen“ begab er sich am 30. August 1855 mit seiner Gattin an Bord des Schiffes „Minister Pahud“. Einen beträchtlichen Teil seines umfangreichen Gepäcks waren vier sogenannte Wardsche Kästen, die insgesamt 149 Chinchonapflanzen enthielten, herangezogen aus Samen, die Justus Karl Haßkarl aus Südamerika mitgebracht hatte. Nach dreimonatiger Überfahrt wurde Batavia erreicht. 139 Chinchonapflanzen haben den Transport überlebt; sie wurden in Batavia Haßkarl übergeben.
Anfang 1856 bezog das Ehepaar ein Haus in Cianjur, in gesunder Höhenlage von 470 Metern östlich des Vulkans Gunung Géde in Westjava. Ob es dasselbe Haus gewesen war, welches Junghuhn 14 Jahre zuvor nach seiner Rückkehr aus Sumatra zugewiesen bekam, lässt sich heute nicht mehr feststellen. Junghuhns Grundgehalt wurde in Anerkennung seiner Verdienste auf stattliche 700 Gulden pro Monat festgelegt, und in den kommenden Jahren sind ihm Erhöhungen seines Gehalts bis maximal 1.000 Gulden monatlich in Aussicht gestellt worden. Hinzu kamen zahlreiche Sondervergütungen wie beispielsweise eine kostenlose Beförderung auf dem „Großen Postweg“ in Westjava, insbesondere nach Buitenzorg und Batavia.
Nur selten war Junghuhn in seinem neuen Domizil zuhause: Für die naturkundliche Erforschung Javas im Auftrag der Kolonialregierung waren monatelange Studienreisen erforderlich. Dabei beschränkte er sich nicht nur auf seine bisherigen Forschungsbereiche, sondern sammelte und archivierte auch pflanzliche und tierische Fossilien, und dies mit einem so derartigen Eifer, dass seine Gattin sich nach kurzer Zeit über mangelnden Platz im Haus beklagte. Darüber hinaus erhielt er von der Regierung den Auftrag, den Zustand und die Ausdehnung der Wälder auf Java zu untersuchen, verglichen mit den Grenzen, die sie vor seiner Abreise nach Holland besaßen, und den Einfluss des Ausrottens dieser Wälder auf die Niederschlagsmengen und den daraus sich ergebenden verminderten Wasserreichtum der Bäche. Seine Ergebnisse waren zum Teil alarmierend: Ausgedehnte, 1837 noch im Überfluss mit Wasser versorgte Nassreisfelder waren 1856 fast ausgetrocknet. Nach der Nennung von zahlreichen diesbezüglichen Beispielen hat er eindringlich zu methodisch geregelten Anpflanzungen von neuen Waldungen geraten, insbesondere mit Bäumen, die Nutzhölzer liefern. Wenn sich auch diese Untersuchungen auf ein begrenztes Gebiet wie die Insel Java beschränkt haben, gehört damit Junghuhn das hoch anzurechnende Attribut, einer der ersten aktiven Umweltschützer zu sein. Seine Bemühungen in dieser Eigenschaft waren aber nur wenig erfolgreich: Um den Anbau von Produkten für den europäischen Markt zu forcieren, ging der Raubbau der Wälder ungehindert weiter.
Im Juli 1857 bekam Junghuhn ein geräumiges Haus in Lembang zugewiesen, nördlich von Bandung in 1300 Meter Höhe auf einem südlichen Ausläufer des Vulkans Tangkuban Perahu. Hier wurde am 24. August 1857 sein Sohn geboren, der als holländischer Staatsbürger die Vornamen Frans Lodewyk Christiaan erhielt.

Teilansicht von Junghuhns Wohnhaus. – An der abgerundeten Hausecke und am runden Bogen über der Mitte des Hauses, der auf diesem Bild nur zu etwa einem Drittel zu sehen ist, kann man erahnen, wie groß das Haus gewesen war.
Familienbild in Junghuhns Wohnhaus. Die dritte Person von rechts ist Junghuhns Gattin Johanna Louisa Frederica. Rechts unten schläft Junghuhns Sohn Frans Lodewyk Christiaan in der Obhut einer Dienerin.

#### Aufzucht von Chinarindenbäumen auf Java
Seit Dezember 1854 betrieb die holländische Kolonialregierung auf Java den Anbau von Chinarindenbäumen, deren Rinde das gegen Malaria wirksame Chinin enthält. Der deutsche Botaniker Justus Karl Haßkarl hatte im Auftrag der Regierung auf nicht ganz legale Weise die ersten Pflanzen aus ihrer Heimat Südamerika nach Java gebracht. Gemeinsam mit dem leitenden Obergärtner des Botanischen Gartens zu Buitenzorg, Johannes Elias Teijsmann, wurde auf einer Lichtung auf dem Osthang des Vulkans Gunung Géde mit 144 Pflanzen eine Versuchsplantage eingerichtet. Die Lage dieser Plantage in 1250 Meter Meereshöhe, in der Nähe des erst später gegründeten Berggartens Cibodas, war jedoch vollkommen ungeeignet: Die Trockenheit im Regenschatten des Vulkans, die damit einhergehende kräftige Sonneneinstrahlung und der felsige, nur von einer dünnen Erdschicht bedeckte Untergrund ließen die empfindlichen Pflanzen verkümmern. Haßkarls Versuche, die Pflanzen in Treibhäusern vor Trockenheit zu schützen, hatten nur mäßige Erfolge, und im Dezember 1855 wurden die mühsam herangezüchteten Bäumchen von einem Sturm bis auf 238 Exemplare vernichtet. Von unschätzbarem Nutzen waren jedoch die von älteren Pflanzen gewonnenen Samen. Noch immer gilt in Indonesien der viel bekanntere Junghuhn als „Vater des Chinins“. Dieses Attribut gebührt jedoch Haßkarl, denn er war es, der die Chinarindenbäume in Java eingeführt hat. Nach einem schweren Schicksalsschlag gesundheitlich zerrüttet, gab Haßkarl im Juni 1856 auf, nahm seinen Abschied und kehrte nach Europa zurück.
An seine Stelle als Direktor der Chinarindenbaum-Plantagen trat Junghuhn. Am 7. Juni 1857 wurde er vorläufig, am 23. Februar 1858 endgültig zu seinem Nachfolger bestimmt. Sofort nach seiner Amtsübernahme hatte er Haßkarls Pflanzungen an die höher gelegenen schattigen Berghänge des Malabar südlich und des Tangkuban Perahu nördlich von Bandung verlegt. Eine bahnbrechende Maßnahme für die Kultivierung der Chinarindenbäume: Dieser Standortwechsel trug entscheidend dazu bei, dass Niederländisch-Indien bis zu Beginn des Zweiten Weltkriegs zum größten Chininproduzenten der Welt aufstieg.
Junghuhn blieb dieser Erfolg versagt: Die Rinde der von ihm wegen ihres raschen Wuchses favorisierten Art Cinchona pahudiana hatte einen geringeren Chiningehalt als die von Haßkarl eingeführte Cinchona calisaya. Der Durchbruch kam erst 1865, ein Jahr nach Junghuhns Tod, mit der von Charles Ledger eingeführten und nach ihm benannten Art Cinchona ledgeriana.
Als Leiter der Chinarindenbaum-Plantagen kam Junghuhn mit Personen in Kontakt, die ihm kritisch und neidvoll bis zur Ablehnung gegenüberstanden. Sein heftigster Gegner war der bereits genannte Johannes Elias Teijsmann, der als Inspektor der Kulturen einen gleich hohen Rang wie er selbst besaß. Obwohl Junghuhn bereits in den Niederlanden, vor Antritt seiner Rückreise nach Java, mit Unterstützung des Kolonialministers Pahud erwirkt hatte, dass Haßkarl am Südhang des Vulkans Malabar den Versuchsgarten Chinyiruan anlegen ließ, führte die Verlegung der Pflanzungen aus Cibodas zu nicht enden wollenden Streitigkeiten. Von Jahr zu Jahr verschärften sich die Konflikte: Junghuhn duldete keinerlei Kritik. Nicht zu Unrecht wurden ihm unnötig komplizierte und kostspielige Anbaumethoden im Schatten von Urwaldbäumen und die verschwenderische Vermehrung der minderwertigen Cinchona pahudiana vorgeworfen. Ende des Jahres 1863 betrug die Gesamtzahl der lebenden Chinchona-Pflanzen 1.151.810, davon 1.139.248 Cinchona pahudiana und 12.093 Cinchona calisaya.

Chinchona-Plantagen im Jahre 1925
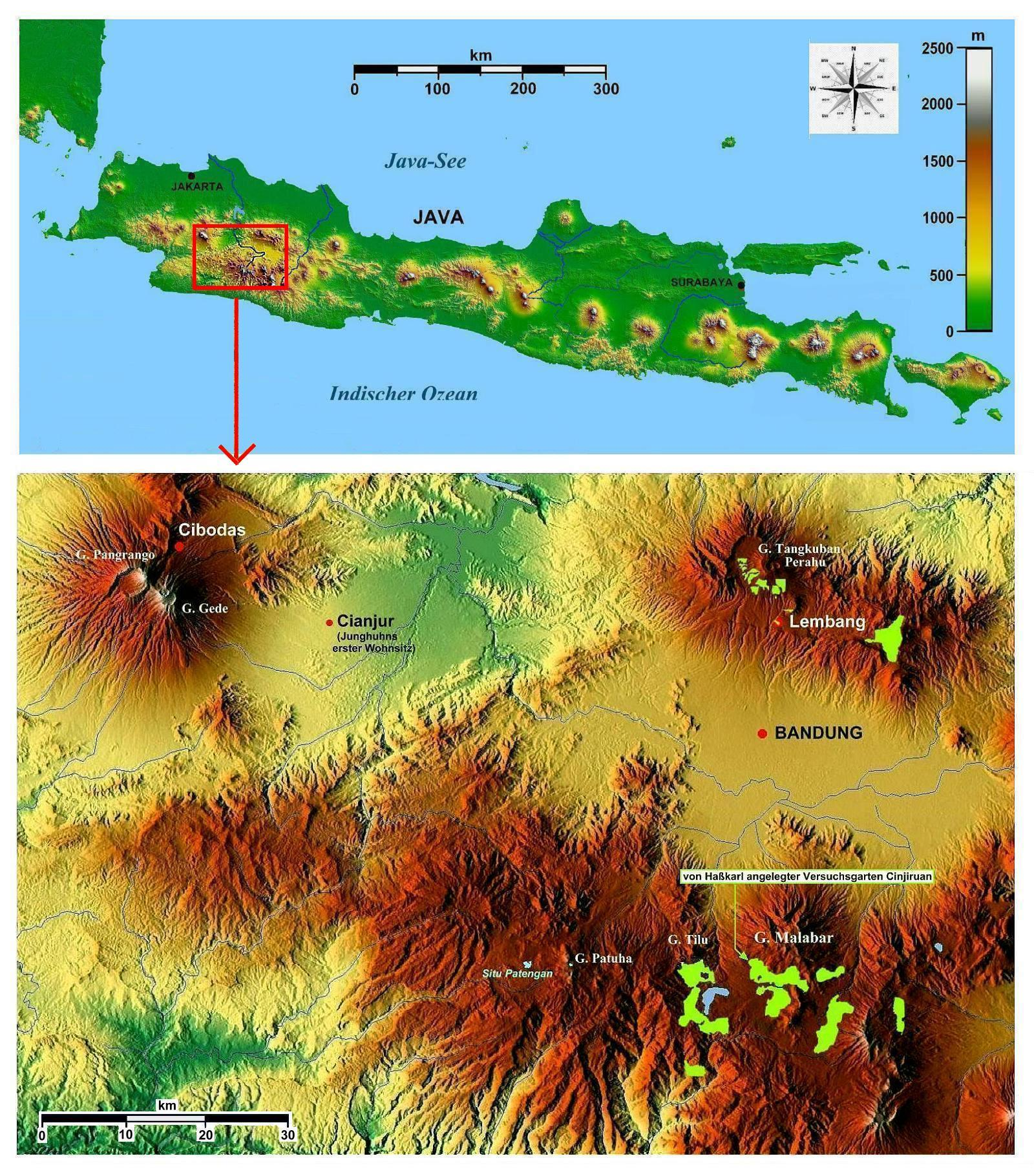
Junghuhns letztes Lebenswerk: Chinchona-Plantagen in Westjava. Die hellgrün eingetragenen Plantagen wurden aus einer 1925 veröffentlichten Touristenkarte übertragen. Die Chinchona-Pflanzungen auf dem Nordosthang des Vulkans Gunung Gedé wurden nach Junghuhns Rückkehr aufgegeben. – Als „krönender Abschluss“ eines prachtvollen Ziergartens wurde vor dem Eingang zur Chinchona-Plantage Cinyiruan eine überlebensgroße goldschimmernde Junghuhn-Büste auf einem Marmorsockel errichtet. Auf dem Sockel ist ein Schild mit Erläuterungen über Junghuhn montiert, die jedoch teilweise abgeblättert sind.

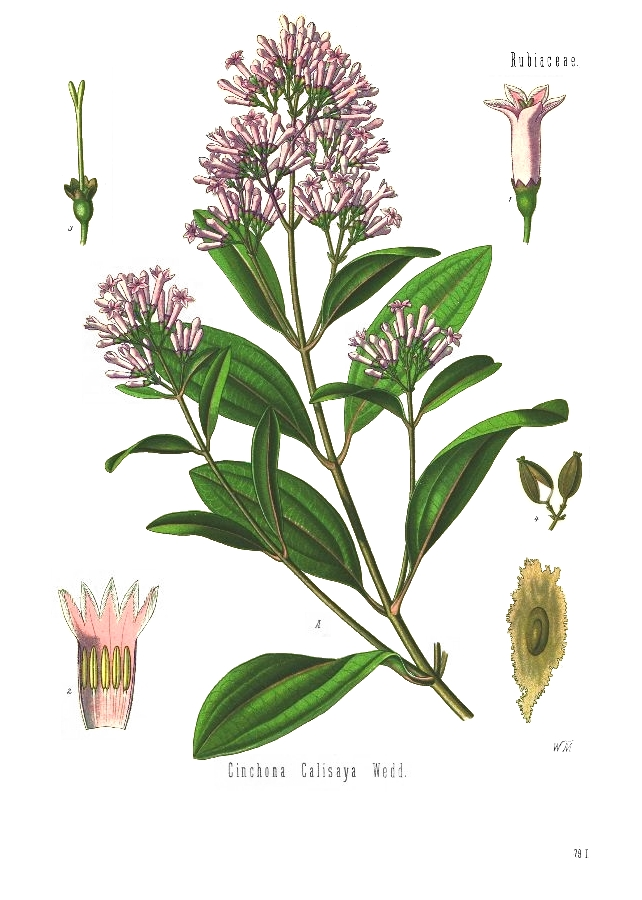
Chinchona calisaya Wedd.
Junghuhn-Büste vor der Chinchona-Plantage Cinyiruan
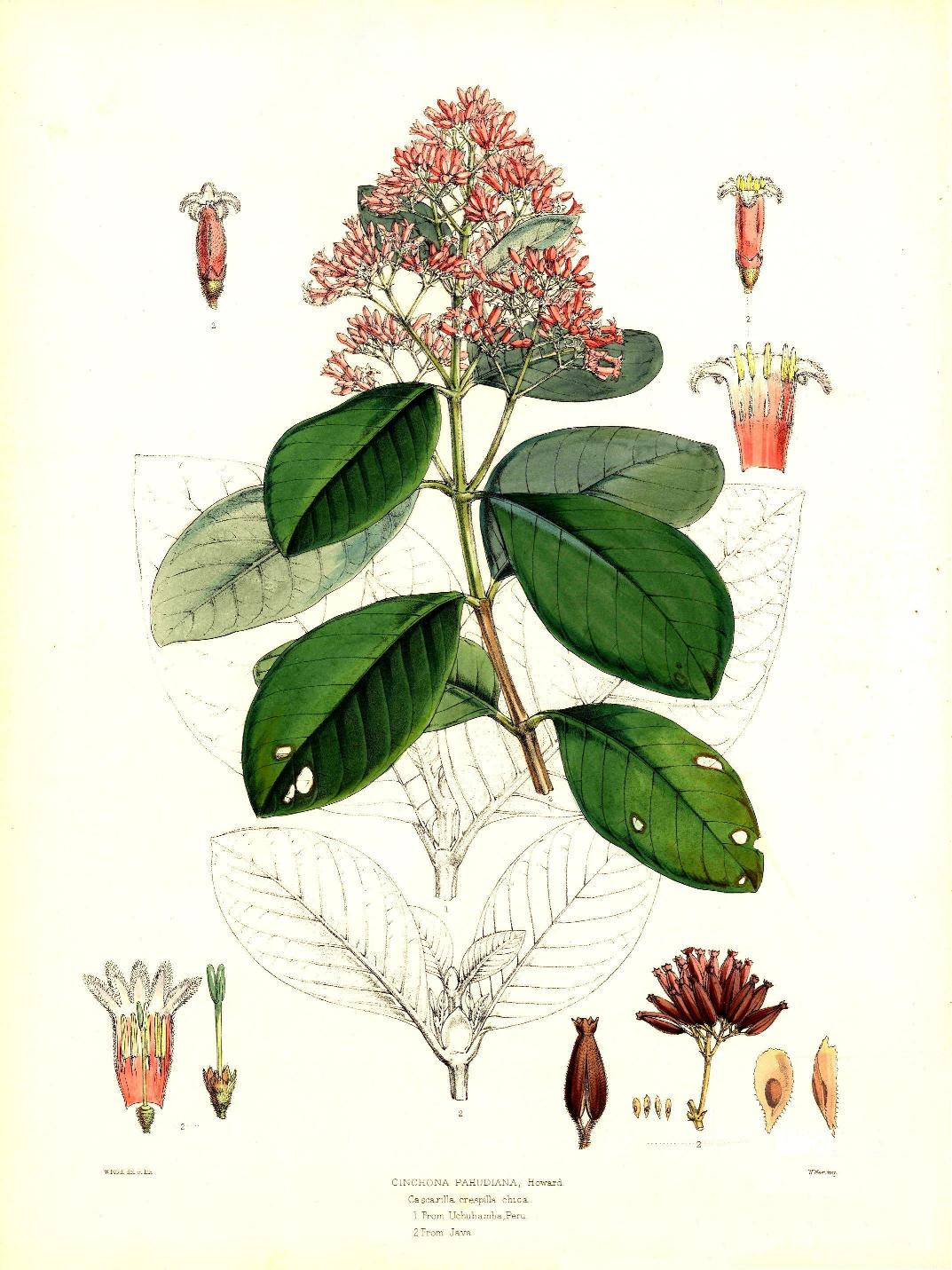
Chinchona pahudiana Howard

Versetzung eines Chinabaumes. Aus: Bonplandia, Jg. 1860, S. 231

Die Kultivierung der Chinarindenbäume hat Junghuhns letzten Lebensabschnitt mit nervenaufreibenden Streitigkeiten überschattet. Trotz größtmöglicher Sorgfalt bei der Aufzucht der Setzlinge traten immer wieder Rückschläge ein. Mit welchem Aufwand beispielsweise ein bereits angewurzelter Chinabaum versetzt werden musste, geht aus nebenstehender Abbildung hervor. Vergeblich bat Junghuhn die Kolonialregierung, für die Plantagen einen dringend benötigten Aufseher einzustellen. Am tiefsten wurde Junghuhn getroffen, als die Redaktion der Tijdschrift van de Natuurkundige Vereeniging, der er selbst als korrespondierendes Mitglied angehörte, sich auf die Seite von Teijsmann stellte. In einem offenen Brief, der vom 6. bis 10. September 1862 in der Tageszeitung Java-Bode erschien, wehrte sich Junghuhn mit so heftigen Gegenangriffen, dass er lebhafte Diskussionen in wissenschaftlichen Kreisen auslöste. Zu Recht wurde von seinen Gegnern seine überhebliche und provozierende Ausdrucksweise kritisiert; die Grenze der Erträglichkeit hat Junghuhn oft überschritten. Mit welch beißendem Spott er beispielsweise den hoch angesehenen Teijsmann angriff, geht aus seinen folgenden Worten hervor: „Ich glaube wohl, dass jemand ein guter Gärtner sein kann und in allen Verrichtungen, die mechanisch gelernt werden können, sehr nützliche und brauchbare Arbeiten liefern wird, ohne dass er eine höhere Veranlagung oder eine höhere innere Berufung besitzt. Aber dann muss er auch Gärtner bleiben und sich nicht auf ein Gebiet wagen, auf dem positive Gelehrsamkeit erwartet wird und, vor allem, wo sein eigenes Urteil zu gebrauchen ist. Macht er es doch, dann schaut, er kann es nicht verhindern, Till Eulenspiegel aus dem Ärmel.“

Wächter mit Gewehr (Junghuhn, ca. 1860)

Ein weiterer Widersacher war der Leidener Professor Willem Hendrik de Vriese, der von der Kolonialregierung den Auftrag erhielt, gegen Erlass einer Schuldensumme von 12.000 Gulden eine Inspizierung der Chinchonaplantagen vorzunehmen. Junghuhn geriet über diesen Handel in größte Erregung und drohte de Vriese niederzuschießen, falls er es wagen würde, die Pflanzungen zu betreten. Wie ernst es Junghuhn mit dieser Drohung war, geht deutlich aus einer von ihm selbst aufgenommenen Photographie hervor, die im Königlichen Institut für Sprachen-, Länder- und Völkerkunde in Leiden aufbewahrt wird und auf der zusammen mit einer prächtigen Alsophila-Gruppe ein Wächter mit einer hölzernen Gewehr-Attrappe zu sehen ist. Die abschreckende Wirkung blieb nicht aus: de Vriese machte einen Bogen um Junghuhns Pflanzungen.

#### Johan Eliza de Vrij
Für eine nutzbringende Kultivierung der Chinchonaplantagen wurde die wissenschaftliche Mitarbeit eines Chemikers notwendig. Aus früheren Publikationen über die Alkaloide der Chinchonen war Junghuhn der in Rotterdam als Lehrer tätige Pharmakologe Johan Eliza de Vrij bekannt. Im April 1857, auf Junghuhns Empfehlung, erhielt de Vrij vom Minister der Kolonien den Antrag, sich als Wissenschaftler der Niederländisch-Indischen Regierung zur Verfügung zu stellen. Kurze Zeit später erklärte er sich hierzu bereit, betrachtete er doch die Chininforschung als seine Lebensaufgabe. Nach seiner Ankunft auf Java wurde er Junghuhn unterstellt.

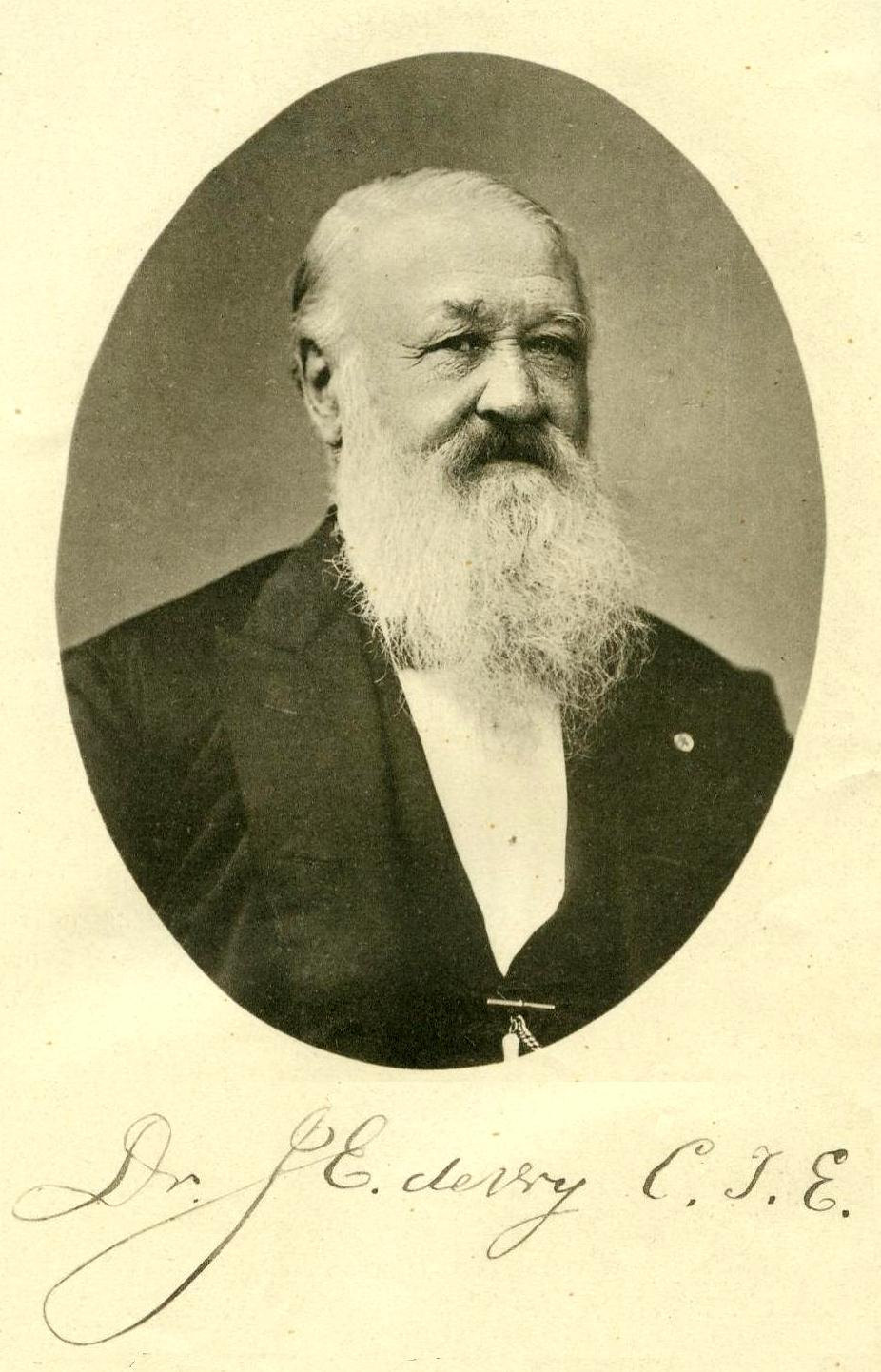
Johan Eliza de Vrij (1813–1898)
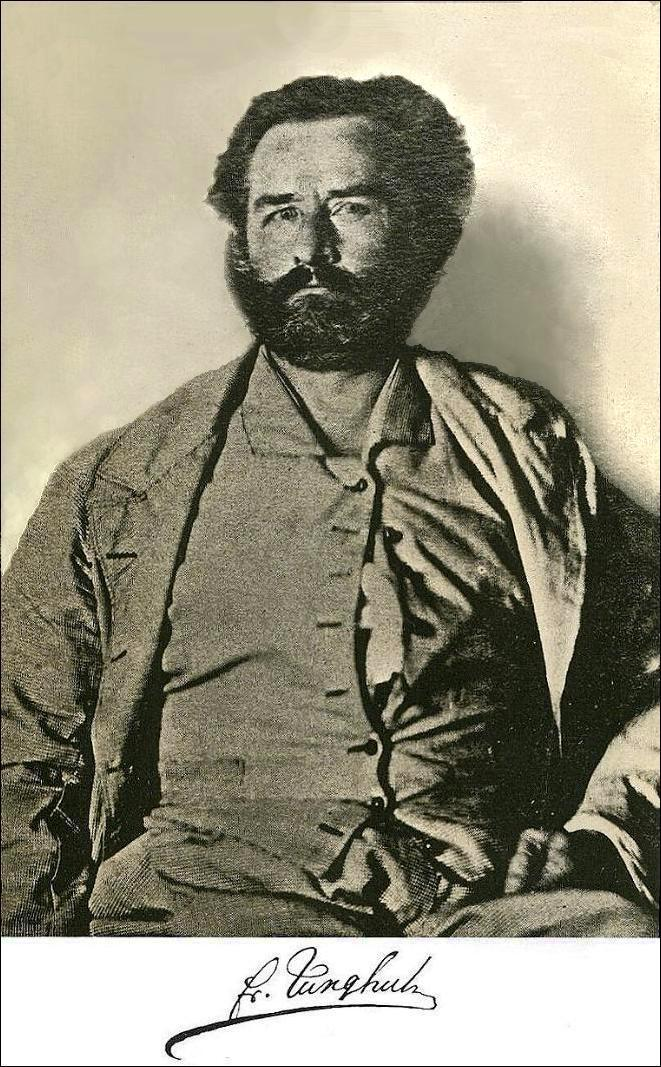
Junghuhn in Lembang (Selbstaufnahme 1860)

Ende Januar 1858 ließ sich de Vrij in Bandung nieder. Ein großes Haus mit Namen „Gedong Papak“ wurde von Junghuhn zum Laboratorium umgebaut. Unverzüglich begann de Vrij die verschiedenen Arten der Chinarinden zu analysieren, und am 16. März 1859 konnte er voller Stolz dem zum Generalgouverneur ernannten Charles Ferdinand Pahud Kristalle von Chininoxalat vorlegen, die er aus javanischer Rinde dargestellt hatte. Es gelang ihm jedoch nicht, Junghuhn zu überzeugen, dass die Cinchona pahudiana zu den minderwertigeren Arten gehört, und nachdem mit Regierungsbeschluss vom 11. September 1862 die weitere Vermehrung dieser Art untersagt worden war und die Ergebnisse seiner Analysen von Junghuhn in Zweifel gezogen wurden, schlug seine Freundschaft mit Junghuhn in Feindschaft um.
In dieser angespannten Situation trat der in Bandung praktizierende Arzt Isaäc Groneman auf den Plan. Groneman verstand es, Junghuhn für sich zu gewinnen: In kurzer Zeit verband ihn mit Junghuhn eine so innige Freundschaft, dass dieser ihn nicht nur zu seinem Hausarzt ernannte, sondern – unter Umgehung des ungleich besser qualifizierten de Vrij – der Kolonialregierung als seinen Nachfolger für die Leitung der Chinchonaplantagen vorschlug.
Für de Vrij, der schon damals als einer der führenden Experten für Chinarinden galt, kam dies einer Ohrfeige gleich, war es doch eine vollständige Missachtung seiner fachlichen Kompetenz. So verbittert war er über diese für ihn unverständliche Handlung, dass er sich von Junghuhn vollständig zurückzog. Daraufhin wurde ihm ein amtliches Zertifikat zugestellt, in dem zu lesen stand, dass er „seine Konstitution durch eigenes Verschulden untergraben“ habe und schleunigst nach Europa zurückgesandt werden müsse. Im Sommer 1863 erhielt de Vrij einen zweijährigen Genesungsurlaub, nach dessen Ablauf er seinen Niederländisch–Indischen Dienst quittierte.
Nur die Urne mit seiner Asche wurde nach Java überführt und gegen seinen letzten Willen in Junghuhns Grabmal beigesetzt. Auf der Rückseite des Sockels wurde für de Vrij eine Gedenktafel montiert, worauf Junghuhns letzte Ruhestätte die offizielle Bezeichnung „Monument Junghuhn en Dr. de Vrij“ erhielt. Erst im Jahre 1909, wenige Schritte weiter am Ostrand des „Junghuhn-Gartens“, wurde auf Anregung von Junghuhns Hausarzt Groneman ein eigenes Grabmal für de Vrij errichtet. Die Inschrift auf dessen Grabplatte fiel den Wirren des indonesischen Unabhängigkeitskampfes zum Opfer. Da jedoch diese Grabplatte eine schräge Oberseite besaß, war sie kein stiller und einsamer Ort des Gedenkens wie das behütete und gepflegte Junghuhn-Grabmal, sondern eine lebhaft besuchte, blank gescheuerte Rutsche für die Kinder der Umgebung. Leider ist diese Fröhlichkeit vorbei: Ein umgestürzter Baum hat die Grabplatte zerstört.

#### Besuch von Mitgliedern der Novara-Expedition
Vom 5. bis 29. Mai 1858 ankerte die österreichische Fregatte Novara auf der Reede von Batavia. Der Kurs ihrer berühmt gewordenen Weltumsegelung war im Wesentlichen von Alexander von Humboldts Physikalischen und geognostischen Erinnerungen bestimmt. Zwei Wissenschaftler dieser Expedition, der geographisch-statistische Schriftsteller Karl von Scherzer und der Mineraloge und Geologe Ferdinand von Hochstetter, wurden am 17. Mai 1858 von Junghuhn in seinem Wohnsitz in Lembang empfangen.
Ein Brief von Ferdinand von Hochstetter an Alexander von Humboldt enthält aufschlussreiche Einzelheiten über diese Begegnung. Widerlegt wird die von vielen Biografen verbreitete Darstellung, wonach Junghuhn sich zu dieser Zeit nur noch mit der Kultivierung der Chinarindenbäume beschäftigt haben soll. Fast druckfertig legte Junghuhn den Forschern der Novara-Expedition geologische, meteorologische und physikalische Manuskripte und Spezialkarten zur Vervollständigung der großen Java-Karte vor. Hinsichtlich des geologischen Materials war eine Sammlung fossiler Knochen und Zähne von besonderem Interesse. Diese war am Fuße des Gunung Murjo ausgegraben worden, in einer auf Java bis dahin noch unbekannten Diluvialformation. Am Südostfuß des Gunung Galunggung untersuchte Junghuhn zum wiederholten Mal die „10.000 Hügel“, wie er sie nannte; die dabei gewonnenen neuen Erkenntnisse hielt er in Ansichts- und Profilskizzen und in einer detaillierten Karte fest.
Als weitere Zeugnisse seiner Forschertätigkeit wurden von Junghuhn selbst gefertigte und mit großem Aufwand entwickelte fotografische Aufnahmen von Landschaften und Pflanzenformationen vorgelegt. Junghuhn war einer der ersten Naturwissenschaftler, der gezielt mit den Mitteln der Fotografie gearbeitet hat. Wie wenig zu dieser Zeit dieses Medium bekannt war, geht aus von Hochstetters Mitteilungen an Alexander von Humboldt hervor: „Viel versprechend sind die photographischen Versuche Junghuhn’s, ein neues Feld, auf das er sich geworfen hat. Ich musste staunen über die neuen Resultate, welche Junghuhn ohne alle Anleitung, fast ohne alle nothwendigen Hilfsmittel zur Zeit meines Besuches bereits erzielt hatte, und würde mich glücklich schätzen durch die Mittheilung einiger Kunstgriffe, so wie einer Anzahl erprobter Vorschriften und Recepte …“
1860 wurde Junghuhn ein Pionier unter den Fotografen. Aus Paris wurde ihm für die stattliche Summe von 834,77 Gulden, was dem Jahresgehalt eines Beamten im mittleren Kolonialdienst entsprach, einen der erst wenige Jahre zuvor entwickelten Apparate mit zwei Objektiven nebst umfangreichem Zubehör für stereoskopische Aufnahmen zugesandt. Mit dieser Technik entstanden die 48 Aufnahmen im Gedenkboek Franz Junghuhn, wobei jedoch von allen Aufnahmen nur eines der beiden Bilder abgedruckt sind. Darunter befinden sich auch Fotografien aus entfernteren Gebieten, wie beispielsweise vom Candi Dåråwati, einem Hindutempel auf dem Diëng-Plateau, und vom Gunung Gamping, einem Kalkmassiv bei Yogyakarta. Viele dieser Aufnahmen haben historischen Wert: Der Hindutempel ist längst eingestürzt, das Kalkmassiv fast vollständig durch Erosion abgetragen.

Beispiel für eine Stereoskopaufnahme
Adipati Surya Kusuma Adinata, Regent von Sumedang, mit seiner Gattin im Garten von Franz Wilhelm Junghuhn in Lembang (ca. 1860).

Das Fotoarchiv des Koninklijk Instituut voor Taal-, Land- en Volkenkunde in Leiden bewahrt eine Sammlung von Junghuhns Fotografien. Darunter befinden sich auch mehrere Aufnahmen, die mit einem selbst konstruierten Fernauslöser entstanden sind. Einige dieser Selbstaufnahmen sind in Nieuwenhuys’ und Jaquets Buch Java’s onuitputtelijke natuur zu sehen.

Vier Aufnahmen von Junghuhn aus dem Jahr 1860
Kawah Upas, der westliche Krater des Vulkans Tangkuban Perahu.
Ein Diener von Junghuhn im Garten seines Wohnsitzes in Lembang.

Eine der schönsten Fotografien von Junghuhn. Sonnenstrahlen durchfluten die Kronen von Chinarindenbäumen.
In Junghuhns Garten zu Lembang. Links: Eliza de Vrij. Rechts: Junghuhn mit Gattin. Ausschnitt aus einem Bild im Koninklijk Instituut vor Taal-, Land- en Volkenkunde in Leiden.

#### Besuch von Fedor Jagor
Am 17. Juni 1858 wurde der Berliner Völkerkundler Fedor Jagor von Junghuhn in seinem Wohnsitz empfangen. Ein Empfehlungsschreiben Alexander von Humboldts verschaffte ihm eine herzliche Aufnahme. Bei diesem Anlass erneuerte er seine Bekanntschaft mit Eliza de Vrij.
Für die Weiterreise Jagors arbeitete Junghuhn einen exakten Routenplan aus, der die bemerkenswertesten geologischen Erscheinungen, malerische Landschaften, kulturhistorische Monumente, charakteristische Vegetationsbilder sowie Rastplätze und Unterkunftsmöglichkeiten enthielt. Jedem Tag hatte Junghuhn ein besonderes Blatt gewidmet, auf dem alles Interessante verzeichnet war, immer mit Hinweis auf die entsprechende Seite seines großen, von Jagor mitgenommenen Java-Werkes. Begeistert äußerte sich hierzu Jagor wie folgt: „Wer nicht an Ort und Stelle, sein Buch in der Hand, das Geschriebene geprüft, wird sich keine Vorstellung machen können von der Genauigkeit der Beschreibung und der Klarheit, mit der die Verhältnisse aufgefasst sind.“ Gegen Ende seiner Java-Reise kehrte er noch einmal nach Lembang zurück, von wo aus er, geführt von Junghuhn, einen Ausflug auf den Tangkuban-Perahu-Vulkan unternahm.

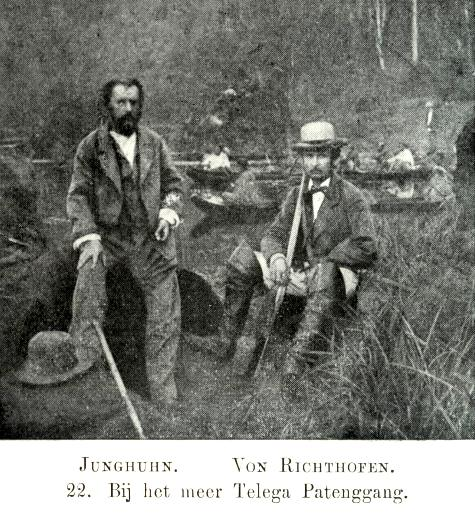
Junghuhn und von Richthofen am Patengan-See

#### Reise in Westjava mit Ferdinand Freiherr von Richthofen
Von September bis Oktober 1861 besuchte Ferdinand Freiherr von Richthofen Java. Einen Monat lang führte Junghuhn diesen erst später durch seine China-Reisen berühmt gewordenen Forscher auf einer sorgfältig gewählten Route durch den Westen der Insel. Während dieser Exkursion, deren Verlauf in Junghuhns Werk Licht- und Schattenbilder aus dem Innern von Java geschildert ist, lehrte er den noch jungen Geologen die vielseitigen Möglichkeiten der Beobachtung im Gelände; er legte damit in von Richthofen „den Grund zu dessen kommendem Übergang von der reinen Geologie zur vielseitigen Geographie“ (Banse). Dankbar bekannte sich von Richthofen als Junghuhns bleibenden Schuldner. Das große Java-Werk fand er so trefflich, dass er zur Erweiterung der Kenntnis nichts hinzuzufügen vermochte. „Es wäre verlorene Mühe, hier mit Ausführlichkeit zu Werke gehen zu wollen, nachdem Herr Junghuhn in so meisterhafter Weise die Gliederung und Beschaffenheit der ganzen Insel in allen ihren Theilen beschrieben hat. Welch unendlicher Reichthum an Material, welche Fülle an mühsam errungenen Beobachtungen in diesem Meisterwerke enthalten sind, das wird erst klar, wenn man selbst einen Theil des Landes sieht und auf jedem Schritt bis in die entlegensten Gegenden nur ein Abbild jener genauen Beschreibungen erblickt. Was ich auch beobachtete, Alles fand ich auf das Ausführlichste schon in Herrn Junghuhn's Werk erwähnt“.

#### Junghuhns letzte Lebensjahre

Junghuhns Grabmal, Entwurfszeichnung von
Isaäc Groneman

Besuche wie diejenigen von Richthofens, des Völkerkundlers Fedor Jagor und der Naturforscher der Novara-Expedition bildeten Glanzpunkte in Junghuhns letzten Lebensjahren, die im Übrigen – des Chinchona-Anbaus wegen – von Auseinandersetzungen mit Botanikern und Regierungsstellen getrübt waren. Äußerlich ging es Junghuhn glänzend: Als leitender Kolonialbeamter verfügte er über ein gutes Gehalt, was ihm einen relativ luxuriösen Lebensstil ermöglichte.
Auf seiner Reise durch Westjava mit Ferdinand von Richthofen zog sich Junghuhn eine Amöbenruhr zu, von deren Folgen er sich nie wieder vollständig erholte. Zu Beginn des Jahres 1864 wurde ihm ein Genesungsurlaub in Europa bewilligt, den er wegen eines Leberabszesses jedoch nicht mehr antreten konnte. Am 20. April 1864 verschlimmerte sich sein Zustand, und am 24. April, gegen 3 Uhr morgens, starb er im Alter von 54 Jahren im Studierzimmer seines Hauses in Lembang. Unmittelbar vor seinem Tod bat er seinen am Bett sitzenden Hausarzt Isaäc Groneman:

„Kannst du das Fenster öffnen? Ich will meinen geliebten Bergen Lebewohl sagen. Ich will zum letzten Mal den Urwald sehen. Ich will die reine Bergluft noch einmal einatmen.“

Junghuhns Grabmal, errichtet auf Kosten seiner Witwe nach einem Entwurf des Hausarztes Groneman, wird von einem drei Meter hohen Obelisken überragt. Rechnet man den zwei Meter hohen Sockel hinzu, ergibt sich eine Gesamthöhe von rund fünf Meter. Umgeben von einem mit Ziegeln gepflasterten Umgang und mit Ketten verbundenen steinernen Pylonen ist es ein Denkmal, das der Bedeutung des großen Java-Forschers voll entspricht. Leider ist nach kurzer Zeit das schöne Weiß des Obelisken mit einem schmutzigen Grau überzogen, was nicht nur von der Luftverschmutzung durch den Menschen sondern auch von den waldartig dicht umgebenden Chinchonabäumen verursacht wird.
Die Lage seiner letzten Ruhestätte, im Angesicht seines „Hausberges“ Tangkuban Perahu, hat Junghuhn zu seinen Lebzeiten selbst festgelegt. Während sein Sohn bereits 1888 auf einer Tabakplantage in Nordsumatra verstarb, kehrte seine Witwe nach Europa zurück und überlebte ihn um fünf Jahrzehnte. Auch seine Mutter überlebte ihn um drei Jahre.

Junghuhns Grabmal in Lembang (Java)
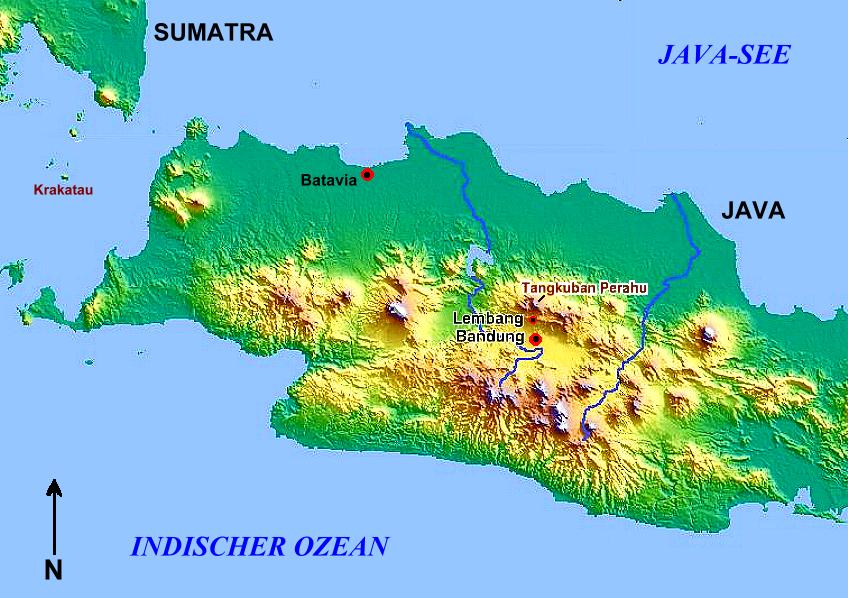
Lageskizze von Lembang in Westjava. Lembang mit weiterer Umgebung siehe Lembang-Bandung, Lembang mit näherer Umgebung siehe Lembang-Tangkuban Perahu.
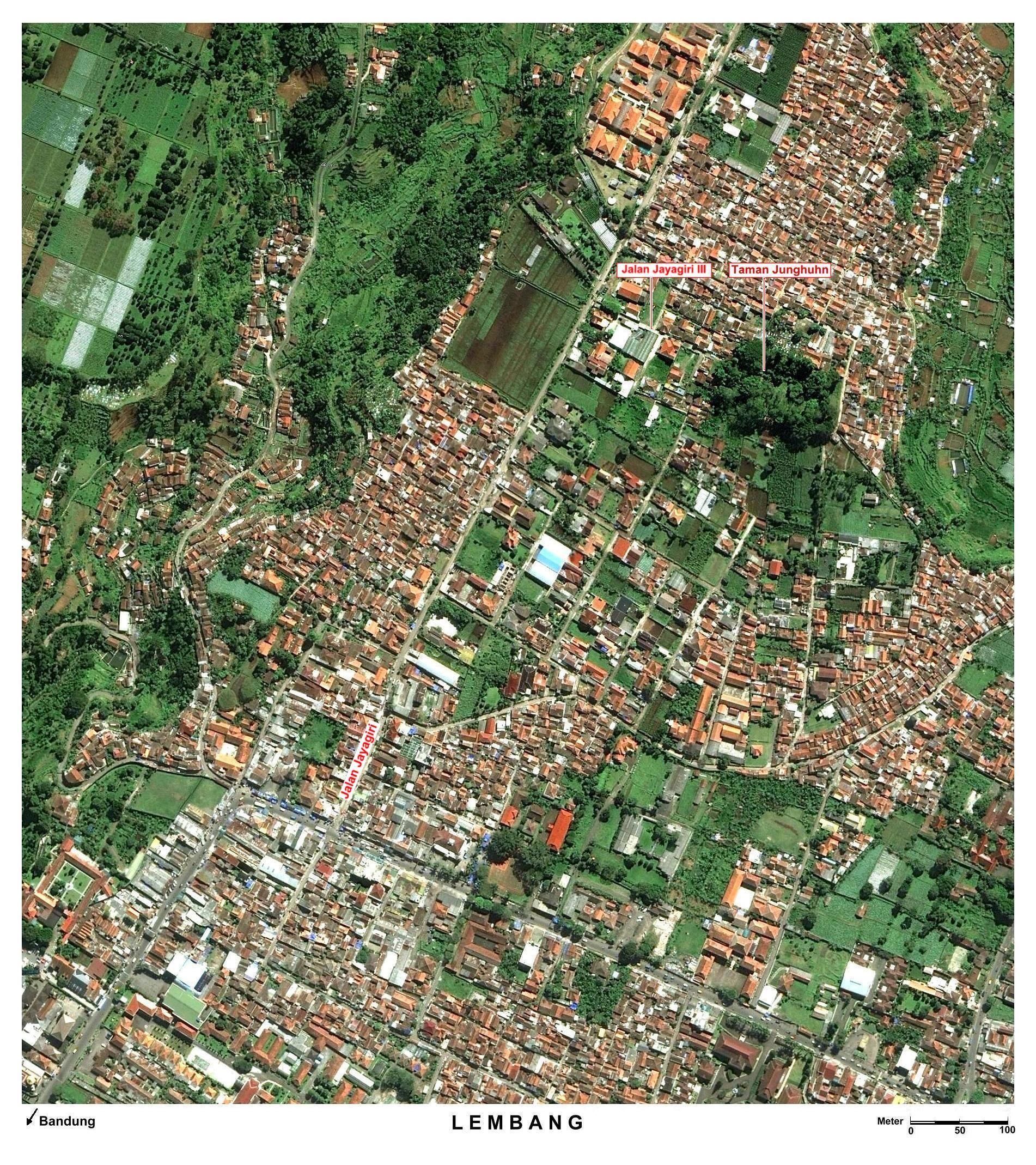
Lembang. Luftaufnahme mit dem Junghuhn-Garten (Taman Junghuhn)

- Lageskizze von Lembang in Westjava.
Lembang mit weiterer Umgebung siehe
Lembang-Bandung,
Lembang mit näherer Umgebung siehe
Lembang-Tangkuban Perahu.
- Lembang. Luftaufnahme mit dem Junghuhn-Garten (Taman Junghuhn)

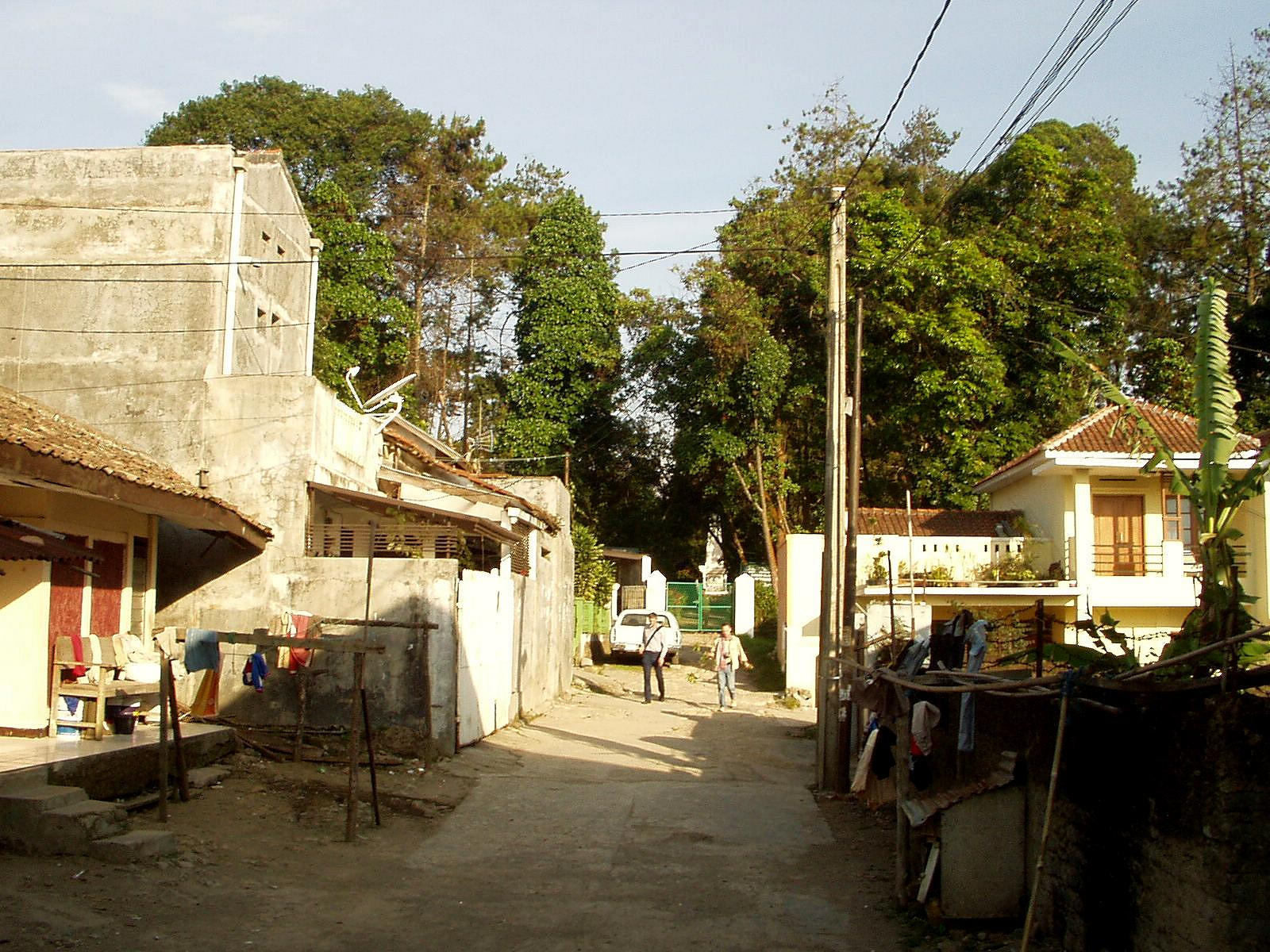
Jalan Jayagiri III (3. Jayagiri-Straße). Im Hintergrund das Grabmal
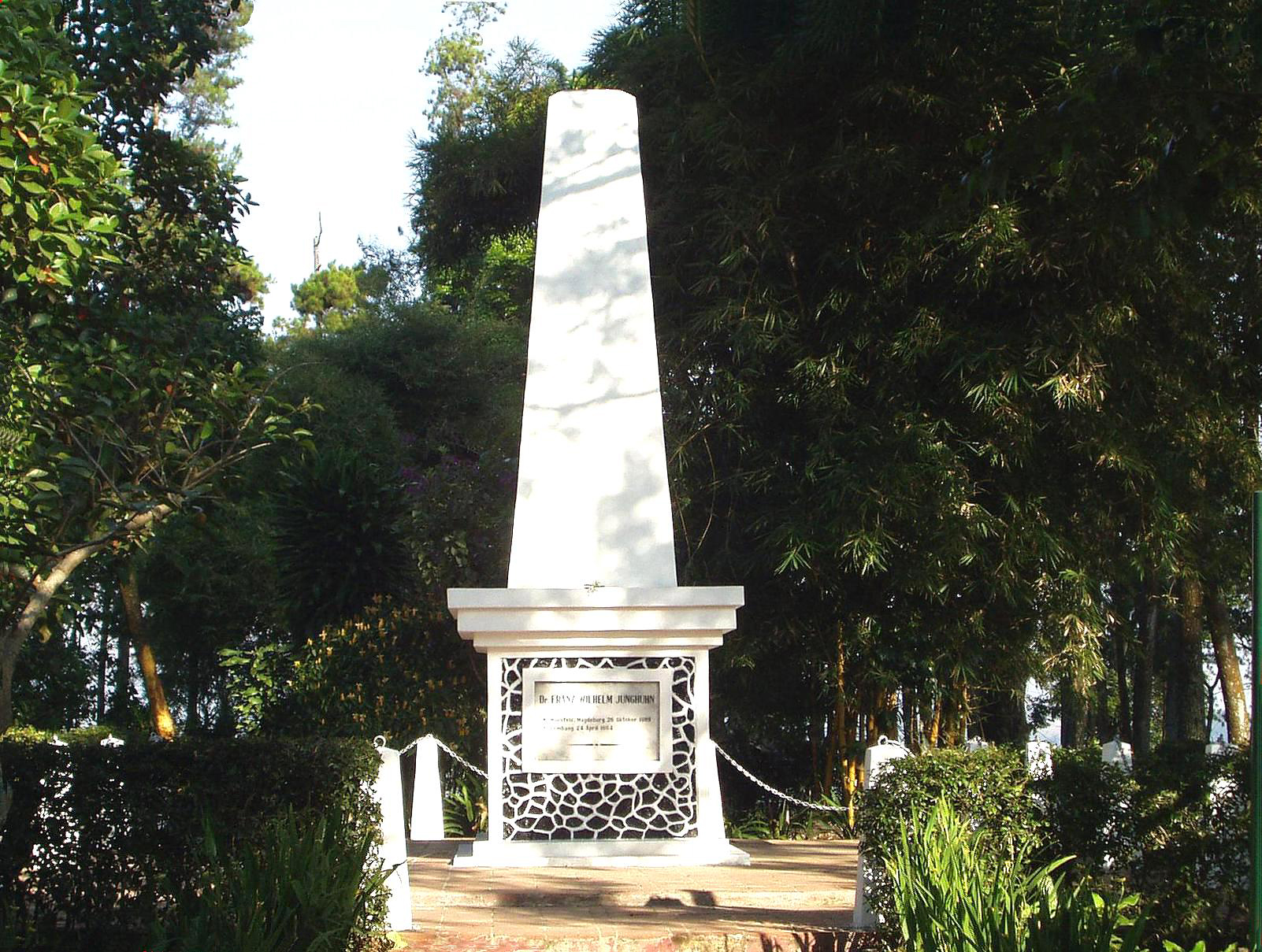
Grabmal im Taman Junghuhn (Junghuhn-Garten)

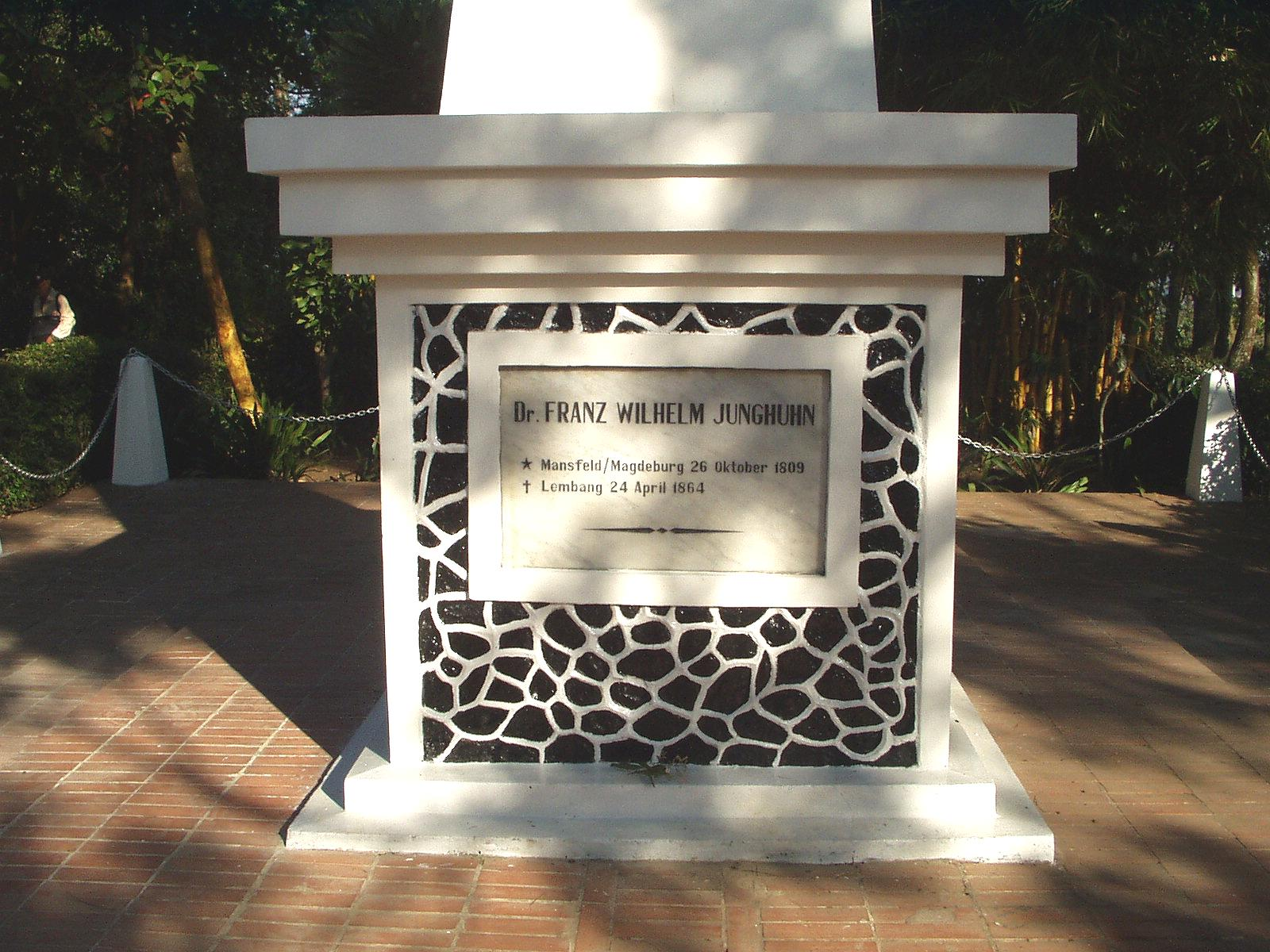
Gedenktafel auf dem Sockel des Grabmals
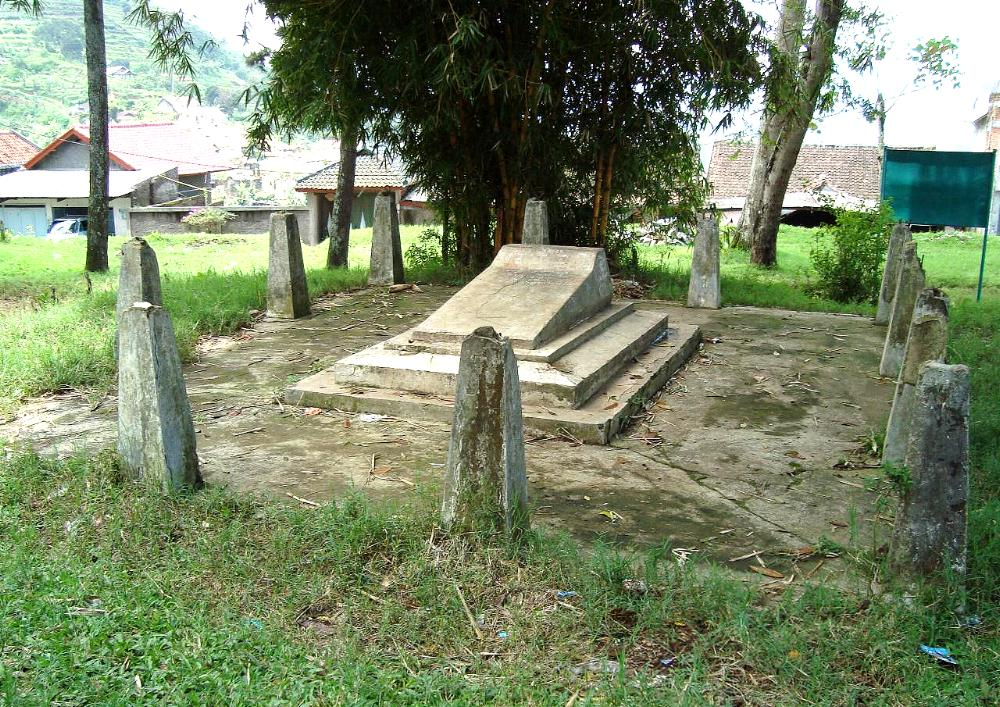
Center|Urnengrab des Johan Eliza de Vrij am östlichen Rand des Taman Junghuhn. Zustand im Oktober 2009.

### Mitgliedschaften und Ehrungen
Die nachfolgenden Angaben wurden aus einer chronologischen Zusammenstellung von Junghuhns Lebensdaten von Max C. P. Schmidt zusammengestellt.
(M = Mitglied, E = Ehrung)
| Beitritte / Ehrungen am |   | Gesellschaften und Vereine, Auszeichnungen |
| ----------------------- | - | --- |
| 11. Januar 1837         | M | Königliche Botanische Gesellschaft zu Regensburg |
| 29. März 1837           | M | Bataviaasch Genootschap van Kunsten en Wetenschappen (Bataviasche Gesellschaft der Künste und Wissenschaften) in Batavia                                                    |
| 3. August 1839          | M | Leopoldina (Kaiserlich Leopoldinisch-Carolinische Deutsche Akademie der Naturforscher), Breslau                                                                             |
| 10. Juli 1843           | M | Genootschap van Kunsten en Wetenschappen (Gesellschaft der Künste und Wissenschaften) zu Utrecht                                                                            |
| 5. Mai 1845             | M | Natuurkundige Commissie (Naturkundliche Kommission) in Batavia |
| 8. Juni 1848            | M | Naturforschende Gesellschaft zu Halle |
| 22. März 1849           | M | Gesellschaft zur Beförderung der gesamten Naturwissenschaften in Marburg |
| 19. Juli 1851           | M | (korrespondierend): Vereeniging voor de Flora van Nederland en deszelfs Overzeesche Bezittingen (Verein für die Flora der Niederlande und dessen überseeischen Besitzungen) |
| 17. Februar 1852        | M | (korrespondierend): Koninklijke Natuurkundige Vereeniging in Nederlandsch-Indië (Königlicher naturkundlicher Verein in Niederländisch-Indien) zu Batavia                    |
| 19. März 1853           | M | Kaiserliche Gesellschaft der Naturforscher zu Moskau |
| 12. November 1854       | E | Ernennung zum „Ridder in de Orde van de Nederlandse Leeuw“ (Ritter im Orden vom Niederländischen Löwen)                                                                     |
| 14. Februar 1855        | E | Überreichung einer goldenen Schnupftabaksdose mit dem Porträt des Prinzen Frederik der Niederlande                                                                          |
| 5. März 1855            | E | Verleihung des Preußischen Roten Adlerordens 3. Klasse |
| 20. Februar 1856        | M | (korrespondierend): Bataafsch Genootschap voor Experimentele Wetenschappen (Batavische Gesellschaft für experimentelle Wissenschaften) in Rotterdam                         |
| 28. Februar 1856        | M | Koninklijke Natuurkundige Vereeniging in Nederlandsch-Indië (Königlicher naturkundlicher Verein in Niederländisch-Indien) zu Batavia                                        |
| 13. Oktober 1857        | M | K. k. Geographische Gesellschaft zu Wien |
| 26. Dezember 1858       | M | (korrespondierend): K. k. Geologische Reichsanstalt in Wien |
| 8. April 1861           | E | Verleihung des Goldenen Verdienstkreuzes mit der Krone durch den Kaiser von Oesterreich                                                                                     |
| 16. März 1864           | E | Übersendung der Medaille I. Klasse der Société Impériale Zoologique d’acclimatation zu Paris.                                                                               |

### Veranstaltungen und Ausstellungen

Jürgen Voigt

Bis heute blieb Junghuhn in ehrenvoller Erinnerung, vor allem in den Niederlanden. In Deutschland nahm sein Bekanntheitsgrad nur sehr langsam zu und beschränkte sich hauptsächlich auf seine Heimatstadt Mansfeld. Die Straße hinter der Sankt-Georg–Kirche, an der sein Geburtshaus einstmals stand, wurde im Herbst 1907 in „Junghuhnstraße“ umbenannt. Am 10. Juli 1910, anlässlich einer umfangreichen Festveranstaltung mit über 90 Gästen zur hundertsten Wiederkehr seines Geburtstags, wurde auf Beschluss der Koninklijk Nederlands Aardrijkskundig Genootschap (Königlich Niederländische Gesellschaft für Erdkunde) über der Eingangstür des Geburtshauses eine Gedenktafel enthüllt, mit einer Danksagung in niederländischer Sprache über seine Arbeit auf Java. Das Geburtshaus wurde 1979 wegen Baufälligkeit abgerissen. Die Gedenktafel wurde aufbewahrt und drei Jahre später in einen am Straßenrand errichteten Steinsockel eingemauert.

Mansfeld um das Jahr 1900
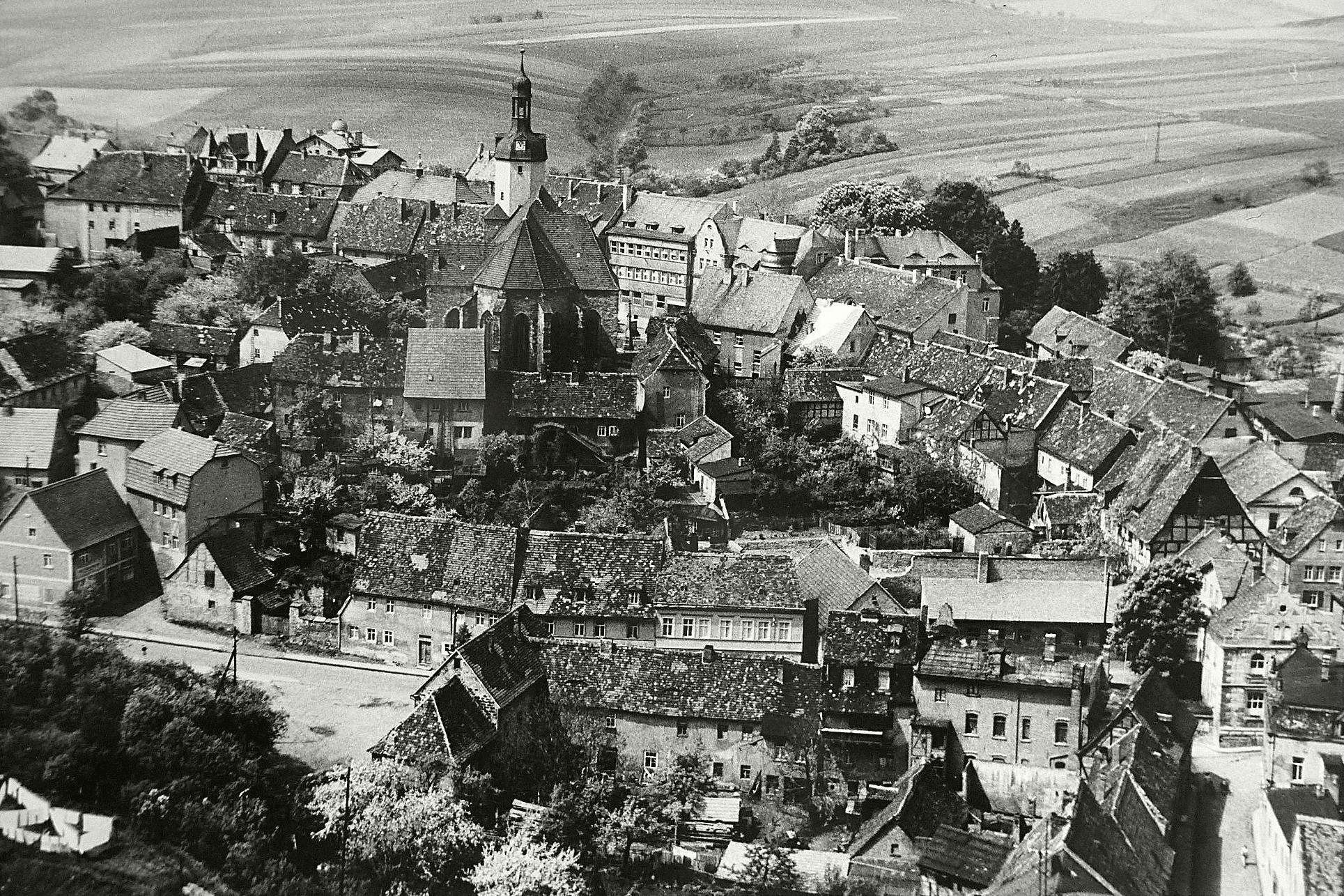
Auf diesem Bild, aufgenommen vom Mansfelder Schloss, ist Junghuhns Geburtshaus von der Gartenseite zu sehen. Es handelt sich um das offensichtlich frisch renovierte Haus mit dem hohen hellen Dach unmittelbar vor der Sankt-Georg-Kirche.

Mansfeld. Links: Geburtshaus. Rechts: Grundstück nach Abriss des Geburtshauses.
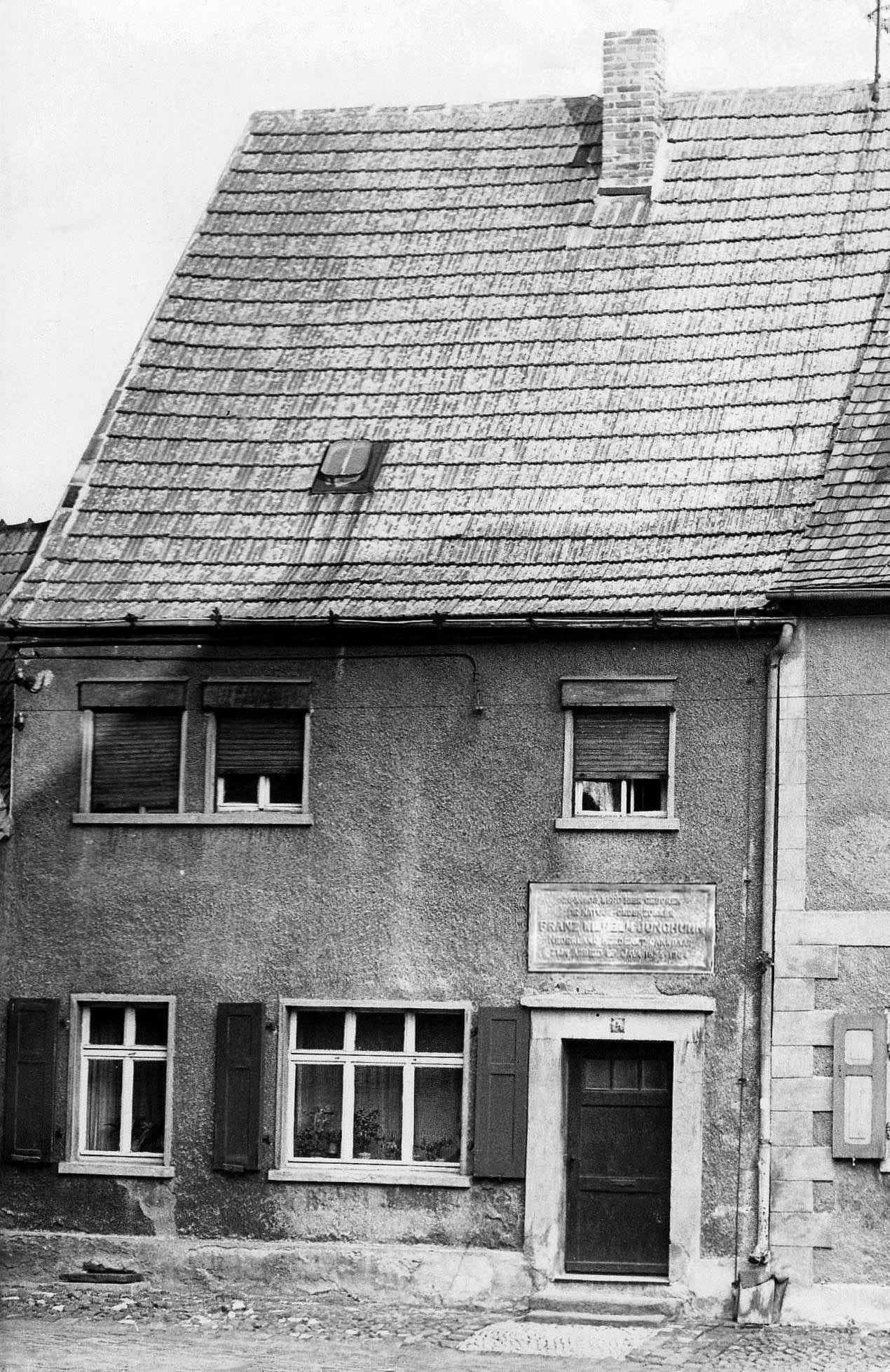
Über dem Eingang die Gedenktafel der Koninklijk Nederlands Aardrijkskundig Genootschap
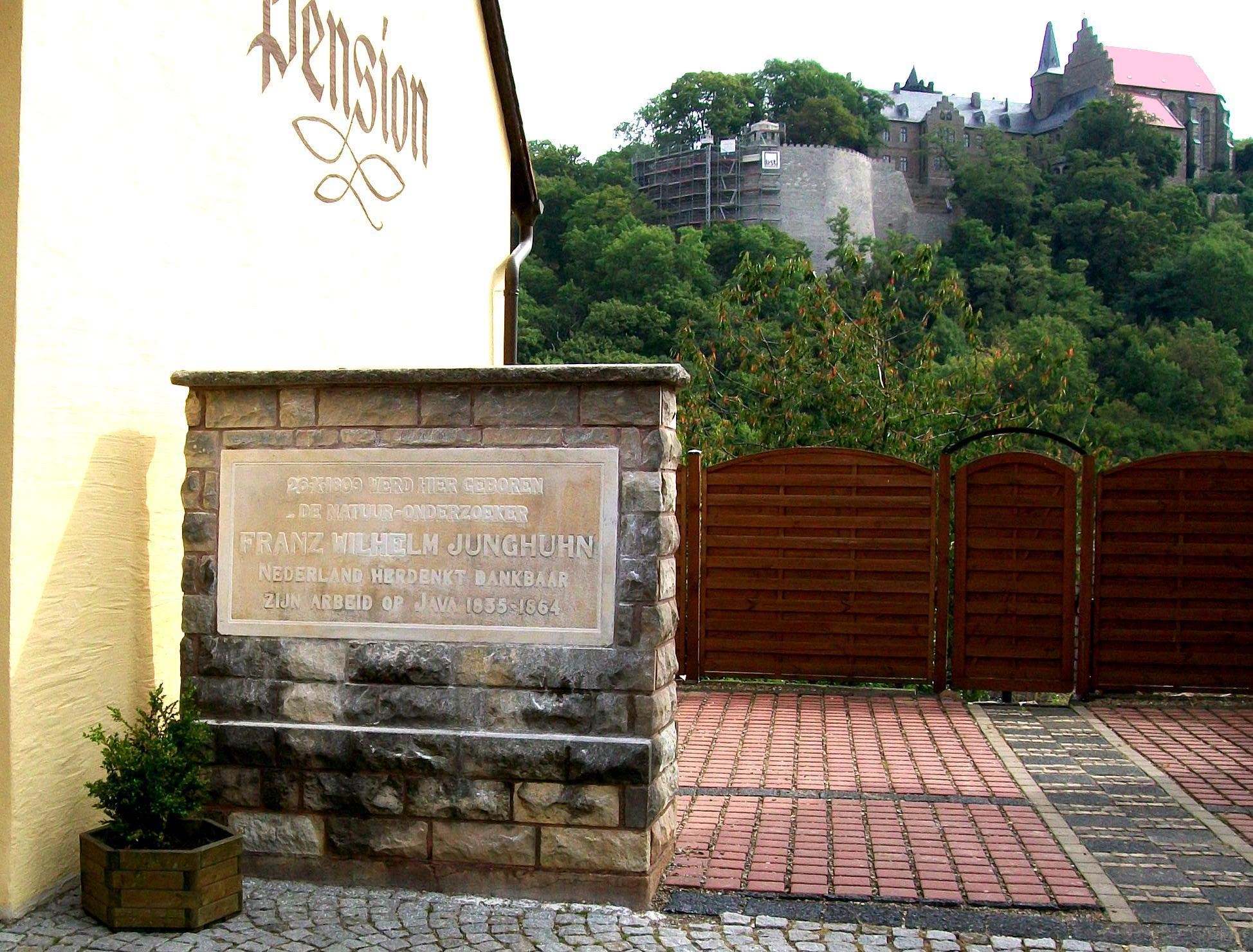
Im Vordergrund die Gedenktafel. Im Hintergrund das Mansfelder Schloss

1934 jährte sich in Lembang sein 125. Geburtstag. Bei einem Spaziergang im „Taman Junghuhn“ wurden die verschiedenen Arten von Chinarindenbäumen erläutert, die rund um das Grabmal gepflanzt worden sind.
1980 fand im „Wereldmuseum Rotterdam“ eine kleine Ausstellung mit Junghuhns Zeichnungen, Fotografien und Schriften statt. Einen Höhepunkt dieser Ausstellung waren die von Carl Wilhelm Mieling lithographierten elf Junghuhn-Landschaftsbilder in der niederländischen Ausgabe des Java-Albums.
Die Humboldt-Universität in Berlin veranstaltete im Sommersemester 2006 im Ethnologischen Museum in Dahlem vom 19. Mai bis 27. August die Ausstellung „Topografie der Tropen“. Die Leistungen von Junghuhn wurden unter anderem mit seiner großen Java-Karte gewürdigt, die als „Kernstück der Ausstellung“ gewertet wurde.
Im Oktober 2009, anlässlich der zweihundertjährigen Wiederkehr seines Geburtstags, fand ein Symposion mit einer Ausstellung im Institut Teknologi Bandung (Technologische Hochschule in Bandung) statt. Initiator und Veranstalter war das Goethe-Institut Jakarta, die Organisation und die Durchführung übernahm dessen Außenstelle in Bandung. Im November 2009 wurde diese Ausstellung in das niederländische Kulturzentrum „Erasmus Huis“ in Jakarta verlegt. Ein besonderes Interesse galt der großen Java-Karte, die mit der Karte von Raffles verglichen werden konnte.
Organisiert und durchgeführt vom Heimatverein, fand im November 2009 eine Gedenkveranstaltung in Mansfeld statt, mit einem Symposion im „Blauen Saal“ des Mansfelder Schlosses und einer Ausstellung mit Schautafeln und Junghuhns Java-Karte in der Stadtinformation. Zum Abschluss ließ der Heimatverein auf einem nahe gelegenen Wiesengrundstück den Lieblingsbaum Junghuhns, eine Wildkirsche, pflanzen. Zwei Jahre später wurde vor dieser Wildkirsche ein Findling aufgestellt.
Mit der Sonderausstellung „Franz Wilhelm Junghuhn (1809–1864). Deutscher Arzt und Java-Erforscher“ wurden die Leistungen Junghuhns vom 24. Juni bis zum 30. Oktober 2011 im Bremerhavener Schifffahrtsmuseum präsentiert. Als Leihgaben stellte der Mansfelder Heimatverein die Schautafeln und die über drei Meter lange Java-Karte zur Verfügung. Eingeleitet wurde diese Ausstellung am 25. Juni mit einem Tagessymposium.
In Mansfeld enthüllte der Heimatverein auf dem 2011 aufgestellten Findling am 13. April 2012 eine bronzene Gedenktafel. Am darauffolgenden Tag, im Hochzeitssaal der Stadtinformation, fand eine Lesung der Germanistin und Historikerin Renate Sternagel aus ihrem Buch Der Humboldt von Java statt. Dabei war es für die Mansfelder Bürger von besonderem Interesse, fiktive Gespräche zwischen Junghuhn und seinen Angehörigen nach 18 Jahren Abwesenheit in seinem Elternhaus zu hören. Zwei Jahre später wurde im 1. Stock des Rektorats des Mansfelder Rathauses eine Junghuhn-Ausstellung eröffnet, mit den Schautafeln aus der Stadtinformation und der großen Java-Karte.
Die vorerst letzte Ehrung des Naturforschers ist ein Bildnis in einem der beiden neu gestalteten, 2015 eingeweihten Kirchenfenster in der Grafenloge der Mansfelder St.-Georg-Kirche: Im linken Fenster ist dargestellt, wie Martin Luther als kleiner Junge auf dem Arm des Mansfelder Bürgers Nicolaus Oemler zur Schule getragen wird, im rechten Fenster, als ganzheitliche Figuren, den von links mit einem Schritt in das Gesamtbild führenden Junghuhn, die für ihre Mildtätigkeit verehrte Diakonisse und Gemeindeschwester Berta Israel und ein Pfarrer, stellvertretend für eine Reihe namhafter Geistlicher, die in Mansfeld als Reformatiker für den Protestantismus gewirkt haben. – Es ist schon etwas merkwürdig, dass Junghuhn, ein Mann, der sich gegen die christlichen Lehren stellte und ein überzeugter Verfechter des Pantheismus gewesen war, ausgerechnet in einem Kirchenfenster verewigt wurde. Mit dieser Darstellung wird jedoch ein Naturforscher verehrt, der als einen der größten Söhne Mansfelds in dieser Kirche getauft und konfirmiert worden ist.

Junghuhn-Gedenkstätten in Mansfeld
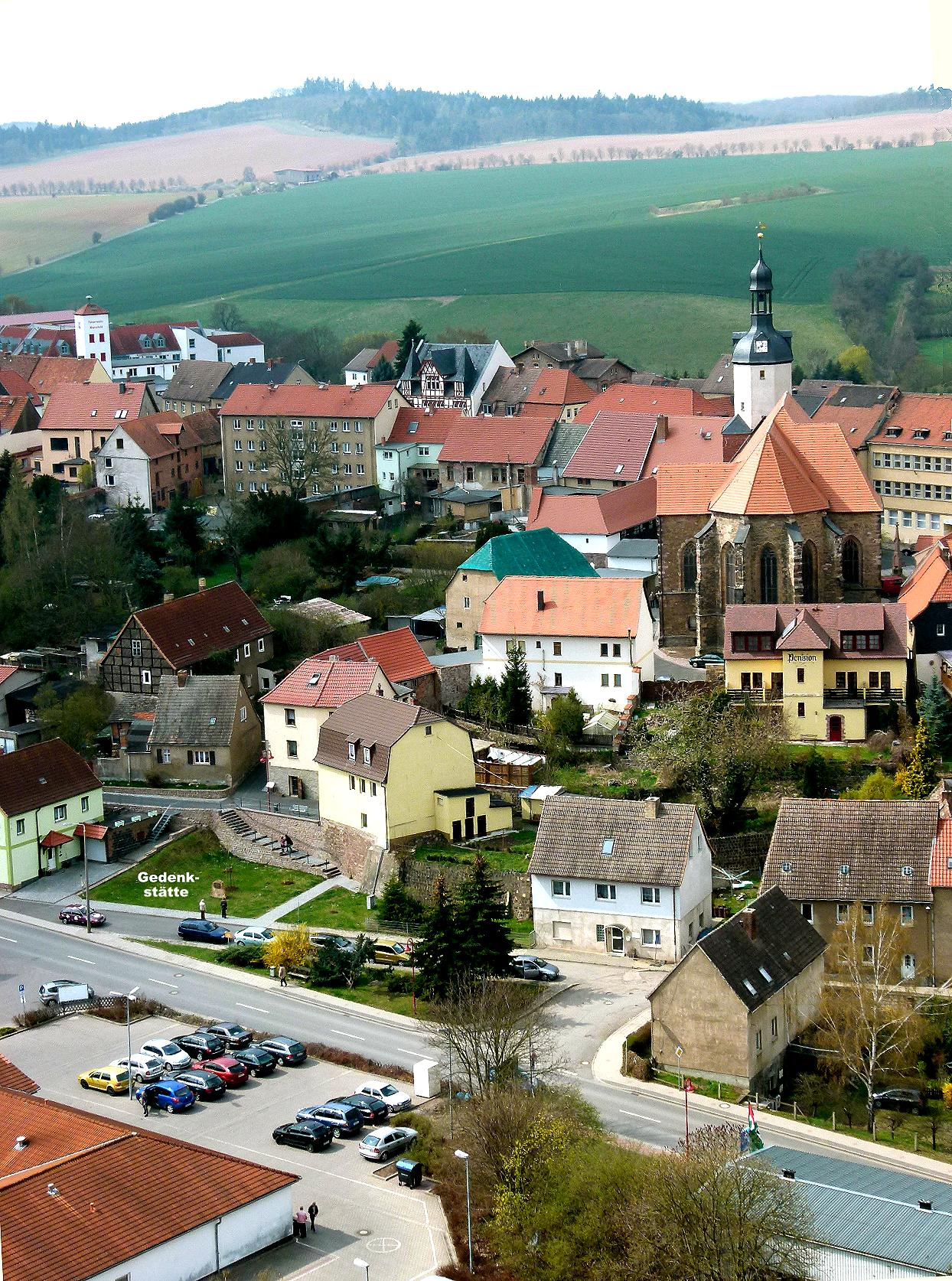
In der Kirche St. Georg wurde Junghuhn getauft und konfirmiert. Davor, in der Junghuhnstraße 4, die Pension „Schloßblick“. Links daneben das ehemalige Junghuhn-Grundstück, das hinter dem Holzzaun von der Pension als Parkplatz genutzt wird. – Am linken Bildrand die Gedenkstätte.
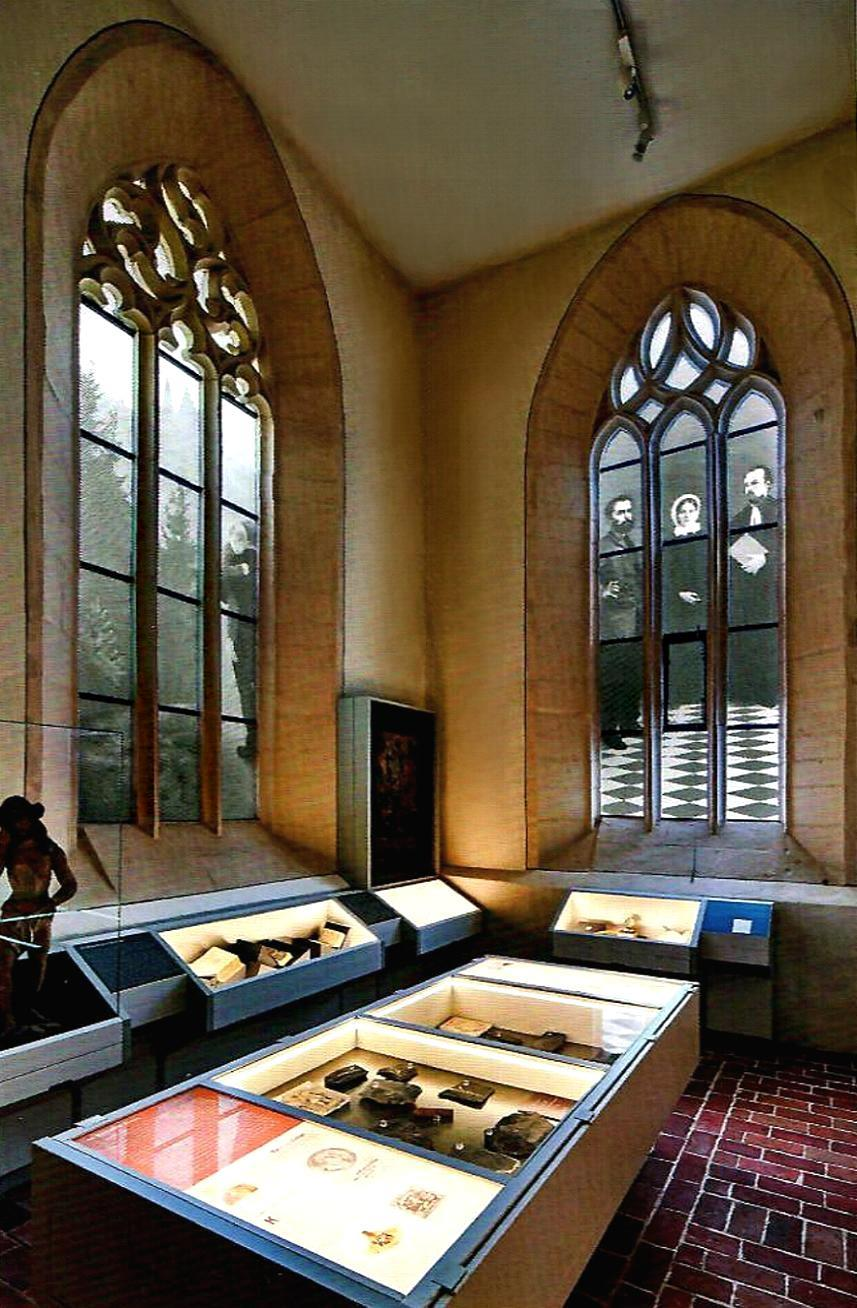
Die vom Leipziger Künstler Julian Plodek in einem Rasterverfahren geschaffenen Fenster in der Grafenloge der Kirche St. Georg.
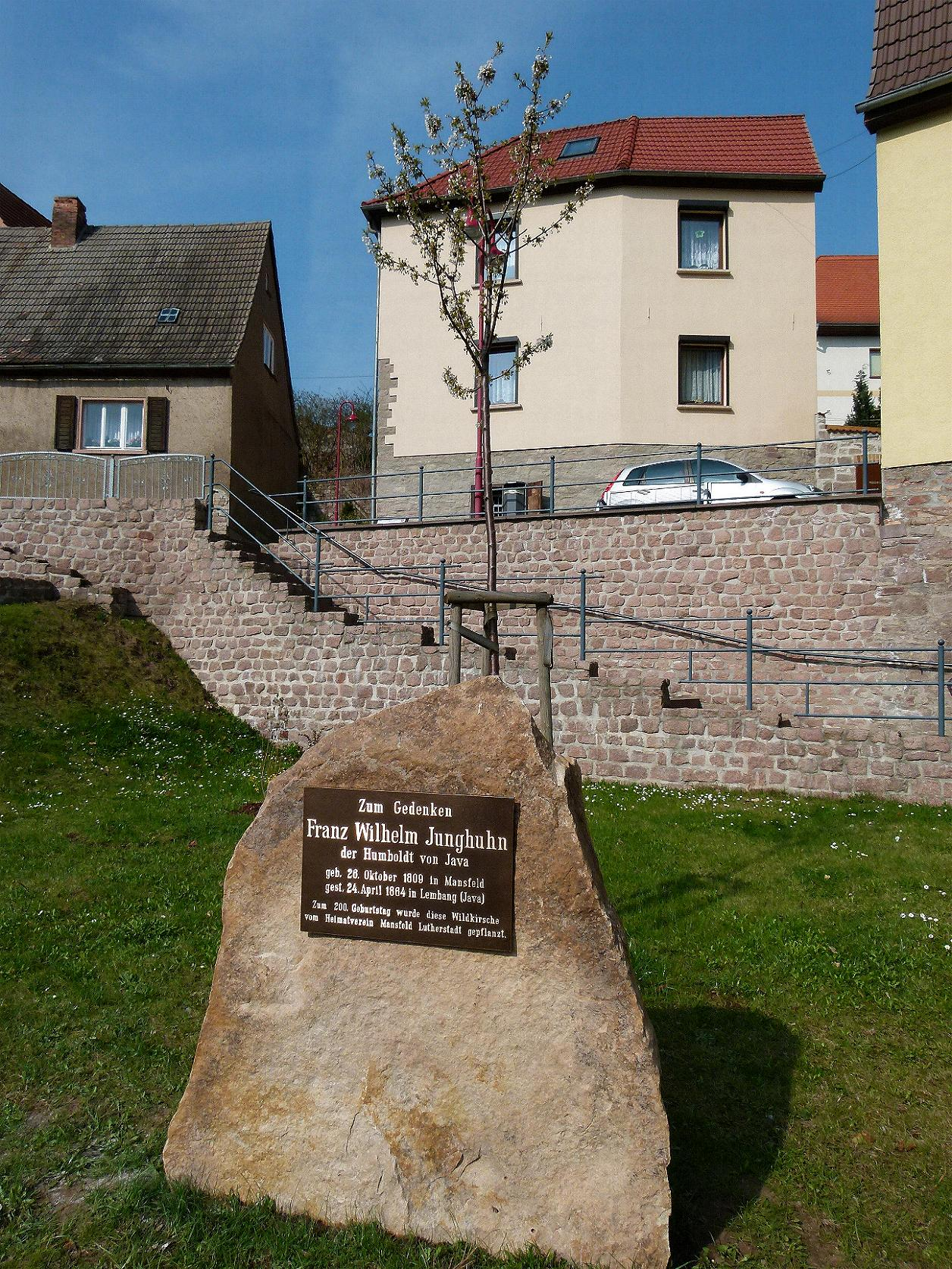
Junghuhn-Gedenkstein im April 2012. Ein etwa 1,60 Meter hoher Findling mit einer 40 × 60 cm großen Bronzetafel; dahinter die im November 2009 gepflanzte Wildkirsche.

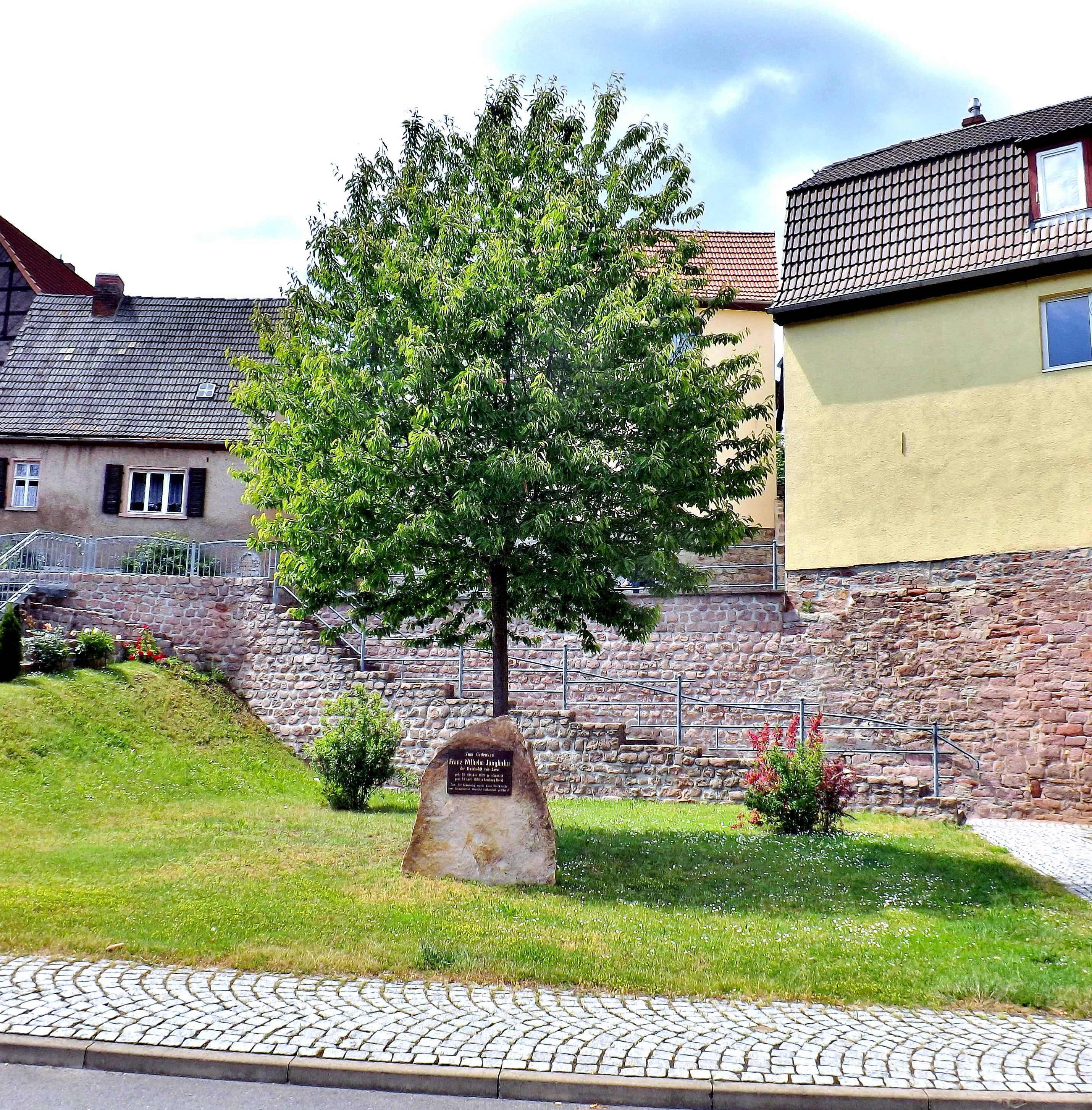
Junghuhn-Gedenkstein im Juni 2017. Die Wildkirsche hat sich zu einem prächtigen Baum entwickelt.
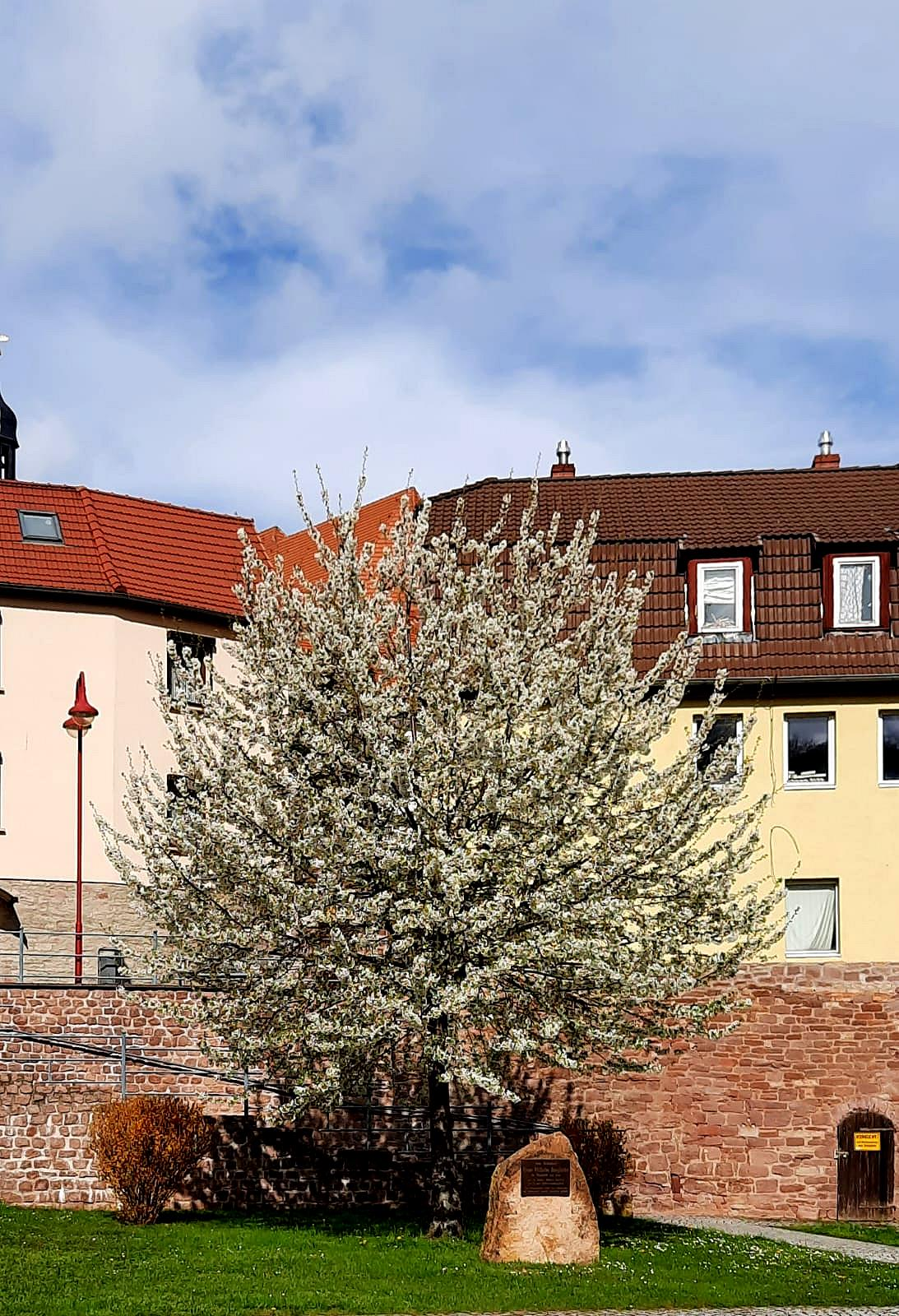
Junghuhn-Gedenkstein im April 2023. Der Kirschbaum steht in voller Blüte
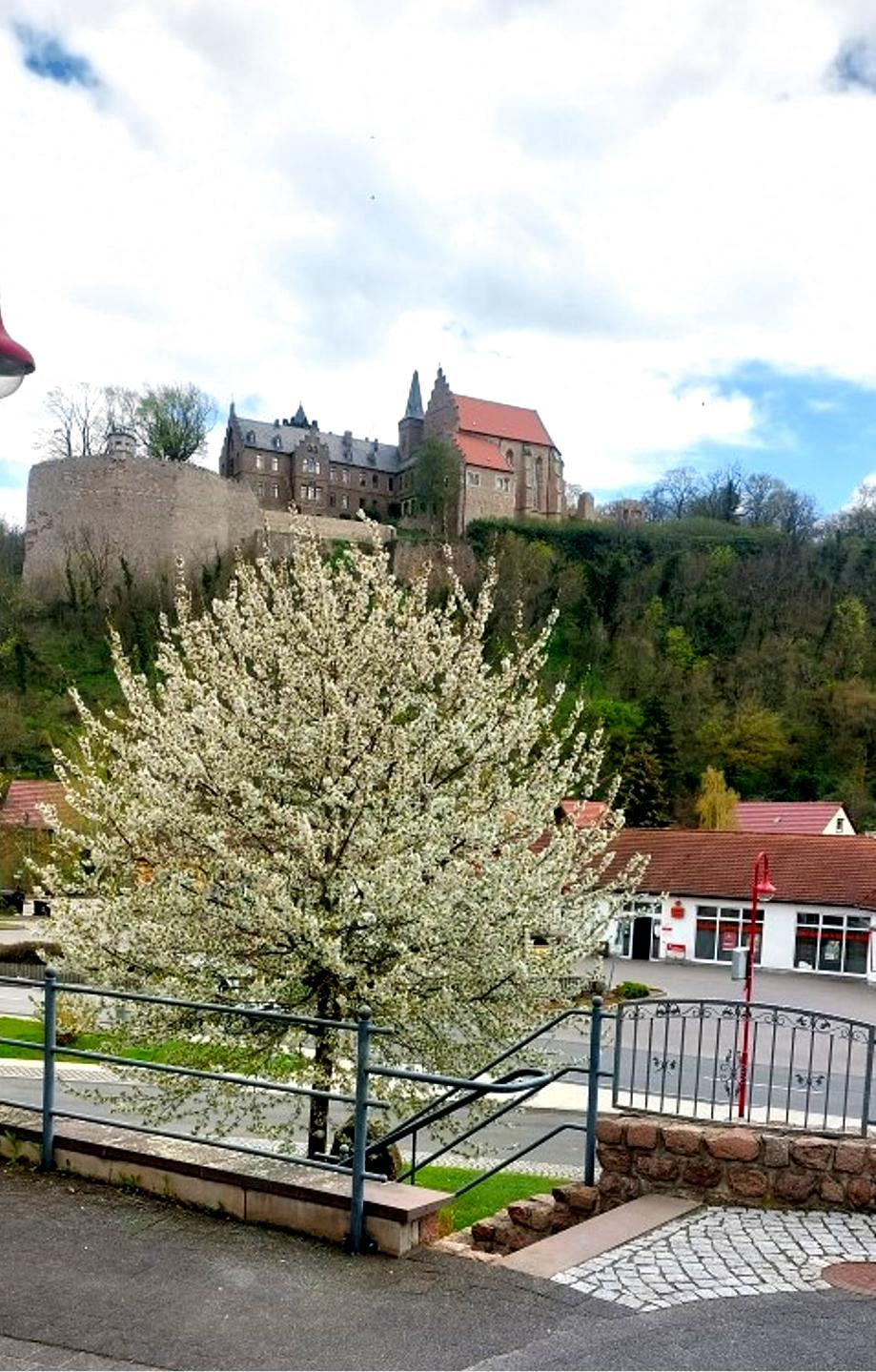
Der gleiche Baum in Gegenrichtung. Im Hintergrund das Schloss Mansfeld

Seit dem Jahre 2016 beschäftigt sich mit Junghuhn die ETH (Eidgenössische Technische Hochschule) in Zürich. Daran beteiligt ist die Princeton University School of Architecture (Princeton, New Jersey, U.S.A). Gefördert wird dieses mehrjährige Projekt von der National Research Foundation in Singapur. Der Vulkanismus auf Java steht im Vordergrund. In Junghuhns Heimatland wurde am 15. März 2016 auf der kegelförmigen Abraumhalde eines ehemaligen Schachts bei Gerbstedt der Versuch unternommen, durch Anzünden eines Feuers einen Vulkan zu imitieren. Auf Java hat man auf Junghuhns Spuren eine Auswahl von 17 seiner wichtigsten Vulkane besucht. Über diese Exkursionen hielt am 15. Januar 2019 Philip Ursprung, ETH Zürich, in der Gießener Justus-Liebig-Universität einen Gastvortrag mit dem Titel Erdgeschichten. Eine Reise zu Javas Vulkanen. Eine begleitende Ausstellung wurde in Zürich, Singapur, Montreal und Princeton gezeigt. Weitere Ausstellungen sollen in Bandung, Berlin und in anderen Orten stattfinden.
Am 11. Juni 2023, zum 1050. Jahrestag der Zusammenlegung der Gemeinden Mansfeld und Leimbach, fand ein festlicher Umzug in Mansfeld statt. Einer der Teilnehmer, Jürgen Voigt, Vorsitzender des Heimatvereins Mansfeld-Lutherstadt e. V., erinnerte mit einem Rucksack und einem Wanderstab an Franz Wilhelm Junghuhn. Der Rucksack war die Nachbildung der Ausrüstung eines wandernden Landschaftsphotographen.
- Jürgen Voigt

## Werke
Anmerkung: Bei mehrblätterigen Publikationen wie Bücher oder Atlanten sind die Abbildungen der Titelseiten durch Schatten am unteren und rechten Bildrand kenntlich gemacht.

### Vorbemerkung
Das Gesamtwerk Junghuhns in Wort und Bild über die von ihm erforschten Gebiete blieb jahrzehntelang wissenschaftlich von herausragendem Wert. Überschwänglich äußerte sich hierzu Karl Helbig, einer der besten Kenner Niederländisch-Indiens, in Kaysers Buch Die berühmten Entdecker und Erforscher der Erde: „Wer Junghuhns Bücher gelesen, seine Karten bewundert, sich an seinem glänzenden Stil berauscht hat, muss zu dem Urteil kommen, dass es sich um einen ganz seltenen universalen Kenner wichtiger Erdräume und um eine begnadete Vereinigung von Forscher und Dichter gehandelt hat.“ Sachlicher äußerte sich Rüdiger Siebert, Autor zahlreicher Bücher zu Süd- und Südostasien und lange Jahre Leiter der Indonesien-Redaktion der „Deutschen Welle“: „Wer in seinen Büchern liest, staunt auch als Laie darüber, was ein einzelner Mann erforscht, erwandert, entdeckt hat zu Zeiten, da ein solcher Pionier ganz auf sich allein gestellt war, kaum über Hilfsmittel verfügte und sich auf keinen Apparat eines Instituts, einer Universität oder gar auf ein hochdotiertes Forschungsprogramm stützen konnte.“
Junghuhn war einer der letzten Naturforscher, der dank universeller naturwissenschaftlicher Kenntnisse nach dem Vorbild Alexander von Humboldts ein alles umfassendes Naturgemälde schreiben konnte. Seine wegbereitenden Pionierleistungen, sei es als Botaniker in einer unerschöpflich vielfältigen Tropenwelt oder bei der Vermessung und Kartierung einer unwegsamen Wildnis, resultierten aus seinem sich selbst angeeigneten Wissen, gepaart mit einem phänomenalen Gedächtnis, und aus seiner fast unübertrefflichen Beobachtungsgabe, gepaart mit seiner Fähigkeit, das Wahrgenommene in seltener Klarheit darzustellen. Hinzu kamen Ehrgeiz, Ausdauer, Durchsetzungsvermögen und, wenn nötig, ein gehöriges Maß an Realitätsbewusstsein, wenn er unter Verzicht auf eine gediegenere Ausstattung des Werkes eine begonnene Arbeit zum Abschluss gebracht hat.
Dennoch: Junghuhns Werke wurden keine Bestseller. Sie waren in erster Linie für die Wissenschaft und nicht für eine breitere Leserschaft bestimmt. Das gilt besonders für den dritten Band seines großen Java-Werks und für Die Battaländer auf Sumatra, die für die Mehrheit der Leser keine unterhaltsamen Reiseberichte sind. Auch wurden seine Werke nur in deutscher und in holländischer Sprache veröffentlicht und nicht in die schon damals als Weltsprache verbreitete englische Sprache. Das hat dazu beigetragen, dass Junghuhn nicht zu den bekanntesten Asienforschern wie beispielsweise Sven Hedin gehört.
Stets war Junghuhn danach bestrebt, zu Beginn seiner Beobachtungen sich einen weiträumigen Überblick zu verschaffen und erst dann, auf dieser Grundlage, mit Skizzen und Worten ins Detail zu gehen. Das wird besonders deutlich bei seinen topografischen Landesaufnahmen, die trotz ihrer scheinbaren Oberflächlichkeit zu hervorragenden Ergebnissen geführt haben: Die Lage von markanten Punkten legte Junghuhn mit Peilungen fest, die Höhen ermittelte er nur von ausgewählten, für das Gesamtbild wichtigen Örtlichkeiten, alles Übrige hat er an Ort und Stelle mit eilig gefertigten Strichskizzen festgehalten, wohl wissend, dass exaktere Resultate nur in jahrzehntelanger Arbeit mit einem Heer von Landvermessern zu erreichen sind. Nur mit dieser rationellen, auf das Wesentliche konzentrierten Vorgehensweise konnte er ausgedehnte Ländereien ohne fachlich geschulte Helfer allein erforschen. Zu größter Eile trieb ihn seine Furcht, das Privileg des Erstentdeckers zu verlieren, sei es bei der Bestimmung von noch nicht beschriebenen Pflanzen oder bei der Besteigung eines Vulkans, auf den vor ihm noch kein anderer Europäer seinen Fuß gesetzt hat. Wissenschaftlich interessante Gebiete wurden jedoch bis in die kleinsten Einzelheiten beschrieben und mit größtmöglicher Sorgfalt in Karte gebracht.
Nachfolgend werden die Hauptwerke Junghuhns nicht nur aufgelistet, sondern auch inhaltlich näher erläutert.
Java, schon damals mit der höchsten Bevölkerungsdichte und dem am höchsten entwickelten Kulturzustand das Kernland der niederländischen Besitzungen, war mit Abstand Junghuhns wichtigstes Forschungsgebiet. Diesem Umstand hat es Junghuhn zu verdanken, dass er noch zu Lebzeiten die höchsten Auszeichnungen erhielt.
Ein rührendes Zeugnis für Junghuhns Zuneigung zu dieser Insel, die er als sein „Vaterland“ bezeichnet hat, ist der Schluss seiner Vorrede in seinem großen Java-Werk, geschrieben während seines Genesungsurlaubs im winterlichen Holland:

„Noch ehe die Sonne, die jetzt ihre matten Strahlen schief auf die beschneiten Fluren der Niederlande wirft und über Euren Häuptern fast senkrecht glüht, – noch Einmal auf die Südseite des Äquators wandern wird, hoffe ich das geliebte Java wieder zu sehen.
In meiner Seele blieb das Bild der Wälder frisch, die dort ewig grünen, die Tausende Blüthen, die dort nie aufhören zu duften, – ich höre mit dem Sinne meines Geistes den Seewind rauschen durch die Bananen und die Wipfel der Palmen, – die Wasserfälle donnern, die von den hohen Bergwänden des Innern herabstürzen, – ich athme die kühle Morgenluft und trete vor die gastfreie Hütte des Javanen, während noch ein tiefes Schweigen auf den weiten Urwäldern rings herum lastet, – hoch in der Luft ziehen die Schaaren der Kalong’s nach Haus, – allmählig fängt das Laubgewölbe sich an zu regen, – die Pfaue kreischen, – die Affen werden munter, das Echo der Berge wird wach von ihrem Morgenlied, – Tausende von Vögeln fangen an zu zwitschern – und noch ehe die Sonne den östlichen Himmel färbt, erglüht schon der majestätische Gipfel jenes Berges in Gold und Purpur, – er blickt aus seiner Höh’ zu mir herab wie zu einem alten Bekannten, – meine Sehnsucht wächst und ich verlange nach dem Tage, an welchem ich sagen kann: seid mir gegrüsst ihr Berge!“

### Hauptwerke

#### Topographische und naturwissenschaftliche Reisen durch Java

Titelblatt des Textbandes.

Titelblatt des Atlasbandes.

Topographische und naturwissenschaftliche Reisen durch Java. Von Dr. Friedrich [sic! recte Franz] Junghuhn, Mitglied der Kaiserl. Leopold.=Carol. Akademie der Naturforscher. Für die Kaiserl. Leopold.=Carol. Akademie der Naturforscher zum Druck befördert und bevorwortet durch C. G. Nees von Esenbeck, Präsidenten der Akademie. Mit einem aus 38 Tafeln und zwei Höhenkarten bestehenden Atlasse. Magdeburg, 1845. Verlag von Emil Baensch. In Rotterdam bei A. Baedeker. In Amsterdam bei J. Müller. X, 518 S., 1 nn. Bl. (Druckfehler und Verbesserungen). Frakturschrift. 8°.
Zu diesem Buch gehört ein Tafelband:
Topographischer und naturwissenschaftlicher Atlas zur Reise durch Java. Von Dr. Fr. Junghuhn. … [weitere Titelei wie vor]. Enthaltend: 38 lithographirte Tafeln und 2 Höhen-Karten. Magdeburg, 1845. Verlag von Emil Baensch. 3 nicht nummerierte Blätter (1 Blatt Titel und 2 Blatt „Erklärungen der Tafeln des Atlasses zu Junghuhn’s Reisen durch Java.“, beidseitig in drei Spalten gedruckt), 38 lithographische Tafeln (darunter sieben Ansichten) und zwei mehrfach gefaltete lithographische Höhenkarten (mit einem Längsprofil und drei Querprofilen der Insel Java). Frakturschrift. Quer-Folio.
Zur Veröffentlichung:
Dank seiner täglichen Aufzeichnungen ist es Junghuhn neben seinem Dienst als Militärarzt gelungen, das Manuskript dieses Werkes in wenigen Wochen zu vollenden. Die Schilderungen seiner Reisen durch Ost-Java waren bereits zum Ende des Jahres 1839 fertig. Kurze Zeit später lag das vollständige Manuskript einschließlich seinen letzten Ausführungen über die Streifzüge auf den Pangrango mit allen Zeichnungen und Skizzen der Leopoldina in Breslau vor. Zu diesen Unterlagen gehörten auch die Landschaftsansichten des erst 1853 veröffentlichten Tafelwerks über Java.
Es ist die erste große Arbeit des zu dieser Zeit so gut wie unbekannten Forschers. Jahrelang musste nach einem Verleger gesucht werden. Nur unter der Bedingung, die Zeichnungen Junghuhns auf den zum Verständnis des Werkes notwendigen Umfang zu reduzieren, erklärte sich der Magdeburger Verleger Emil Baensch bereit, in einfachster Form dieses Werk zu veröffentlichen. Die hierdurch entstandene relativ dürftige Ausstattung steht in keinem Verhältnis zum inhaltlichen Wert. Diese Verzögerungen bei der Herausgabe versetzte Junghuhn in die Lage, abweichend von der Überschrift des letzten Abschnittes (…Unternommen im Jahre 1839) seinen vierten Besuch des Gedégebirges nachzuliefern, im Juli 1842 nach seiner Rückkehr aus Sumatra.
Das Vorwort im Textband, datiert September 1844, wurde vom Leiter der Leopoldina, Christian Gottfried Nees von Esenbeck vorangestellt. Aus diesem Vorwort geht hervor, dass die Originale der Tafeln des Atlasbandes der Leopoldinisch-Carolinischen Akademie in koloriertem Zustand zugesandt wurden. Wenn auch aus der damaligen Sicht eine einfache Ausstattung für eine weitere Verbreitung notwendig war, ist es aus heutiger Sicht bedauerlich, dass a) die Akademie, auf Drängen des Verlegers, nur eine Auswahl von Junghuhns Zeichnungen veröffentlichen ließ und b) der Verleger das Kostenrisiko für eine farbige Wiedergabe nicht übernehmen wollte und die Tafeln nur in einfachem Schwarzdruck veröffentlicht hat. Hierzu Thilo Habel in seinem Aufsatz Junghuhns naturphysiognomische Bilder: „[…] Formal war dann auch der Atlas kein prächtiger Tafelband, sondern er erinnerte an eine Flugschriftensammlung, die von ihren Käufern in Alben geheftet werden konnte. […]“ Das gilt nicht für die hier wiedergegebenen äußerst seltenen kolorierten Tafeln. Selbst im Standardwerk von John Bastin und Bea Brommer über die im 19. Jahrhundert erschienenen illustrierten Bücher über Indonesien sind diese Tafeln nur als unkoloriert verzeichnet (siehe im nachfolgenden Kapitel Artikel über Junghuhn).
Zum Inhalt:
Mit Junghuhns Besuch des Laacher Sees zu Beginn dieses Buches endet das 1909 von Max C. P. Schmidt veröffentlichte Manuskript Flucht nach Afrika. Nahtlos reiht sich sein Aufenthalt in den Niederlanden an, gefolgt von seiner Seefahrt nach Ostindien, seiner Ankunft und seinen Erlebnissen in Batavia und seinen ersten Exkursionen in Mitteljava.
160 Seiten nimmt dieser erste Teil des Buches ein. Danach ist das Werk in drei Hauptabschnitte geteilt:
Reise durch die westlichen Provinzen Java’s. Unternommen von E. A. Fritze, Chef der Medizinal-Angelegenheiten sämmtlicher Niederländisch-Ostindischen Kolonien, und Fr. Junghuhn. Nebst einem Anhange chemischer Analysen von A. Waitz. (S. 161–268),
Reise durch die östlichen Provinzen Java’s. Mit einem meteorologischen Journal und vier Höhenprofilen der Insel, von A. Fritze und F. Junghuhn. (S. 269–411) und
Streifzüge durch die Waldgebirge G. Panggerango, Manellawangie und Gedé. Unternommen im Jahre 1839 von Fr. Junghuhn. Nebst einem Anhange, enthaltend ein meteorologisches Journal und Compaßrichtungen. (S. 412–518).
Im letzten Kapitel nimmt – wie bereits aus der Bezeichnung „Waldgebirge“ hervorgeht – die Botanik einen breiten Raum ein, insbesondere die an vielen Stellen geradezu ausufernden Beschreibungen der mit zunehmender Höhe sich ändernden Pflanzenwelt. Als Anhänge sind ein Meteorologisches Reisejournal mit Wetterbeobachtungen und Kompassrichtungen zu 142 angepeilten Örtlichkeiten beigefügt.
1836 schrieb Junghuhn an seinen Koblenzer Freund Philipp Wirtgen: „Ich lasse es mir besonders angelegen seyn, Naturschilderungen zu entwerfen, bei denen mir Herrn A. von Humboldt’s Ansichten der Natur, als – freilich unerreichbares – Muster dienten. Ich bemühe mich darin, das Eigenthümliche javanischer Landschaften nach allen Richtungen hin aufzufassen und besonders die Physiognomie der Vegetation, – von den Palmenwäldern der Dörfer, die Bambusgebüsch umzäunt, bis zu den Casuarinenwäldern des Merapi, oder der Schlingvegetation des Gunong Gambing, die gleich einem Teppich die höchsten Felsen umrankt, etc. – darzustellen.“ Dieses anspruchsvolle Ziel hat Junghuhn erreicht: Nach Henze ist dieses Werk „die lehrreichste und anschaulichste geographische Reisebeschreibung von Java, die erste überhaupt, die die begriffliche und bildliche Vorstellung der Insel scharf hat prägen können“.

Bilder aus dem topographischen und naturwissenschaftlichen Atlas zur Reise durch Java (seltene Ausgabe mit kolorierten Ansichten)
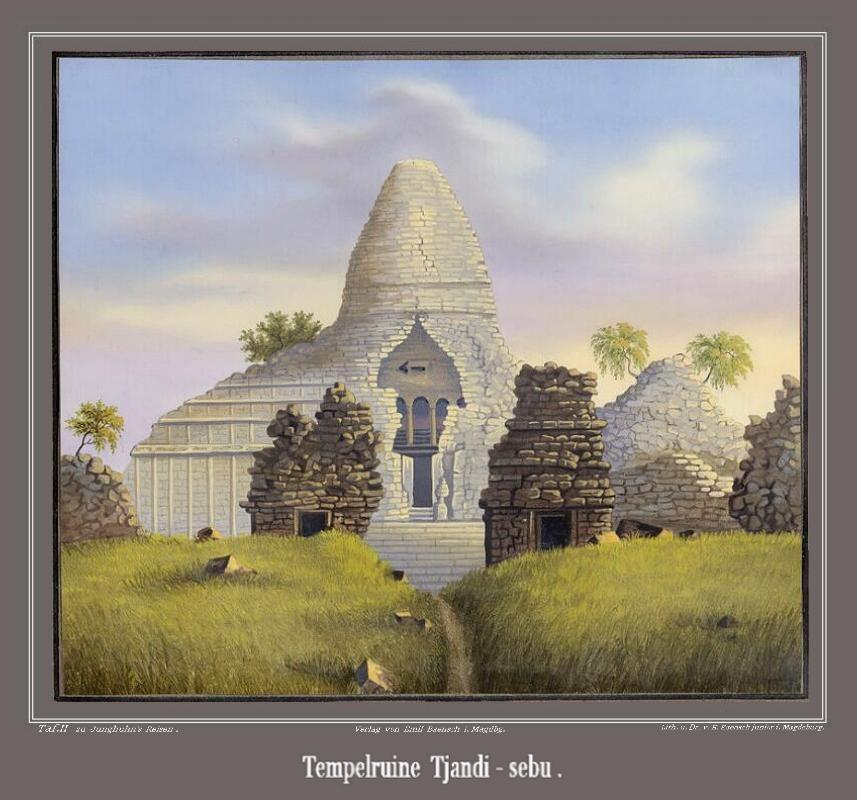
„Die Südseite der Ruinen des Tjandi-sebu bei Brambanan, vom Zwischenraume der zweiten und dritten Reihe der kleinern Tempel aus gezeichnet. August 1836.“[153] (Heutiger Name: Candi Sewu, bei Prambanan)
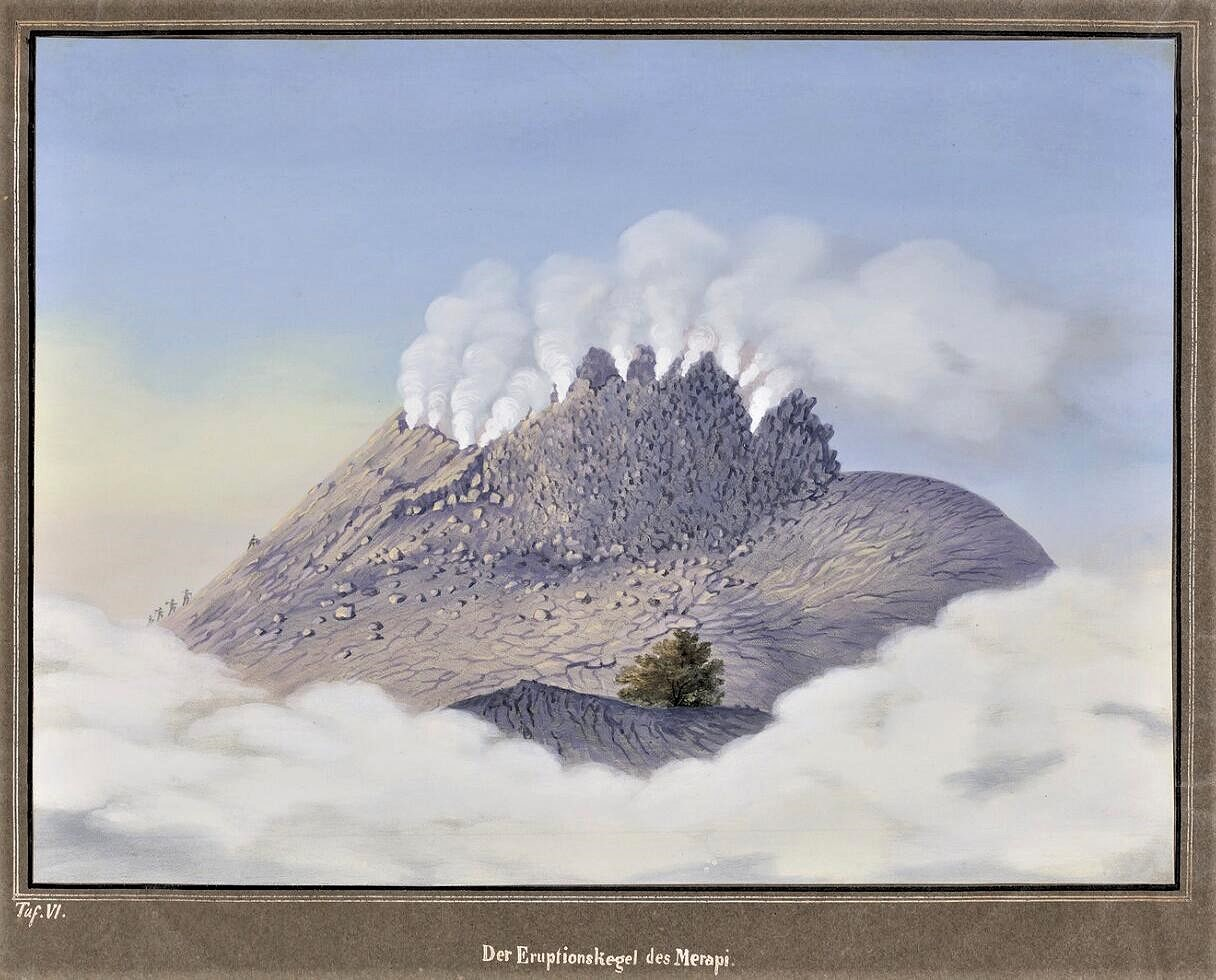
„Der Eruptionskegel des Merapi“

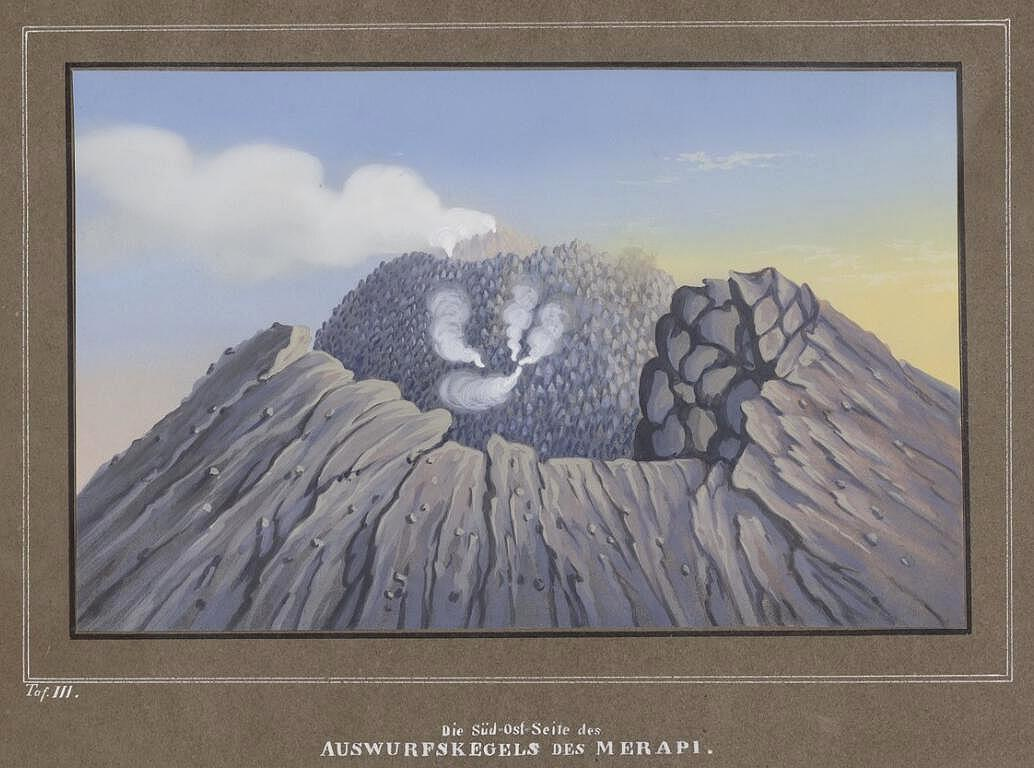
„Die Südostseite des Merapi“
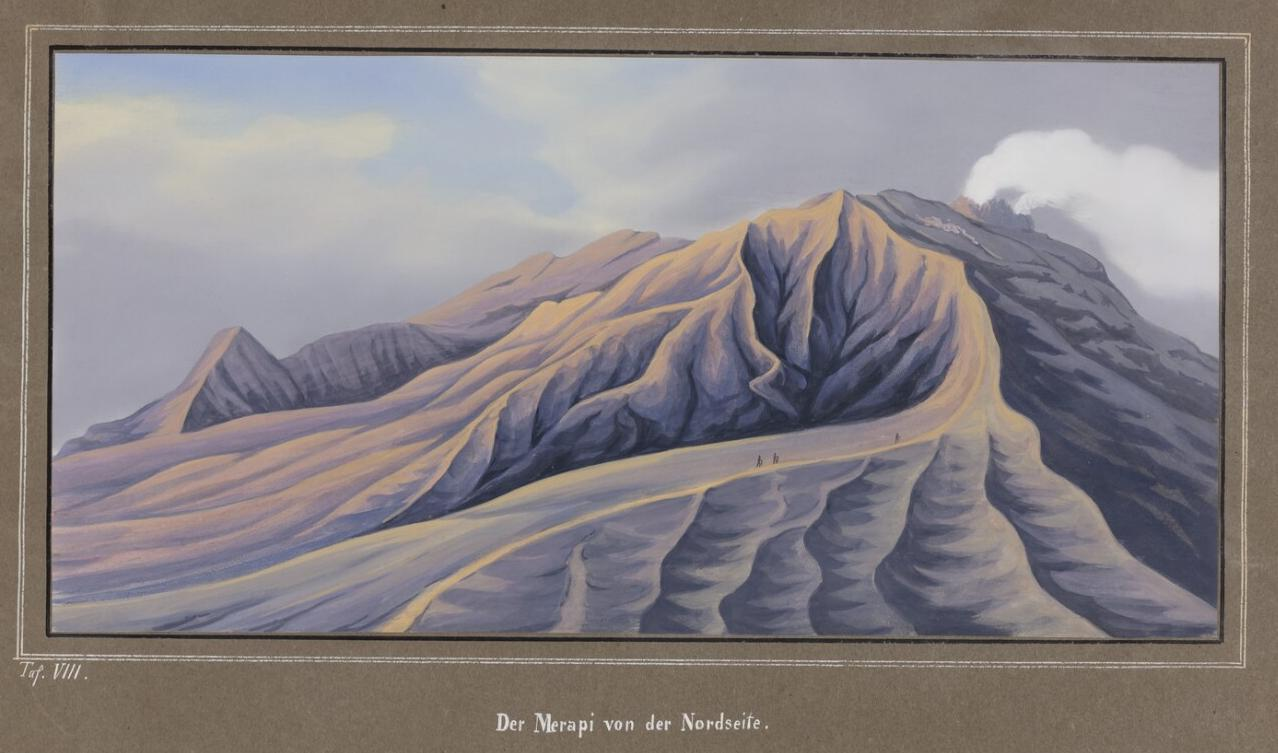
„Die Nordseite des Merapi“

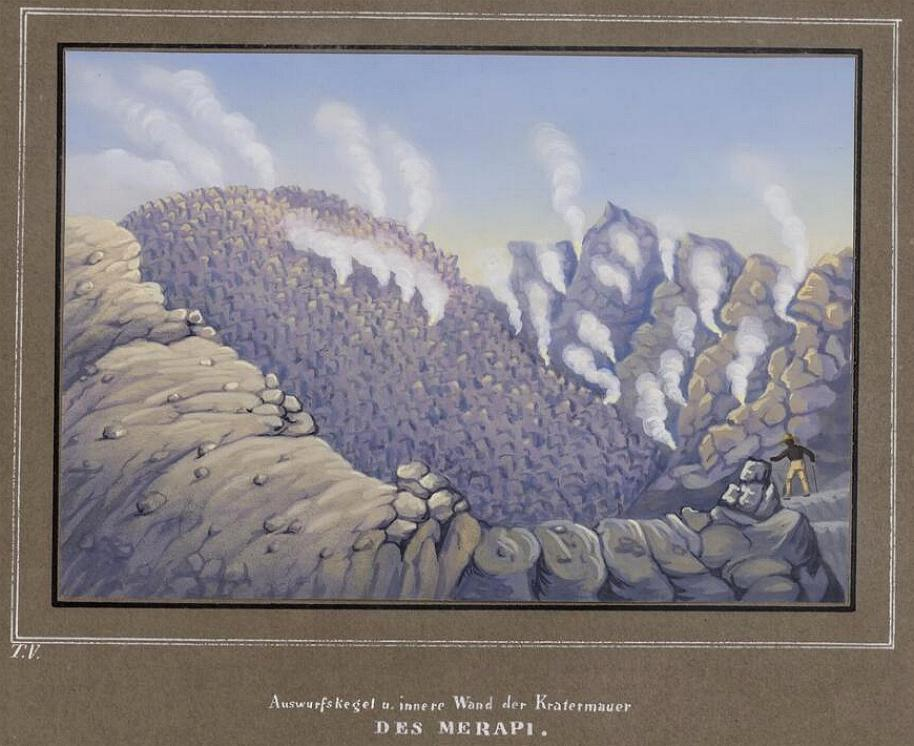
„Der Auswurfskegel und die innere Wand der Kratermauer des Merapi.“ Am rechten Bildrand hat Junghuhn sich selbst mit einem Stock dargestellt.
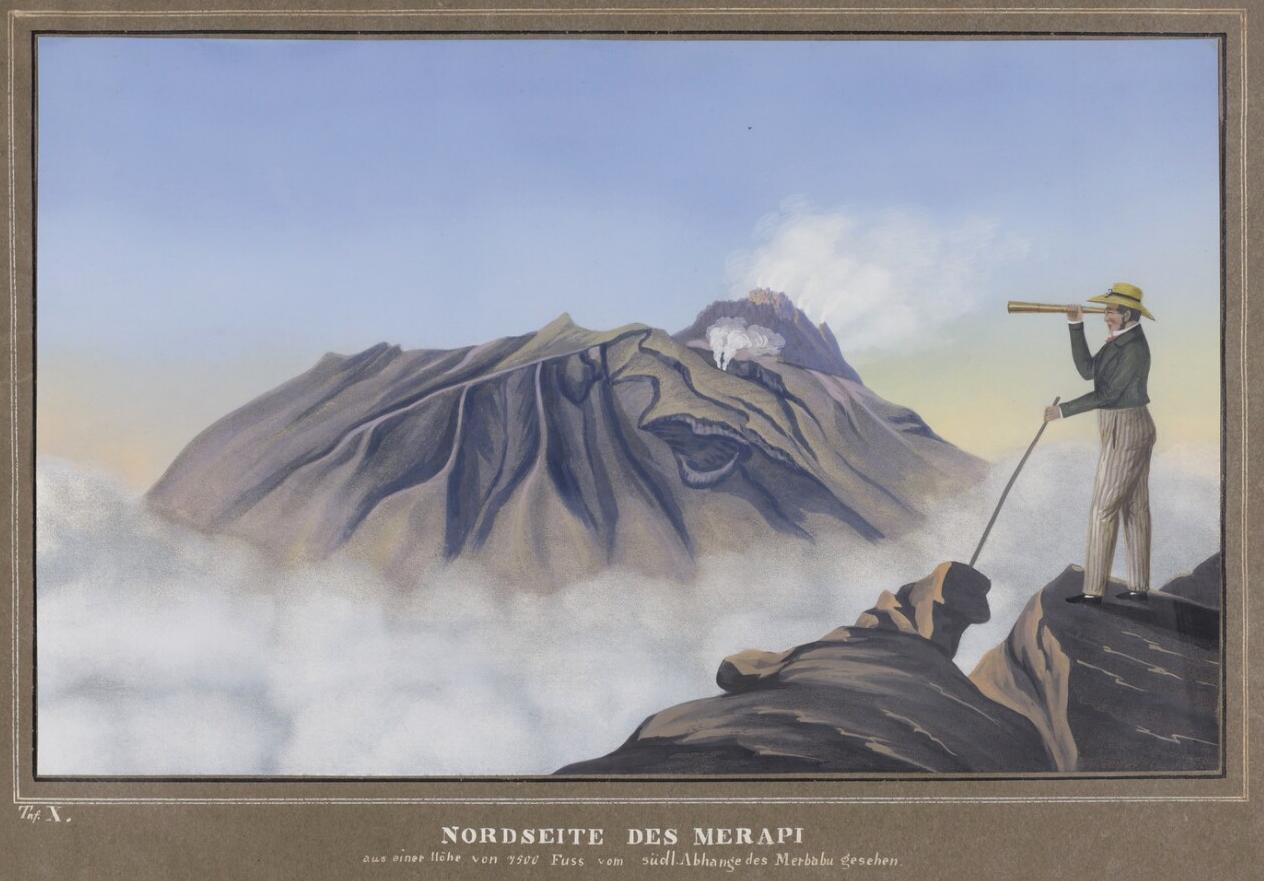
„Die Nordseite des Merapi, aus einer Höhe von 7500 Fuß vom südlichen Abhange des Merbabu gesehen. … Nov. 1836.“[154] Hier hat Junghuhn sich selbst mit einem Fernglas dargestellt.

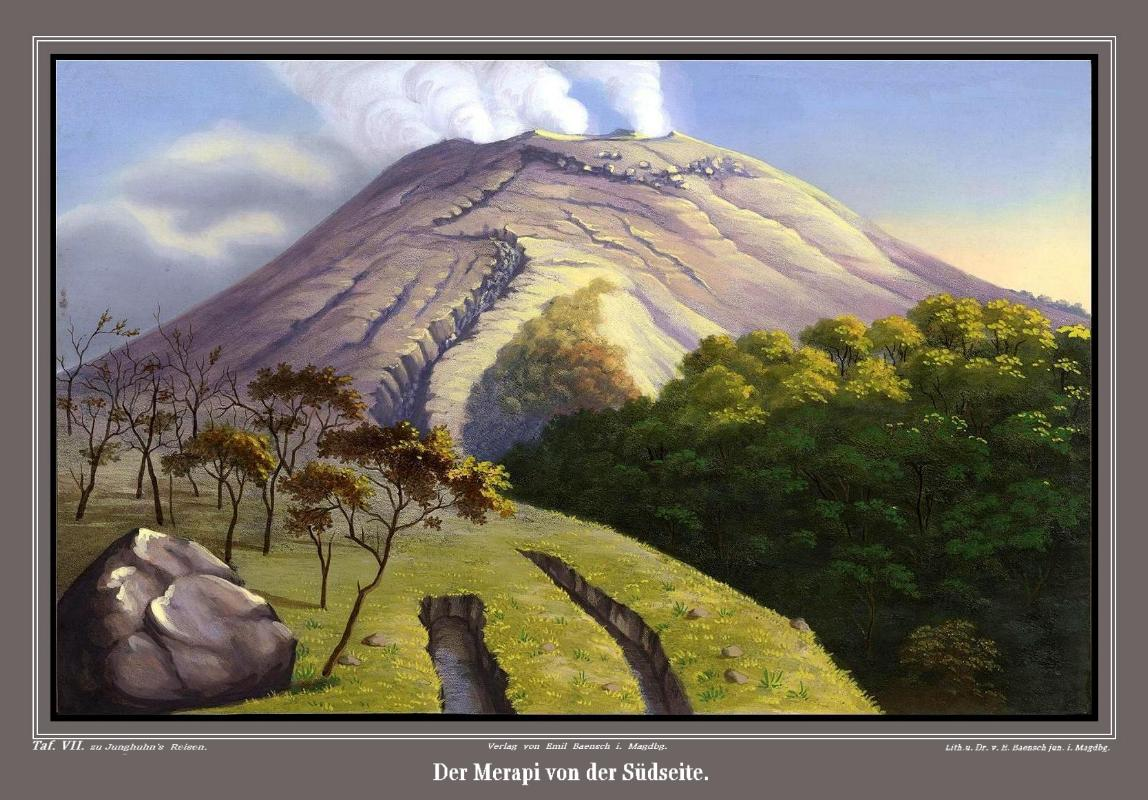
Die Südseite des Gipfels vom Merapi, von einer Höhe von bereits 5231 Fuß aus gesehen … Sept. 1836.
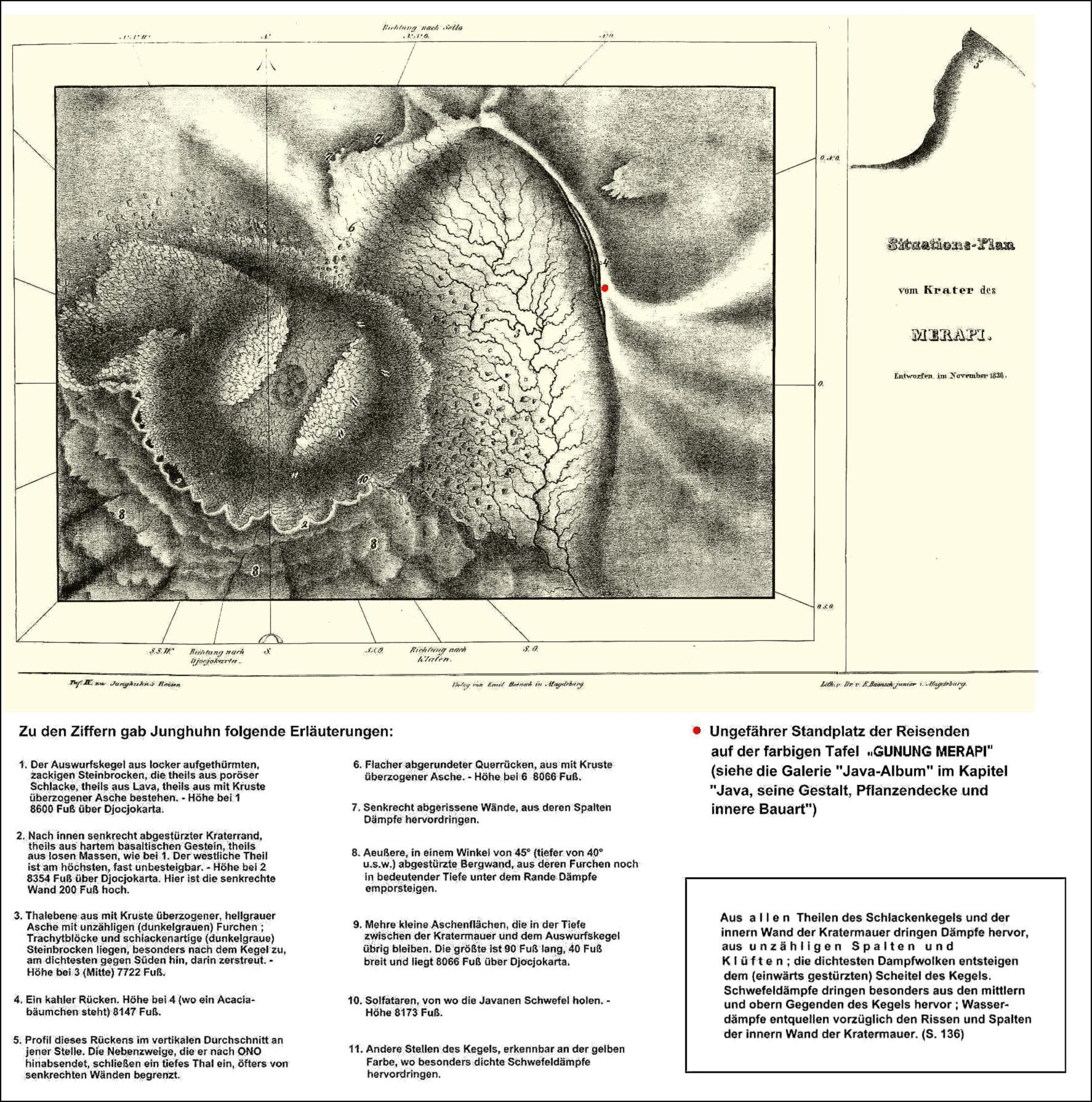
Situationsplan vom Krater des Merapi. Entworfen im November 1836. Darunter eine Abschrift von Junghuhns Erläuterungen in den „Erklärungen der Tafeln des Atlasses …“

Fig. A: Quelle Sissopan (S. 224), mit ihren Sprudeln, die sich aus kleinen Becken erheben. Fig. B: Krater des Tjermai (S. 236). – Diese Zeichnung ist so detailliert, dass sogar die ausgeschabten Rinnen der Rhinozeros-Pfade zu sehen sind (siehe Rhinozerospfad).
Der Krater des Papandayang (heutiger Name: Papandayan). – Man beachte im Grundriss den eingezeichneten Nordpfeil.

Rezensionen:
Justus Karl Haßkarl: Topographische und naturwissenschaftliche Reisen … [u.s.w., Nennung des gesamten Titels]. – In: Flora oder allgemeine botanische Zeitung, herausgegeben von der königl. bayer. botanischen Gesellschaft zu Regensburg. Neue Reihe V. Jahrgang. 1. Band. Oder der ganzen Reihe XXX. Jahrg., 1. Band. Redigirt von A. Fürnrohr. Regensburg 1847. S. 479–491, 495–508, 517–526. – Eine kritische Rezension mit vielen Nennungen von Fehlern, sowohl bei den oftmals verschiedenen geographischen Namen für ein gleiches Objekt als auch in Haßkarls eigener Profession, der Botanik. Junghuhn hat selbst zugegeben, dass durch seine Abwesenheit vom Druckort eine eigene Prüfung des Textes nicht möglich war und deshalb viele Fehler entstanden sind. Nach dem Studium ihrer Reiseberichte war Hasskarl überzeugt, dass die Erstbesteigung des höchsten Berges in Westjava, den Pangrango, nicht von Junghuhn sondern von Heinrich Kuhl und Johan Coenraad van Hasselt gelang. Heftig kritisiert wurden Junghuhns ironisch-spöttischen Verhöhnungen des Examenkollegiums in Utrecht und der Ärzte in Harderwyk, vor allem aber seine Herabsetzungen des Christentums und den Bemühungen der Missionare durch Bemerkungen wie „Hokuspokus“ der „Pfaffen“.
Moritz Ludwig Frankenheim: Topographische und naturwissenschaftliche Reisen … [u.s.w., Nennung des gesamten Titels]. In: Allgemeine Literatur-Zeitung vom Jahre 1845. Halle, bei C. A. Schwetschge und Sohn, und Leipzig, in der Königl. Sächs. privil. Zeitungs-Expedition, 1845. Monat Juni, 1845. Numero 147 u. 148, Spalten 1169–1184. – Digitalisate: 147 und 148 – Abgerufen am 5. Mai 2024. Sehr ausführlich, mit Zitaten!
Dr. D. G. Kieser: Topographische und naturwissenschaftliche Reisen … [u.s.w., Nennung des gesamten Titels]. In: Neue Jenaische Allgemeine Literatur-Zeitung. Im Auftrage der Universität zu Jena redigirt von F. Hand [u. a.]. Vierter Jahrgang. Leipzig: F. A. Brockhaus. 1845. Nr. 37, S. 147–148 und Nr. 38, S. 149–151. Digitalisate: zs.thulb.uni-jena.de (abgerufen am 8. Juli 2018). – Empfehlenswert!
Carl Eduard Meinicke, Prenzlau: Dr. Friedr. Junghuhn, topographische und naturwissenschaftliche Reisen durch Java, für die Kaiserl. Leopold.=Carol. Akademie der Naturforscher zum Druck befördert und bevorwortet durch C. G. Nees von Esenbeck, Präsidenten der Akademie. Ein Band mit einem aus 38 Tafeln und zwei Höhenkarten bestehenden Atlas. Magdeburg, 1845. In: Jahrbücher für wissenschaftliche Kritik. Hrsgg. von der Societät für wissenschaftliche Kritik zu Berlin. Jahrgang 1845. Berlin, bei W. Besser. No. 103, Spalten 822–824 und No. 104, Spalten 825–830. Digitalisat: babel.hathitrust.org (abgerufen am 6. Mai 2017). – Mit vielen Fehlern, besonders bei der Namensnennung.
Auszüge aus diesem Werk in:
Die Insel der Vulkane. Reisen und Wanderungen durch Java. Leipzig, F. A. Brockhaus, 1950. 193 Seiten und 1 nicht nummerierte letzte Seite, 1 Blatt. Mit 52 Textzeichnungen von Erich Gruner (Grafiker) und 1 Kartenskizze der Insel Java. 8°. – Mit Ausnahme der Einleitung (über Junghuhn, mit fehlerhaften Lebensdaten) ein lesenswertes Büchlein mit gut gewähltem Inhalt.

#### Die Battaländer auf Sumatra

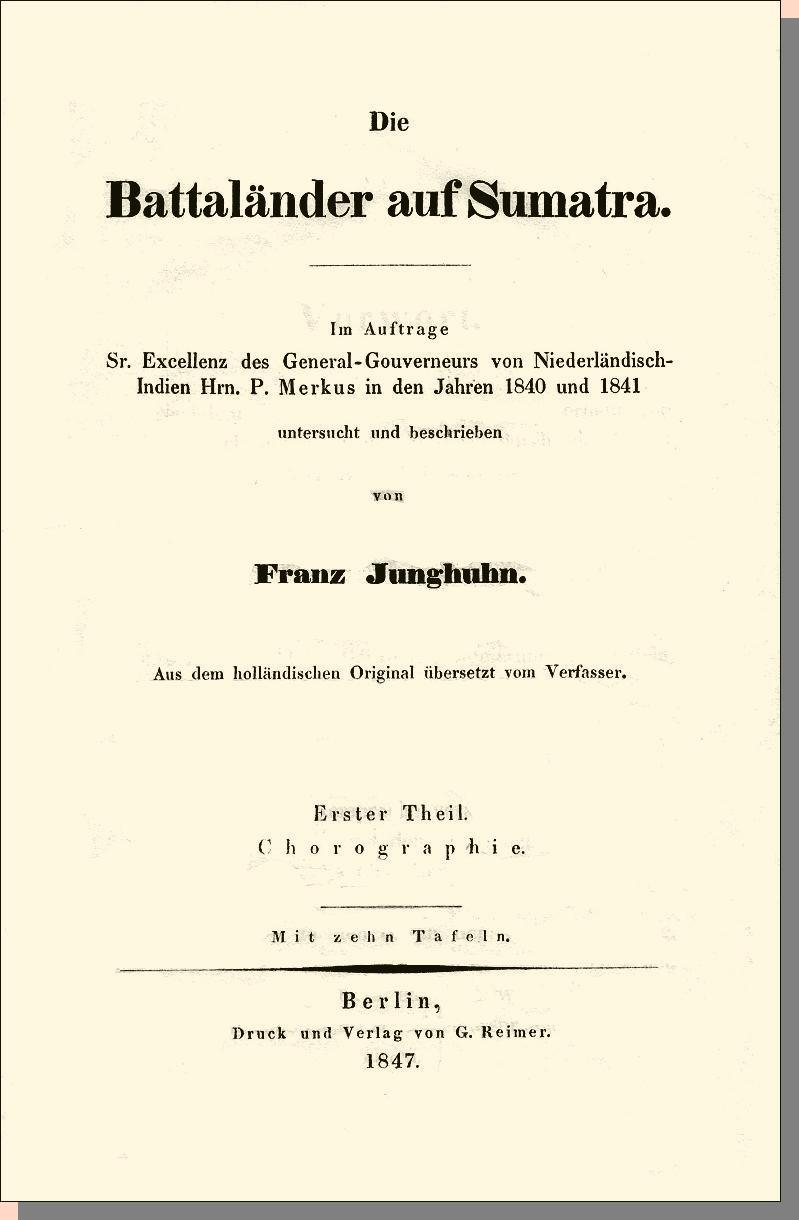
Die Battaländer auf Sumatra.
Titelblatt des ersten Bandes.

Die Battaländer auf Sumatra. Im Auftrage Sr. Excellenz des General-Gouverneurs von Niederländisch-Indien Hrn. P. Merkus in den Jahren 1840 und 1841 untersucht und beschrieben von Franz Junghuhn. Aus dem holländischen Original übersetzt vom Verfasser. Berlin, Druck und Verlag von G. Reimer. 1847. 2 Bände, 8°. - Das Original ist selten und gesucht.
Band 1: Erster Theil. Chorographie. VIII, 300 S. Mit 10 lithographierten Tafeln: 6 mehrfach gefalteten tlw. zusammensetzbaren Karten, 3 Tafeln mit Ansichtsskizzen und einem „Situationsplan“ sowie 1 doppelblattgroße lithographische Tafel „Ansicht des Dorfes Gudarim baru und der umgebenden Gebirge in den Battaländern (Landschaft Hurung.)“.
 – Es existieren auch Exemplare, in welche die Karten doppelseitig, die Ansichtsskizzen mit dem Situationsplan einseitig in einer gesonderten Mappe gebunden sind; siehe im Kapitel Weblinks. Die Ansicht des Dorfes Gudarim baru ist jedoch stets im ersten Band eingebunden (überwiegend gegenüber dem Titel, in einigen Exemplaren auch zu Beginn des Kapitels Dorf Gudarim Baru, vor S. 240, oder vor der nächsten Seite).
Band 2: Zweiter Theil. Völkerkunde. X, 388 S., 1 nicht nummeriertes Blatt. Mit 8 (1 doppelblattgr.) lithographischen Tafeln (Faksimiles der Battaschrift) und eine gefaltete Tafel „Das Batta-Alphabet“.
Zur Veröffentlichung:
Das Manuskript ist datiert „Java, September 1844“. Mit der Bitte, „diese deutsche Ausgabe zu besorgen und zu leiten“, wurde es von Junghuhn mit allen Skizzen und Karten nach Halle an seinen früheren Studienfreund Hermann Burmeister gesandt. Nachdem dieser mit dem Berliner Verleger Georg Ernst Reimer die Veröffentlichung vereinbart hatte, wurde das Manuskript im März 1845 dem deutschen Geographen und Meteorologen Wilhelm Mahlmann übergeben. Dieser reichte es weiter an seinen Bruder Heinrich, einen angesehenen Kartographen, der es unter Mitwirkung der Professoren Johann Carl Eduard Buschmann (Sprache) und Leonhard von Schlechtendal (Botanik) redigierte und mit seiner General-Karte vom mittleren Sumatra ergänzte.
Nach Abschluss dieser redaktionellen Arbeiten wurde bereits 1846, ein Jahr vor dem Erscheinen der Battaländer, von Wilhelm Mahlmann ein Auszug dieses Werkes in den Monatsberichten der Gesellschaft für Erdkunde zu Berlin veröffentlicht.
Junghuhn hat dieses Werk nur in deutscher Sprache geschrieben; der Hinweis auf dem Titel „Aus dem holländischen Original übersetzt vom Verfasser“ ist unzutreffend. Gleiches gilt auch für sein Vorwort in diesem Werk, wonach er „[…] aus dem holländischen Manuskripte eine Übersetzung in seine Muttersprache veranstaltet“ haben soll. In niederländischer Sprache existiert nur ein aus dem Deutschen von Engelbertus de Waal übersetztes unveröffentlichtes Manuskript. Die Prüfung dieses Manuskripts durch den niederländisch-indischen Generalsekretär Cornelis Visscher führte zum Verbot der Veröffentlichung und zur Rücknahme der hierfür zur Verfügung gestellten Mittel. Unter anderem nahm Visscher Anstoß an Junghuhns Augenzeugenbericht über unbarmherzige niederländische Beamte, die von Krankheit gepeinigte und von Hunger geschwächte Sklaven auf unmenschliche Weise zu Fronarbeiten gezwungen haben. Nach schonungsloser Schilderung aller Qualen und Leiden endet dieser Bericht mit dem ironischen Satz: „So kämpft die Natur mit den vortrefflichen Absichten des Kolonel Michielsen, unseres humanen Gouverneurs von Padang, der doch Alles so zweckmäßig einzurichten wünscht […]“. Als verbotene Einmischung in die Angelegenheiten der Kolonialregierung wurden Junghuhns Vorschläge für eine Kolonisierung der Battaländer gewertet. Daraufhin wurde diese Übersetzung auf Veranlassung der Regierung dem Landesarchiv zu Batavia zur Einlagerung übergeben. Die deutsche Ausgabe wurde zwar ebenfalls untersagt, ließ sich aber nicht mehr verhindern.
Zum Inhalt:
Auch wenn dieses Werk nicht vollendet wurde – es fehlen die im Band 1 erwähnten geologischen, klimatischen und botanischen Ergebnisse –, blieb es bis zum Ende des 19. Jahrhunderts die wichtigste Quelle über die südlichen Batak-Länder. Noch im Jahre 1909 wertete Wichmann die Battaländer zwar als veraltet, doch fehle es an einem Werk, das sich demjenigen Junghuhns an die Seite stellen lasse.
Der erste Teil (Chorographie) beginnt mit einer topographischen Übersicht Sumatras, unterstützt von Ansichts- und Profilskizzen. Als Erster beschrieb Junghuhn in seiner einleitenden Gesamtdarstellung die über weite Strecken parallel hintereinander gestaffelten Bergzüge Westsumatras, die große teilweise trogartige Längstäler einfassen. Junghuhn hat damit „dasjenige geographische Bild dieser merkwürdigen Insel gezeichnet, welches für allezeit gewissermaßen den Grundplan für ihre wissenschaftliche Betrachtung abgeben wird.“ Eine ideale Ergänzung dieser topographischen Beschreibung wurde bedauerlicherweise erst fünf Jahre später, 1852, mit ausführlichen Erläuterungen im ersten Band des Hauptwerks Java, seine Gestalt, Pflanzendecke und innere Bauart veröffentlicht: Es sind sieben Längs- und Querprofile der Insel Sumatra, die gemeinsam mit entsprechenden Profilen der Insel Java zum Vergleich der „körperlichen Gestalt“ abgedruckt wurden.

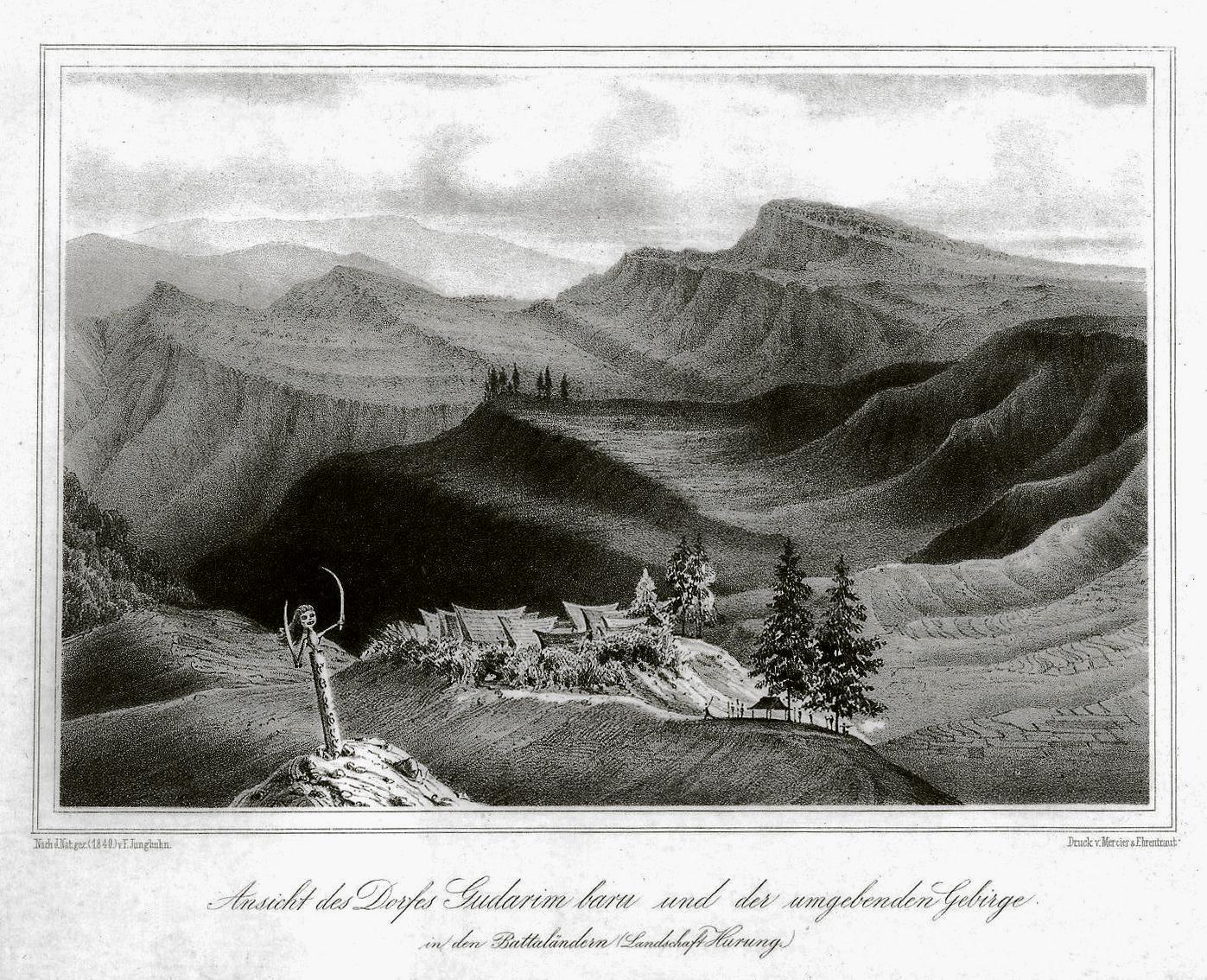
Ansicht des Dorfes Gudarim baru (Die Battaländer …, 1. Band). In diesem Dorf geriet Junghuhn in Gefangenschaft. Als Spion wurde er verurteilt, bei lebendigem Leibe verzehrt zu werden. Nur mittels einer hastigen Flucht konnte er sich und seinen Begleitern das Leben retten. Nach zwei Tagen erreichte die erschöpfte Gruppe ein Dorf mit freundlich gesinnten Bewohnern. Dort bot man Junghuhn zum Verzehr Menschenfleisch an, von zwei Gefangenen, die tags zuvor getötet wurden. – Vgl. Franz Junghuhn: Die Battaländer auf Sumatra. 1. Band, Fußnote S. 249–250; ausführlicher in: Die menschenfressenden Battaker. Etwas aus Junghuhn's Reise durch Java und Sumatra. In: Der Freihafen, 5. Jg., Altona 1842, S. 109–119. PDF-Datei: books.google.de.

Am gründlichsten wurden die Provinzen Tapanuli, Silindong, Sipirok und Angkola erforscht; ihre Beschreibung umfasst etwa vier Fünftel des Bandes. Den Tobasee konnte Junghuhn zwar nicht erreichen, jedoch lieferte er aus einer sorgfältigen Auswahl von einheimischen Informationen die ersten sich später als zutreffend erwiesenen Nachrichten über diesen See. Seine Feldmessungen erhoben ihn zum Begründer der Triangulation Sumatras. Von den beigegebenen Karten sind diejenigen über die nördlichen Gebiete am wertvollsten, da sie ausschließlich auf seinen eigenen Feststellungen beruhen und bis dahin noch von keinem Europäer betretene Gebiete darstellen; für die Karten über die südlicheren Gebiete wurden auch die Ergebnisse anderer Forscher herangezogen.

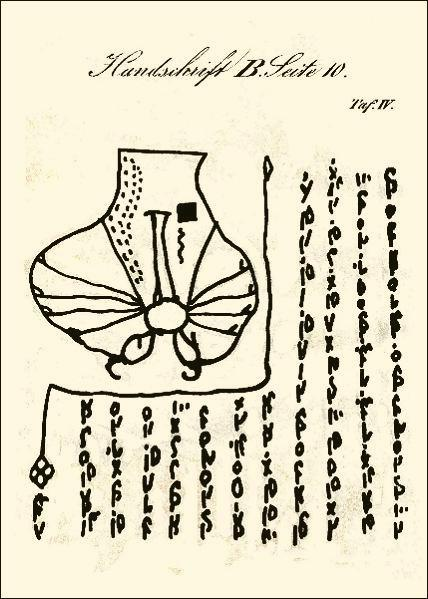
Faksimile-Tafel einer Batta-Handschrift, entnommen aus einem auf Baumrinde geschriebenen Zauberbuch (Pustaha).
(Die Battaländer …, 2. Band)

Die Beschreibung der „Battaer“ (Batak) im zweiten Band ist ein verdienstvoller, aber nicht in allen Teilen gelungener Versuch, ein zutreffendes und vollständiges Bild zu liefern: über Rasse, Ursprung und Abstammung, Dörfer, Häuser und Hausgeräte, Alltagsleben, Kleidung und Schmuck, Regierungsform, Verfassung und politische Verhältnisse, Sitten und Gebräuche, Einrichtungen und Gesetze, Sklaverei und Kannibalismus, Kriegführung und deren Ursachen und Folgen, Ergötzungen, Spiele und Musik, Kulturpflanzen und Haustiere, Handel und Industrie und über das psychische Leben dieses Volkes. Als die hervorstechendsten Eigenschaften der Battaer werden Spielsucht, Rachsucht und Grausamkeit, aber auch Gastfreiheit, Gutmütigkeit und Offenherzigkeit genannt. Im zehnten Kapitel, Seite 155 bis 164, wird ausführlich der Kannibalismus beschrieben, von der Aufzählung der Vergehen, die zum Verzehr der Delinquenten führen, bis zur Schilderung der bei dieser grausigen Prozedur vom Radja und von den Dorfbewohnern vorgeschriebenen Rituale; dies alles aber nicht aus eigenem Erleben, sondern nur vom Hörensagen, von jahrzehntelang zur Abschreckung gedienten Erzählungen und Überlieferungen. – Ein Rückblick auf die Battaer und eine „vergleichende Uebersicht der Nationen des Sunda-Archipels“ bilden den Schluss.
Stets war Junghuhn darauf bedacht, sich auf gleiches Niveau mit den Battaern zu stellen und nicht als überheblicher Kolonialbeamter aufzutreten. Nur auf diese Weise, so glaubte er, sei er am besten im Stande gewesen, „… dieses Volk in einer größeren Nähe zu betrachten und dessen wahres Kolorit ungeschminckt und ungetrübt zu erkennen.“
Junghuhn gebührt das hoch anzurechnende Verdienst, die bis dahin ausführlichste Darstellung der Battaer geliefert zu haben. Von seinen Nachfolgern aber wurde er zum Teil heftig kritisiert: Infolge mangelhafter Sprachkenntnisse wurde vieles von Junghuhn falsch interpretiert, was er aus Gesehenem und Gehörtem zusammengetragen hatte. Das Gedenkboek Franz Junghuhn. 1809–1909. enthält eine ausführliche Buchbesprechung von Wilhelm Volz. Darin heißt es im letzten Satz: „Wenn wir auch dem Buch nicht immer unsere einwandfreie Anerkennung schenken können und manchmal an seinem wissenschaftlichen Wert Kritik üben müssen, es bleibt eine Leistung, die für sich allein genügen würde, Junghuhn einen Platz unter den besten Erforschern des malaiischen Archipels dauernd zu sichern.“

#### Java, seine Gestalt, Pflanzendecke und innere Bauart
Java seine Gestalt, Pflanzendecke und innere Bauart. Von Franz Junghuhn. Nach der zweiten, verbesserten Auflage des holländischen Originals in’s Deutsche übertragen von J. K. Hasskarl. – 3 Bände, 8°.
1. Auflage: Leipzig, Arnoldische Buchhandlung. 1852 (1. Band) und 1854 (2. und 3. Band).
2. Auflage: Leipzig, Arnoldische Buchhandlung. 1857 (unveränderte Titelauflage).

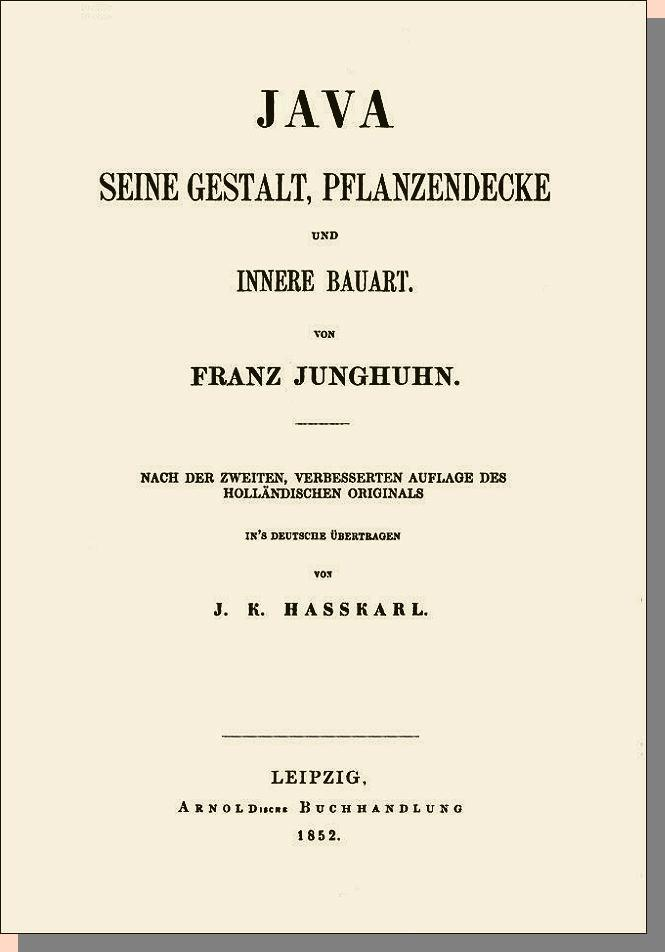
1. Auflage, Titelblatt
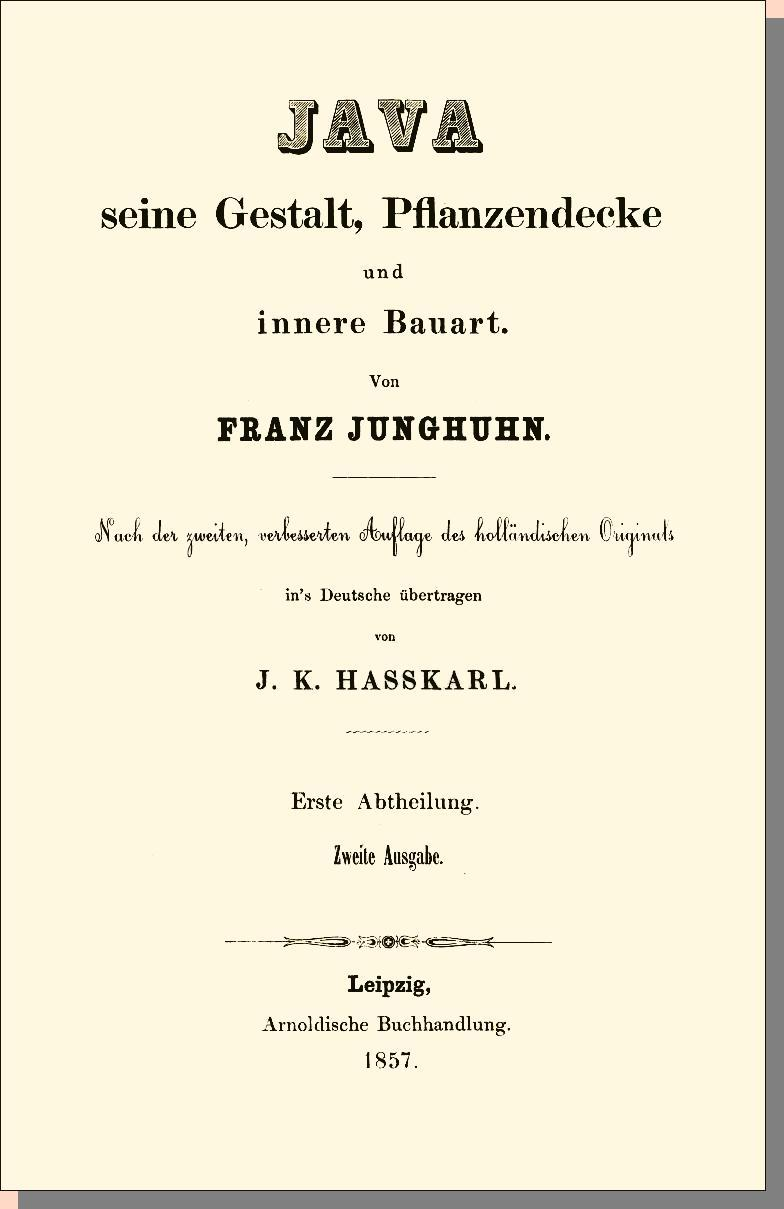
2. Auflage, Titelblatt

Band 1: Erste Abtheilung. Die Gestalt und Bekleidung des Landes. 8 nicht nummerierte Seiten, VI Seiten Inhaltsübersicht, S. (9)–483. Mit einem doppelblattgroßen Titelbild in Farblithographie („Gunung-Lamongan am 5ten Juli 1838“), einer xylographischen Titelvignette, 13 Höhenprofilen (nummeriert I, II, IIb und III bis XII) auf 6 mehrfach gefalteten lithographischen Tafeln und 52 xylographischen Textabbildungen.
Band 2: Zweite Abtheilung. Die Vulkane und vulkanischen Erscheinungen. XII, 964 S. Mit 41 (darunter 37 überwiegend mehrfach gefalteten) lithographischen Tafeln und 61 xylographischen Textabbildungen (überwiegend Profile und Kartenskizzen).
Band 3: Dritte Abtheilung. Die neptunischen Gebirge. X, 316 S. Mit 5 mehrfach gefalteten lithographischen Tafeln.
Zu diesem Werk gehört ein Tafelband in Quer-Folio:
1. Auflage: Elf Landschafts-Ansichten von Java. Nach der Natur gezeichnet von Franz Junghuhn. Mit erklärendem Texte. In Farbendruck ausgeführt von den Herren Winckelmann & Söhne und Gebr. Delius in Berlin. Leipzig, Arnoldische Buchhandlung. 1853. (Umschlagtitel). 1 Bl. (Erklärung der elf Landschaftsansichten von Java., recto und verso), 11 Ansichten. – Auch veröffentlicht unter dem Titel Landschaften-Atlas zu Java seine Gestalt, Pflanzendecke und innere Bauart von Franz Junghuhn. Leipzig, Arnoldische Buchhandlung. 1853.
2. Auflage: Java-Album. Landschafts-Ansichten von Java. Nach der Natur aufgenommen von Franz Junghuhn. In Farbendruck ausgeführt von den Herren Winckelmann & Söhne und Gebrüder Delius in Berlin. Leipzig, Arnoldische Buchhandlung, 1856. 2 Bl. (Titel und Erklärung der elf Landschaftsansichten wie vor), 11 Ansichten. – Jede dieser Ansichten hat Junghuhn unverzüglich an Ort und Stelle gezeichnet und mit farbigen Stiften koloriert.

1. Auflage.
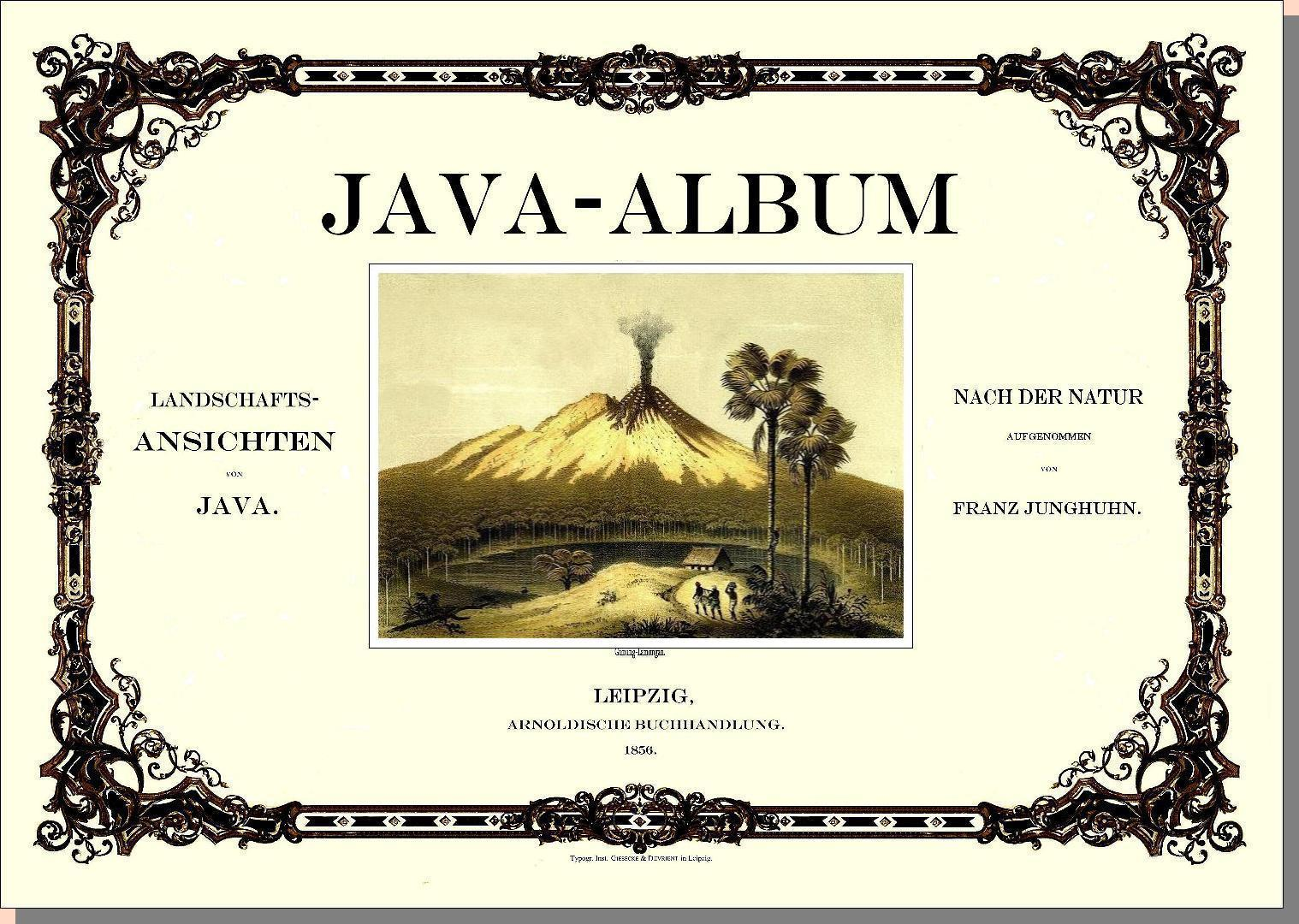
2. Auflage. Auf dem Vorderdeckel ist das Titelbild des ersten Textbandes montiert.

Bei der Auslieferung lag der Inhalt lose in querformatigen ca. 40 × 55 Zentimeter großen, mit Schließbändern versehenen Flügelmappen. Beide Mappen sind seltene Sammlerobjekte: Um die Mitte des 19. Jahrhunderts gab es nur wenige Leser, die den Kaufpreis von 25 Taler aufbringen konnten. Das dreibändige Hauptwerk Java, seine Gestalt und innere Bauart kostete nur 20 Taler.
Zur Veröffentlichung:
Aus dem Vorwort der deutschen Ausgabe geht hervor, dass die separate Herausgabe dieses Werkes verhindert werden sollte. Junghuhn wurde zugemutet, dasselbe in den Verhandelingen over de Natuurlijke Geschiedenis der Nederlandsche overzeesche Bezittingen („Verhandlungen über die Naturgeschichte der niederländischen überseeischen Besitzungen“), die auf dem Titel die Verfasser verschwiegen, zu veröffentlichen. Nur mit finanzieller Hilfe des Ministeriums der Kolonien unter Vizeadmiral Engelbertus Batavus van den Bosch und mit Unterstützung des damaligen Generalsekretärs und späteren Kolonialministers Charles Ferdinand Pahud gelang es, den Widerstand zu überwinden „[…] von Personen, die, seit ein paar Dutzend Jahren gewöhnt, alle Früchte naturwissenschaftlicher Reisen im Niederländischen Indien, welche auf Kosten der Regierung unternommen wurden, als ihr Eigentum einzuerndten“.
Mehrfach unzutreffend ist der Hinweis im Titel „Nach der zweiten, verbesserten Auflage des holländischen Originals in’s Deutsche übertragen von J. K. Hasskarl“:
- Hasskarl hat die deutsche Ausgabe nicht übersetzt, sondern mit Zusätzen redigiert. Da er somit das Werk nicht selbst verfasst hat, ist seine Widmung an den Mineralogen und Geologen Johann Jacob Noeggerath zumindest etwas fragwürdig. Vielleicht geschah dies auf Wunsch von Junghuhn.
- Die zweite verbesserte Auflage des holländischen Originals ist erst ab dem Jahre 1853 erschienen, ein Jahr nach der Veröffentlichung des ersten Bandes der deutschen Ausgabe.

Auch aus der ersten holländischen Ausgabe, deren erste Lieferungen bereits Ende des Jahres 1849 erschienen sind, wurde nichts in die deutsche Sprache übersetzt. Vielmehr war es umgekehrt: Im Jahre 1910 hat W. C. Muller aufgrund einer in den Archiven des holländischen Kolonialministeriums gesichteten Korrespondenz zwischen Junghuhn und der holländischen Regierung den Nachweis erbracht, dass – ebenso wie die Battaländer – auch dieses Werk von Junghuhn in deutscher Sprache geschrieben wurde. Muller bezieht sich auf einen Brief von Junghuhn, datiert zu Leiden, 28 Augustus 1849, und zitiert daraus wie folgt (frei übersetzt): „Bis jetzt haben die Herren Prof. W. H. de Vriese und Dr. J. H. Molkenboer allhier mir bei der Übersetzung meiner Schriften ihre helfende Hand angeboten; auf Dauer kann dies von ihnen nicht umsonst geschehen und deshalb soll ein Teil der Unterstützung darauf verwendet werden, meine Konzepte in ein sauberes und fließendes Holländisch zu übertragen und dafür an einen fähigen Sprachkundigen ein mäßiges Honorar zu bezahlen.“
Hinzu kommt eine weitere Merkwürdigkeit: Im ersten Band der ersten deutschen Ausgabe, erschienen im Jahre 1852, werden für weiterführende Informationen auf 25 teils mehrseitige Textstellen im Band II und auf vier Textstellen im Band III verwiesen. Darüber hinaus enthält dieser erste Band Verweise auf drei Abbildungen, zwei auf Tafeln im Band II, eine auf einer Tafel im Band III. Die Bände II und III wurden aber erst 1854 herausgegeben. Dennoch sind in allen Verweisen die Seitenangaben richtig. Folglich müssen bereits 1852 alle drei Bände in einem vollständigen, fertig gedruckten Exemplar mit allen Abbildungen und Tafeln vorgelegen haben. Weshalb die Bände II und III erst zwei Jahre später erschienen sind, ist heute nicht mehr nachvollziehbar. Infolge dieser korrekten Verweise mit richtig angegebenen Seiten und Abbildungen war jedoch der Verlag in der Lage, im Jahre 1857 eine vollkommen identische zweite deutsche Auflage in den Handel zu bringen. Selbst die Druckfehler in der ersten Auflage, einschließlich der Korrekturliste „Druckfehler und Verbesserungen“, wurden 1857 unverändert übernommen.
In diesem Zusammenhang ist auch der ebenfalls unverändert übernommene letzte Satz des Java-Werkes nur in der ersten Auflage zutreffend: „[…] Topographische Karte der Insel Java, […], wovon der Stich binnen Jahresfrist vollendet sein wird.“ In der zweiten Auflage von 1857 ist dieser Satz überholt: Diese Karte wurde bereits 1855 veröffentlicht.
Zum Inhalt:
„Junghuhns Hauptwerk ist eine der Hauptzierden des geographischen Schrifttums, ein Werk indes, das, ähnlich Humboldts großem Reisewerk, das Schicksal hatte, nie richtig erkannt, geschweige denn durchdrungen worden zu sein. Es ist die erste physikalisch-geographische Beschreibung Javas […]“ (Henze). Bescheiden nennt Junghuhn dieses große Werk „einen ersten kleinen Versuch.“
Der erste Band ist bereits außerordentlich inhaltreich und mit seinen zahlreichen Anmerkungen und Zusätzen nur mit Mühe zu erfassen. Er beginnt mit einer tabellarischen Übersicht der politisch-administrativen Einteilung der Insel Java, über den Zweck, den Aufbau und die Gliederung dieses Werkes und einem Verzeichnis der barometrisch gemessenen Höhen. Danach folgen Junghuhns akribische Versuche, so anschaulich wie möglich „[…] die äußere Gestalt der verschiedenen Berge, Ebnen und Thalgehänge, welche sich zu dem gemeinschaftlichen Ganzen, das wir Insel Java nennen, vereinigen, nicht blos ihren platten Umrissen, ihrer horizontalen Ausdehnung, sondern auch ihrer Höhe, ihrer Massenentwicklung nach […]“ den Lesern zu vermitteln. Mit 13 lithographischen Längs- und Querprofilen, die ausführlich erläutert sind, vergleicht er die „körperliche Gestalt“ Javas mit derjenigen der Insel Sumatra. Im Kapitel „Hauptzüge der allgemeinen Configuration von Java, betrachtet in den Zonen von 0, 100, 500, 1.000, 2.000, 2.500–5.000, 6.000 und 9.000–10.000 Fuss Höhe“ erläutert Junghuhn die jeweiligen Umrisse und Landflächen Javas, wenn man diese Insel in diesen acht Höhenstufen bis 10.000 Fuß tief in das Meer versinken lässt.
Am wertvollsten im ersten Band ist der 350 Seiten umfassende Abschnitt über das Pflanzenreich Javas, seinerzeit die umfangreichste pflanzenphysiognomische Monographie eines Tropenlandes überhaupt. Eingeleitet wird dieser Abschnitt von einem sechzehn Druckseiten umfassenden Literaturverzeichnis, das in weiten Teilen eine scharfe Anklage gegen Carl Ludwig Blume wegen Missachtungen von Urheberrechten enthält. Mehrfach hat Junghuhn nachgewiesen, dass Blume sich mit wissenschaftlichen Ergebnissen von anderen Forschern profiliert hat. Auch auf zahlreichen Folgeseiten in diesem Abschnitt, überwiegend in Fußnoten, wird der in den Niederlanden hochangesehene Blume von Junghuhn in oftmals sarkastischer Weise regelrecht „degradiert“. Eine offene Feindschaft war zwischen den beiden Forschern ausgebrochen, die letztendlich in den Niederlanden von höchstamtlichen Stellen, von Johan Rudolf Thorbecke und dessen Kabinett, zugunsten von Junghuhn entschieden wurde.
Ein Vorbild für zahlreiche Nachfolger Junghuhns war die vertikale Gliederung in vier Gewächszonen, wobei die erste, heiße Region bis zu einer Höhe von 2000 Fuß, die zweite, gemäßigte Region von 2000 bis 4500 Fuß, die dritte, kühle Region von 4500 bis 7500 Fuß und die vierte, kalte Region von 7500 bis 10.000 Fuß über dem Meeresspiegel reicht. Jede dieser vier Regionen ist mit ihren klimatischen Gegebenheiten und Bedingungen und – daraus folgend – mit ihren charakteristischen Natur- und Kulturgewächsen dargestellt, wobei Junghuhn jedoch ausdrücklich darauf hingewiesen hat, dass in Abhängigkeit vom Relief und von der Bodenbeschaffenheit Übergänge vorhanden und die angegebenen Höhengrenzen nur als die Mitte der Übergänge von einer Gewächszone in die andere zu betrachten sind. Jede dieser Gewächszonen wird mit gleichbleibender Ordnung behandelt: An vorderster Stelle steht die räumliche Ausdehnung, die mit zunehmender Höhe rasch immer kleiner wird. Danach folgt ein „Klimatographischer Umriss“: Luftdruck, Luftwärme, Luftfeuchtigkeit und klimatische Eigentümlichkeiten. Es folgen die Kulturgewächse der Bewohner und die Plantagen mit den Gewächsen für den europäischen Markt. Am ausführlichsten ist abschließend die Darstellung der Wildnis, die oftmals in mehrere Gebiete unterteilt ist, und hier, in Junghuhns bevorzugtesten Gebieten, erreichen seine schriftstellerischen Fähigkeiten ihre höchste Entfaltung. Köstlich zu lesen für den Naturliebhaber sind die Beschreibungen der Tafeln im „Landschaften-Atlas“ und die in allen Gewächszonen eingestreuten „örtlichen Betrachtungen“: In meisterlichen Worten verfasste naturphysiognomische Landschaftsbilder von kaum mehr zu überbietender Anschaulichkeit. Manches erweckte in ihm Erinnerungen an die Heimat, wie zum Beispiel das Rauschen der Kasuarinen an die heimatlichen Fichtenwälder.

Waldgebüsch am Rand eines Grasmeeres[177]
Von Rhinozerossen ausgeschabter Gebirgspfad[178]
Die gefahrvolle Ernte der essbaren Schwalbennester an der felsigen Südküste Javas in ausgespülten Höhlen. Die aus Rotan gefertigten Gerüste wurden bis zum Ende dieser Höhlen an der Decke aufgehängt[179]

| Bild                                               | Die Links führen zu jenen Seiten im ersten Band, auf denen Junghuhns Erläuterungen der Bilder beginnen |
| -------------------------------------------------- | --- |
| Zwei Querschnitte · Querschnitte durch Zentraljava | Längsprofil der Insel Java von West nach Ost. Die Erläuterung beginnt in der dritten Zeile von oben (Ein stumpf-kegelförmiger Trachytberg …). Diese Beschreibung gilt für das wichtigste Profil, das auf dem oberen Blatt in der zweiten Zeile dargestellte Längsprofil durch die Insel Java. Das leporelloartig gefaltete Original ist 153 cm lang, was einem Längenmaßstab von 1:700.000 entspricht. Das Verhältnis der Länge zur Höhe beträgt 1:18,25. Den höchsten Gipfel Javas, den Semeru, hat Junghuhn mit einem Fenster durchbrochen, um die hinter ihm liegenden Gipfel des Tengger-Gebirges mit dem tätigen Bromo zu zeigen. Die dem Betrachter am nächsten liegenden Ebenen sind mit kräftigen Schattierungen hervorgehoben. Die dahinter liegenden Ebenen wurden mit zunehmender Entfernung immer dünner gezeichnet. Tätige Vulkane sind mit Rauchwölkchen versehen. Darüber wurde auf dem gleichen Blatt ein Längsprofil durch die Insel Sumatra dargestellt, zum „Vergleich der körperlichen Gestalt“ beider Inseln. Das Profil IIb, rechts oben, ist ein Querschnitt durch Westjava, mit Blickrichtung von Ost nach West. Vier Querschnitte wurden auf den beiden folgenden Blättern hinzugefügt. Das Verhältnis der Längen zu den Breiten beträgt 1:6,5. Die Blickrichtungen gehen stets nach Osten. Die hierzu gehörenden Erläuterungen stehen im ersten Band des Hauptwerks auf den Seiten 106 bis 110. Der erste Querschnitt verläuft durch Westjava im Bereich des Hochlands von Bandung und dessen Randgebirge. Der zweite Querschnitt verläuft durch den isoliert stehenden zweithöchsten Berg Javas, den 3.428 m hohen Slamet in Mitteljava. Dieses Profil hat Junghuhn wegen der geringen Breite Javas an diesem Ort quer durch die ganze Insel von der Nordküste bis zur Südküste gezeichnet. Auf diesem relativ einfachen Querschnitt war es ihm möglich, am Slamet die untere und obere Waldgrenze einzuzeichnen. Darunter hat er als weißes Profil die tatsächlichen Höhen dieses Schnitts ohne Überhöhung dargestellt. Auf dem unteren Blatt verläuft der dritte Querschnitt durch das Dieng-Plateau und zeigt weiter südlich die hohen „Zwillings“-Vulkane Sundoro und Sumbing, der vierte, unterste Querschnitt geht durch die Plateaus von Ambarawa und Kadu mit Blick auf die dahinter sich erhebenden Vulkane Merbabu und Merapi; letzterer wurde wegen seiner häufigen Tätigkeit mit einer besonders großen Ausbruchswolke auf dem Gipfel versehen. Auch dieser Querschnitt verläuft durch ganz Java von der Nordküste bis zur Südküste. |
|                                                    | Gunung-Lamongan am 5ten Juli 1838. Titelbild im ersten Band und Deckelbild des Java-Albums (2. Auflage 1856). Es handelt sich um einen relativ kleinen Doppelvulkan zwischen den riesigen Massiven Tengger und Iyang-Argopuro, bestehend aus dem Lamongan im Südwesten (1651 m) und dem Tarub im Nordosten (1669 m). Der Tarub ist ein Teil des ursprünglichen Kraterrandes. Daraus folgt, dass sich das Eruptionszentrum von Nordosten (Tarub) nach Südwesten (Lamongan) verlagert hat. In der nachweislich geschichtlichen Zeit war nur der Lamongan tätig. Seit 1799 sind mindestens 40 Ausbrüche bekannt, die jedoch nur selten größere Schäden verursacht haben; Todesopfer sind nicht bekannt. Der ganze Komplex ist umgeben von 27 kreisrunden Maaren mit einem Durchmesser von 150 bis 700 m, die zum Teil mit Wasser gefüllt sind, und von 37 Schlackenkegeln, von denen einige olivinhaltige Lava enthalten und eine Höhe von 26 bis 268 m besitzen. (Vgl. Neumann van Padang: Catalogue of the active volcanoes … , Part 1 Indonesia, p. 148–150.) |

| Bild                                       | Aus dem Java-Album Diese 11 Tafeln entstanden während Junghuhns ersten Reisen auf Java von 1836 bis 1839. Auch hier führen die Links zum Beginn der Erläuterungen im ersten Band des Java-Werks. |
| ------------------------------------------ | --- |
|                                            | Gunung Sèwu Empfehlenswert ist die Lektüre von Junghuhns Eindrücken und Empfindungen, die er beim Durchqueren dieses Gebietes empfunden hat (Zum Lesen bitte auf die S. 249 vorscrollen!). „[…] Diese Beschreibung ist eines der schönsten Beispiele der ausgezeichneten Kunst Junghuhn's, eine detaillierte Beschreibung so lebendig zu machen und dermaßen mit Schilderung der verschiedensten Eindrücke zu durchflechten, dass sein Reisewerk zugleich die verlässlichste Information über seine wissenschaftlichen Beobachtungen bis ins kleinste Detail enthält und dabei auch eine sehr angenehme Lektüre für jeden Freund der Reisebeschreibungen bildet.“[…](Jiří Viktor Daneš: Das Karstgebiet Goenoeng Sewoe auf Java, Prag 1915, sh. zobodat.at [PDF], S. 189.) Hinzugefügt ist Junghuhns Versuch, dieses Gebiet kartographisch darzustellen. Hierzu wurde ein Ausschnitt aus Blatt 3 der geologischen Fassung der Java-Karte gewählt und nach Norden ausgerichtet. Diese Karte erhebt jedoch keinen Anspruch auf topographische Genauigkeit; sie soll vielmehr nur dazu dienen, die Beschreibung Junghuhns zu verdeutlichen. Für eine genaue Aufnahme aller Hügel hätte Junghuhn sein halbes Leben in dieser glühendheißen Landschaft verbringen müssen. Erst dem Topographischen Dienst ist es zu Beginn des 20. Jahrhunderts gelungen, nach mühevollster Vorarbeit Meßtischblätter im Maßstab 1:25.000 zu veröffentlichen. Auf einer kräftig kontrastierten topographischen Karte ist deutlich zu erkennen, dass der Gunung Sewu aus Tausenden von Hügeln besteht. |
|                                            | Nordküste bei Samarang Der Ausgangspunkt von Junghuhns Reisen in das Innere Javas. Von Semarang führt eine Straße über Ambarawa und Magelang nach Yogyakarta in Zentraljava. |
|                                            | Südküste ostwärts von Rongkop Hierzu ist es empfehlenswert, als Einleitung die „Örtliche Betrachtung“ zu lesen, die im letzten unteren Absatz dieser Seite beginnt. Des Weiteren ist die Anmerkung Nr. 5 von Interesse; hier ist die gefahrvolle Ernte der Schwalbennester in den von der Brandung durchtosten Höhlen am Meeresufer beschrieben. Unaufhörlich rollen an diese Küste mit donnerndem Getöse die Wellen des Indischen Ozeans, spritzen bis zu einer Höhe von über 50 Meter und brechen mit der Zeit Teile der überhängenden Steilküste ab. Die „Nase“ des Felsens in der Mitte des Bildes ist bereits im Meer versunken. Die auf S. 469 vorhandene Abbildung in etwas besserer Qualität: Siehe weiter oben das rechte Bild in der Galerie unmittelbar vor diesen Tabellen. |
| Junghuhns Photoaufnahme des Gunung Gamping | Gunung-Gamping Ein tiefer Blick in die Vergangenheit: Dieser Kalksteinfelsen, der sich unweit des westlichen Stadtrandes von Yogyakarta um die Mitte des 19. Jahrhunderts etwa 50 Meter über die Umgebung erhob, wurde fast vollständig durch Erosion und Kalksteingewinnung abgetragen. Vor allem beim Bau des Kratons von Yogyakarta diente der Gunung Gamping als nächstgelegener Kalksteinlieferant. Ein kleiner etwa 10 Meter hoher Rest dieses Felsens wird im Garten der Einsiedelei des ersten Sultans von Yogyakarta, Hamengkubuwono I., vielleicht besser bekannt als Prinz Mangkubumi (1755–1792), im Stadtbezirk Ambarketawang als Naturdenkmal geschützt; ein mit Sicherheit vergebliches Unterfangen, da auch dieser Rest mit Moosen und Flechten, Farnen und Ableger der umgebenden Bäume befallen ist. Junghuhn hat die Abtragung der Kalksteinfelsen durch Witterungseinflüsse und der unaufhaltsamen sprengenden Kraft des Bewuchses bis zu ihrer vollständigen Vernichtung vorausgesehen: Siehe auf der gleichen Seite die beiden vorhergehenden Absätze, in denen er diesen Vorgang eingehend beschrieben hat. Die unten hinzugefügte photographische Aufnahme wurde von Junghuhn etwa 20 Jahre später gefertigt. Deutlich erkennt man zu beiden Seiten des turmartigen Gebildes in der Mitte die in dieser kurzen Zeit erfolgten weiteren Abtragungen. – Diese Aufnahme ist nicht Bestandteil des Java-Albums. In der Umgebung von Yogyakarta befinden sich weitere Kalksteinfelsen. Ihr Alter wurde auf 40 Millionen Jahre geschätzt. Sie tragen alle den Namen Gunung Gamping und als Anhang den Namen ihres Standorts. Der vollständige Namen des oben beschriebenen Rests lautet beispielsweise „Gunung Gamping Ambarketawang“. |
|                                            | Gunung-Sumbing Der tägliche Gang der Bewegungen und Erscheinungen in der Atmosphäre und die damit hervorgerufenen Wolkenbildungen wurde auf den Seiten 353 bis 355 des ersten Bandes des Werks Java, seine Gestalt, Pflanzendecke und innere Bauart mit fünf Ansichtsskizzen dieses Berges veranschaulicht. |
|                                            | Kahwah-Patua Auf der Tafel steht „Kahwah-Patua“, im Text „Kawah-Patua“. Der heutige Name lautet „Kawah Putih“ (= Weißer See). 500.000 Tonnen Alaun haben den See weiß gefärbt. |
|                                            | Gunung-Guntur Diese Ansicht zeigt den einzigen aktiven Teil eines komplexen Vulkangebirges, das aus 14 Ausbruchsstellen besteht. Der hier dargestellte Guntur besitzt einen Krater von ca. 350 × 280 Meter und ist 60 Meter tief. |
|                                            | Telaga Patengan Heute ist dieser nur etwa 3/4 km² große See, in 1.575 Meter Höhe auf einem westlichen Ausläufer des Gunung Patuha, ein beliebtes Wochenend-Ausflugsziel mit regem Bootsverkehr und zahlreichen Imbiss- und Souvenirbuden. Die Sundanesen nennen ihn Situ Patengan oder Situ Patenggang. Von Bandung aus ist der See bequem mit dem Bus zu erreichen. Der Urwald wurde weitgehend von Teeplantagen verdrängt und ist nur noch an der Ost- und Südküste vorhanden. Siehe in der Encyclopædie van Nederlandsch-Indië, tweede druk, achtste deel, 's-Gravenhage 1939, S. 1757. |
|                                            | Plateau Diëng Dieses Hochplateau, mit einer Talhöhe von 2000 Meter das höchste dauerhaft bewohnte Gebiet auf Java, in zentraler Lage nordwestlich der Vulkane Sumbing und Sundoro, dürfte wohl jenes Gebiet sein, dass Junghuhn mit größter Begeisterung erforscht hat. Sein erster Urlaub, im März 1840, wurde ihm zur Erholung in Batavia gewährt. Stattdessen reiste er in seinem unbändigen Forscherdrang in das Diëng-Hochland. Die Ergebnisse dieses Besuchs hat er in seinem ersten großen Werk Topographische und naturwissenschaftliche Reisen durch Java dokumentiert (S. 376 bis 394). 1844 war er zum zweiten Mal im Diëng. Die hier gewonnenen Erkenntnisse fanden ihren Niederschlag unter dem Titel Das Gebirge Diëng; dieses Kapitel reicht im 2. Band des Werks Java, seine Gestalt, Pflanzendecke und innere Bauart von S. 177 bis 223 und vermittelt auf 46 Seiten u. a. einen topographischen Überblick (mit den Tempelruinen, einer Inschrift und Steinarten), Eruptionen des Berges, die Geschichte der Bevölkerung, eine geognostische Ansicht, Besuche von Reisenden und den benachbarten Berg Telerep. Zusammen mit der sehr detaillierten Karte war diese Darstellung bis in das 20. Jahrhundert hinein die beste und anschaulichste Darstellung des Diëng. |
|                                            | Gunung-Gedé Über dieses Bergmassiv wurde bereits im Kapitel „Java (1835 bis 1840)“ mit Bildern, Karten und Texten berichtet. |
|                                            | Gunung-Merapi Siehe auch hier die Ausführungen im Kapitel „Java (1835 bis 1840)“. Auf dem Gipfel des gefährlichsten Vulkans auf Java. Der Schlackenkegel war trotz des heftigen Dampfaustritts wesentlich stabiler als erwartet. Selbst bei seinem zweitägigen Aufenthalt auf dem Gipfel mit seinem Vorgesetzten Fritze, vom 5. bis 7. Juni 1838, konnte er im Vergleich zu seinen Feststellungen im Jahr 1836 nur wenige Veränderungen feststellen. Erst während des großen Ausbruchs, vom 2. September 1846 bis Oktober 1847, ist der Schlackenkegel als todbringender Lahar über den westlichen Abhang zu Tal gestürzt. Neuerdings wird mit den modernsten Mitteln der Technik ein neuer Spalt beobachtet, der sich nach Süden in Richtung Yogyakarta geöffnet hat. Im Kapitel „Topographische und naturwissenschaftliche Reisen durch Java“ sind weitere Ansichten und ein Grundriss vorhanden. |

Der zweite Band behandelt den Vulkanismus der Insel Java, wobei die Reiseschilderungen über den Osten der Insel aus den 1845 erschienenen Topographischen Reisen teilweise unverändert übernommen worden sind. 45 Vulkane hat Junghuhn erstiegen, einige zum ersten Mal, andere zum wiederholten Mal. Dem Leser werden die klimatischen Veränderungen mit zunehmender Höhe, die allmählichen Übergänge in Flora und Fauna, die Beschaffenheit des Bodens und die Neigung der Hänge mit ihren divergierenden Rippen in kleinsten Nuancen dargelegt. Die Beschreibungen der Vulkane sind so exakt, dass sie bis in das 20. Jahrhundert hinein den Wissenschaftlern des Vulkanologischen Dienstes von Niederländisch-Indien für die Feststellung von Veränderungen nach erneuten Eruptionen als wichtige und oft einzige Quellen gedient haben. Frühere Ausbrüche aktiver Vulkane sind unter Auswertung aller älteren Berichte mit größtmöglicher Vollständigkeit und Ausführlichkeit beschrieben. Vorangegangene Untersuchungen anderer Forscher sind korrekt mit Namen und Datum genannt. Eingehend widmete sich Junghuhn auch den Solfataren, Schlammquellen, Stickgrotten und anderen „Erscheinungen, die mit den Vulkanen in ursächlichem Zusammenhang stehen.“ Mit dem Ziel, den Vulkanismus des Malaiischen Archipels vollständig darzustellen, hat Junghuhn auch alle ihm aus mündlichen und schriftlichen Quellen bekannt gewordenen Vulkane außerhalb Javas in sein Werk aufgenommen. Die nach Berichten von Sir Stamford Raffles verfasste Schilderung des 1815 erfolgten Ausbruchs des Tambora auf Sumbawa verdient hier besonders erwähnt zu werden.

Gunung Salak (2. Band Seite 9)
Gunung Slamat. Fig. 6 (2. Band Seite 164)
Von Junghuhn entdeckte Felsmalereien auf dem Dieng-Plateau (2. Band Seite 207)

Junghuhns Detailaufnahmen von Vulkangipfeln und Bergmassiven sind mit einer Genauigkeit gefertigt, wie sie zuvor in tropischen Gebieten nur selten erreicht worden ist. Dabei darf man nicht vergessen, dass er alle Aufnahmen mit primitiven Instrumenten allein gefertigt hat. Nachfolgend zwei Beispiele: Die Caldera des Tengger-Gebirges mit dem aktiven Bromo und das Vulkanmassiv Gede–Pangrango mit dem ebenfalls aktiven Gedé. Zum Vergleich dienen Ausschnitte aus exakten Karten nach Geländeaufnahmen des Topographischen Dienstes.

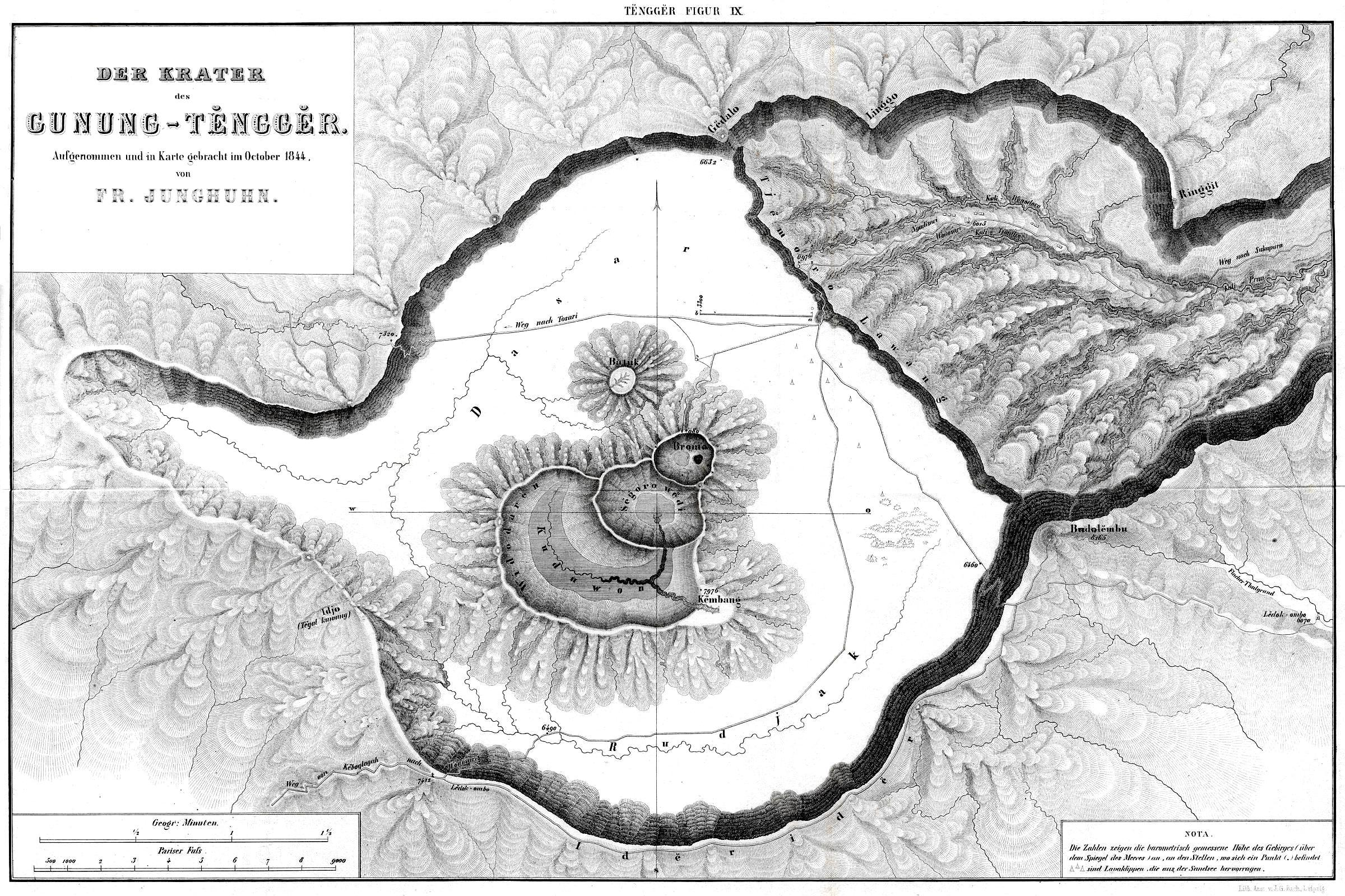
Tengger-Gebirge, aufgenommen im Jahr 1844. Aus F. Junghuhn: Java, seine Gestalt, Pflanzendecke und innere Bauart, Band 2, S. 572.
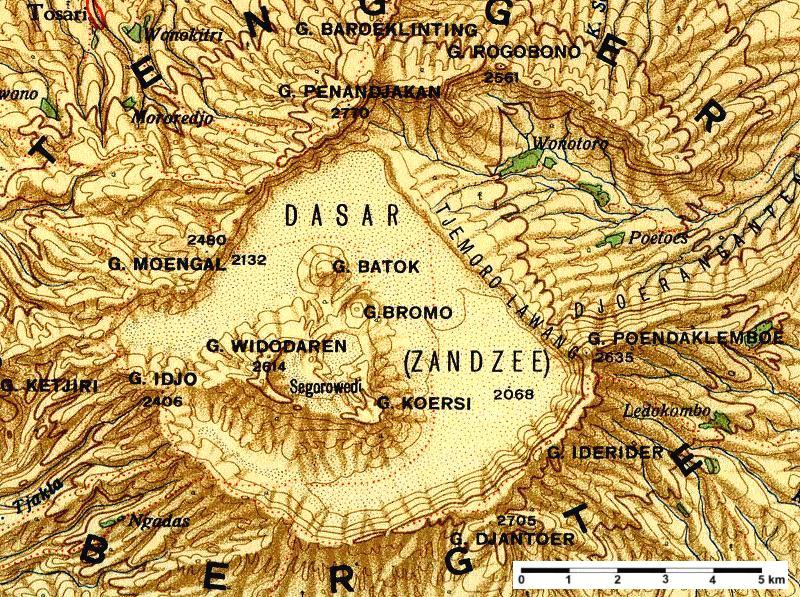
Tengger-Gebirge. Ausschnitt aus einer 1924 veröffentlichten Touristenkarte im Maßstab 1 : 200.000

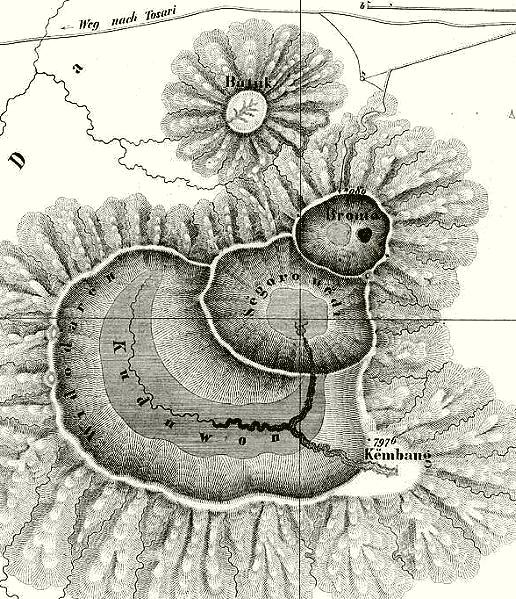
Tengger-Gebirge. Detail aus obiger Karte mit dem Vulkan Bromo.
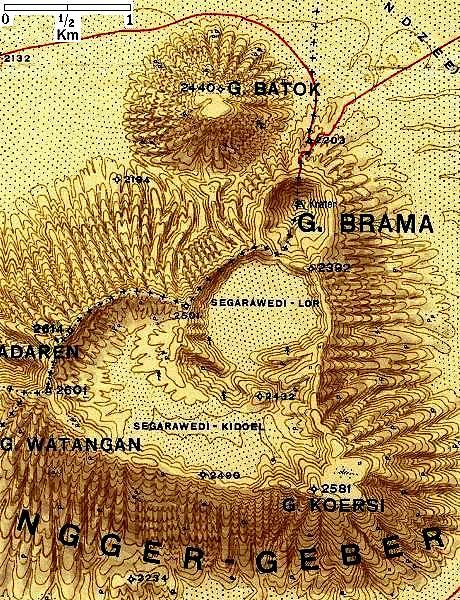
Bromo (hier „Brama“ genannt). Ausschnitt aus einer 1924 veröffentlichten Karte des Topographischen Dienstes im Maßstab 1 : 50.000.

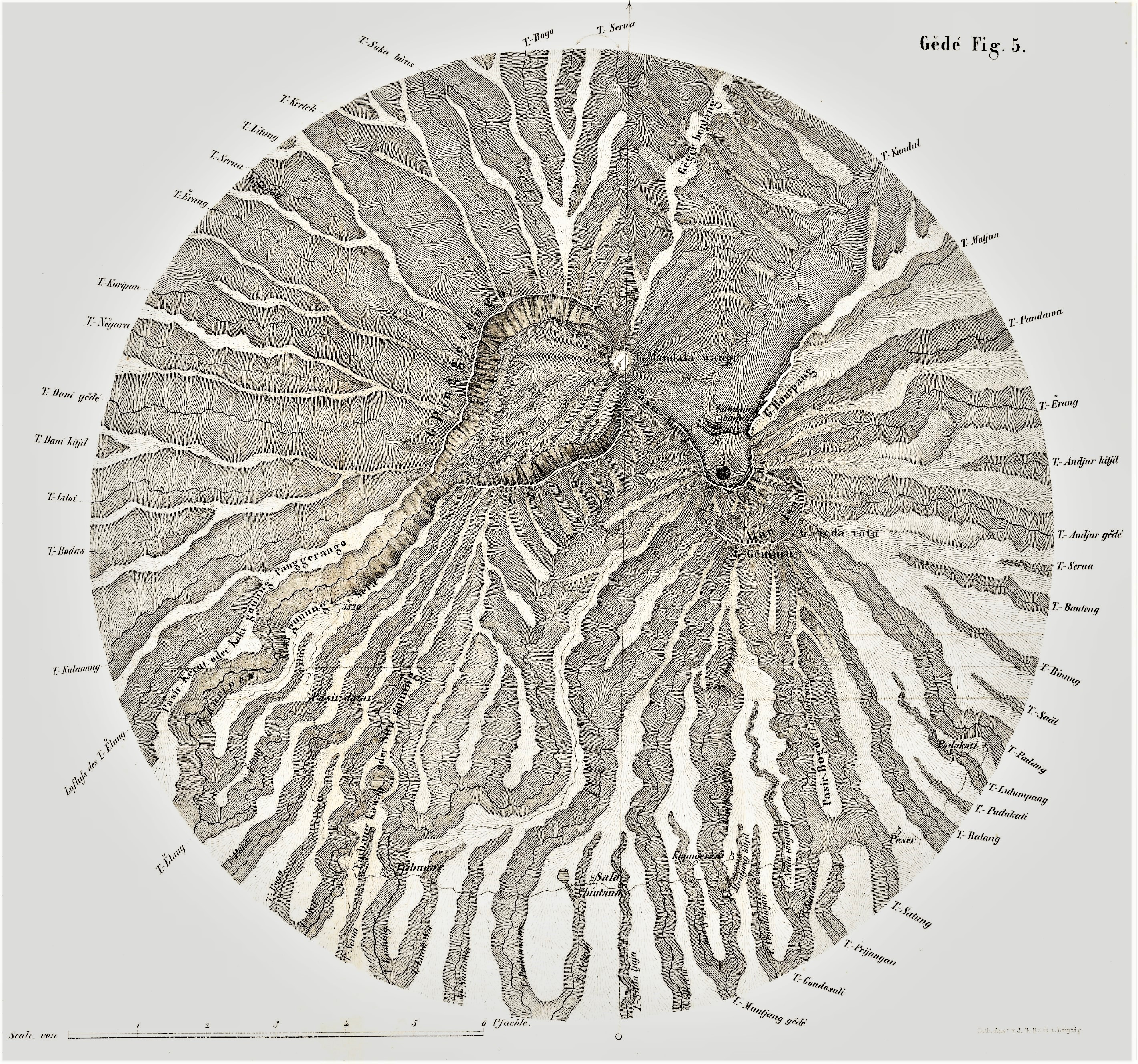
Vulkanmassiv Gedé-Pangrango. Aus F. Junghuhn: Java, seine Gestalt, Pflanzendecke und innere Bauart, Band 2, S. 22. – Jeder Bach, der von den Gipfeln herabfließt, ist mit seinem Namen eingetragen. – Zur Gipfelregion: Siehe die Karte Gede, eine nach Norden ausgerichtete Nebenkarte auf Blatt 2 der Kaart van het eiland Java.
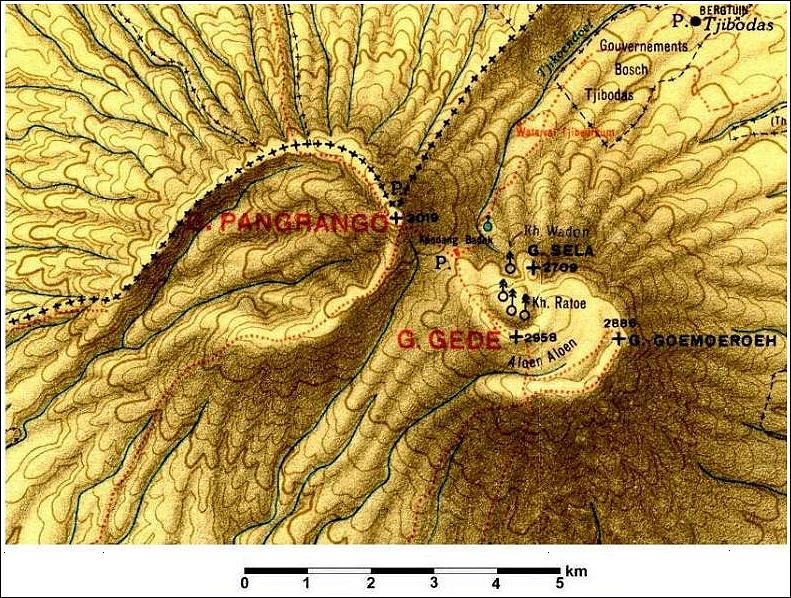
Gede-Pangrango. Ausschnitt aus einer 1924 veröffentlichten Touristenkarte im Maßstab 1 : 100.000.

Hervorzuheben war Junghuhns Liebe zum Detail bei der Aufnahme von naturwissenschaftlich besonders interessanten Gebieten. Eines der besten Beispiele ist die nachfolgende Karte des Diëng-Plateaus. Erst 32 Jahre später, 1877, wurde von Pieter Johannes Veth eine neue Karte dieses Plateaus erstellt.

Diëng-Plateau
Junghuhns Karte des Diëng-Plateaus in Zentral-Java, aufgenommen in den Jahren 1840 und 1845. Aus: Kaart van het Eiland Java. 2. Blatt. (Breda, 1855).
Pieter Johannes Veth: Kaart van het Dieng gebergte.

Der dritte Band ist für die meisten Leser der am wenigsten unterhaltsamste: Er befasst sich mit der „inneren Bauart“, der Geologie der Insel, unterstützt von fünf mehrfach gefalteten Tafeln mit zahlreichen Abbildungen. Hervorzuheben sind die Klassifizierungen der durch Ablagerungen und Aufrichtungen entstandenen Landformen Javas in „Zwölf Typen von Land- und Bergbildung“, die fossile Tier- und Pflanzenwelt – mit einer wissenschaftlichen Beschreibung des nur an einer einzigen eng begrenzten Stelle an der Südküste noch lebenden, bis 1,50 Meter lange Röhren bildenden Korallentiers Karang-Surumbung –, die Studien über die Bildung der Täler und alten Seebecken mit ihren posttertiären und jetzigen Formationen und die Gebirgsformationen der Gegenwart mit deren ständigen Veränderungen durch die unablässig wirkenden Kräfte der Natur. Bei fast allen Gesteinsarten werden zu deren Bestimmung und Beschreibung auf die entsprechenden Nummern im Catalog der geologischen Sammlung von Java verwiesen, sodass für eine sorgfältige Studie dieses dritten Bandes auch dieses Buch herangezogen werden muss.
Eine besondere Stellung nehmen fossile Kohlenlager ein, die Junghuhn in Erfüllung eines Auftrags des Generalgouverneurs Jan Jacob Rochussen gesucht und gefunden hat. Als unwiderlegbare Beweise dafür, dass er in der Lage war, ohne geschulte Helfer diesen Auftrag zu erledigen, präsentierte er diese Kohlenlager auf zwei Nebenkarten in der Kaart van het eiland Java: eine dieser Nebenkarten in achtfachem Maßstab der Hauptkarte auf dem ersten Blatt und eine zweite Nebenkarte in dreifachem Maßstab der Hauptkarte auf dem zweiten Blatt der vierblätterigen Kaart van het eiland Java.
Als Erster hat Junghuhn nachweisen können, dass Java nicht ausschließlich aus vulkanischem Material besteht, wie seinerzeit allgemein angenommen worden war. Seine Feststellung, dass mehr als 3/5 dieser Insel dem Tertiär angehören, wurde erst 34 Jahre später von den niederländischen Geologen Reinder Fennema und Rogier Diederik Marius Verbeek im Wesentlichen bestätigt.

Karang-Surumbung. (3. Band, S, 68-70)
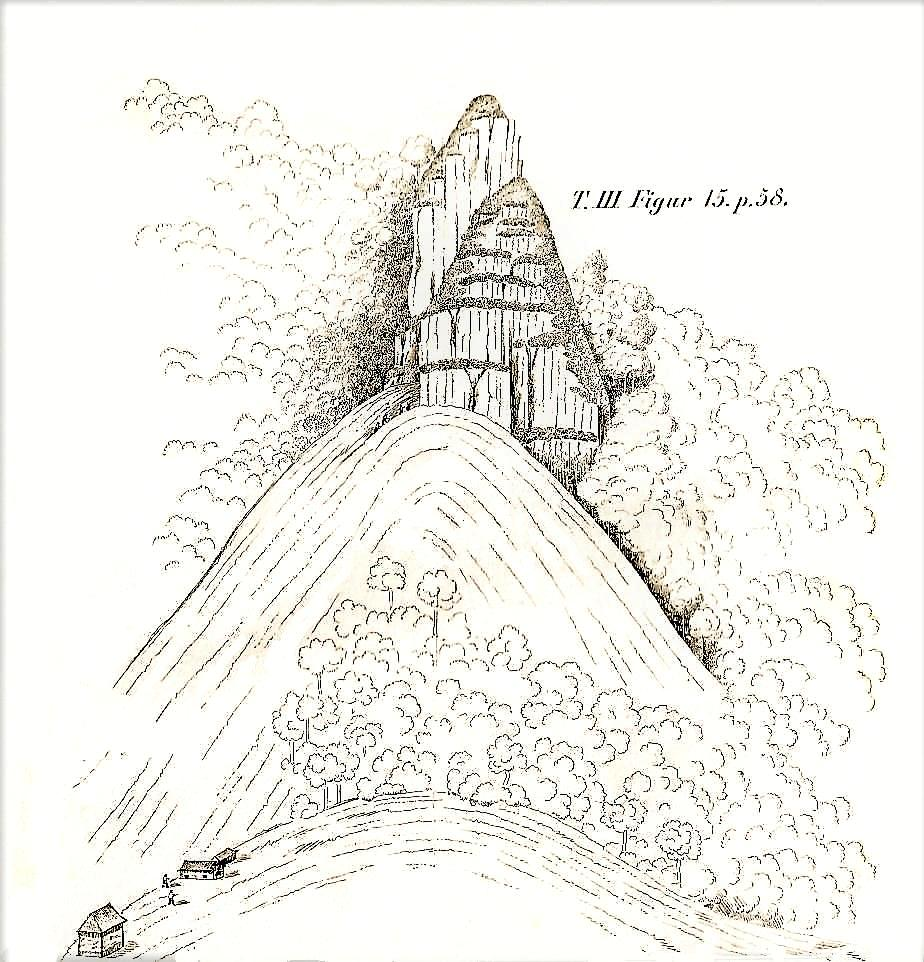
Batu-Susun. Ein 500 Fuß hoher Fels im trachytischen Porphyrgebirge auf dem südwestlichen Rand des Bandung-Plateaus (3. Band, S. 58)
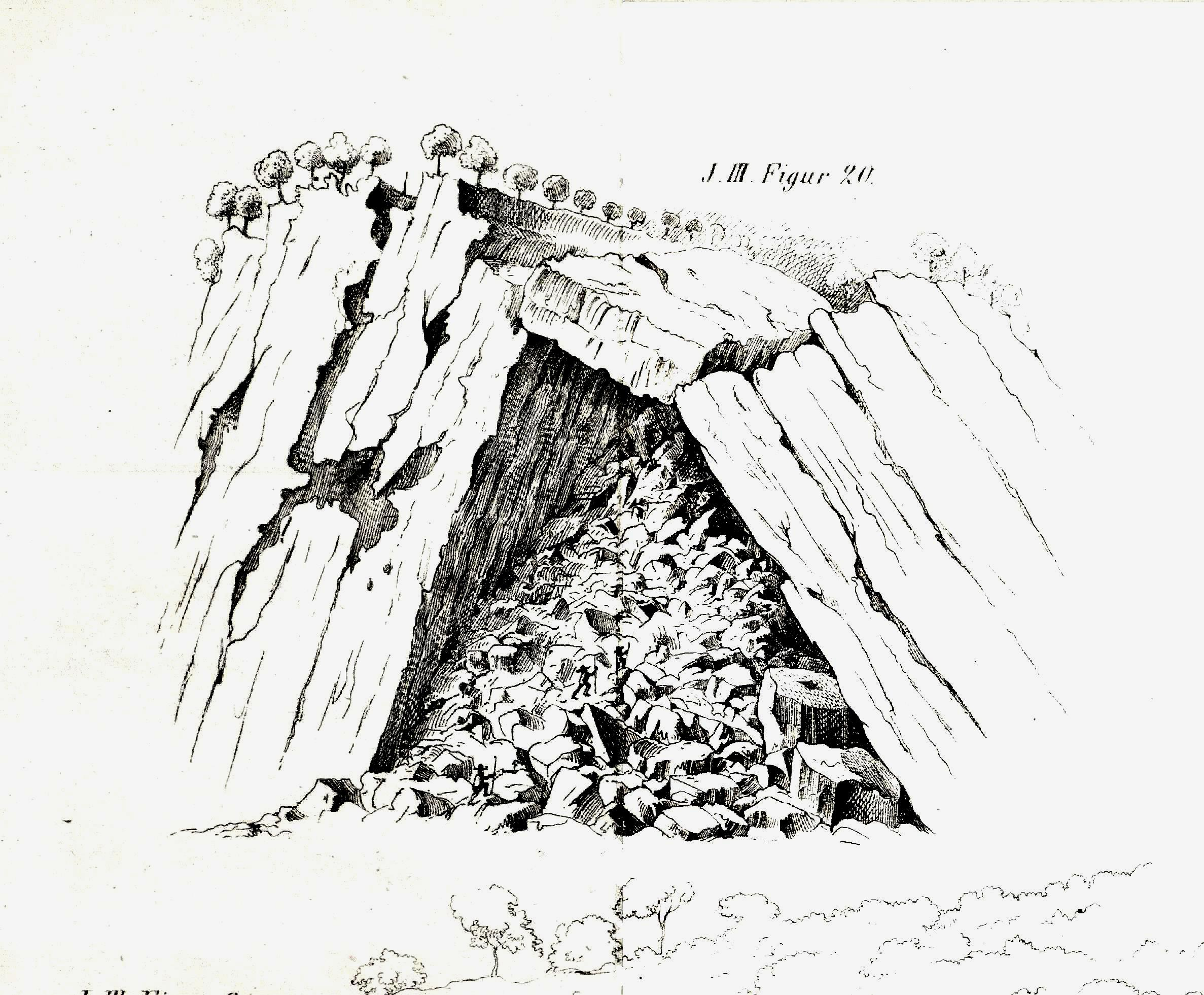
Teil des Gunung-Gua, auf welchem man klettern muss, um zwei Höhlen zu erreichen (3. Band, S. 194). Deutlich ist die zerstörende Kraft der Vegetation erkennbar.

Unzweifelhaft steht dieses Werk an der Spitze der deutschsprachigen geographischen Literatur Indonesiens, „es ist … dem Plan und Gehalt nach eines der vollendetsten Werke dieser Art, sei es über europäische oder außereuropäische Gegenden, in der deutschen oder außerdeutschen Litteratur“ (Friedrich Ratzel).
Alexander von Humboldt äußerte sich zu diesem Werk wie folgt:

„Ein neues, langerwartetes Licht über die geognostische Beschaffenheit von Java ist (nach früheren, sehr unvollständigen, aber verdienstlichen Arbeiten von Horsfield, Sir Thomas Stamford Raffles und Reinwardt) durch einen kenntnißvollen, kühnen und unermüdet thätigen Naturforscher, Franz Junghuhn, neuerdings verbreitet worden. Nach einem mehr als zwölfjährigen Aufenthalte hat er in einem lehrreichen Werke: Java, seine Gestalt und Pflanzendecke und innere Bauart, die ganze Naturgeschichte des Landes umfaßt. Ueber 400 Höhen wurden barometrisch mit Sorgfalt gemessen; die vulkanischen Kegel- und Glockenberge, 45 an der Zahl, in Profilen dargestellt und bis auf drei alle von Junghuhn erstiegen. Ueber die Hälfte, wenigstens 28, wurden als noch entzündet und thätig erkannt; ihre merkwürdigen und so verschiedenen Reliefformen mit ausgezeichneter Klarheit beschrieben, ja in die erreichbare Geschichte ihrer Ausbrüche eingedrungen. Nicht minder wichtig als die vulkanischen Erscheinungen von Java sind die dortigen Sediment-Formationen tertiärer Bildung, die vor der eben genannten ausführlichen Arbeit uns vollkommen unbekannt waren und doch 3/5 des ganzen Areals der Insel, besonders in dem südlichen Theile, bedecken. In vielen Gegenden von Java finden sich als Reste ehemaliger weitverbreiteter Wälder drei bis sieben Fuß lange Bruchstücke von verkieselten Baumstämmen, die allein den Dicotyledonen angehören. (…). Durch das fleißige Sammeln von Blatt-Abdrücken und versteinerten Hölzern hat Junghuhn Gelegenheit dargeboten, daß die nach seiner Sammlung von Göppert scharfsinnig bearbeitete vorweltliche Flora von Java als das erste Beispiel der fossilen Flora einer rein tropischen Gegend hat erscheinen können.“

An zahlreichen Stellen bezieht sich Junghuhn auf seinen 1854 veröffentlichten Catalog der geologischen Sammlung von Java, der einen Teil seiner Gesteins- und Fossiliensammlungen beschreibt. Die nachfolgend beschriebene äußerst seltene Java-Karte rundet das Gesamtwerk zu einem der bedeutendsten Monographien eines Tropenlandes ab.

#### Karte der Insel Java
Kaart van het eiland Java. Uitgegeven op last van en opgedragen aan Zijne Excellentie den Minister van Kolonien Chrs. F. Pahud, […] door Dr. F. Junghuhn, […]. Te zamengesteld uit de waarnemingen en opmetingen door hem gedaan gedurende zijne onderzoekings reizen op dat eiland in de jaren 1835 tot 1848. Op steen gebragt te Breda bij A. J. Bogaerts. 1855. Schaal 1:350.000. Uitgegeven voor rekening van het Ministerie van Kolonien, by den Heer C. W. Mieling te ’s-Gravenhage.
Hinweis zur Projektion der Karte: Die Gesamtgröße der Karte beträgt 79 × 308 cm. Um die Höhe der Karte so gering wie möglich zu halten, hat Junghuhn die in ost-süd-östlicher Richtung verlaufende Insel annähernd waagerecht dargestellt. Das war nur möglich durch eine Drehung der Projektion um etwa neun Grad in nordöstlicher Richtung. Auch die Nebenkarten sind in diesem Winkel nach Nordosten verdreht; trotz ihrer teilweise schief gezeichneten Ränder sind sie jedoch nicht verzerrt. Nur der Titel und die Erläuterungen sind waagerecht gedruckt.
Hinweis zu den Einzelkarten „Erstes Blatt“ bis „Viertes Blatt“: Diese Karten stehen in lesbarer Größe zur Verfügung. Bei Nutzung der vollen Auflösung werden bei etwa 20-facher Vergrößerung nur Ausschnitte auf dem Bildschirm gezeigt. Durch nochmaliges Klicken mit der Maus gelangt man zurück zu den Gesamtansichten. Von hier aus können mit der Maus – wie mit einer Lupe – beliebige Stellen vergrößert werden.

Topographische Ausgabe

Der Druck und die Herausgabe erfolgte in vier zusammensetzbaren Blättern:
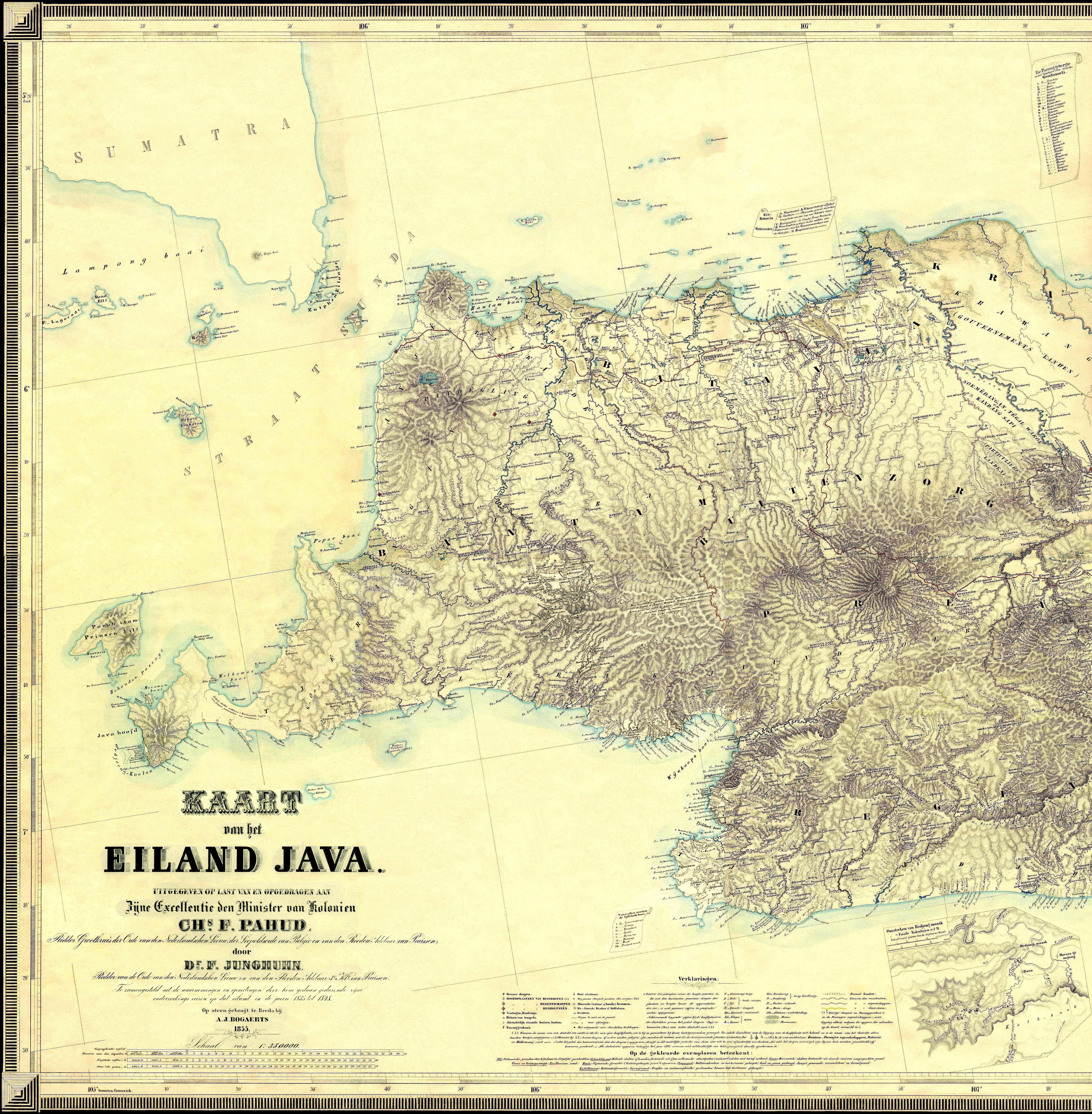
Erstes Blatt
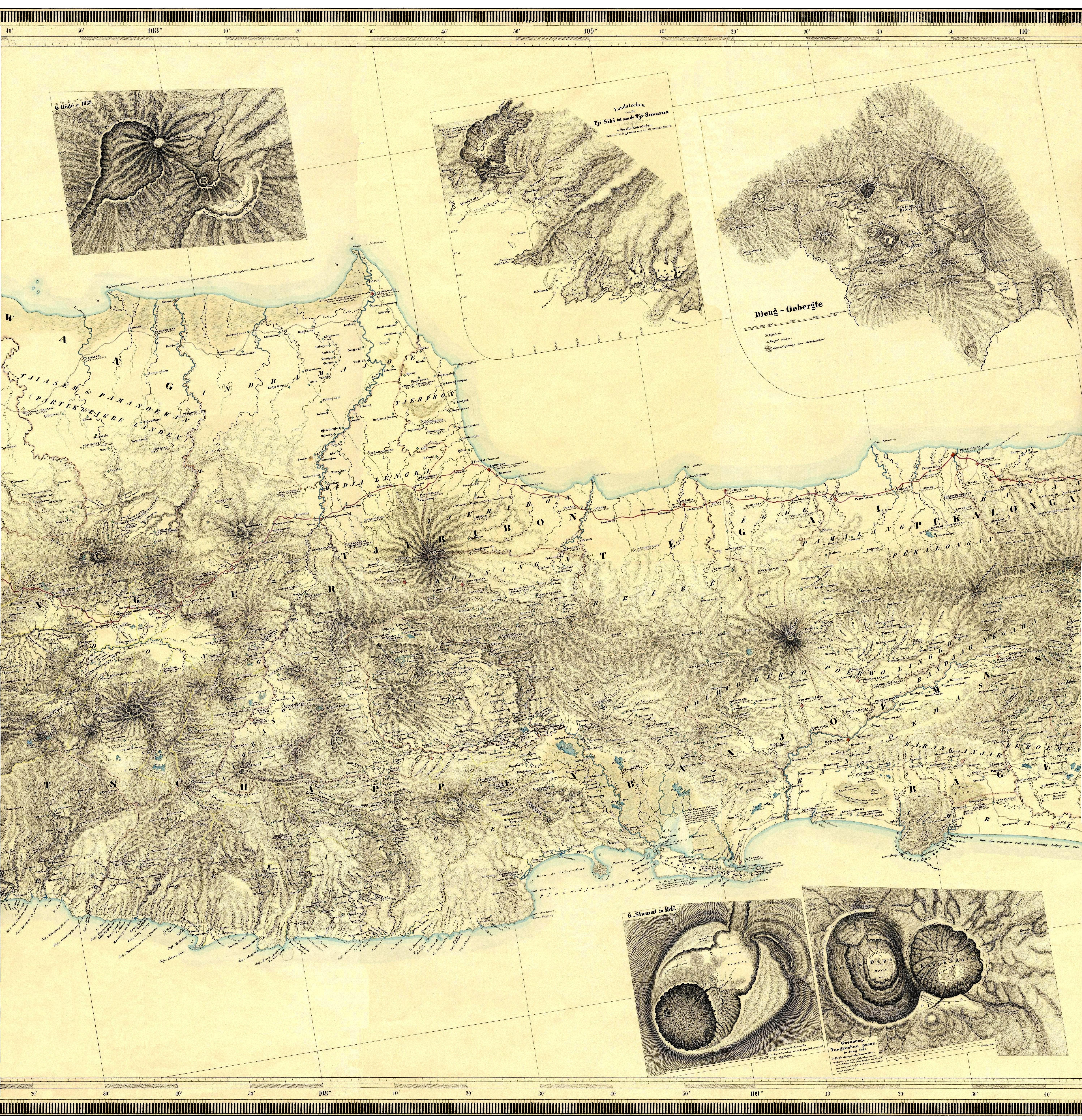
Zweites Blatt
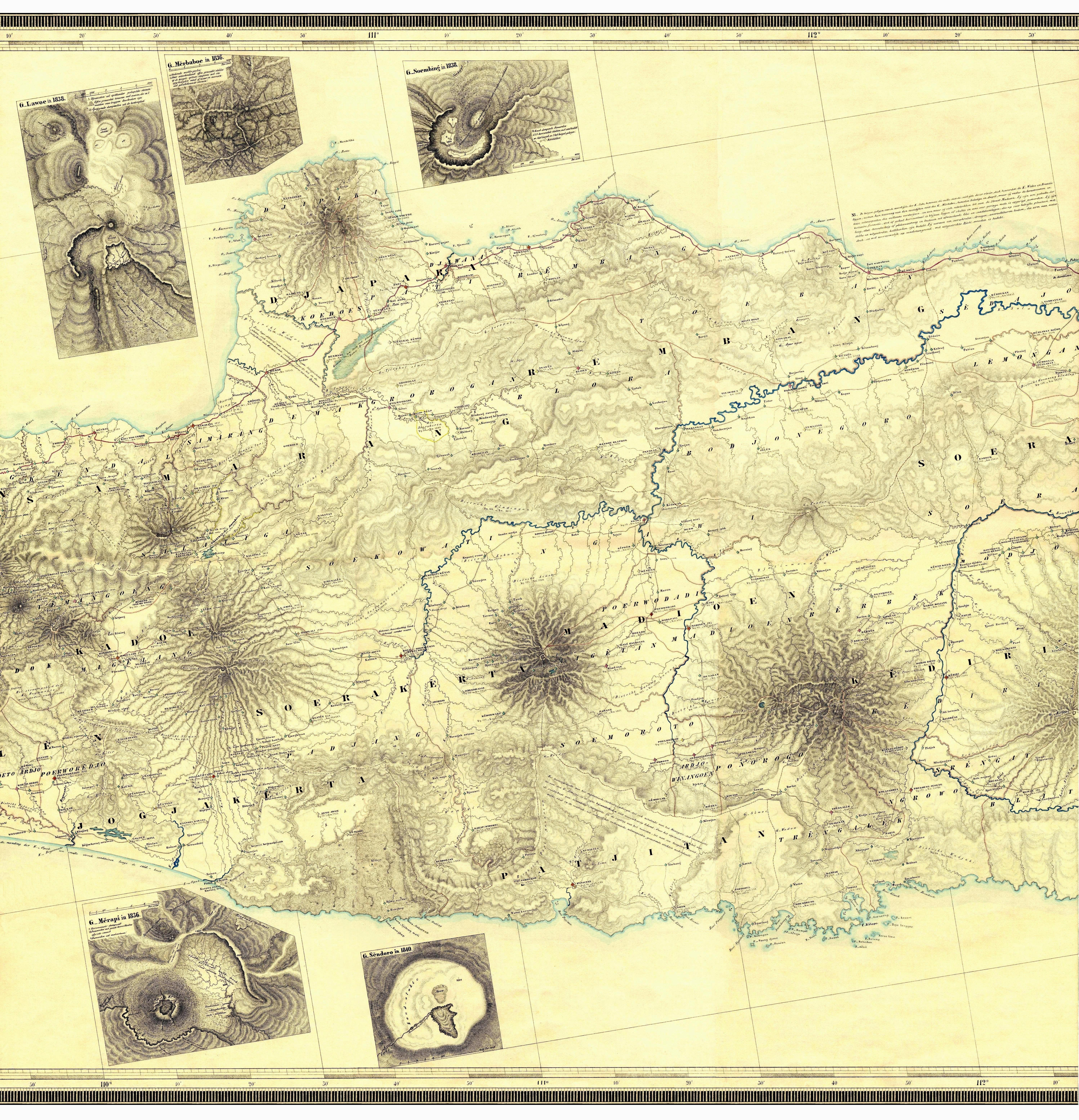
Drittes Blatt
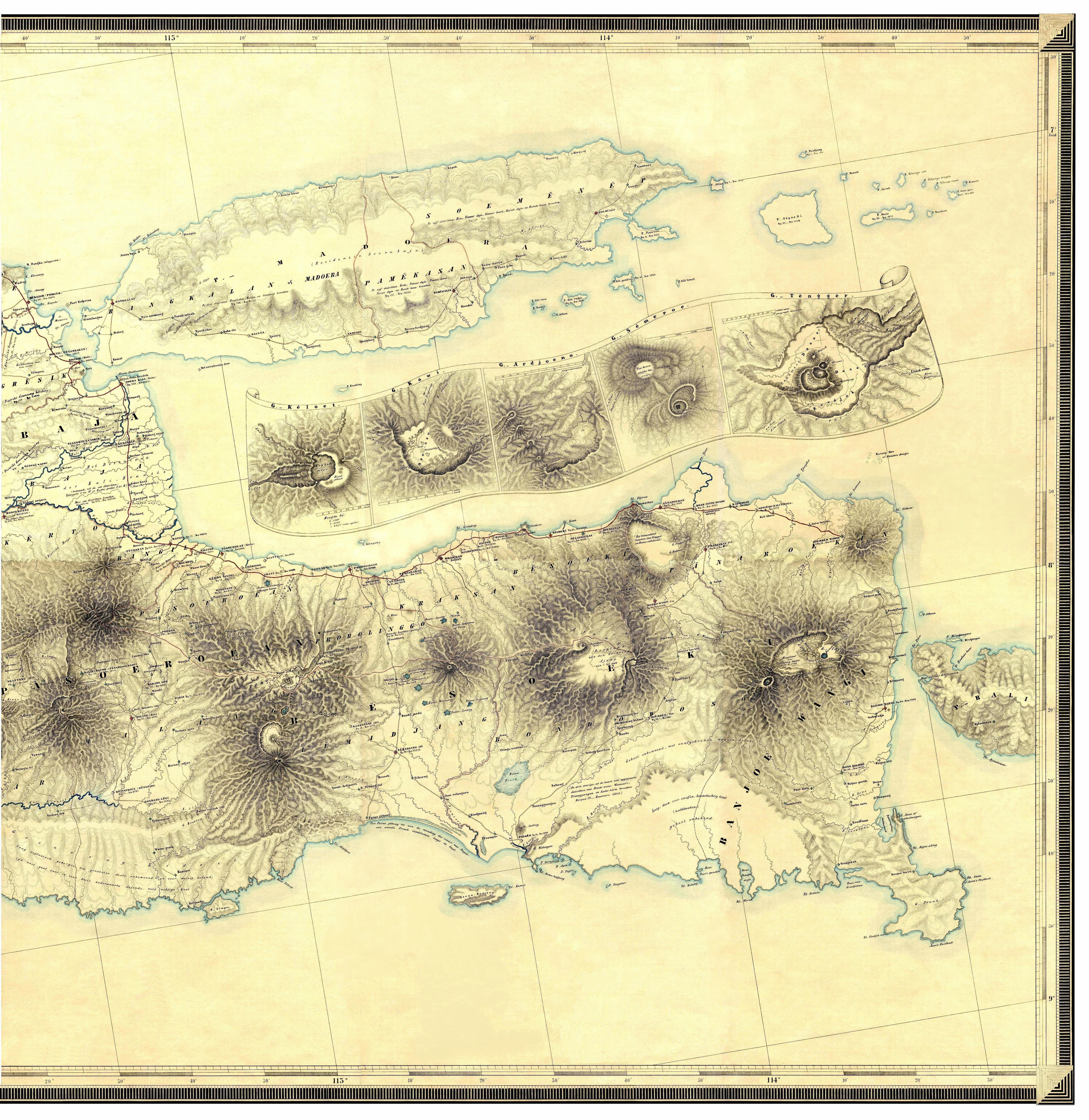
Viertes Blatt

Geologische Ausgabe

Erstes Blatt[187]
Zweites Blatt
Drittes Blatt
Viertes Blatt

Diese Java-Karte, mit plastischer Reliefdarstellung vom Stein gedruckt, gehört auf dem Gebiet der Kartographie zu den größten Leistungen, die jemals von einem Einzelnen erbracht worden sind. Sie hat wesentlich zu Junghuhns Ruhm als Erforscher und Erschließer der Insel beigetragen. Generationen von Wissenschaftlern, Landvermessern, Kolonialbeamten und Wirtschaftsinvestoren haben von ihr profitiert.
Auf 16 Nebenkarten sind die bedeutendsten Berggipfel und – in Erfüllung des von Rochussen erteilten Regierungsauftrags – die an der Südküste entdeckten Kohlenlager dargestellt. Mit teilweiser Kolorierung war sie als topographische Karte, mit Flächenkolorit als geologische Karte im Handel; erstere war die bis dahin bei weitem genaueste, letztere die erste geologische Karte Javas. Welche Wirkung in Fachkreisen das große Java-Werk nunmehr erzielte, nachdem es nicht nur mit einem prächtigen „Landschaften-Atlas“, sondern von nun an auch mit einer hervorragenden Karte ergänzt werden konnte, lässt sich heute kaum nachvollziehen: Ein nur unzureichend und lückenhaft bekanntes Land, überdies noch das wichtigste Kolonialgebiet der Niederlande, lag erstmals in einer vollständigen detaillierten Naturbeschreibung mit kartographisch weitgehend richtiger Darstellung vor.
Für die niederländisch-indische Kolonialregierung war der strategische Nutzen der Karte von größtem Interesse. 1825 bis 1830 führten die Niederländer einen erbitterten Guerillakrieg gegen den javanischen Fürsten Diponegoro, dessen hohe Verluste auf Seiten der Niederländer nicht zuletzt auf die Unkenntnis des Landesinneren der Insel entstanden sind. In den darauffolgenden Jahrzehnten befürchteten die Niederländer erneute Aufstände der unterdrückten Javanen, nachdem das 1830 vom Generalgouverneur van den Bosch angeordnete Zwangsanbausystem „Cultuurstelsel“ zu Hungersnöten in der Landbevölkerung geführt hat. Diese angespannte Situation trug wesentlich dazu bei, dass Junghuhns Kaart van het eiland Java nicht nur von der Kolonialregierung, sondern auch in höchsten militärischen Kreisen die denkbar größte Anerkennung und Wertschätzung erhielt, hatte man doch endlich mit dieser detaillierten Karte ein wirksames Hilfsmittel für die militärische Besetzung und wirtschaftliche Ausbeutung der Insel zur Hand. In einem Brief an Junghuhn schrieb Alexander von Humboldt: „Wie soll ich Ihnen lebendig genug für Ihre schöne, ächt geologische, Gestaltungsreiche Karte danken. Sie ist nach einem militärischen Diner vom König, dem Pz. Friedrich der Niederlande, dem Kriegsminister, und vielen Generalen zugleich, als ein sehr ausgezeichnetes Werk lange bewundert worden.“
Wenn auch Junghuhn mit Sicherheit bei der Fertigung seiner Karte fast alle vorhandenen Unterlagen über Java benutzt hat, darunter beispielsweise die neuesten Seekarten und zahlreiche Skizzen der Kolonialregierung, war er nicht in der Lage, alles zu erfassen; es existieren deshalb in seiner Java-Karte „weiße Flecken“. Einige Beispiele im Westen der Insel: Aus dem zweiten Band des Java-Werks geht hervor, dass er die isoliert an der Sunda-Straße sich erhebenden, im Solfatarenstadium befindlichen Vulkane Karang und Pulosari nicht bestiegen und den hier vorhandenen Sumpf Danu nicht besucht hat; die dennoch hierüber verfassten genauen Beschreibungen hat er aus anderen Quellen geschöpft. In der Karte findet man auf Blatt 1 den Vermerk, dass die mit lückenlosen Wäldern bedeckten zerklüfteten Berge im südlichen Bantam von ihm nicht näher untersucht worden sind. Wegen der Unbewohntheit dieses Gebietes und der daraus resultierenden Ermangelung an Trägern wäre dies im Alleingang auch nicht möglich gewesen. Auf der dritten Karte wurde der abgelegene Gunung Murjo an der Nordküste nicht besucht; für diesen Berg lieferte der Botaniker Justus Karl Hasskarl die nötigen Informationen.
Das vierte Blatt über Ostjava enthält allerdings deutliche Ungenauigkeiten. Aus Renate Sternagels Buch Der Humboldt von Java geht hervor, dass beinahe gleichzeitig mit Junghuhn der Schweizer Naturforscher Heinrich Zollinger in diesem Gebiet tätig war. Vermutlich hatte Junghuhn davon Kenntnis erhalten, denn wieder wurde er von der Furcht getrieben, Privilegien des Erstentdeckers zu verlieren. Trotz der gerade hier ganz besonders unerschlossenen Ländereien durcheilte er Ostjava in nur zweieinhalb Monaten. Eine sorgfältige Landesaufnahme war in dieser kurzen Zeit mit dem damaligen Instrumentarium nicht möglich, und sicher wurden manche der erforderlichen trigonometrischen Peilungen durch rasch gefertigte Ansichtsskizzen ersetzt. Zu den am deutlichsten sichtbaren Ungenauigkeiten zählen beispielsweise das zu klein dargestellte Ijen-Hochland, an der Nordküste das Gebiet südlich des Ringgit („Het Binnenland tusschen den Ringgit en Ranoe onbekend“) und der zu groß geratene Vulkan Lamongan. Merkwürdig ist die viel zu kleine Darstellung der Tengger-Caldera, obwohl gerade diese Einsenkung von Junghuhn mit einer Grundlinie eingemessen und fast deckungsgleich mit einer Karte des Topografischen Dienstes gezeichnet hat. Dennoch erreichte Junghuhn auch für Ostjava grundlegende Verbesserungen: In der Karte von Raffles, die ihm als Vorbild gedient hat, ist beispielsweise das riesige Ijen-Plateau, das größte Hochplateau auf Java, weder in der Darstellung noch dem Namen nach vorhanden; nur ein dunkler Fleck mit dem Namen „Mt. Tashem“ ist an diesem Ort zu sehen.
Junghuhn ist es aber nicht gelungen, in Ostjava einige der heute viel besuchten Sehenswürdigkeiten zu entdecken. Als Beispiel sei genannt die spektakulären, bis zu 120 m hohen Wasserfälle Tumpak Sewu südlich des Semeru; diese Fälle liegen allerdings in einer damals so gut wie unzugänglichen Wildnis etwa 15 km südlich des höchsten Berges Javas.

Vergleich Reliefkarte zu Junghuhns Java-Karte

1860 erschien auf der Grundlage von Junghuhns Karte eine vereinfachte Darstellung im Maßstab 1:2.600.000, mit der erstmals die orographisch-physikalischen Verhältnisse Javas weitgehend richtig einer breiteren Öffentlichkeit vermittelt werden konnten.

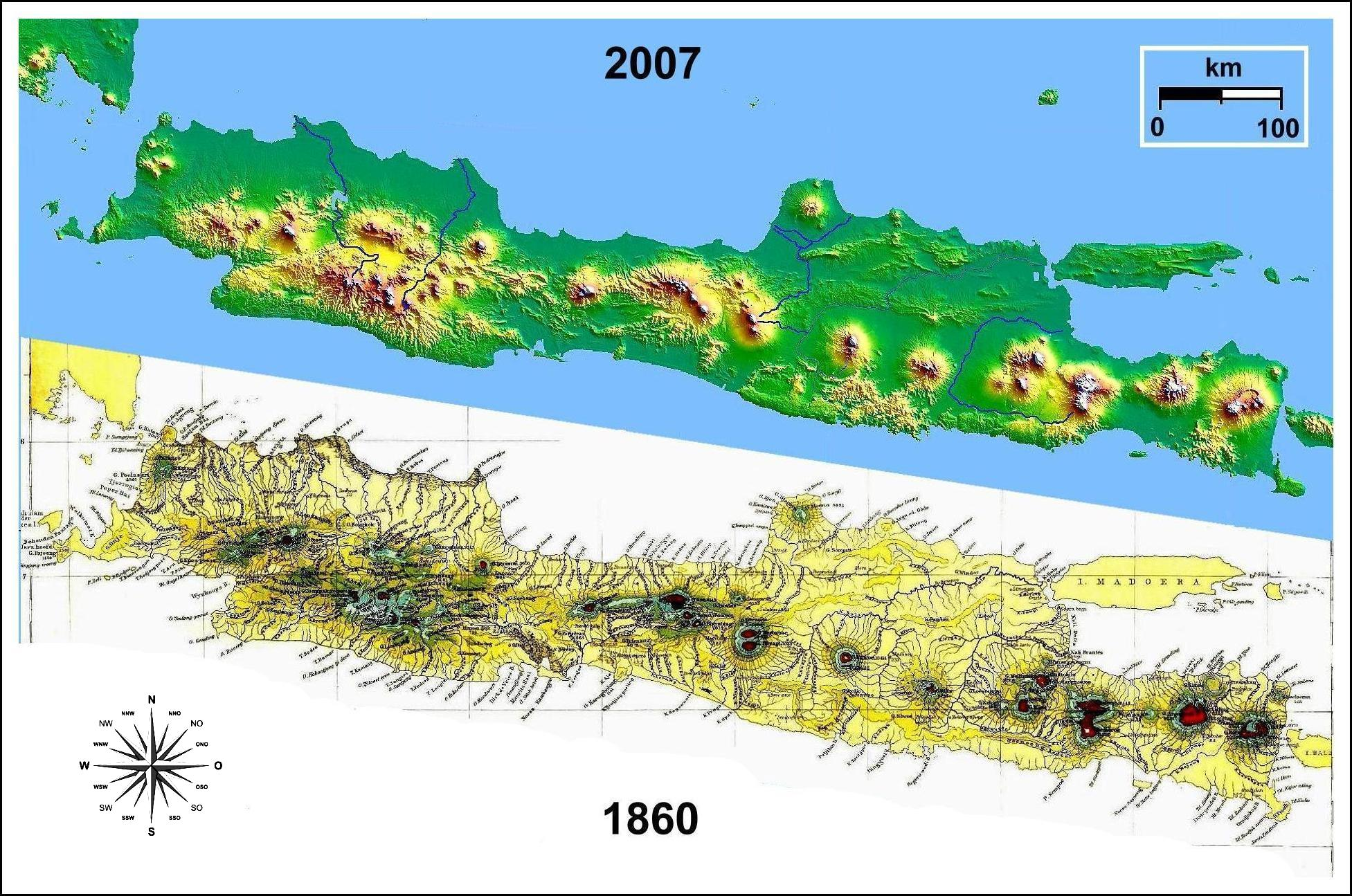
Oben: Reliefkarte nach Satellitenaufnahmen. Unten: Orographisch-physikalische Karte der Insel Java. Die Grundlage nach der grossen Karte von F. Junghuhn …

Es gab nur einen Weg, Junghuhns Karte zu verbessern: die exakte Vermessung Javas mit geschultem Personal. Von 1857 bis 1868, unter der Leitung des niederländischen Astronomen Jean Abraham Chrétien Oudemans, waren bis zu 72 Mann mit der Triangulation beschäftigt. Die Auswertung dieser Arbeit wurde bis in das Jahr 1900 in sechs Foliobänden mit über 1000 Seiten und 43 teils gefalteten Tafeln und Karten veröffentlicht.
Rezension:
(Karl Eduard) Meinicke: Kaart van het Eiland Java; door F. Junghuhn; Breda by Bogaerts 1855. 4 Blatt gr. Fol. – In: Zeitschrift für allgemeine Erdkunde. Hrsgg. von K. Neumann, Neue Folge. Zweiter Band. Berlin, Vlg. von Dietrich Reimer, 1857. S. 189–191. Digitalisat: digizeitschriften.de (S. 189, abgerufen am 17. Dezember 2019).

#### Rückreise von Java nach Europa

Der jahrzehntelang einzige Zugang von der Landseite zur Stadt Aden. In späteren Jahren ist diese Engstelle offensichtlich verbreitert worden, denn auf der Karte im Indien-Baedeker aus dem Jahr 1914 ist eine Straße durch diesen „Main Pass“ dargestellt. Die Brücke über diese Engstelle fiel erst in den 1960er Jahren einem Bombeneinschlag zum Opfer. – Junghuhn hat diesen Durchgang mit einem + auf seiner Landkarte markiert.

Rückreise von Java nach Europa mit der sogenannten englischen Überlandpost im September und October 1848 von Franz Junghuhn. Aus dem Holländischen übertragen von J. K. Haßkarl. Mit 4 Ansichten und 2 Karten. Leipzig, Arnoldische Buchhandlung. 1852. 3 nicht nummerierte Blätter (Titel, Vorwort, Inhalt), 186 S. Mit 4 farbig lithographierten Tafeln, zwei kleinen Textabbildungen auf Seite 55 und zwei mehrfach gefalteten lithographischen Tafeln. Frakturschrift. 8°.
Inhalt:

Rückreise von Java nach Europa. Titelblatt.

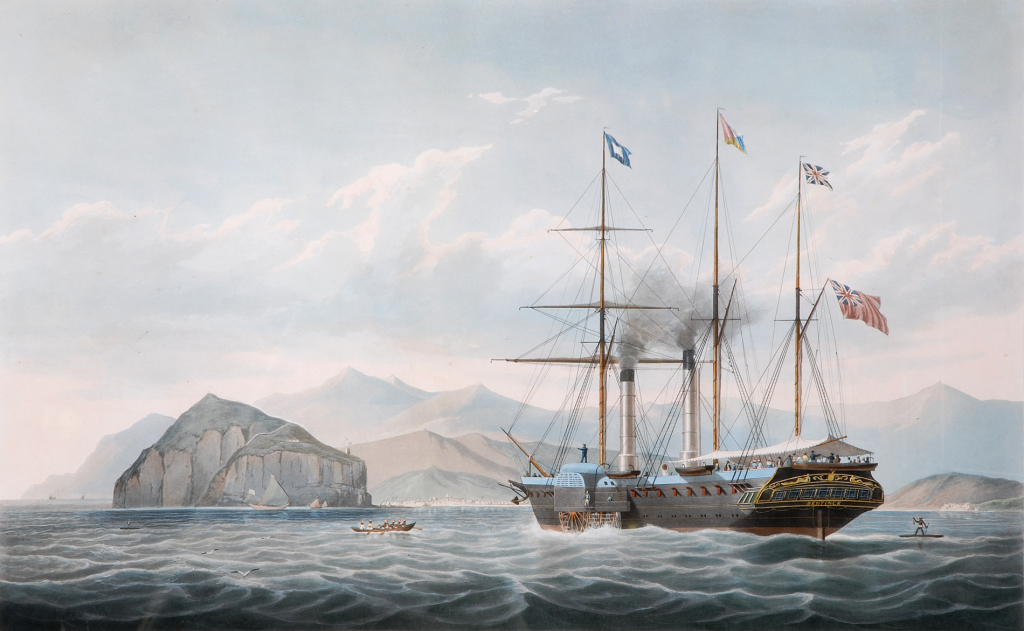
Das Schiff Bentinck vor der Halbinsel Aden. Die beiden gleich hohen Schornsteine waren mittschiffs hintereinander angeordnet, sodass auf diesem Bild der linke vordere Schornstein kleiner als der rechte hintere zu sehen ist.

I. Von Java bis in die Nähe der Insel Socotora. S. 1–70.

II. Von Arabien bis Alexandrien. S. 71–166.

III. Von Egypten bis nach Holland. S. 167–186.
Nach dreizehn unermüdlichen Forscherjahren in den Tropen war Junghuhns Gesundheit so angegriffen, dass er einen Genesungsurlaub im kühlen Europa antreten musste. Am 17. Juni 1848 genoss er noch einmal die erfrischende Bergluft auf dem Gipfel des Vulkans Tangkuban Perahu. Erst am 27. August, nach mehr als zweimonatigem Warten im feuchtheißen Batavia, konnte er sich an Bord des Kriegsdampfers Etna begeben, der am darauffolgenden Morgen nach Singapur abging. Es war der Beginn seiner Heimfahrt mit der „Overland Mail“, der „englischen Überlandpost“, der kürzesten und teuersten Verbindung nach Europa.
Entlang den „Tausend-Inseln“ und der Südostküste Sumatras wurde zunächst Muntok auf Bangka angelaufen. Bei diesem Zwischenstopp nahm Junghuhn, trotz seines schlechten Gesundheitszustands, sein Skizzenbuch zur Hand und hielt seine Beobachtungen in Ansichten und Profilen fest, die in der Rückreise auf einer der beiden mehrfach gefalteten lithographischen Tafeln zu sehen sind. Vom 1. bis 8. September 1848 hielt sich Junghuhn in Singapur auf, und seine ausführlichen Beschreibungen der Häuser, Tempel und Straßen in dieser erst 1819 gegründeten Stadt haben einen nicht unbeträchtlichen historischen Wert. Am 9. September ging es weiter an Bord des Dampfers Braganza, zunächst nach Norden durch die Straße von Malakka nach Georgetown auf der Insel Penang, danach auf Westkurs durch den Indischen Ozean. Am 22. September wurde Point de Galle an der Südküste der Insel Ceylon erreicht. Auf dem für damalige Verhältnisse luxuriösen Dampfer Bentinck, der noch am gleichen Tag von Galle nach Suez abging, genoss Junghuhn erstmals „ein Regenbad, das nach geöffnetem Krahne aus einer siebartigen Öffnung der Decke herabträufelte“. Am 3. Oktober 1848 kam die Insel Socotora (heutiger Name Sokotra) in Sicht, und bei der Vorbeifahrt entlang der Nordküste notierte Junghuhn jede Einzelheit des Gebirges. Im Hafen von Aden wurden Kohlen gebunkert. Junghuhn nutzte die Liegezeit zu einem gesellschaftlichen Landausflug mit Damenbeteiligung auf den Rücken von störrischen Eseln; er verfasste über diesen Ausflug einen humorvollen Bericht.

Vergleich Junghuhn 1848 – Baedeker 1914

Wieder nahm Junghuhn seinen Bleistift zur Hand und hielt die trostlos-kahlen Küsten mit den schroffen und vegetationslosen Bergketten in mehreren Profilen fest, die auf der zweiten gefalteten Beilage zu sehen sind. Diese Beilage enthält auch eine kleine, von Junghuhn im Hinblick auf die damals vorhandenen Umstände mit bemerkenswerter Genauigkeit gezeichnete Grundrißskizze der Halbinsel Aden, mit der richtigen Darstellung der gleichnamigen Stadt in einem Kraterkessel auf der Ostseite und der Vulkanruine Jebel Shamsan (Junghuhn: Dschebel Schamshan). Diese Skizze entstand ohne vermessungstechnische Instrumente überwiegend aus Küstenansichten von Bord der Bentinck und einem Ausflug vom Hotel nach Aden; sie ist deshalb, nach Junghuhn, nur als „figurativ“ zu werten (Man vergleiche diese flüchtige Skizze mit der exakten Karte im 1914 erschienenen Indien-Baedeker!). Die auf der Bentinck vorhandenen Seekarten, die zweifellos eine bessere Darstellung dieser Halbinsel ermöglicht hätten, standen Junghuhn nicht zur Verfügung.
Durch die Meeresstraße Bab-el-Mandeb („Tor der Tränen“) ging es weiter in das Rote Meer. Am 11. Oktober 1848 erreichte die Bentinck die Reede von Suez. Der Suezkanal existierte noch nicht, er wurde erst 1869 eröffnet, und so war man am darauffolgenden Morgen gezwungen, „over land“, auf zweirädrigen Wagen, die von vier Pferden gezogen wurden, in fünfzehneinhalb Stunden durch die Wüste nach Kairo zu fahren. Um das Gewicht dieser Wagen wegen des losen Sandes so viel wie möglich zu reduzieren, wurde das Gepäck auf Kamelen nachgesandt. Heute benötigt ein Bus von Suez nach Kairo nach Fahrplan 2 Stunden und 8 Minuten.
Neun Tage hielt sich Junghuhn in Ägyptens Hauptstadt auf. In dieser Zeit besuchte er die Cheops-Pyramide, besichtigte ihr Inneres und kletterte mit Unterstützung von arabischen Helfern auf ihre 138 Meter hohe Spitze. Zunächst auf einem kleinen Flussdampfschiff auf dem westlichen Hauptarm des Nildeltas, danach auf einer noch kleineren Barke auf einem künstlichen Kanal ging die Fahrt nach Alexandria.
Hier trennten sich die Wege der meisten Reisenden: Schiffsverbindungen zu allen größeren Häfen an der Nordküste des Mittelmeeres und durch die Straße von Gibraltar zu westeuropäischen Ländern standen bereit.
Junghuhn begab sich am 23. Oktober 1848 an Bord des deutschen Dampfschiffes Germania, das am Morgen des 29. Oktober auf der Reede von Triest vor Anker ging. „Es war Sonntag – und das Erste, was unser Ohr vernahm, – seit 13 Jahren zum ersten Male wieder – war Glockengeläute! – ein so feierliches Getön aus allen Kirchen und Kapellen der Stadt, – ein so harmonischer Klang, der an sich schon mächtig, ahnungsvoll und zur Andacht stimmend, mich an die Jahre meiner Kindheit erinnerte, und mich mit einer Wonne, einer Wehmuth erfüllte, die ich nicht abzuwehren vermochte.“ (Junghuhn) Nach einer gefahrvollen mehrtägigen Postkutschenfahrt über tief verschneite Alpenpässe, bei welcher der tropische Hitze gewohnte Junghuhn entsetzlich unter der Kälte gelitten hatte, wurde am 6. November 1848 Salzburg erreicht. In München, wo Junghuhn am 9. November erstmals in seinem Leben eine Eisenbahn sah, endet seine Reisebeschreibung; seine Heimkehr nach Mansfeld hat er nicht erwähnt. – Am Abend des 21. November 1848 klopfte er an die Tür seines Elternhauses.
Aus Junghuhns tabellarischer Reisenotiz, die zusammen mit einer maschinenschriftlichen Abschrift im Koninklijk Instituut voor Taal-, Land- en Volkenkunde zu Leiden aufbewahrt wird, geht hervor, dass einschließlich aller Aufenthalte die Gesamtdauer der Reise von Batavia bis Triest 43 Tage und 7½ Stunden betragen hat. Hinzu kamen noch 20 Tage für den Landweg von Triest nach Mansfeld. Gegenüber der Route um die Südspitze von Afrika ergab sich eine Zeitersparnis von etwa einem Monat.
Der besondere Wert dieses Buches liegt in den mit akribischer Genauigkeit beschriebenen naturkundlichen Beobachtungen und touristischen Sehenswürdigkeiten und in nützlichen Hinweisen für künftige Reisende. Zahlreiche Literaturangaben weisen auf weiterführende Werke hin. Mit Sicherheit aber wenig Anklang in den Niederlanden fanden seine abfälligen Worte auf den letzten beiden Seiten über „frömmelnde“, „heuchlerische“ und „pedantische“ Bewohner von Leiden, gipfelnd in seinem sarkastischen Urteil über einen „[…] Botanicus, welcher die Wissenschaft nur als Deckmantel persönlichen Eigennutzes und Großthums gebraucht und in wissenschaftlichen Unterschleifen und Lügen eine ausgezeichnete Übung besitzt […].“

Das Buch enthält vier farbig lithographierte Tafeln:
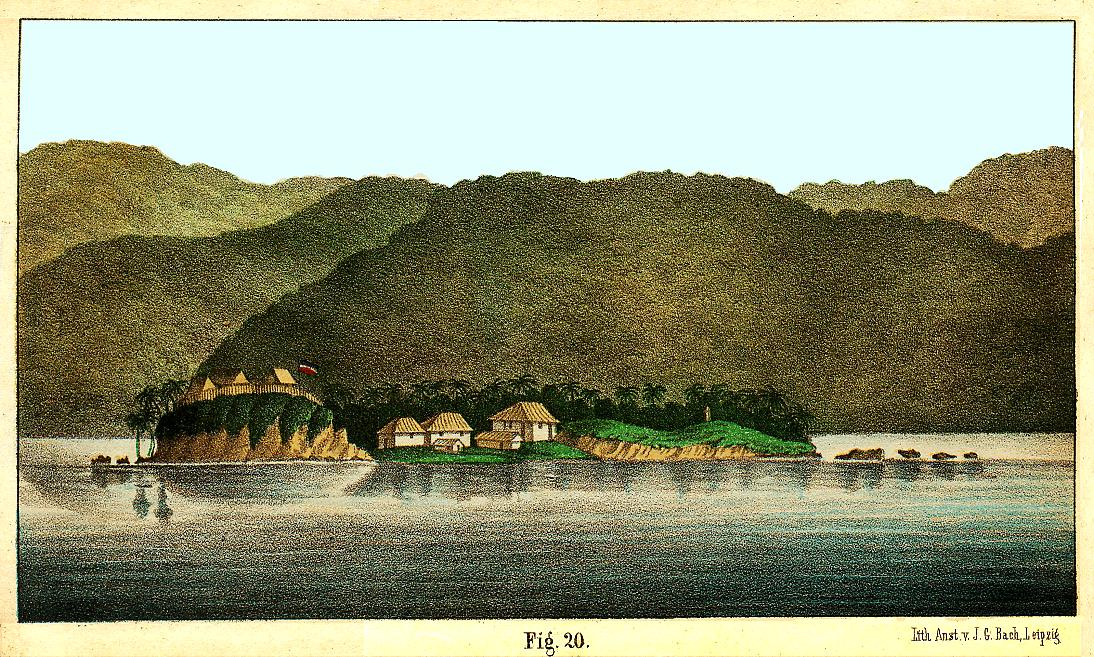
Sumatra. Insel Pontjang kitjil in der Tapanuli–Bai.
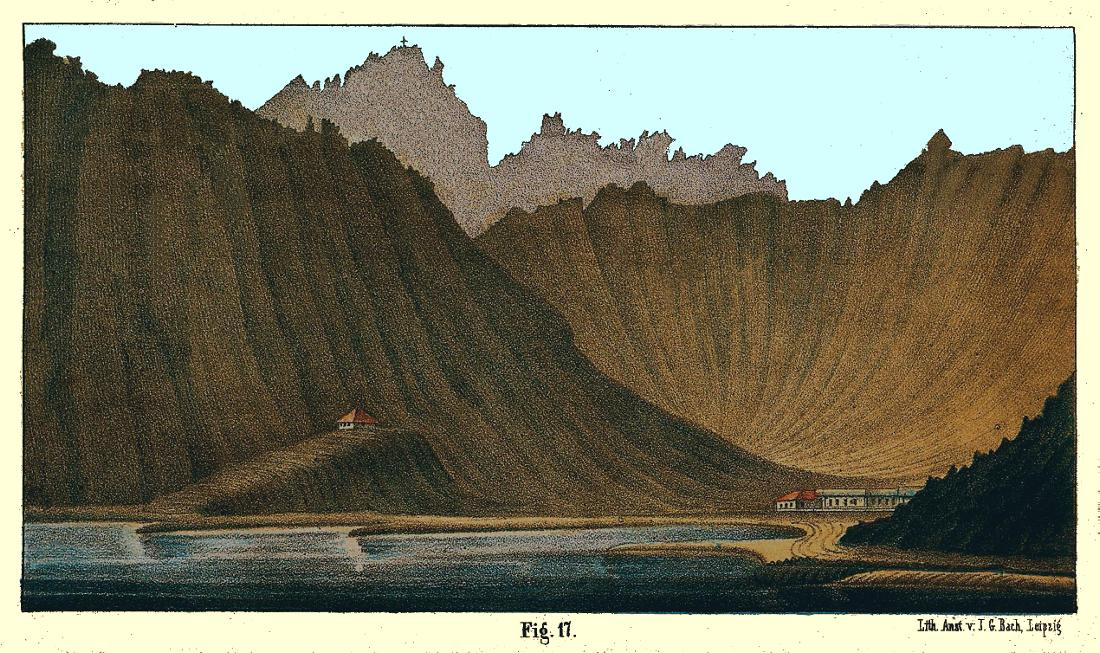
Bucht von Aden

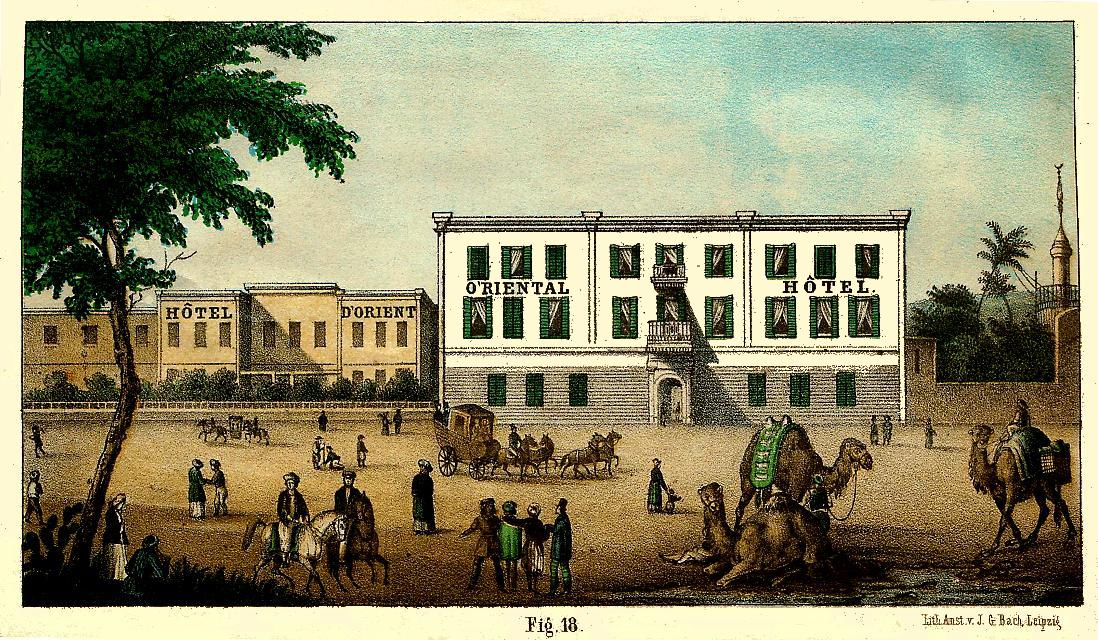
Hotel Oriental in Cairo
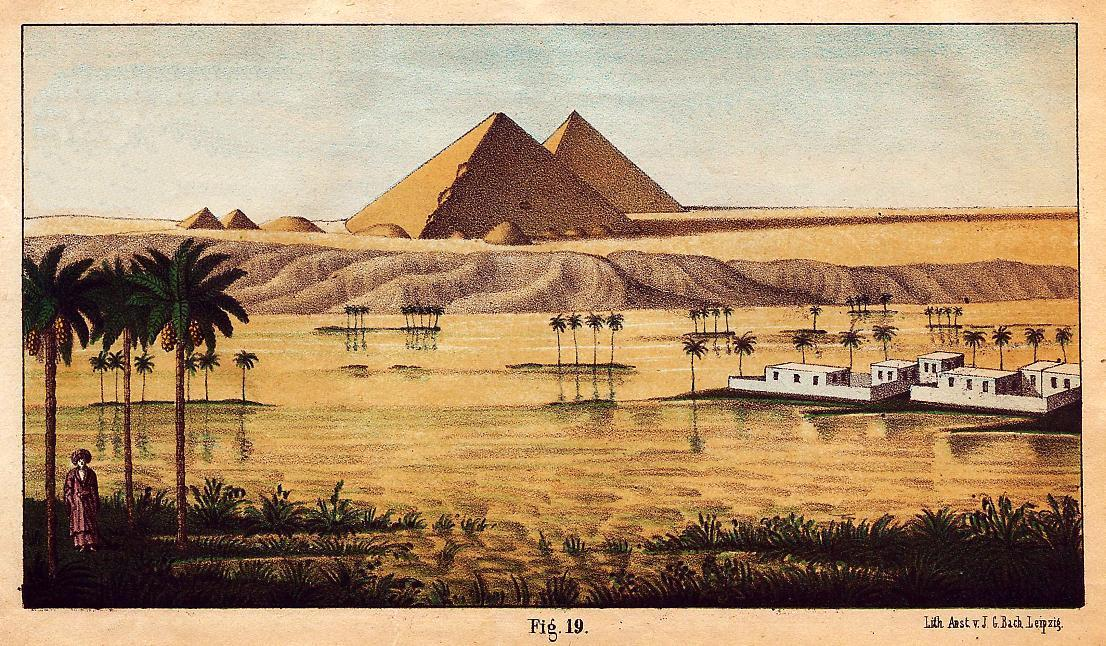
Pyramiden bei Cairo

„Auch in dieser anspruchslosen Erzählung verleugnet sich der scharf beobachtende Naturforscher und der formgewandte Darsteller auf keiner Seite. Das Werkchen gewinnt gerade dadurch ein besonderes Interesse, daß man erkennt, wie Beobachten und Schildern dem natur- und schriftkundigen Mann gleichsam zur Nothwendigkeit geworden war.“

#### Licht- und Schattenbilder aus dem Innern von Java
Erste deutsche Ausgabe:
Licht- und Schattenbilder aus dem Innern von Java. Ueber den Charakter, den Bildungsgrad, die Sitten und Gebräuche der Javanen; über die Einführung des Christenthums auf Java, die Freigebung der Arbeit und andere Fragen der Zeit. Erzaehlungen und Gespraeche, gesammelt auf Reisen durch Berge und Wälder, durch die Wohnungen der Armen und Reichen von den Gebruedern TAG und NACHT, mitgetheilt von Ersterem. Aus dem Holländischen übersetzt von ***. Erstes und Zweites Stück. Amsterdam, Verlag von F. Günst | Leipzig, Comm.: Th. Thomas. 1855. 2 nn. Blatt, 192 S., 2 nn. Blatt, S. (191)–384 (Drittes Stück; Paginierung zu Beginn fehlerhaft), S. (I)–IV (Druckfehler).
Zweite deutsche Ausgabe:
Die Einführung des Christenthums auf Java. Von einem indischen Missionnair. Nach der zweiten verbesserten Auflage aus dem Holländischen übersetzt. Amsterdam, Verlag von F. Günst. 1858. VIII, 384 S. – Der Text beginnt auf Seite 1 mit dem Titel Licht- und Schattenbilder, oder Erzählungen und Gespräche über die Einführung des Christenthums auf Java, sowie Ueber den Charakter, den Bildungsgrad, die Sitten und Gebräuche der Javanen.
Diese zweite deutsche Ausgabe wurde neu herausgegeben von Esther von Krosigk. Edition Classic, VDM Verlag Dr. Müller, Saarbrücken 2008/2016. ISBN 978-3-8364-3797-4.
Das Gedenkboek Franz Junghuhn (S. 339) und die Collectie Hans van der Kamp (KITLV-inventaris 174, S. 36) nennen eine offenbar parallel erschienene Ausgabe, von F. Günst in Amsterdam und von der Stolberg'schen Verlagshandlung in Gotha.
Dritte deutsche Ausgabe:
Licht- und Schattenbilder aus dem Innern von Java. Ueber den Charakter, den Bildungsgrad, die Sitten und Gebräuche der Javanen; über die Einführung des Christenthums auf Java, die Freigebung der Arbeit und andere Fragen der Zeit. Erzaehlungen und Gespraeche, gesammelt auf Reisen durch Berge und Wälder, durch die Wohnungen der Armen und Reichen, zwischen den Gebrüdern TAG und NACHT, mitgetheilt von Dr. F. Junghuhn. Nach der Vierten Holländischen Auflage übersetzt von ***. Amsterdam, Verlag von F. Günst. 1866. VIII, 384 S. Mit einem lithographischen Frontispiz (Porträt des Verfassers mit Faksimile-Signatur). 8°.
Diese Ausgabe ist die erste mit der Nennung des Verfassers; sie gilt als die maßgebliche und wird am häufigsten genannt. Inhaltlich sind alle Ausgaben identisch.

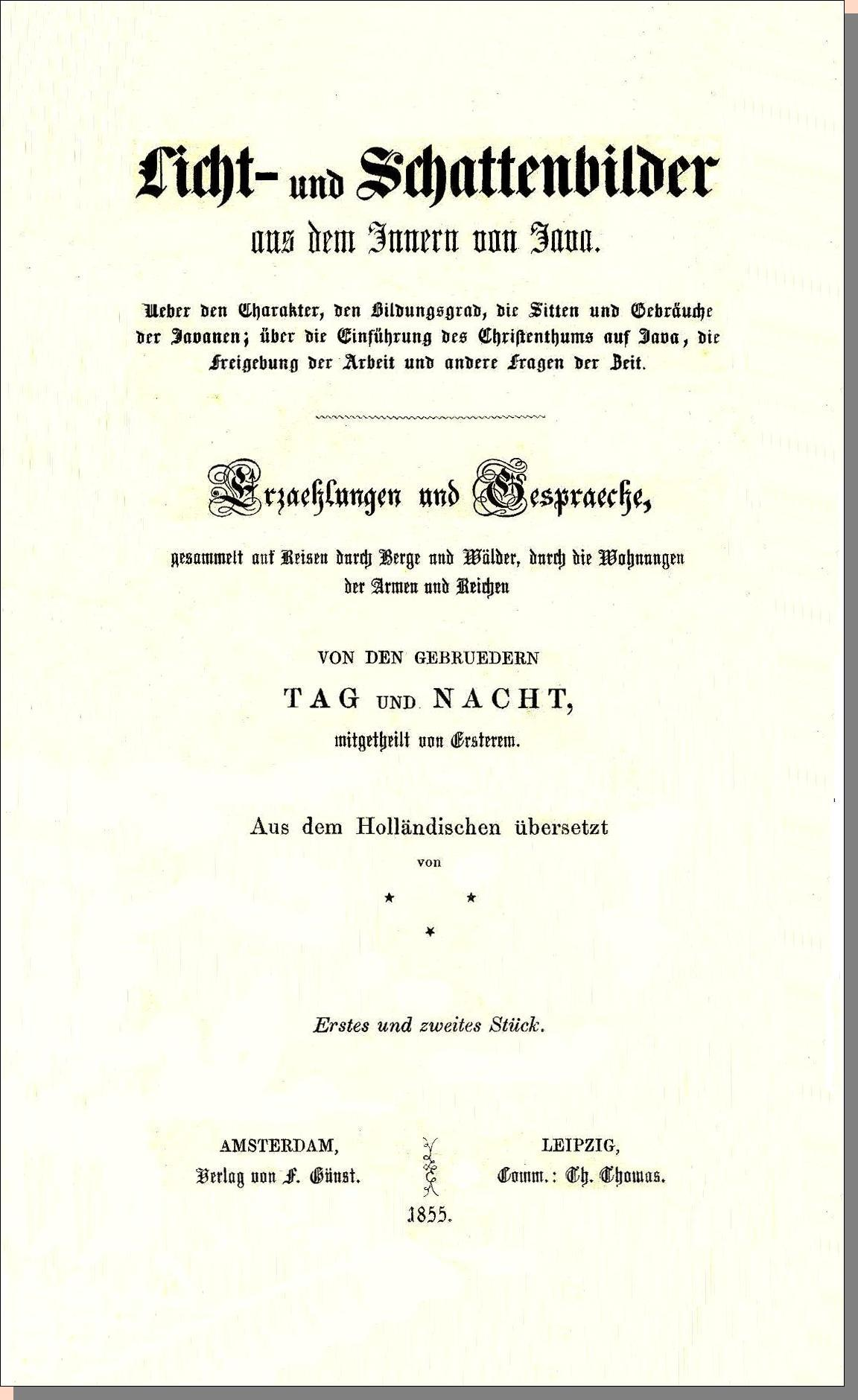
Erste deutsche Ausgabe
Zweite deutsche Ausgabe
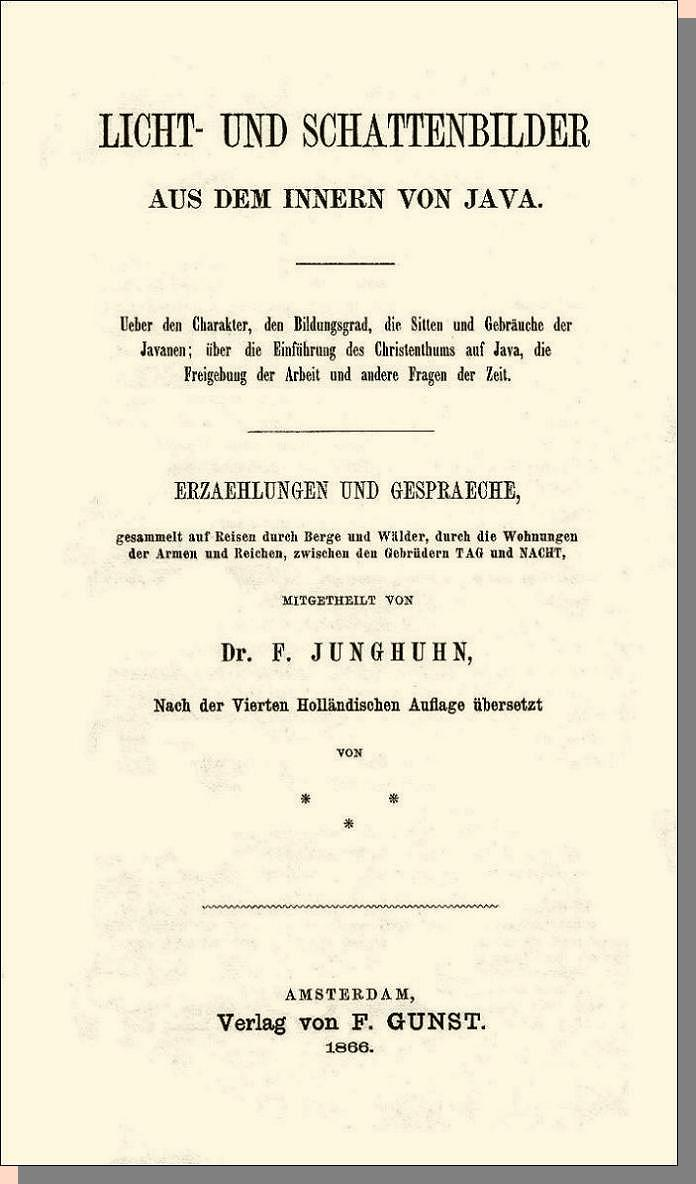
Dritte deutsche Ausgabe

Schon während seiner Gefangenschaft in der Festung Ehrenbreitstein überkam Junghuhn in der Einsamkeit der Gedanke „an das Truggebäude der Pfaffen […] und an die Schreckbilder, die sie der betrogenen Menschheit vormalen.“ Ein späteres Beispiel für seine pantheistische Gesinnung ist die Herabwürdigung des Christentums in einer Fußnote auf S. 136 in seinem Werk Topographische und naturwissenschaftliche Reisen durch Java, entstanden aus der Furcht der ihn begleitenden Javanen bei der Besteigung des Vulkans Merapi, die den „Geist des Berges“ mit Weihrauchdämpfen versöhnen wollten; ein in Richtung Gipfel abgefeuerter wirkungslos gebliebener Gewehrschuss machte dieser Furcht ein Ende: „Ich machte hierbei […] die Bemerkung, daß, so leicht auch der Javane die absurdesten Dinge glaubt, er mit eben der Leichtigkeit seinen Glauben abwirft, wenn man ihn nur von der Nichtigkeit desselben überzeugt. Leider ist dies dem Interesse vieler Pfaffen entgegen, die als Gegner aller Naturforschung es zu ihrem Beruf machen, den Aberglauben zu erhalten und zu mehren, und die auch auf Java, wie bei allen Nationen, ihr Hokuspokus treiben.“
Zu Beginn dieses Artikels ist auf den Charakter Junghuhns hingewiesen worden, einem ehrgeizigen Menschen, der sich schon vor seiner Fahrt nach Ostindien fest vorgenommen hat, allen Angriffen, ob persönlich oder wissenschaftlich, nach besten Kräften zu begegnen und sich auf die Natur zu konzentrieren. 1847 jedoch erschien ausgerechnet in der renommierten botanischen Fachzeitung Flora die von Justus Karl Haßkarl verfasste Rezension seines Buches „Topographische und naturwissenschaftliche Reisen durch Java“, in welcher nicht nur Fehler im Bereich seiner Lieblingsprofession, der Botanik, sondern auch die fehlerhaften verschiedenen Benennungen von gleichen Örtlichkeiten und ganz besonders Junghuhns höhnische, das Examenkollegium in Utrecht betreffenden und seine gegen die Missionare auf Java gerichteten abfälligen Äußerungen mit scharfer Kritik verurteilt wurde. Das muss den leidenschaftlichen Erforscher der Natur hart getroffen haben! Vielleicht hat diese Rezension mit dazu beigetragen, dass Junghuhn seine jahrzehntelang aufgestaute Abneigung des nach seiner Überzeugung mit überkommenen Ritualen praktizierten Christentums mit deutlichen Worten schriftlich zu Papier bringen musste. Und so setzte er sich, trotz der aufwändigen Arbeit an der über drei Meter langen Javakarte, an den Schreibtisch und schuf ein Buch, das mit diesem  Inhalt wohl bis auf den heutigen Tag einmalig geblieben ist: „Licht- und Schattenbilder aus dem Innern von Java“.

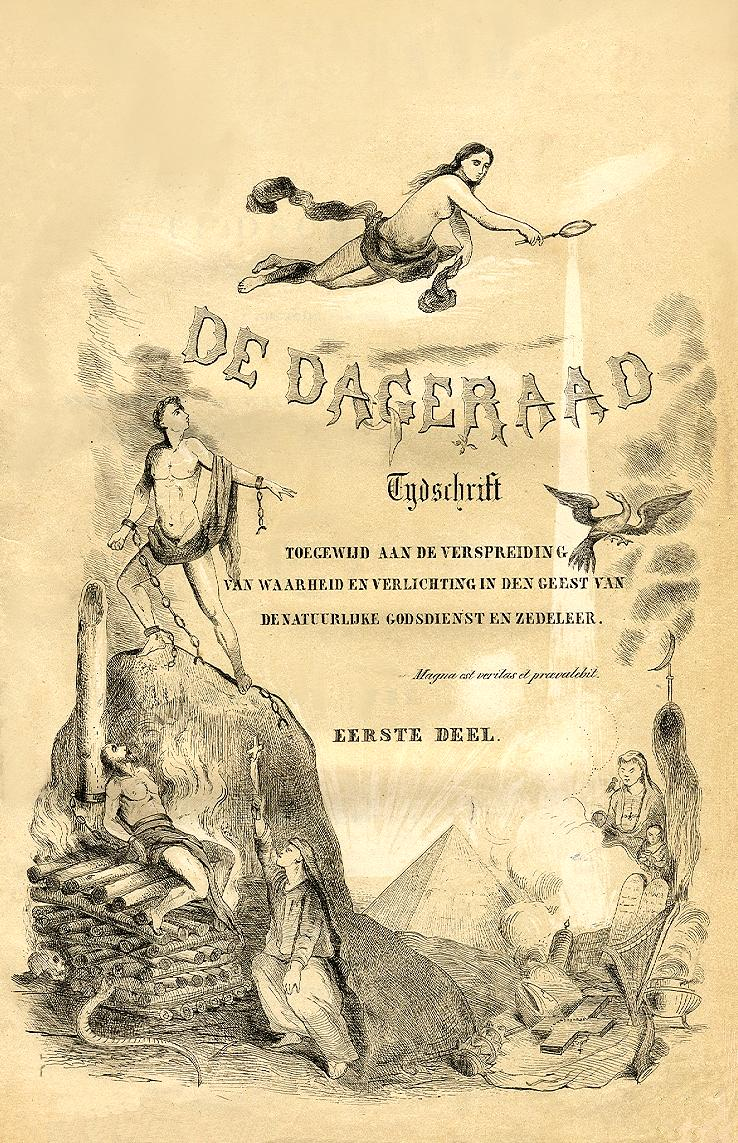
De Dageraad. Umschlagtitel der ersten Ausgabe 1855

Darüber hinaus gründete Junghuhn zur Verbreitung seiner pantheistischen Glaubenseinstellung mit dem gleichgesinnten Amsterdamer Verleger Frans Christiaan Günst die Freidenkerzeitschrift De Dageraad, die erstmals am 1. Oktober 1855 erschien. Ihr Motto lautete: „Magna est veritas et praevalebit“ („Groß ist die Wahrheit, und sie wird sich durchsetzen.“). Diese Zeitschrift war auch dazu gedacht, bei einem strikten Verbot der Veröffentlichung der Licht- und Schattenbilder den Inhalt dieses Buches in Fortsetzungen zu veröffentlichen.
Nach Meinung von niederländischen Publizisten begann mit der Veröffentlichung der Licht- en Schaduwbeelden uit de Binnenlanden van Java das „organisierte Freidenken“ in den Niederlanden. Alle Gegenstände, Normen und Werte können allein in den Offenbarungen der Natur begründet werden und nicht auf den Grundlagen des Christentums. Dies stand im Widerspruch zu dem in den Niederlanden praktizierten Christentum, und so bekam dieses Buch zahlreiche erboste Kritiker.
Zugleich aber meldeten sich ebenso viele Befürworter. Am eifrigsten waren die Brüder der am 26. Mai 1850 vom Freimaurer und Philologen Mozes Salomon Polak in Amsterdam gegründeten irregulären Freimaurerloge „Post Nubila Lux“ (frei übersetzt: „Hinter den Wolken scheint das Licht“). Diese Loge besteht noch heute.
Unzweifelhaft sind die Licht- und Schattenbilder eines der inhaltsreichsten und meistgelesensten Bücher, die jemals über eine pantheistische Glaubenseinstellung geschrieben worden sind. Bis zum Ende seines Lebens veröffentlichte Junghuhn dieses Buch anonym, wohlweislich, dass er sonst von der Mehrzahl seiner Leser getadelt und womöglich sogar verachtet werden könnte. Für seine Glaubensbrüder jedoch wurde dieses Buch zum „Opus magnum“, zur unverzichtbaren „Logen-Bibel“. Das Buch fand einen reißenden Absatz und war binnen weniger Monate vergriffen. Einige Exemplare gelangten auch nach Niederländisch-Indien; sie waren innerhalb von wenigen Tagen verkauft.
Ein literarischer Kunstgriff erster Güte sind die fiktiven diskutierenden Personen während einer Reise durch Westjava. Vier Wissenschaftler werden genannt, die den Materialismus („Morgenrot“), den Deismus („TAG“), den Pantheismus („Abendrot“) und das orthodoxe Christentum („NACHT“) vertreten. Als „TAG“ bezeichnet sich Junghuhn selbst. Sein Kontrahent ist „NACHT“, ein strenggläubiger Vertreter des Christentums. Später kommt noch ein Imam als Vertreter des islamischen Glaubens und der holländische Resident „Praktischman“ als Vertreter der Kolonialregierung zu Wort. Bruder „TAG“ ist überzeugt, dass die Natur allein der Brunnen aller Wahrheiten und die einzige göttliche Offenbarung ist. Er bekennt sich nur „[…] zu der hochgewölbten sternbesäeten Kirche der rechtgläubigen Naturkundigen […].“
Das „Erste Stück“ beginnt mit einer eindrucksvollen Beschreibung einer Abendstimmung im abgelegenen javanischen Dorf Gnurag (= Garung, alle geographischen Ortsbezeichnungen sind rückwärts geschrieben). In der größten Hütte des Dorfes, in welcher sich alle Bewohner versammelt haben, trägt am ersten Abend „NACHT“, am zweiten Abend „TAG“ seine Argumente vor.
Auf den folgenden 60 Seiten liefert „TAG“ in einer Diskussion mit „NACHT“ eine dramatische und geradezu vernichtende Abrechnung mit dem seiner Meinung nach fehlgeleiteten Christentum auf der Grundlage von sorgfältig recherchierten, in Ausübung ihres Glaubens von Christen begangenen Grausamkeiten. Eine geradezu endlose Vielfalt dieser Grausamkeiten zählt er auf, von denen nur wenige hier genannt werden können: Die Verfolgung und Arrestierung des Universalgelehrten Galilei, die Inquisition mit ihren Hexenverbrennungen, die Glaubenskriege und die Bartholomäusnacht mit tausenden von Opfern, das Ablassgeld und andere Betrügereien, bis hin zu Jesus Christus, der gekreuzigt wurde für die Vergebung von begangenen und nach seinem Tod wieder erneut begehbaren Sünden; Gott hätte ihn deshalb nicht für die verdorbene Menschheit, sondern nur für sich selbst geopfert. Auf Seite 27 wird die „Beschwängerung durch einen heiligen Geist“ und die Geburt eines „Gottes“ von einer sterblichen Frau bezweifelt. Das Christentum hätte in seiner Geschichte so viel Leid verursacht, dass es ein einziges Trauerspiel wäre. Und dennoch: In Anbetracht der unendlichen Vielfalt in der Natur, vom Werden und Leben der kleinsten Tiere und dem Sprießen der kleinsten pflanzlichen Keime bis zu den geordneten Bahnen der Himmelskörper im Weltall, von denen offenbar nur die Erde von Gott besucht worden ist und nur ein Bruchteil der darauf lebenden Menschen ihn anbeten würden, glaubt auch „TAG“ an die Existenz eines höheren Wesens. Auch er nennt dieses höhere Wesen „Gott“, jedoch nicht als Christ, sondern im Sinne eines rechtgläubigen Naturwissenschaftlers als Schöpfer der Natur.
Entschieden wendet sich „TAG“ gegen die Einführung des Christentums auf Java; diese würde sich nur störend auf das friedvolle Zusammenleben der Bevölkerung mit der Natur auswirken. Die vom Christentum gepredigte Nächstenliebe würden die Javaner längst praktizieren, und mit anderen Religionen wie dem Islam käme es zu Konflikten. Wie recht er mit dieser weisen Voraussicht hat! „NACHT“ versucht die strenge katechistische Lehre dagegen zu halten, sieht eine zivilisatorische Überlegenheit der christlichen Völker, bedauert die Javaner wegen ihres finsteren Aberglaubens und wird schließlich doch von „TAG“ bekehrt.
Für den Naturwissenschaftler sind jedoch weniger die das Christentum betreffenden Diskussionen zwischen „TAG“ und „NACHT“, als vielmehr die geographisch-ethnologischen Beiträge von Interesse, die zweifellos während Junghuhns mit von Richthofen unternommenen Reise durch Westjava entstanden sind. Urplötzlich wird die friedliche Idylle im Dorf Gnurag (= Garung) von einem eingedrungenen Tiger aufgeschreckt, der von „TAG“ erlegt werden kann, was eine dramatische Entladung des Hasses der wehrlosen Dorfbewohner auf das Tier zur Folge hat. Diese Schilderungen und Junghuhns Erlebnisse mit den javanischen Begleitern geben Einblicke in die Mentalität der einheimischen Bevölkerung.
Im „Zweiten Stück“ wird ausführlich ein Gamelan-Orchester beschrieben. Die Auseinandersetzung zwischen „TAG“ und „NACHT“ ist aber noch nicht ausgefochten. Auf den Seiten 107 bis 112 versucht Bruder „NACHT“, die Dorfbewohner mit dem seiner Ansicht nach rechten Glauben des Christentums mit einem „Evangelium“ zu überzeugen. Prompt erwidert „TAG“ mit einer einleuchtenden Gegendarstellung. Zur Bestätigung, dass nur ein wissenschaftlich tätiger Naturforscher im rechten Glauben handeln würde, breitet er vor sich seine Instrumente aus: ein Erd- und Himmelsglobus, einen Sextant und künstlichen Horizont, ein Fernrohr, ein Chronometer, ein Barometer, ein Thermometer, ein Psychrometer, einen Kompass, einen künstlichen Magnet, ein Mikroskop, ein Aräometer von Nicholson, ein dreiseitiges Prisma, eine tragbare Camera Obscura, einen daguerreotypischen Apparat, einen Kasten mit chemischen Reagentien „und ähnliche Instrumente der angewandten Wissenschaft […].“
Es folgt, mit einem eigenen vorgebundenen Titelblatt, „Das Evangelium von TAG: Kurze Entwickelung der naturgemaessen Religion und Sittenlehre, oder Glaubensbekenntnisse eines rechtglaeubigen Menschen. In 25 Hauptgrundsaetzen.“ (mit Epilog: S. 117–188). Dieses „Evangelium“ kann als ein Zeichen für die unerschütterliche Entschlossenheit Junghuhns gewertet werden, mit gewichtigen Argumenten, in denen auch Gott als Schöpfer der Natur eine wichtige Rolle spielt, seinen Glauben als Naturwissenschaftler zu rechtfertigen: Eindringlicher und überzeugender kann eine pantheistische Glaubenseinstellung nicht dargestellt werden!
Ab Seite 191 wird zunächst das fiktive Gespräch zwischen „TAG“ und „NACHT“ fortgesetzt. Danach erreicht „TAG“ (respektive Junghuhn) den Gipfel seines literarischen Könnens in seinen unübertroffenen Darstellungen der Natur: Ein brennendes Alang-Alang-Feld in mittäglicher Sonnenglut, ein Hochwasser („Bandjer“), dem man mit knapper Not entrinnen kann, die Pflanzen- und Tierwelt unweit der Südküste, ein Küstendorf am Meeressaum mit tosender Brandung und ein „Schlachtfeld“ am Strand mit hunderten Kadavern von Riesenschildkröten, die von Rudeln wilder Hunde mit vereinten Kräften auf den Rücken gedreht und bei lebendigem Leib gefressen werden. Mitten hinein in dieses grausige Geschehen springt ein Tiger aus dem nahen Gebüsch, der jedoch von „TAG“ und „NACHT“ gleichzeitig abgefeuerten Schüssen nicht erlegt werden konnte. In krassem Gegensatz dazu folgt ein prunkvolles javanisches Hochzeitsfest und eine Wanderung zum einsamen Bergsee Nagnetap (= Telaga Patengan). Ein Gegenstück zur Abendstimmung ist die ebenso eindrucksvolle Schilderung einer Morgenstimmung.
Ein lesenswerter ausführlicher Beitrag im Glaubensbekenntnis von Bruder „Abendroth“ über die natürliche Entwicklung durch Paarung der besten Zuchtexemplare und diese Abstammungstheorie nicht nur für die gesamte Tierwelt, sondern auch für das am höchsten entwickelte Wesen, den Menschen zutrifft, hat dazu geführt, dass Junghuhn ein Vorläufer Darwins genannt wird. Nicht zu Unrecht: Diese Gedanken hat Junghuhn in den Licht- und Schattenbildern fünf Jahre vor Darwins „Entstehung der Arten“ veröffentlicht.
Den Schluss dieses Buches bilden naturwissenschaftliche Themen, stets verflochten mit den Gegebenheiten und Erscheinungen der Natur, in den Glaubensbekenntnissen der Brüder „Abendroth“ und „Morgenroth“. Im Gegensatz zu anderen humaneren Zeitgenossen ist „TAG“ der Meinung, dass auch die bedürfnislosen Javaner, die in abgelegenen Gebirgsdörfern imstande sind, von den Dorfwäldchen und dem Urwald „von der Hand in den Mund“ zu leben, im Dienst der Regierung für die Arbeit in Plantagen eingesetzt werden sollten. Hier meldet sich der erfahrene holländische Resident „Praktischman“ zu Wort; als begeisterter Mitstreiter unterstützt er „TAG“ mit plausiblen Argumenten.
Erbitterte Gegner und begeisterte Anhänger machten dieses Buch zu Junghuhns „Bestseller“. Die heftigen Angriffe des niederländischen Klerus gegen den Leidener Verleger Jacobus Hazenberg nötigten Junghuhn zu folgenden Worten: „Ich erkläre deshalb, als vollkommen übereinstimmend mit der Wahrheit, dass der Verleger ganz unbekannt ist mit dem Inhalte dieser Schrift, dass dieselbe auf meine Kosten herausgegeben worden ist und dass ich allein für den Inhalt verantwortlich bin.“ (Vorwort S. VII). Es half nichts: Mit der Veröffentlichung der „Verfehlungen“ des Christentums entfachte Junghuhn in den Niederlanden einen so heftigen Sturm von Entrüstungen, dass er einen neuen Verleger suchen musste. Der Rest des Buches und alle späteren Ausgaben wurde von Frans Christiaan Günst verlegt, ausgenommen die letzte, die zwei Jahre vor seinem Tod erschien.
Junghuhns Ernennung zum „Ritter des Ordens des Niederländischen Löwen“ soll von der Regierung tief bedauert worden sein. Dennoch fand dieses Buch in den Niederlanden so viele Anhänger, dass bis zum Jahre 1883 sieben Auflagen ediert werden konnten. Von den deutschen Anhängern sei nur der Philosoph und Freidenker Ernst Haeckel genannt: Obwohl dieses Buch „wegen der darin enthaltenen Schmähungen und Herabsetzungen des Christenthums“ in Österreich, Sachsen und anderen deutschen Staaten verboten war, schrieb er auf Seite 255 seines Buches Aus Insulinde. Malayische Reisebriefe (1. Auflage, Bonn 1901): „Der Verfasser (…) zeigt einleuchtend, wie wenig die abstracten Lehren des Christenthums und die Dogmen seines Wunderglaubens geeignet sind, auf dem fremdartigen Boden des Malayischen Geisteslebens erfreuliche Früchte reifen zu lassen.“ Unter den zahlreichen holländischen Lesern kann der heftige Kritiker des Kolonialsystems Eduard Douwes Dekker, besser bekannt als Multatuli, genannt werden.
Rezension:
In der deutschsprachigen Bibliographie ist die überwiegend negative Buchbesprechung im Werk Franz Junghuhn. Biographische Beiträge zur 100. Wiederkehr seines Geburtstages von Max C. P. Schmidt auf den Seiten 143 bis 148 am ausführlichsten. Weitere Rezensionen sind dem Verfasser nicht bekannt.
Wertvolle Ergänzungen liefert das Kapitel Glaubensbekenntnis in Renate Sternagels Buch Der Humboldt von Java (S. 268 bis 273).

### Versuch einer chronologischen Junghuhn-Bibliographie
Es wurden nur gedruckte Veröffentlichungen aufgenommen, ohne Anspruch auf Vollständigkeit.
Die Titel der Hauptwerke sind in Fettdruck hervorgehoben.
Das Zeichen (↑) weist darauf hin, dass diese Veröffentlichung im Kapitel „Hauptwerke“ beschrieben ist.
1830
- Observationes mycologicae in species Fungorum tam novas tam male cognitas. Auctore Francisco Junghuhnio. Med. Stud. (Cum tabulis VI. et VII.). In: Linnaea. Ein Journal für die Botanik in ihrem ganzen Umfange. Hrsgg. von D. F. L. von Schlechtendal. 5. Band. Berlin 1830. Gedruckt auf Kosten des Herausgebers. In Commission bei L. Oehmigke. S. 388–410. – Hierzu die lithographischen Tafeln VI. und VII. – PDF-Datei: biodiversitylibrary.org (Stand 18. Januar 2014)

1834
- Flucht nach Afrika. Beschrieben von Franz Junghuhn. 1834. In: Max C. P. Schmidt: Franz Junghuhn. Biographische Beiträge zur 100. Wiederkehr seines Geburtstages. Dürr, Leipzig 1909. S. 157–314 [„Übersicht des Inhalts“ S. (159)–160].

Flucht nach Afrika ist Junghuhns erstes Reisewerk. In einem Brief aus Weltevreden, datiert 4. Dezember 1835, schrieb Junghuhn an seinen Freund Philipp Wirtgen: „Mein Manuscript: Reise nach Afrika, habe ich in Harderwyk völlig umgearbeitet und kurz vor meiner Abreise dem Herrn Prof. Blume in Leyden, mit dem ich in Correspondenz bleibe, übergeben. Vielleicht wird es noch gedruckt.“
Carl Ludwig Blume hat dieses Manuskript nicht zum Druck weitergegeben. Vielleicht entsprach der Inhalt, der u. a. von einem Gefangenen, einem Flüchtling und einem Fremdenlegionär berichtet, nicht den Vorstellungen eines hoch angesehenen Professors der Naturwissenschaften. Für Junghuhns Angehörige war es zu bedauern, dass Blume dieses informative Manuskript nicht nach Mansfeld geschickt hat. Erst im Jahre 1850, zu einer Zeit, in welcher von seinen Eltern nur noch die Mutter am Leben war, hat Junghuhn eine korrigierte Fassung seiner Schwester Albertine in Fischbach übergeben (vgl. Max C. P. Schmidt: Franz Junghuhn, S. 120).
1836
- Mittheilungen aus Java von Herrn Dr. Franz Junghuhn, aus seinen Briefen zusammengestellt von Hrn. Oberlehrer Ph. Wirtgen in Coblenz. In: Flora oder allgemeine botanische Zeitung. Unter besonderer Mitwirkung der Herren … [u. a. Junghuhn und Wirtgen], im Auftrage der königl. bayer. botanischen Gesellschaft zu Regensburg hrsgg. von David Heinrich Hoppe und August Emanuel Fürnrohr. XIX. Jahrgang, II. Band. Nro. 47. Regensburg, am 21. December 1836. S. 743–752. – Digitalisat: books.google.de (abgerufen am 17. November 2016).

Schreiben an Ph. Wirtgen, datiert Weltevreden, 4. December 1835. S. 743–746 [Reisebericht der Überfahrt von Hellevoetsluis nach Batavia, Eindrücke während der ersten 1 ½ Monate in Batavia].
Schreiben an Theodor Friedrich Gottlieb Nees von Esenbeck in Bonn, datiert Djocjokarta am 13. Juli 1836. S. 747–750 [Beschreibung der Umgebung von Djocjokarta, Reise in das sogenannte „Südgebirge“, über das Wachstum der Pilze im tropischen Klima].
Schreiben an Ph. Wirtgen, datiert Djocjokarta, 11. Juli 1836. S. 750–752 [u. a. über die Fertigstellung eines Albums mit 12 kolorierten pittoresken Ansichten Java’s].
1838
- Goenong Salak. In: Tijdschrift voor Neêrland's Indië, 1e jaarg. 1838, deel II, S. 486–507. Batavia, ter Lands-Drukkerij. Mit einer Abbildung auf S. 506 (Einsturz der Nordseite des Gipfels Djoerang Tjiapoes im Jahr 1699; vermutlich Junghuhns früheste Skizze eines Vulkans). – PDF-Datei: rhinoresourcecenter.com (abgerufen am 17. November 2016).

1839
In einem Brief an Philipp Wirtgen, datiert Weltevreden, den 4. Dezember 1835, schrieb Junghuhn voller Begeisterung: „Hier, Freund, gibt's zu botanisiren! hier gibt's auch Pilze! […] Mein Zweck ist, eine synoptische Flora Java's zu schreiben, die alle Gewächse der indischen Eilande umfaßt. […] Von den Pilzen mahle ich alle Species ab; und bearbeite die Familie besonders genau. Ich bin gewillt, sie, als ein Gegenstand meiner speciellen Vorliebe, dereinst in ein apartes Werk ans Licht zu bringen.“ – Die folgenden Abbildungen sind typisch für Junghuhn in jener frühen Zeit, in welcher er noch immer ein begeisterter Botaniker mit dem bevorzugten Thema Mykologie gewesen war. Junghuhn hat die Pilzzeichnungen der Praemissa in floram cryptogamicam Javae Insulae im November 1837 und März 1838 an Nees nach Bonn gesandt mit der Bitte, dieselben auf Kosten der Batavischen Gesellschaft für Künste und Wissenschaften lithographieren zu lassen; er konnte nicht wissen, dass diese Sendungen den todkranken Empfänger nicht mehr erreichen werden. Dieser Versand nach Deutschland geschah mit Zustimmung und Unterstützung Fritze's, der den Wert dieser Arbeit erkannt und an dessen Veröffentlichung so interessiert war, dass er selbst einen Brief an Nees mit der Bitte um Nachricht über den Fortgang der Arbeit gesandt hat. Wer sich nun daraufhin um die Erledigung der Lithographien und dessen Rücksendung nach Batavia bemüht hat, ist nicht bekannt; vieles spricht dafür, dass es Wirtgen war.
Der Druck der Tafeln in Deutschland hat dazu geführt, dass in Batavia zahlreiche Exemplare der Verhandelingen mit teilweise fehlenden oder sogar ohne Tafeln veröffentlicht wurden. Mit den nachfolgend lückenlos wiedergegebenen Tafeln können diese Exemplare vervollständigt werden.
- Praemissa in floram cryptogamicam Javae Insulae. Fasc. I. Continet enumerationem fungorum, quos in excursionibus per diversas Javae regiones hucusque observavit Franciscus Junghuhnius. Accedunt tabulae lithographicae. In: Verhandelingen van het Bataviaasch Genootschap van Kunsten en Wetenschappen, XVIIde deel. Batavia, der Lands Drukkerij, 1839. S. (1)–86 [Anhang hinter S. 288]. Mit 15 (14 farbigen) lithographischen Tafeln [Javanische Pilze. Eine Fortsetzung ist nicht erschienen]. Digitalisat: biodiversitylibrary.org (Stand 17. April 2022)

Aus Junghuhns Ergebnissen als Mykologe im Jahr 1837
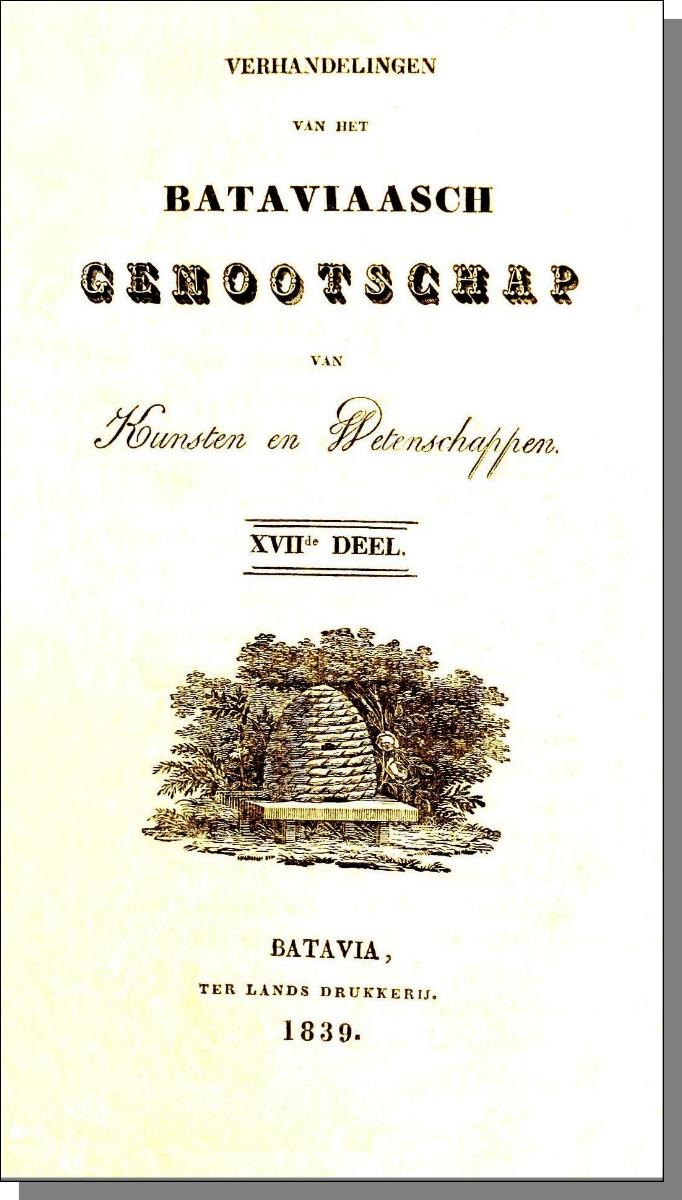
Titel der „Verhandelingen“ mit Junghuhns Aufsatz Praemissa in floram …
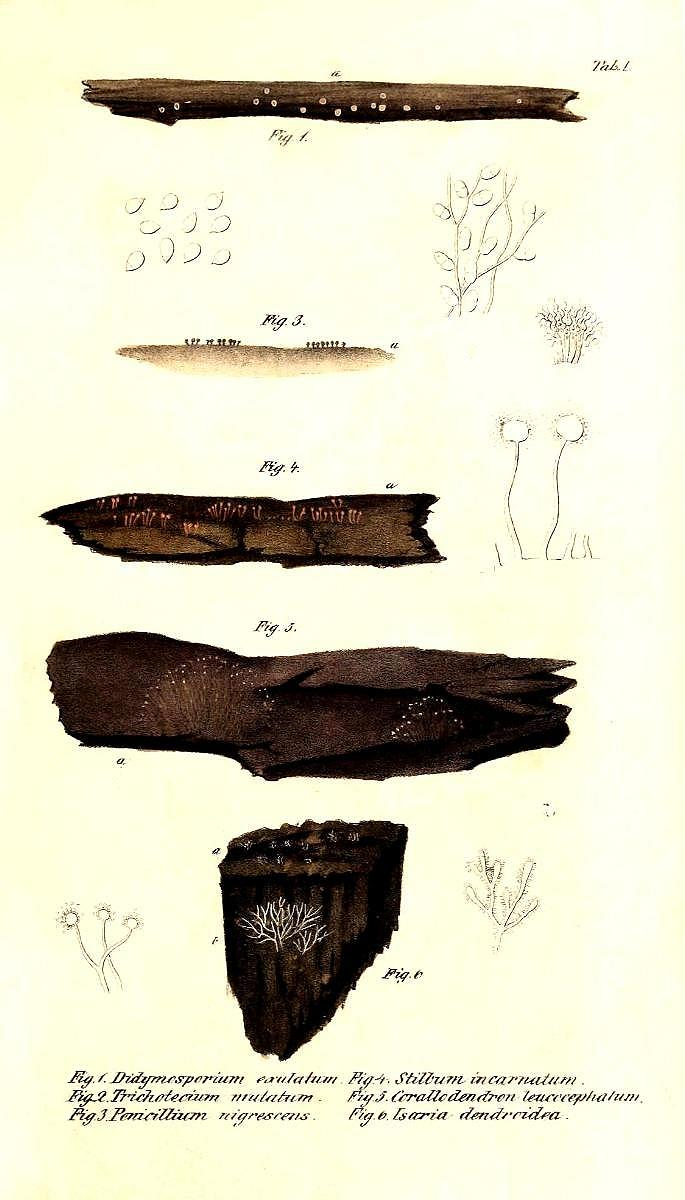
Praemissa in floram cryptogamicam Javae Insulae, Tab. I
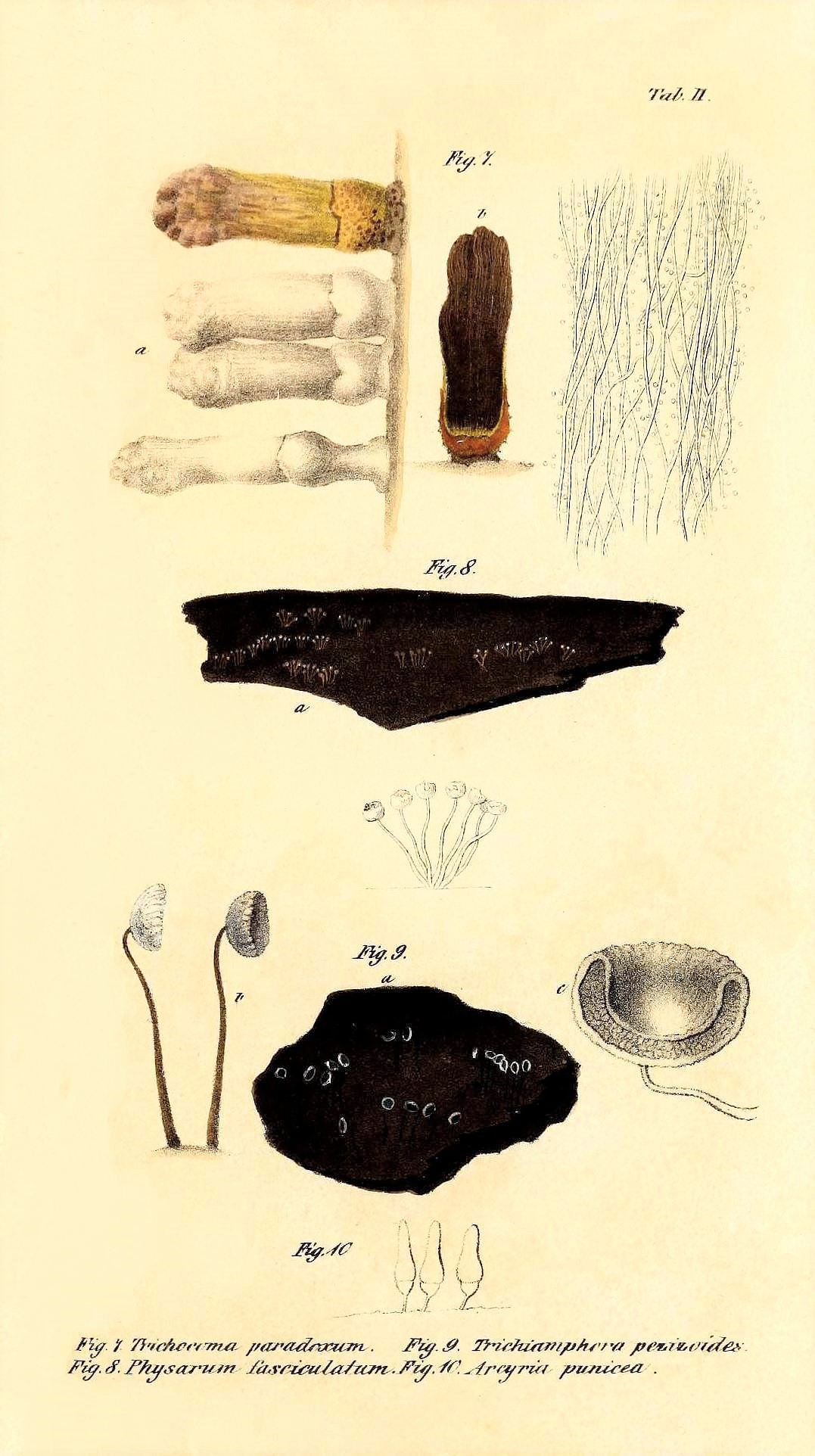
Praemissa in floram cryptogamicam Javae Insulae, Tab. II
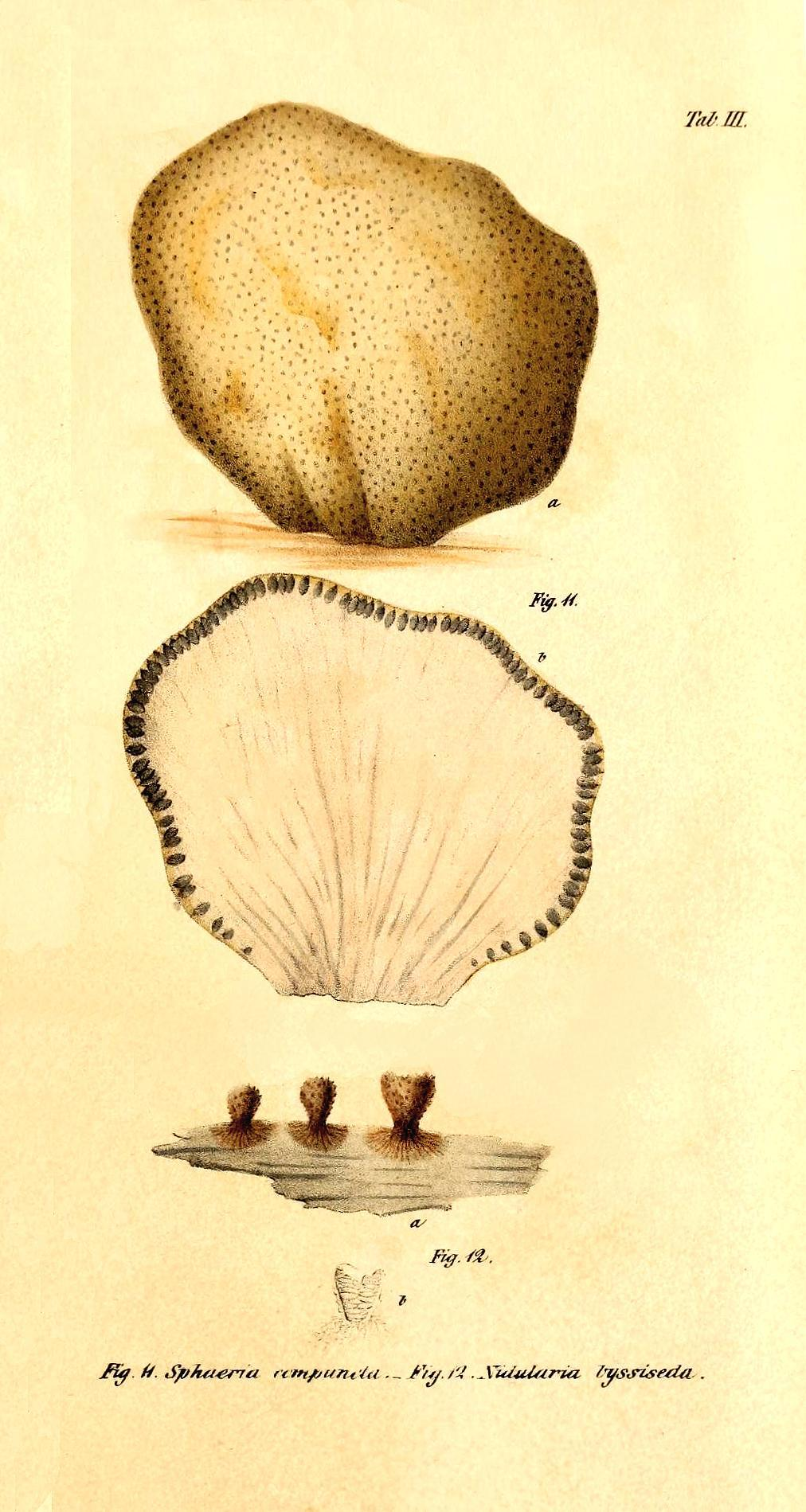
Praemissa in floram cryptogamicam Javae Insulae, Tab. III

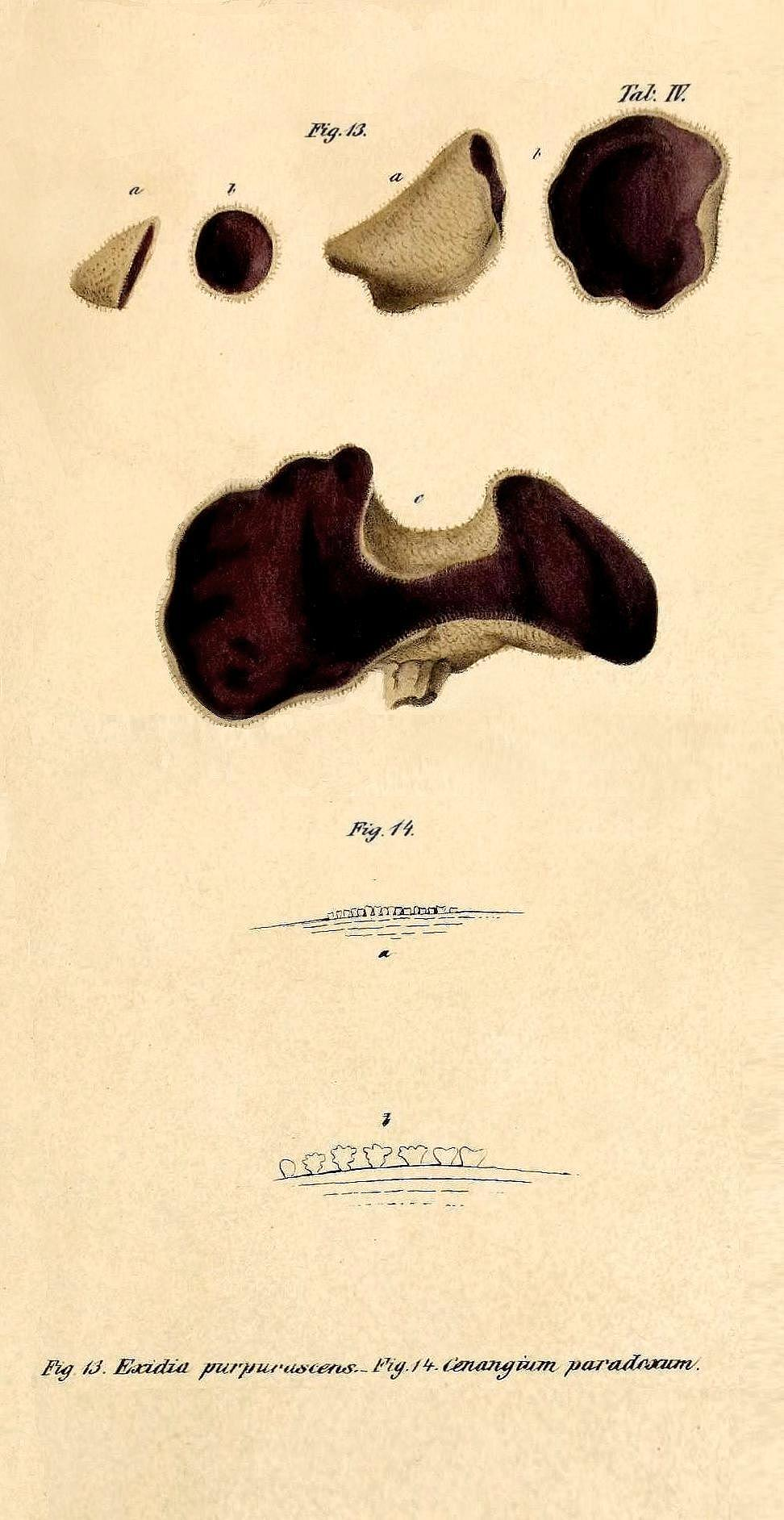
Praemissa in floram cryptogamicam Javae Insulae, Tab. IV
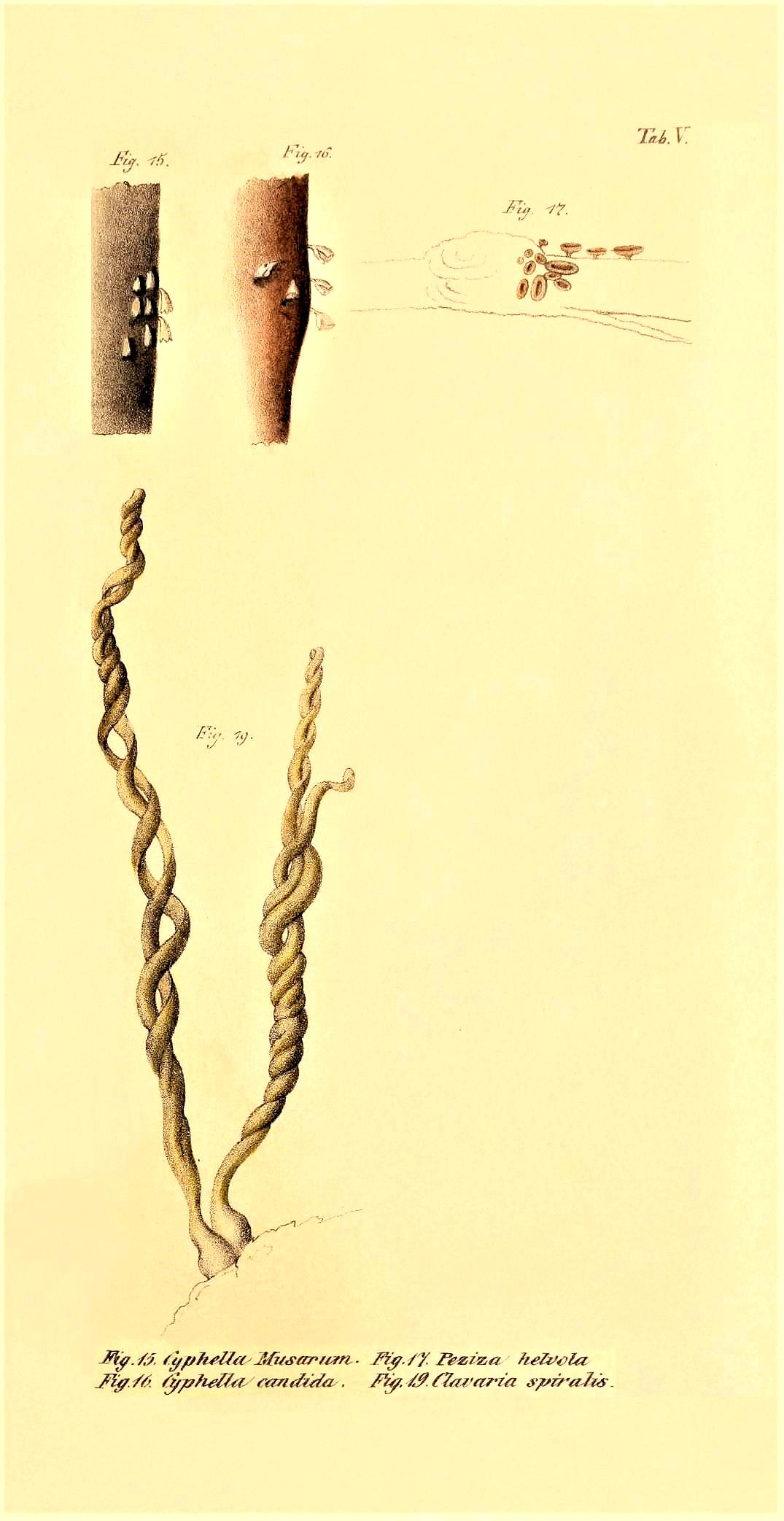
Praemissa in floram cryptogamicam Javae Insulae, Tab. V
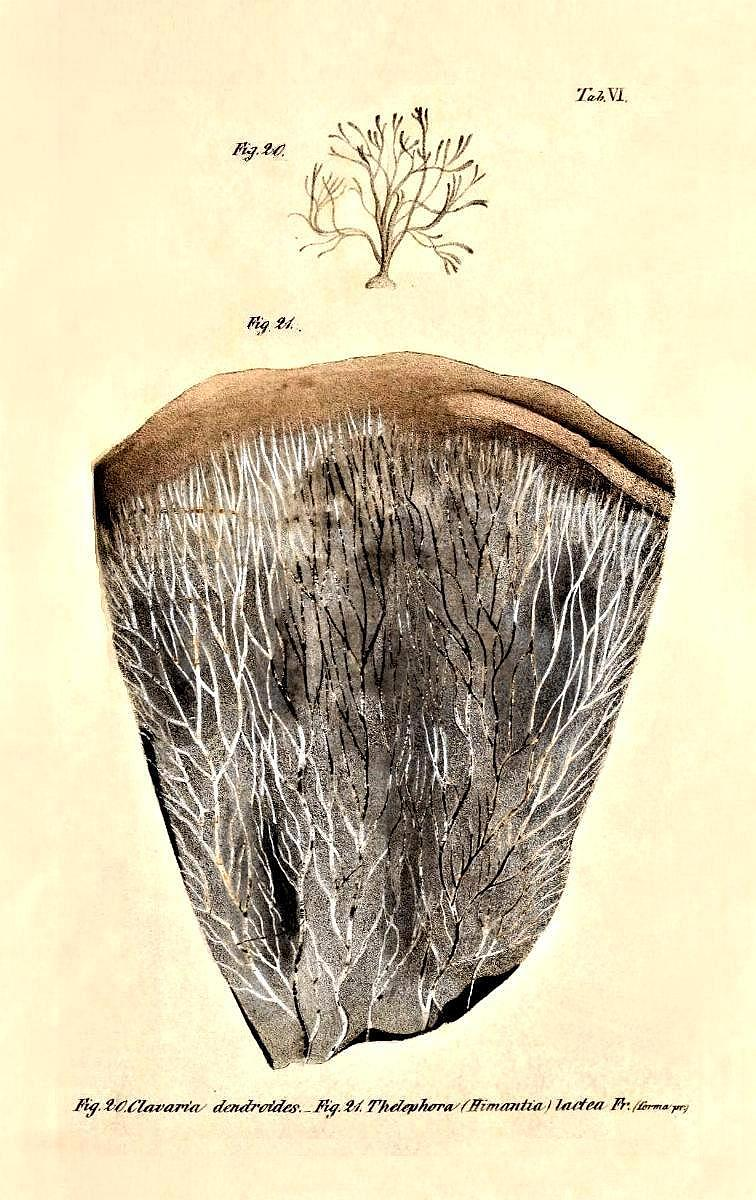
Praemissa in floram cryptogamicam Javae Insulae, Tab. VI
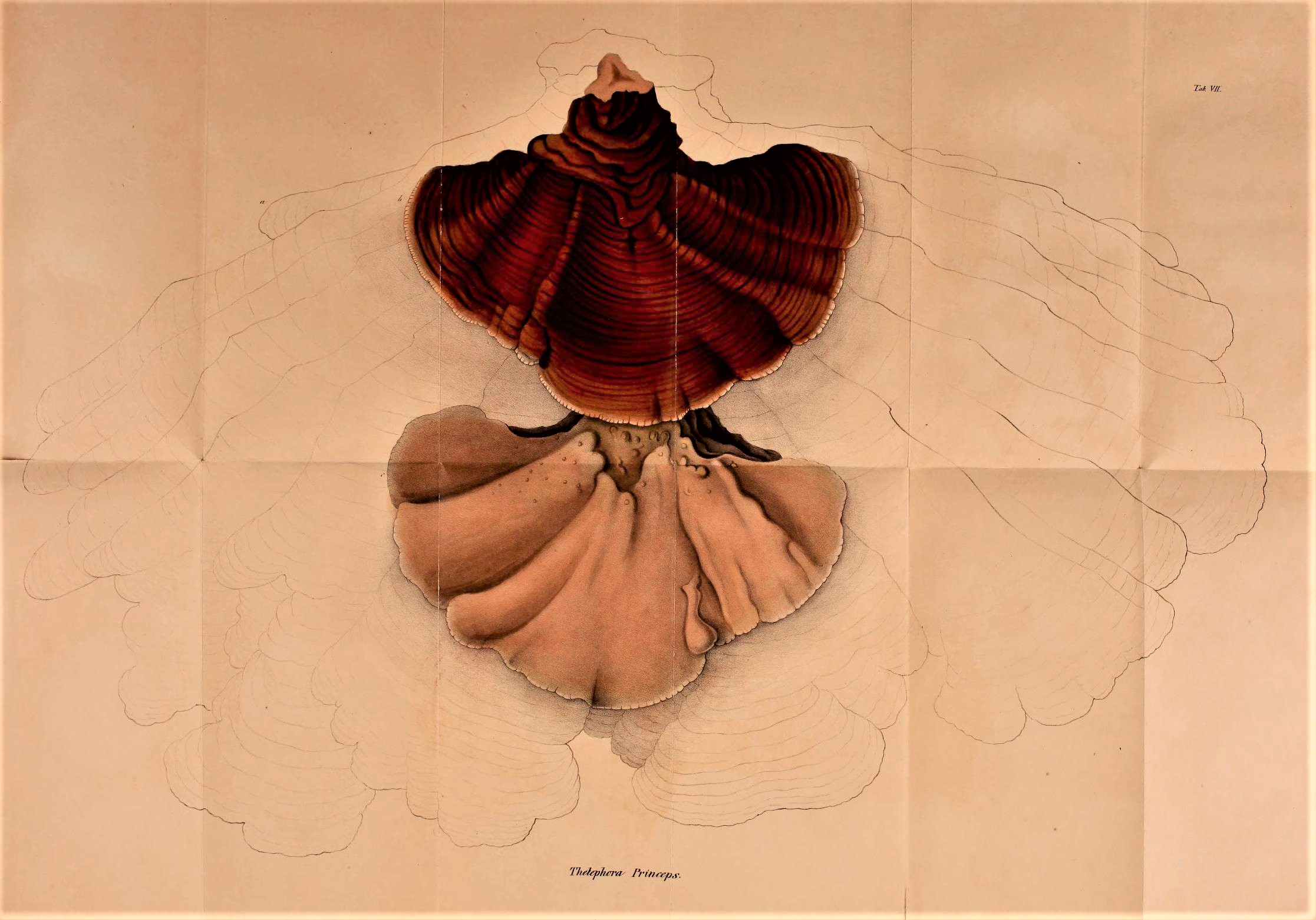
Praemissa in floram cryptogamicam Javae Insulae, Tab. VII

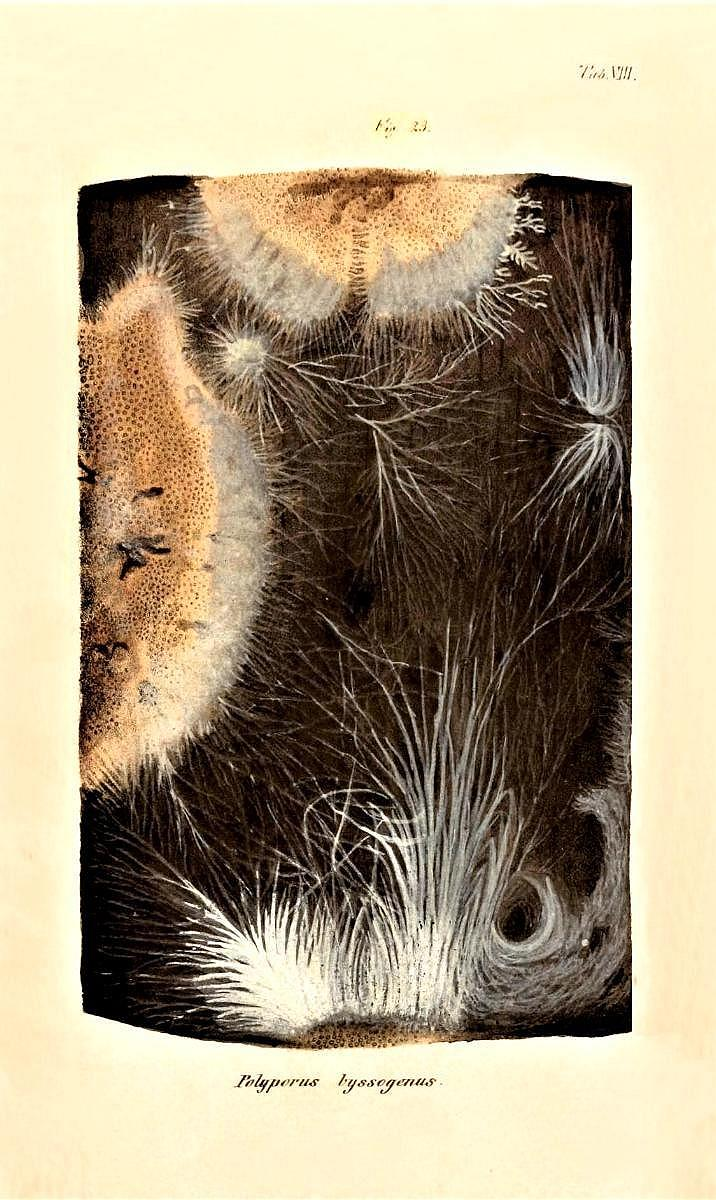
Praemissa in floram cryptogamicam Javae Insulae, Tab. VIII
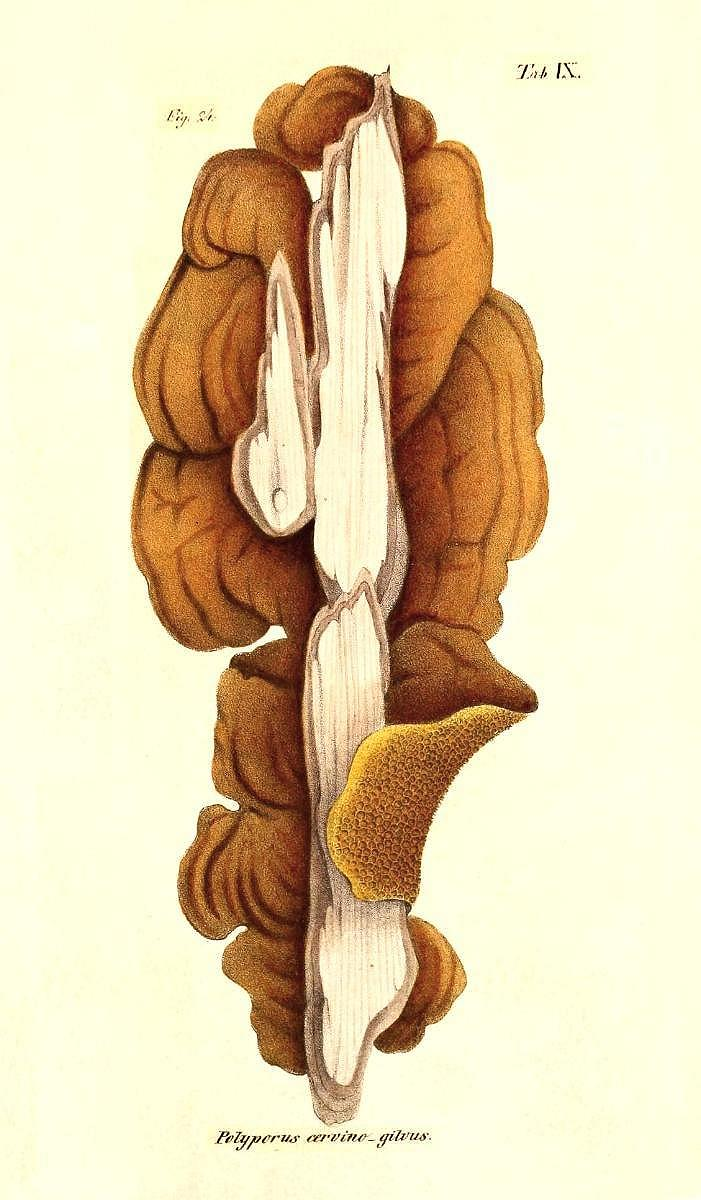
Praemissa in floram cryptogamicam Javae Insulae, Tab. IX
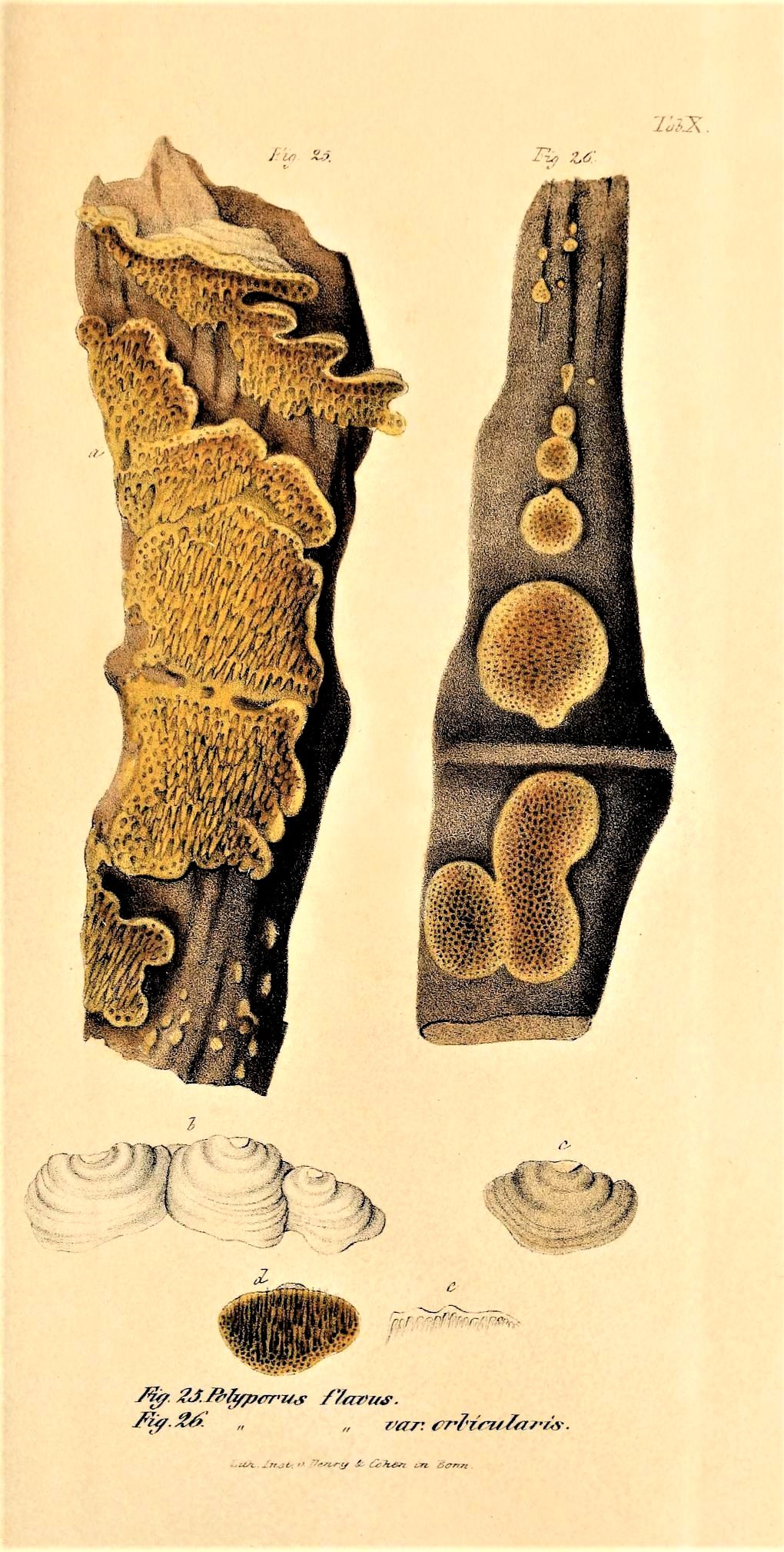
Praemissa in floram cryptogamicam Javae Insulae, Tab. X
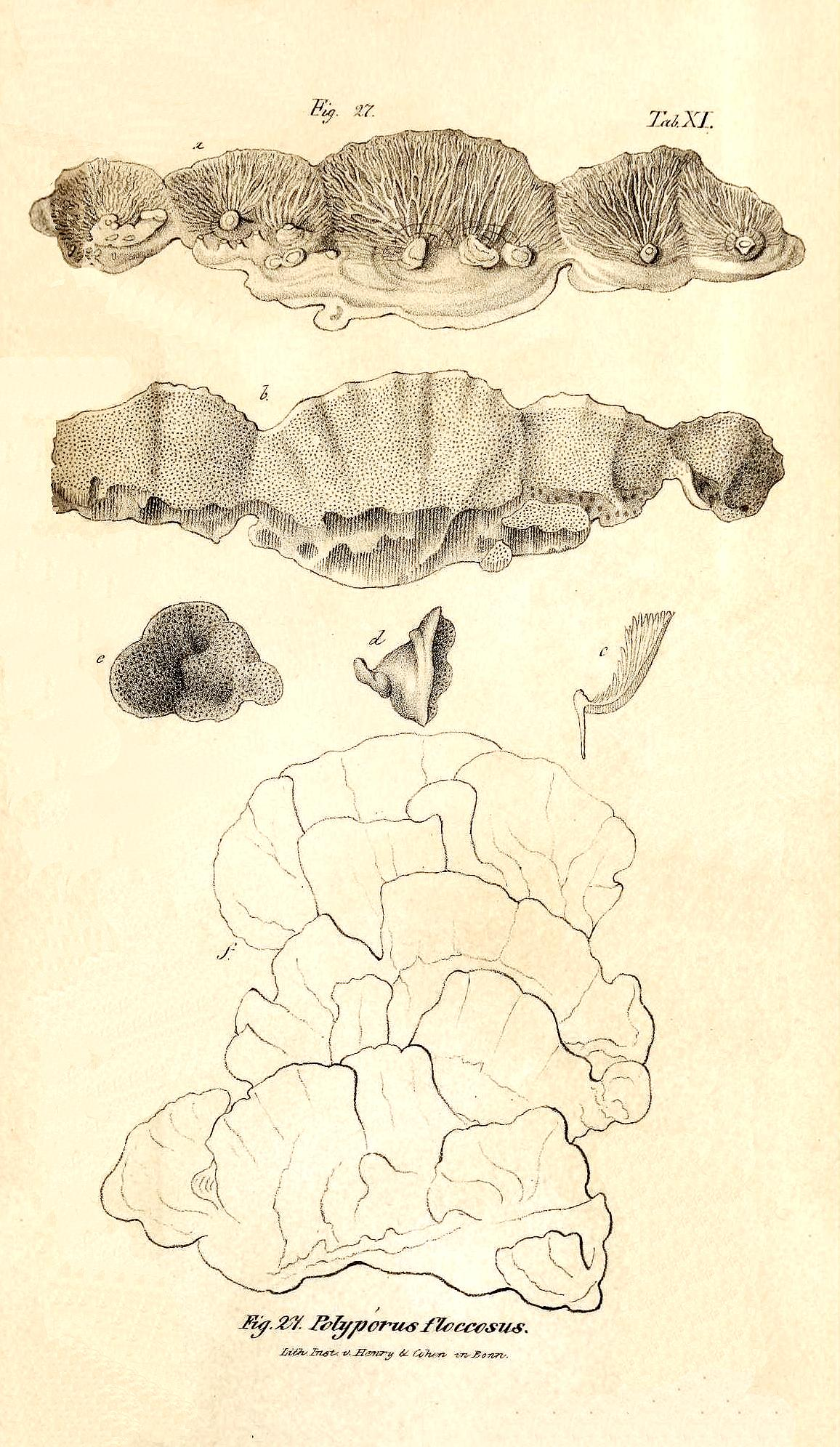
Praemissa in floram cryptogamicam Javae Insulae, Tab. XI

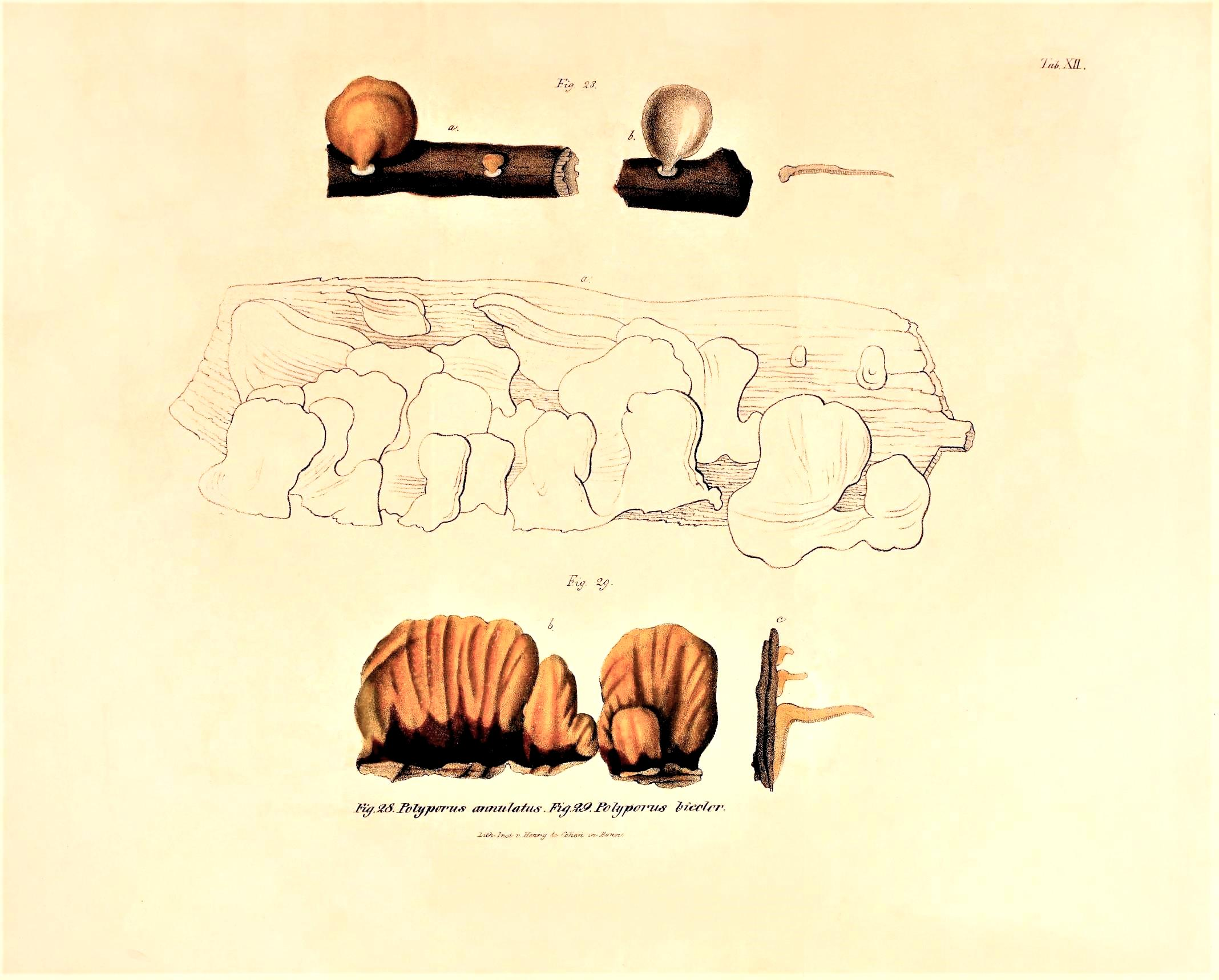
Praemissa in floram cryptogamicam Javae Insulae, Tab. XII
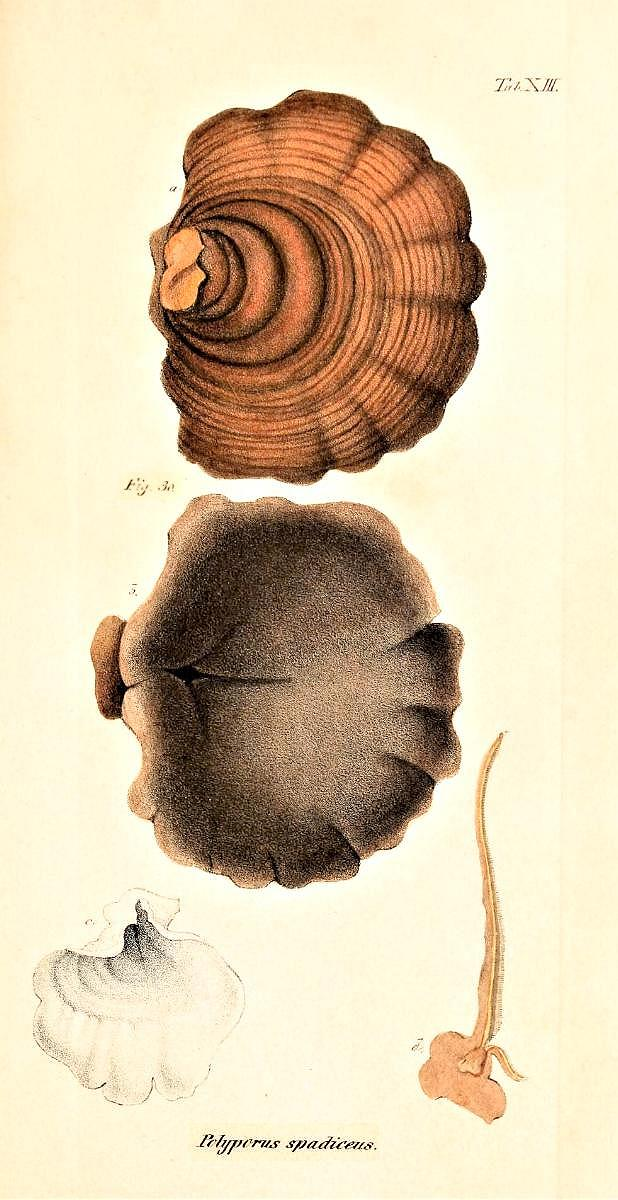
Praemissa in floram cryptogamicam Javae Insulae, Tab. XIII
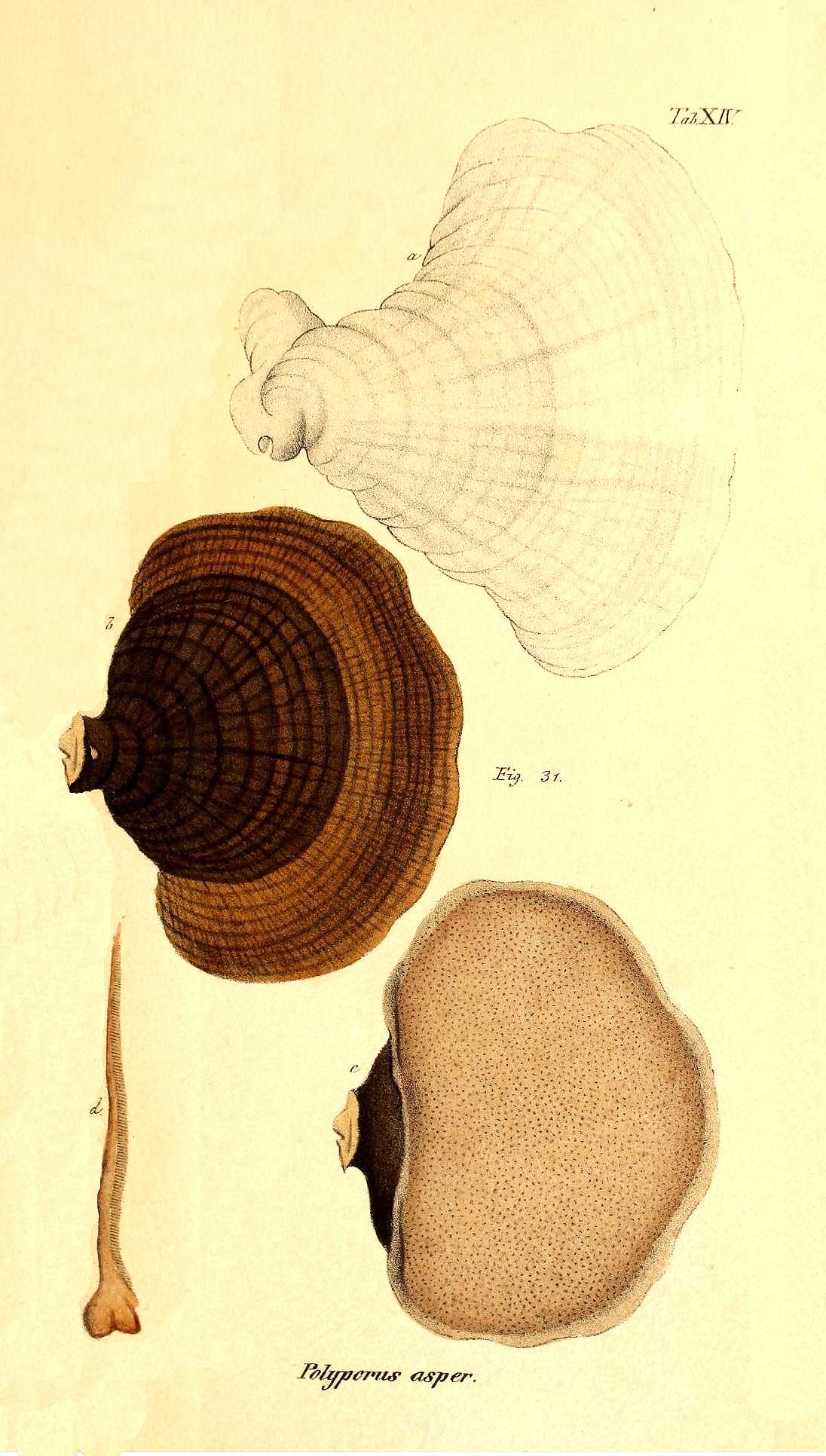
Praemissa in floram cryptogamicam Javae Insulae, Tab. XIV
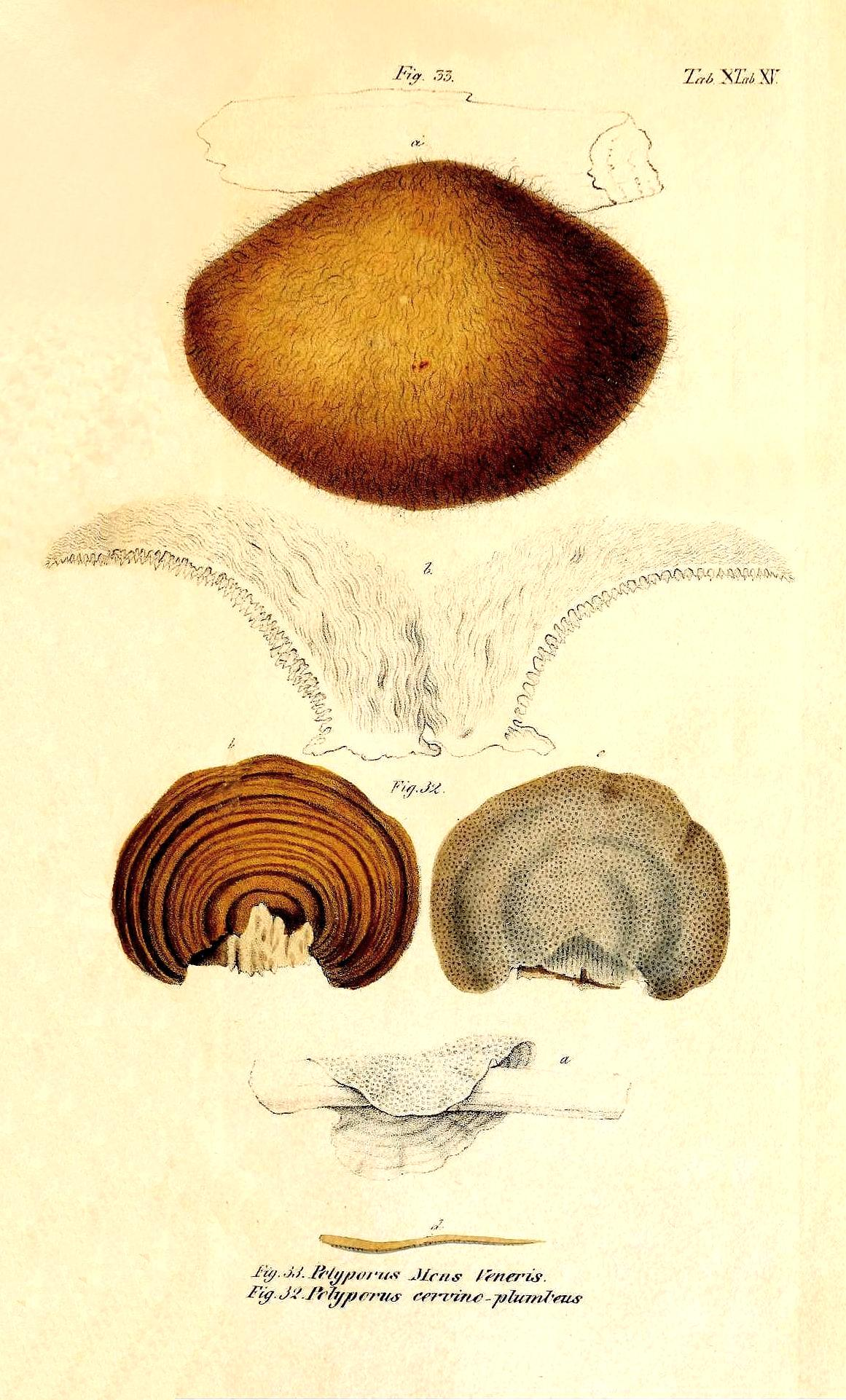
Praemissa in floram cryptogamicam Javae Insulae, Tab. XV

1840
- Nova genera et species plantarum Florae Javanicae. Auctore Francisco Junghuhnio (met Plaat). In: Tijdschrift voor Natuurlijke Geschiedenis en Physiologie. Uitgegeven door J. van der Hoeven en W. H. de Vriese. Zevende deel, Leiden 1840, S. 285–317. – Mit 7 Figuren auf 1 Tafel [über javanische Pilze].
- Gunong Salak, von Dr. Friedrich [sic! recte Franz] Junghuhn. Aus dem Holländischen übersetzt. Mit einem Vorworte von C. G. Nees v. Esenbeck. In: Flora oder Allgem. botanische Zeitung. … im Auftrage der Königl. bayer. botan. Gesellschaft zu Regensburg hrsgg. von David Heinrich Hoppe und August Emanuel Fürnrohr, XXIII. Jahrgang, II. Band, Nr. 29, Regensburg, 7. Aug. 1840, S. 449–460 und Nr. 30, Regensburg, 14. Aug. 1840, S. 465–477.

1841
- Über Javan’sche Balanophoreen. Von Fr. Junghuhn, Gesundheits-Offizier auf Java, M. d. A. d. N. Mit zwei Blättern Zeichnungen. (Abgesandt von Batavia im November 1837. Bei der Akademie eingegangen am 4. December 1839.). Mit Zusatz zu obiger Abhandlung von C. G. Nees von Esenbeck. In: Nova Acta physico-medica Academiae Caesareae Leopoldino-Carolinae naturae curiosum (Verhandlungen der Kaiserlichen Leopoldinisch–Carolinischen Akademie der Naturforscher), Vol. XVIII, Suppl. prim. (1. Supplement). Breslau 1841. S. 201–228.

Aus Junghuhns Ergebnissen als Mykologe in den Jahren 1840 und 1841
Aus: Nova genera et species plantarum Florae Javanicae. 1840.
Aus: Über Javan'sche Balanophoreen. 1841.

- Herr Poggendorff las Hrn. F. Junghuhn's geognostische Bemerkungen über das Gebirge Di-eng auf Java (mitgetheilt von Herrn Prof. v. Schlechtendal). In: Monatsberichte über die Verhandlungen der Gesellschaft für Erdkunde zu Berlin. 2. Jahrgang: Mai 1840–41. Redigirt von Wilhelm Mahlmann. Berlin, Sim. Schropp et Comp., 1841. S. 167–174. Digitalisat: digizeitschriften.de (abgerufen am 2. April 2019).
- Herr Poggendorff legte Hrn. Dr. F. Junghuhn's barometrische Höhenmessungen auf der Insel Java vor. In: Monatsberichte über die Verhandlungen der Gesellschaft für Erdkunde zu Berlin. 2. Jahrgang: Mai 1840–41. Redigirt von Wilhelm Mahlmann. Berlin, Sim. Schropp et Comp., 1841. S. 174–180. Digitalisat: digizeitschriften.de (abgerufen am 2. April 2019).
- Barometrische Höhenmessungen auf Java. In: Annalen der Physik und Chemie. Hrsgg. zu Berlin von J. C. Poggendorff. 25. Band. Der ganzen Folge 128. Band. Vlg. v. Johann Ambrosius Barth, Leipzig 1841. S. 345–348.

Uitstapje … Abb. auf S. 50 des Sonderdrucks

- Uitstapje naar de bosschen van de gebergten Malabar, Wayang en Tilu, op Java; door Fr. Junghuhn. Uit des schrijvers aanteekeningen zamengesteld, door W. H. de Vriese. (Met 4 afbeeldingen). In: Tijdschrift voor Natuurlijke Geschiedenis en Physiologie. Uitgegeven door J. van der Hoeven en W. H. de Vriese. Achtste deel, Leiden, bij S. en J. Luchtmans. 1841. S. 349–412 [Über eine Reise im Oktober 1839 in die Berge südlich von Bandung]. – Digitalisat eines Sonderdrucks: digital.staatsbibliothek-berlin.de (abgerufen am 20. November 2016). [Anmerkung: Nicht in Deutsch erschienen.]

- De gematigde en koude streken van Java, met de aldaar voorkomende warme bronnen: uit een natuur-, aardrijks- en geneeskundig oogpunt beschouwd, als stellende een middel daar ter voorkoming en genezing van die ziekten, waaraan Europeanen, ten gevolge van hun lang verblijf in heete luchtstreken, gewoonlijk lijden. In: Tijdschrift voor Neêrland's Indië. 4e jaargang. Deel II. Batavia. Ter Lands-Drukkerij. 1841. S. 81–121. – Digitalisat: books.google.de (abgerufen am 20. November 2016). [Anmerkung: Nicht in Deutsch erschienen. – Für Leser mit Kenntnissen der holländischen Sprache ist auch das nachfolgende Kapitel interessant, in welchem, angeregt durch Junghuhns Beitrag, eine Gesundheitsstation am Nordhang des Diëng-Plateaus vorgeschlagen wird.]

1842
- Die menschenfressenden Battaker. Etwas aus Junghuhn's Reise durch Java und Sumatra. Mitgetheilt von Nees von Esenbeck. An Th. M. In: Der Freihafen. Galerie von Unterhaltungsbildern aus den Kreisen der Literatur, Gesellschaft und Wissenschaft. 5. Jahrgang 1842. Erstes Vierteljahresheft. Altona, Joh. Friedr. Hammerich. 1842.

S. 109–110: Brief von Nees von Esenbeck an Th. M. [= Redakteur Theodor Mundt].
S. 110–119: Aus Junghuhn's Reise, von Nees v. Esenbeck. [Eine von Junghuhn an Nees von Esenbeck gesandte briefliche Mitteilung, datiert: Pitja koling auf der Insel Sumatra, den 18. Febr. 1841.] – PDF-Datei: books.google.de (30,1 MB, abgerufen am 11. April 2013).
Spätere Veröffentlichung:
Die menschenfressenden Battaken. Etwas aus Junghuhns Reise durch Java und Sumatra mitgeteilt von Nees v. Esenbeck. 1841. Herausgegeben von Max Schmidt. In: Max C. P. Schmidt: Franz Junghuhn. Biographische Beiträge zur 100. Wiederkehr seines Geburtstages. Dürr, Leipzig 1909. S. 315–325.
- Abhandlungen in: Monatsberichte über die Verhandlungen der Gesellschaft für Erdkunde zu Berlin, 3. Jahrgang: Mai 1841–1842. Redigirt von Wilh. Mahlmann. Berlin, Schropp et Comp., 1842.

XX.: A. Klöden jun. las Herrn Dr. Fr. Junghuhn's Abhandlungen:
A. Über die gegenwärtigen Bewohner des Gebirges Di-eng und die einheimischen Thiere. S. 83–87.
B. Pflanzenphysiognomie des Gebirges Di-eng. S. 88–100.
C. Mineralogische Notizen über das Gebirge Di-eng. S. 100–102.
XXII.: W. Mahlmann las Herrn Dr. F. Junghuhn's Bericht über seine
1) Reise nach Di-eng 1840. S. 141–151.
2) Topographische (physikalisch-geogr.) Beschreibung des Gebirges Di-eng. S. 151–180. Mit Karte.
3) Abreise von Di-eng. S. 180–186.
XXVIII.: Wilh. Mahlmann: Bericht über Hrn. Dr. Junghuhn's (vorgelegtes) meteorologisches Beobachtungs-Journal auf einer Reise in's Innere von Java und dessen klimatologische Bemerkungen über das Gebirge Di-eng. S. 187–190.
- Hoogten boven de oppervlakte der zee van onderscheidene plaatsen in den Indischen Archipel, medegedeeld door F. Junghuhn. Eerste Afdeeling. Java. Waarnemingen, gedaan en berekend door F. Junghuhn. In: De Kopiïst. Een tijdschrijft, onder medewerking van Ned.-Indië's ingezetenen, uitgegeven door E. de Waal. le Jaarg. (Eerste twaalftal), deel 11. Ukena & Co., Batavia 1842. S. 68–76.
- Reise durch die Insel Java. Ein Versuch, die Physiognomie der Natur Java's zu schildern. (Die Nordküste bei Batavia und Semarang etc.) Von Franz Junghuhn, mit Vorbemerkung von C. G. Nees von Esenbeck, Professor und Präsident der K. L. C. Akademie der Naturforscher zu Breslau. In: Zeitschrift für vergleichende Erdkunde. Hrsgg. von Johann Gottfried Lüdde. Zweiter Band. (Jahrgang 1842. 7tes bis 12tes Heft.) Magdeburg, 1842. Verlag von Emil Baensch. S. 77–93, 137–174, 324–360, 435–464 (Hierzu Tafel I.: Die Süd-Ost-Seite des Auswurfskegels des Merapi vom äußern Rande der Kratermauer aus (um 10 Uhr) gesehen.; Tafel II.: Profile des Vulkans Merapi).
[Schluss siehe 1844]

1843
- Bijdragen tot de Geschiedenis der Vulkanen in den Indischen Archipel, tot 1842, door Dr. F. W. Junghuhn, inhoudende: Eerste Afdeeling Java. In: Tijdschrift voor Neêrland's Indië. Vijfde Jaargang. Eerste Deel. Batavia. Ter Lands-Drukkerij. 1843. S. 97–133, 185–227, 257–280, 614–626, 745–763.
[Fortsetzung siehe 1844]
- Hindoe-oudheden in de Preanger-Regentschappen, door. F. Junghuhn. In: De Kopiïst. Een tijdschrijft, onder medewerking van Ned.-Indië's ingezetenen, uitgegeven door E. de Waal. Tweede Twalftal, 2e afl., 1843, S. 228–231. Batavia, Ukena & Co. – Auch in: Indisch Magazijn, Jaargang 1, Batavia 1844, deel I, S. 228–231 [Über Hindu-Altertümer, entdeckt am 18. August 1843 an den Südhängen der Berge nördlich von Bandung.].

1844
- Reise durch die Insel Java. (Schluß des S. 464 im II. Bande abgebrochenen Aufsatzes.) In: Zeitschrift für vergleichende Erdkunde. Hrsgg. von Johann Gottfried Lüdde. Dritter Band. (Jahrgang 1842 [sic; recte 1843], 1tes bis 6tes Heft.) Magdeburg, 1844. Verlag von Emil Baensch. S. 55–75.
- Bijdragen tot de geschiedenis der vulkanen in den Indischen Archipel, tot en met het jaar 1842, door F. Junghuhn. Eerste afdeeling Java (met platen). In: Indisch Magazijn, een Tijdschrift ter verzameling van opstellen en berichten over, en van belang voor de natuur-, volken- en staatkunde van Nederlandsch-Oost-Indië, uitgegeven onder medewerking van Indië’s ingezetenen door E. de Waal. Eerste twalftal 1844. Landsdrukkerij te Batavia. Dl. 2, S. 41–83, 163–176, 287–315, Dl. 3, S. 64–94.
- Ein Wort zur Beurtheilung von Prof. Dr. Walter's Aufsatz über die Wasserergüsse der Vulkane in dieser Zeitschrift für vergl. Erdkunde Bd. 1 S. 503. Von F. Junghuhn auf Java, abgesandt von Java im Monat April 1843. In: Zeitschrift für vergleichende Erdkunde. Hrsgg. von Johann Gottfried Lüdde. Magdeburg. Verlag von Emil Baensch. Dritter Band (Jahrgang 1843, 1. bis 6. Heft, erschienen 1844), S. 481–491.
- Beiträge zur Geschichte der Vulkane in dem Indischen Archipelagus, bis zum Jahre 1842. Von F. W. Junghuhn. In: Zeitschrift für vergleichende Erdkunde. Hrsgg. von Johann Gottfried Lüdde. Vierter Band (Jahrgang 1843, 7tes – 12tes Heft.) Magdeburg, 1844. Verlag von Emil Baensch. S. 52–133, 417–512.
[Fortsetzungen siehe 1846 und 1847]

- Aufruf und höfliche Bitte. Oproeping en beleefd verzoek aan Neerlands Indie’s Ingezetenen door Fr. Junghuhn. In: Zeitschrift für vergleichende Erdkunde (wie vor). S. 512–516.
- Nieuwe gebeurtenissen in de natuur van Ned.-Indië. Jaar 1843. A. Voortgezette kronijk der vulkanen, door F. Junghuhn. Goenoeng Goentoer (met plaat). Anhang: Oproeping en beleefd verzoek aan Nederlandsch-Indië’s ingezetenen door F. Junghuhn. In: De Kopiïst. Een tijdschrijft, onder medewerking van Ned.-Indië's ingezetenen, uitgegeven door E. de Waal. Tweede Twalftal, 3e afl. 1844, S. 332–362. Batavia, Ukena & Co. – Auch in: Indisch Magazijn, een tijdschrift ter verzameling van opstellen en berichten over, en van belang voor de natuur-, volken- en staatkunde van Nederlandsch-Oost-Indië, uitgegeven onder medewerking van Indië’s ingezetenen door E. de Waal. Eerste Twalftal 1844, Nrs. 4–6, S. 84–100. Landsdrukkerij te Batavia.

Tjandi Selo-Grio, auf dem südöstlichen Vorgebirge des Gunung Sumbing (Mitteljava). Aus: Ruïnen van Java … (1844)

- Ruïnen van Java. Korte ontleeding der steenen gedenkteekenen, welke de Hindoes op Java hebben achtergelaten. In: Tijdschrift voor Neêrland's Indië, 6de Jaarg. 1844, deel II, S. 341–381, mit 4 lithogr. Tafeln: „Altaar te Jetto“, „Selo-Grio“, „Gezigt van Rodjo-Winangon“, „Wachter bij Prambanan“. – Der Aufsatz ist wie folgt unterzeichnet: „Op den berg Salak Jun. 1844. Fr. Junghühn.“ [sic! recte Junghuhn]. – Landsdrukkerij te Batavia.
- Prospectus van eene beschrijving der Batta-landen op Sumatra. Buitenzorg, Februari 1844. [4 S. Inhaltsangabe, Preis 10 Gulden Silber, Subscribentenliste]

1845
- Chronologisch overzigt der aardbevingen en uitbarstingen van vulkanen in Neêrland's-Indië. (In vergelijkende zamenstelling met elkander). In: Tijdschrift voor Neêrland's Indië. Jaarg. 1845, deel I, S. 30–68. Landsdrukkerij te Batavia.
- Schetsen; ontworpen op eene reis over Java, voor topographische en natuurkundige navorschingen, aan het einde van het jaar 1844; door Franz Junghuhn. (Met profielen en kaarten). In: Tijdschrift voor Neêrland's Indië. Jaarg. 1845, deel I, S. 69–92, 121–240, 315–350, deel II, S. 1–38, 203–250, 369–380. Landsdrukkerij te Batavia.

- Topographische und naturwissenschaftliche Reisen durch Java, … Baensch, Magdeburg 1845. (↑) – Zu diesem Werk gehört:
Topographischer und naturwissenschaftlicher Atlas zur Reise durch Java. … Enthaltend: 38 lithographirte Tafeln und 2 Höhen-Karten. Baensch, Magdeburg 1845. (↑) [Anmerkung: Nicht in holländisch erschienen]

- Topograph. u. naturwissenschaftl. Reisen durch Java von Fr. Junghuhn. – In: Botanische Zeitung. Hrsgg. von Hugo von Mohl, Prof. der Botanik in Tübingen und D. F. L. von Schlechtendal, Prof. der Botanik in Halle. Dritter Jahrgang 1845. Berlin, bei A. Förstner. Spalten 588–592, 604–607, 620–623, 636–640, 653–654, 667–668, 684–686, 701–704, 716–719, 732–736, 749–753, 772–775, 789–791, 806–808, 829–832, 846–848, 862–863 [Auszüge aus dem vorgenannten Buch].

- Physiognomie van de flora der toppen van Javasche bergen benevens plantenbeschrijvingen. Met Aanhangsel: Diagnoses et adumbrationes stirpium nonvullarum vel non satis cognitarum Florae Javanicae Alpinae Indigenarum. In: Natuur- en Geneeskundig Archief voor Neêrland's-Indië. 2e jaarg., Batavia 1845, S. 20–54.

1845–1846
- 'XXXVIII.—Journey through Java, descriptive of its topography and Natural History. By Dr. Fr. Junghuhn. In: The Annals and Magazine of Natural History; zoology, botany, and geology; being a continuation of the Annals combined with Loudon and Charlesworth's Magazine of Natural History. London: Taylor and Francis, Ltd. Vol. XVI, 1845, S. 329–332, 462–466 u. Vol. XVII, 1846, S. 46–48, 469–476 [übersetzte Auszüge aus dem Werk „Topographische und naturwissenschaftliche Reisen durch Java“].

1846
- Beiträge zur Geschichte der Vulkane in dem Indischen Archipel. Von F. W. Junghuhn. In: Zeitschrift für vergleichende Erdkunde. Hrsgg. von Johann Gottfried Lüdde. Magdeburg. Verlag von Emil Baensch. Fünfter Band, 1846. (Fortsetzung der im Bande IV. Heft 11 abgebrochenen Abhandlung.) S. 239–254, 319–330.

1847
- Beiträge zur Geschichte der Vulkane im Indischen Archipel. Von F. W. Junghuhn. In: Zeitschrift für vergleichende Erdkunde. Hrsgg. von Johann Gottfried Lüdde. Magdeburg. Verlag von Emil Baensch. Band VII, 1847. (Fortsetzung der im V. Bande Seite 330 abgebrochenen Abhandlung.) S. 20–47.

- Die Battaländer auf Sumatra. … Berlin, G. Reimer. 1847. (↑) [Anmerkung: Nicht in holländisch erschienen]

1850–1854

Junghuhns Hauptwerk „Java.“ Titelblatt der ersten niederländischen Ausgabe

- Java, deszelfs gedaante, bekleeding en inwendige structuur. Door Dr. Frans [Anmerkung: falsch, richtig: Franz] Junghuhn. Te Amsterdam, bij P. N. van Kampen. Deel I: 1850.[220] Deel II u. III: 1853. Deel IV: 1854. – Zweite verbesserte Ausgabe:
Java, zijne gedaante, zijn plantentooi en inwendige bouw. Door Frans [sic! recte Franz] Junghuhn. ’s-Gravenhage, bij C. W. Mieling. Deel I: 1853. Deel II bis IV: 1854.
Zu diesem Werk gehört:
Atlas van platen, bevattende elf pittoreske gezigten. Behoorende tot het werk Java, zijne gedaante, zijn plantentooi en inwendige bouw. Door Fr. Junghuhn. Ohne Orts- und Jahresangabe [’s-Gravenhage, C. W. Mieling, 1854]. Gr.-Folio.

1851
- Terugreis van Java naar Europa, met de zoogenaamde Engelsche Overlandpost, in de maanden September en October, 1848, door Fr. Junghuhn. Met kaarten en platen. In: Tijdschrift voor Nederlandsch Indië. 13de Jaarg. 1851, deel I, S. 193–238, 345–387, 425–463.
- Terugreis van Java naar Europa, met de zoogenaamde Engelsche Overlandpost, in de maanden September en October, 1848, door Fr. Junghuhn. Met platen. Zalt-Bommel, Joh. Noman & Zoon, 1851. 2 Bl., 127 S., 1 Bl. Mit 2 gefalteten Profiltafeln und 4 farbig lithographierten Tafeln [mit einer Vorrede des Verfassers und 2 Seiten Errata].

1852
- Reizen door Java, voornamelijk door het oostelijk gedeelte van dit eiland. Opgenomen en beschreven in het jaar 1844 door Dr. Fr. Junghuhn. Te Amsterdam, bij P. N. van Kampen. 1852. Met platen, kaarten en profielen. Eerste Deel: Titel u. Vorrede S. I-IV, Text S. 1–366. Tweede Deel: Titelblatt S. I–II, Text S. 367–721.

- Rückreise von Java nach Europa mit der sogenannten englischen Überlandpost im September und October 1848 … Arnoldische Buchhandlung, Leipzig 1852. (↑)

1852–1854
- Java, seine Gestalt, Pflanzendecke und innere Bauart. … Leipzig, Arnoldische Buchhandlung. 1852 (1. Band) u. 1854 (2. und 3. Band). (↑)
Zu diesem Werk gehört ein Tafelband:
Elf Landschafts-Ansichten von Java. Arnoldische Buchhandlung, Leipzig 1853. (↑)

1854

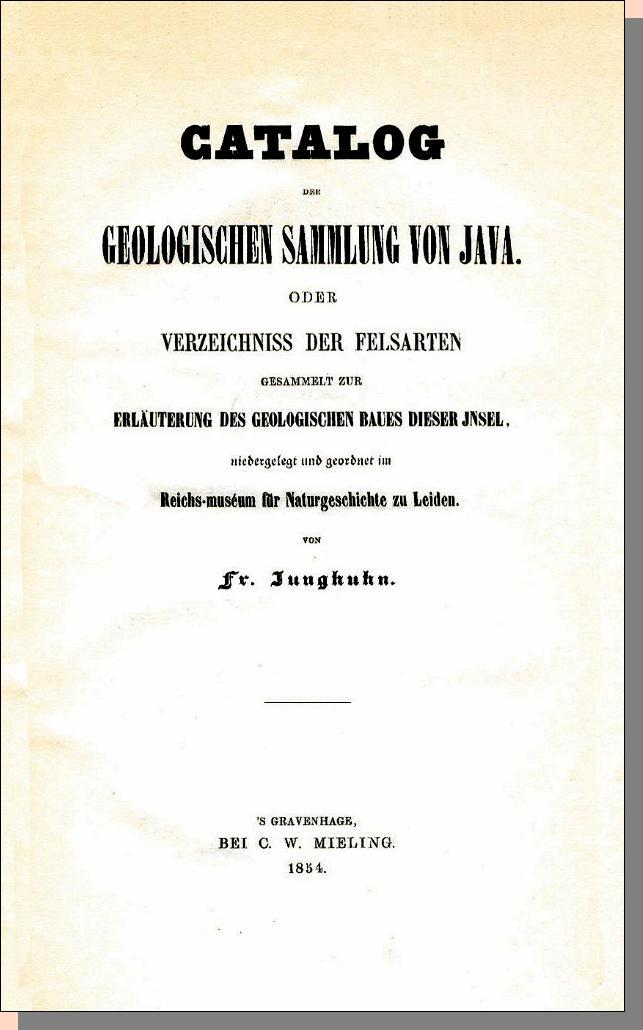
Titelblatt des Buches Catalog zur geologischen Sammlung von Java ….

- Catalog der geologischen Sammlung von Java. Oder Verzeichniss der Felsarten gesammelt zur Erläuterung des geologischen Baues dieser Insel, niedergelegt und geordnet im Reichs-muséum für Naturgeschichte zu Leiden. Von Fr. Junghuhn. ’s-Gravenhage, bei C. W. Mieling. 1854. III, 136 S., 1 S. Errata. [Ergänzung des Werkes Java, seine Gestalt, Pflanzendecke und innere Bauart.] [Anmerkung: Nicht in holländisch erschienen]

- Het schaap onder de wolven. Eerste en tweede stuk. Weerklank op de schets, voorkomende onder den Titel „De wolf onder de schapen“, in de mengelingen van het jaarboekje van het Koninklijk Zoologisch Genootschap te Amsterdam. Jacs. Hazenberg Corns. Zoon, Leiden, 1854. [Satirische Flugschrift]
- Der Wolf unter den Schafen. Widerklang auf eine gleichlautende Skizze in den Miszellen des Jahrbuchs der Kön. Zoolog. Genossenschaft zu Amsterdam.[221]
- Licht- en Schaduwbeelden uit de Binnenlanden van Java. Over het karakter, de mate van beschaving, de zeden en gebruiken der Javanen; over de invoering van het Christendom op Java, het bezigen van vrijen arbeid en andere vragen van den dag. Verhalen en gesprekken verzameld op reizen door gebergten en bosschen, in de woningen van armen en rijken. Door de gebroeders Dag en Nacht. Medegedeeld door den eerstgenoemende. Te Leiden, bij Jacs. Hazenberg Corns. zoon. 1854. 8°. (Erste Lieferung S. 1–60; zweite und dritte Lieferung bei F. Günst, Amsterdam). [anonym].

2. unveränderte Auflage: Amsterdam, F. Günst, 1855. 8° [anonym];
3. durchgesehene Auflage: Amsterdam, F. Günst, 1862. 8° [anonym];
4. durchgesehene Auflage: Amsterdam, F. Günst, 1866. 8° [posthum, mit Nennung des Verfassers, Junghuhn-Porträt und Prospekt der Zeitschrift „De Dageraad“];
5. durchgesehene und vermehrte Auflage: Amsterdam, F. Günst, 1867. 8° [Mit Junghuhn-Porträt, Prospekt der Zeitschrift „De Dageraad“ und einer Lebensbeschreibung von Junghuhn vom Herausgeber F. Günst];
6. durchgesehene und vermehrte Auflage: Amsterdam, F. Günst, 1867. Kl.-8° [„Vermehrt“ ist unzutreffend: Gekürzte Volksausgabe mit „De Dageraad“-Prospekt. Ohne das „Geloofsbelijdenis van broeder Avondrood en Morgenrood“];
7. durchgesehene und vermehrte Auflage: Amsterdam, C. L. Brinkman (1883). 8° [„Vermehrt“ ist unzutreffend: Volksausgabe ohne Lebensbeschreibung, Vorrede und Porträt, jedoch mit dem „Geloofsbelijdenis van broeder Avondrood en Morgenrood“].
1855
- Licht- und Schattenbilder aus dem Innern von Java … Amsterdam, F. Günst. (↑)

1. Auflage: 1855 [anonym],
2. Auflage: 1858, unter dem Titel Die Einführung des Christenthums auf Java. Von einem indischen Missionnair. [anonym],
3. Auflage: 1866 [posthum, mit Nennung und Porträt des Verfassers].
- Kaart van het eiland Java. C. W. Mieling te ’s-Gravenhage, 1855. (↑)

1856
- Java-Album. Landschafts-Ansichten von Java. … Arnoldische Buchhandlung, Leipzig 1856. (↑)

1857
- Java, seine Gestalt, Pflanzendecke und innere Bauart. (2. unveränderte Ausgabe). Arnoldische Buchhandlung, Leipzig 1857. (↑)
- Over de fossiele zoogdierbeenderen te Patihajam, in de residentie Djapara, eiland Java. In: Natuurkundig Tijdschrift voor Nederlandsch-Indië. Deel XIV. Derde serie. Deel IV. Lange & Co., Batavia 1857. S. 215–219.
- Fr. Junghuhn's neueste Untersuchungen in Java. Aus einem Schreiben Fr. Junghuhn's an Herrn A. v. Humboldt, d.d. Tjiandjur 8 December 1856. In: Zeitschrift für Allgemeine Erdkunde. Hrsgg. von K. Neumann. Neue Folge. Zweiter Band. Berlin, Verlag von Dietrich Reimer, 1857. S. 506–517.

1858
- Toestand der aangekweekte kinaboomen op het eiland Java tijdens het bezoek van Zijne Excellentie den Gouverneur Generaal Chs. F. Pahud, Ridder Grootkruis van den Nederlandschen Leeuw, … [etc.] in het laatst der maand Julij en het begin 1857, kort beschreven door Fr. Junghuhn, Inspekteur belast met natuurkundige onderzoekingen in Nederlandsch Indië en tijdelijk met de kinakultuur op Java. In: Natuurkundig Tijdschrift voor Nederlandsch Indië. Deel XV: Vierde serie. Deel I. Batavia, Lange & Co., 1858. S. 23–133. – In Anschluss daran auf S. 134–138: Uittreksel uit een brief van den heer Junghuhn aan de Redaktie.[222]
Zu diesem Aufsatz lieferte J. E. Teysmann eine scharfe Kritik: Bijdrage tot de geschiedenis der kina-kultuur op Java. In: Natuurkundig Tijdschrift voor Ned.-Indië, deel XXV, 1863, S. 47–64, mit einer Nachschrift S. 65–80.

Quercus fagiformis Jungh..
In: Bonplandia, VI. Jahrgang 1858, Abbildung Seite 82. – Aus einem alten Wurzelstock mit abgebrochenen Baumstümpfen, der eine natürliche Höhle bildet, wachsen neue Triebe empor.

- Der Zustand der angepflanzten Chinabäume auf Java zur Zeit des Besuches Sr. Excellenz des General-Gouverneurs von Niederländisch Indien Chr. F. Pahud […], zu Ende Juni und Anfangs Juli 1857, kurz beschrieben von Franz Junghuhn (Inspecteur, beauftragt mit naturwissenschaftlichen Untersuchungen in Niederländisch Indien und zeitweilig mit der Leitung der Chinacultur auf Java). In: Bonplandia. Zeitschrift für die gesammte Botanik. Officielles Organ der Kaiserl. Leopoldinisch-Carolinischen Akademie der Naturforscher. Hrsgg. von Wilhelm E. G. Seemann [und] Berthold Seemann, F. L. S. Hannover. Verlag von Carl Rümpler. VI. Jahrgang, No. 4 u. 5. 15. März 1858. S. 70–107. – Mit 1 Abbildung (S. 82). – Über diesen Aufsatz in der gleichen Zeitschrift eine scharfe Kritik von J. K. Hasskarl (Bonplandia No. 6 u. 7, 15. März 1858, S. 126–127).

1859
- Voorloopige handleiding voor de Proef-Kina-Kultuur. Zamengesteld naar een oorspronkelijk geschrift van Dr. F. W. Junghuhn. In: Natuurkundig Tijdschrift voor Nederlandsch-Indië, Deel XVIII. Vierde serie. Deel IV. Batavia, W. Ogilvie, 1859, S. 97–110. [Anleitungen zur Aufzucht und Pflege der Chinchona-Kulturen]. – Im Anschluss daran auf S. 111–141:
- Aanteekeningen in verband staande met de voorloopige handleiding voor de Proef-Kina-Kultuur, zamengesteld naar een oorsprongelijk geschrift van Dr. F. W. Junghuhn. [Vergleiche mit Temperatur- und Höhenmessungen der javanischen Kulturen mit den Beobachtungen von A. von Humboldt, Boussingault und Weddell in Südamerika, Aufzucht von Chininpflanzen in Gewächshäusern, schädliche Insekten u. a.]

1860
- De Kinakultuur op Java. Op het einde van het jaar 1859. Kort beschreven door Fr. Junghuhn en J. E. de Vrij (met plaat). In: Natuurkundig Tijdschrift voor Nederlandsch-Indië. Deel XXI. Vijfde serie. Deel I. Batavia 1860.

Eerste gedeelte. Berigt over den toestand der aangequeekte Kinaboomen uit een kruidkundig en kultuur-geschiedkundig oogpunt beschouwd. Door Frans Junghuhn. S. 179–249.
Tweede gedeelte. Scheikundige onderzoekingen en toelichtingen of bjidragen tot de kennis van de organische bestanddeelen der op Java aangeplante Kina-Boomen. Door Dr. J. E. de Vrij, Inspekteur belast met scheikundige onderzoekingen in Neérl. Indië. S. 250–275.
- Die Chinakultur auf Java zu Ende des Jahres 1859. Kurz beschrieben von Fr. Junghuhn und J. E. de Vrij. In: Bonplandia. Zeitschrift für die gesammte Botanik. Officielles Organ der Kaiserl. Leopoldinisch-Carolinischen Akademie der Naturforscher. Hrsgg. von Wilhelm E. G. Seemann [und] Berthold Seemann, F. L. S. Hannover. Verlag von Carl Rümpler. VIII. Jahrgang. Hannover 1860.

Erster Abschnitt. Bericht über den Zustand der angepflanzten Chinabäume in botanischer und kulturgeschichtlicher Hinsicht. Von Franz Junghuhn. No. 13, S. 206–210, No. 14 und 15, S. 227–242 (mit Abb. auf S. 231), No. 16, S. 254–258.
Zweiter Abschnitt. Chemische Untersuchungen und Erläuterungen, oder: Beiträge zur Kenntnis besonders der organischen Bestandteile der auf Java angepflanzten Chinabäume. Von J. E. de Vrij. No. 17 und 18, S. 270–279.
[Deutsche Übersetzungen der zuvor genannten Artikel]
1862
- Open brief van Dr. F. Junghuhn, aan de Heeren Directeuren der Natuurkundige Vereeniging in Nederlandsch-Indië, te Batavia. Gedong Banteng, den 27 Augustus 1862. In: Java-Bode van den 6en en 10en September 1862, No. 71 en 72. Batavia, H. M. van Dorp.
[Verteidigung gegen Angriffe von J. E. Teysmann.]

1863
- Staat aantoonende de vermeerdering der kinaplanten op Java en de onkosten daardoor veroorzaakt sedert primo Julij 1856 tot ultimo December 1862. Benevens toelichting van eenige tegenwerpingen, welke in gedrukte geschriften tegen de kinakultuur op Java zijn gemaakt. Door Fr. Junghuhn. In: Java-Bode, 1863, Nos. 19, 20 u. 21. Batavia, H. M. van Dorp. – Die … toelichting (=Erläuterung) van eenige tegenwerpingen … auch in: Gedenkboek Franz Junghuhn. 1809–1864. ’s-Gravenhage, Martinus Nijhoff, 1910. S. 203–222.
- Ueber die Vermehrung der Chinapflanzen auf Java und die dadurch verursachten Unkosten vom 1. Juli 1856 bis zum letzten December 1862. In: Das Ausland. Eine Wochenschrift für Kunde des geistigen und sittlichen Lebens der Völker mit besonderer Rücksicht auf verwandte Erscheinungen in Deutschland. Augsburg, 36. Jg. 1863, Vlg. der J. G. Cotta'schen Buchhandlung. Nr. 40, S. 952–954 und Nr. 41, S. 964–969 (deutsche Übersetzung des zuvor genannten Artikels).

- Danach wurden nur noch in niederländischer Sprache jährliche Berichte über den Zustand der Chinakulturen auf Java, den Alkaloidgehalt der Rinden und Blätter der Chinchona-Pflanzen und über sogenannte „grüne Indigopflanzen“ (Rhamnus utilis und Chlorophorus) an den Generalgouverneur von Niederländisch-Indien gesandt und in der Natuurkundig Tijdschrift voor Nederlandsch-Indië veröffentlicht (1863, 1864 und – posthum – 1865).

1876
Schöppner, Alexander: Hausschatz der Länder- und Völkerkunde. Geographische Bilder aus der gesammten neueren Reiseliteratur. Dritte verbesserte und vermehrte Auflage, bearbeitet von Sophus Ruge. Zweiter Theil: Außer=Europa. Leipzig, Verlagsbuchhandlung von J. J. Weber, 1876.
Zwei Aufsätze von Junghuhn:
- Kap. 10. Der Ausbruch des Gunong Galungung. S. 320–322.
- Kap. 11. Der Cannibalismus der Battavölker auf Sumatra. S. 322–325.

## Junghuhns Bibliothek
Catalogue de la bibliothèque de feu M. Fr.-Wilh. Junghuhn, docteur ès sciences, au service du Gouvernement Néerlandais aux Indes Orientales etc. Dont la vente aura lieu le 22 et 23. Mai 1865, à 6 heures du soir. Sous la direction et au domicile de Martinus Nijhoff, Libraire à la Haye, Raamstraat 49. 1 Bl., 38 S. Auf der Rückseite des Umschlags ein Inhaltsverzeichnis. – Auktionskatalog des Buchhändlers und Verlegers Martinus Nijhoff in Den Haag.
Die Königliche Bibliothek in Den Haag verwahrt ein in deutscher Sprache im Auftrag von Junghuhn gefertigtes und von ihm unterzeichnetes Verzeichniss der Bücher im Besitz von Fr. Junghuhn zu Lembang, den 1e Januar 1859 (38 Seiten im Format 355 × 225 mm). Dieses Verzeichnis wird auch von Max Carl Paul Schmidt genannt, aus dessen Besitz es wohl die Königliche Bibliothek erworben hat. Danach besaß Junghuhn 538 Nummern in XIII Gruppen, insgesamt 799 Bände oder Atlanten und 945 Hefte oder Lieferungen.

## Junghuhns Bedeutung
Junghuhn stand, wie viele seiner zeitgenössischen Kollegen, im Schatten von Alexander von Humboldt und Charles Darwin und geriet dadurch unverdient in Vergessenheit. Mit seinem großen Java-Werk unternahm er noch einmal einen Versuch, als Einzelner etwas Ganzes zu erfassen, wie Humboldt ein „Naturgemälde“ in Wort und Bild zu entwerfen, zu einer Zeit, in der in den immer vielseitiger gewordenen Naturwissenschaften die Spezialisten an die Stelle der Generalisten traten. Viele seiner Beobachtungen waren zwar nach kurzer Zeit überholt, lieferten aber über Jahrzehnte hinweg richtungsweisende Anregungen für weiterführende Forschungen. Manche seiner Beobachtungen waren seiner Zeit voraus, wie zum Beispiel seine Warnung vor einer ökologischen Katastrophe durch die Abholzung der Wälder und den daraus sich ergebenden klimatischen Veränderungen. Andere seiner Beobachtungen sind noch heute aktuell: Seine vertikale Gliederung der Insel Java in eine heiße, gemäßigte, kühle und kalte Region wird in den Schulen Indonesiens in der Sekundarstufe II gelehrt. Eine große neue Theorie zu formulieren, gelang Junghuhn nicht. Das tat Darwin, dessen Schriften er in seinen letzten Jahren mit Interesse verfolgte. Junghuhn hat es versäumt, seine bereits 1855 in den Licht- und Schattenbildern aus dem Innern von Java ausführlich dargestellte Deszendenztheorie einer breiteren Öffentlichkeit bekanntzugeben.

### Monographien über Junghuhn
- Ulbe Bosma: Leven op een vulkaan. Franz Junghuhn, een biografie. Athenaeum-Polak & Van Gennep, Amsterdam 2025, ISBN 978-90-253-1724-9.

- Goethe-Institut Jakarta (Hrsg.):  forschen – vermessen – streiten. Eine Ausstellung zum 200. Geburtstag des Java-Erforschers Franz Wilhelm Junghuhn (1809–1864). Deutschsprachiger Katalog zur Ausstellung in Mansfeld. Autoren: Renate Sternagel, Gerhard Aust. Gestaltung und Herstellung: Devy Ferdianto (Indonesien). Jakarta [ohne Jahresangabe, 2009]. 39 S.
- Goethe-Institut Jakarta u. Erasmus Huis Jakarta (Hrsg.):  meneliti – mengukur – berselisih / researching – measuring – arguing. Franz Wilhelm Junghuhn (1809–1864). Pameran memperingati 200 tahun peneliti pulau Java / An exhibition of the occasion of the bicentenary of the explorer of the island of Java. Reich illustrierter Katalog mit indonesischem und englischem Paralleltext zur Ausstellung im Institut Teknologi Bandung (Oktober 2009) und im Erasmus Huis in Jakarta (November 2009 bis Januar 2010). Autoren: Renate Sternagel, Gerhard Aust. Gestaltung und Herstellung: Devy Ferdianto (Indonesien). Bandung, November 2009. 67 S.

- Goethe-Institut Jakarta (Hrsg.):  forschen – vermessen – streiten. Franz Wilhelm Junghuhn (1809–1864). Mit Geleitwort von Franz Xaver Augustin (Leiter des Goethe-Instituts zum Zeitpunkt der Herausgabe). Berlin, regiospectra Verlag, 2010. 276 S. ISBN 978-3-940132-15-4. – E-Book: ISBN 978-3-940132-81-9 (336 S.). – Das Buch enthält folgende Beiträge:

Heinz Schütte: Von Mansfeld nach Java
Renate Sternagel: Franz Junghuhns Forschungen auf Java 1836–1848
Gerhard Aust: Junghuhn als Landvermesser und Kartograph. Hier werden auch Junghuhns Leistungen auf der Insel Sumatra gewürdigt.
Renate Sternagel, Taufikurahman und Thilo Habel: Der Beitrag Junghuhns zur Chinchona-Kultur auf Java
Thilo Habel: Junghuhns naturphysiognomische Bilder
Thomas Theye: Anmerkungen zu Franz Wilhelm Junghuhns Photographien aus Java
Franz Mangis-Suseno SJ.: Nachwort
Anhänge: Junghuhns Lebenslauf, Bibliographie, Index.
- Junghuhn-Commissie (Hrsg.): Gedenkboek Franz Junghuhn. 1809–1909. ’s-Gravenhage, Martinus Nijhoff, 1910. X + 361 S.. Mit Junghuhn-Porträt als Titelbild.

Mit 19 Beiträgen in Deutsch und holländisch. – In deutscher Sprache:
M. Schmidt: „Franz Junghuhns Leben“ (Biographie mit einer Tabelle über die wichtigsten Lebensdaten und einem Bildnis von Junghuhns Ehegattin, S. 1–23),
Wilhelm Volz: „Die Battaländer auf Sumatra“ (Rezension des gleichnamigen Werkes von Junghuhn; S. 57–82),
K. Martin: „Junghuhns Ansichten über die versteinerungsführenden Sedimente von Java“ (S. 95–104).
Unter den 16 Beiträgen in holländischer Sprache sind hervorzuheben die interessanten „Herinneringen aan Franz Wilhelm Junghuhn“ von seinem Hausarzt Isaäc Groneman, eine „Toelichting tot Junghuhn's photographieën“ von S. H. Koorders zu den beigefügten 48 fotografischen Aufnahmen und eine chronologisch geordnete „Junghuhn-bibliographie“ von W. C. Muller. – Rezension in Petermanns Mitteilungen, 56. Jg. 1910, 2. Halbband, p. 160 (V. Hantzsch).

- Rob Nieuwenhuys und Frits Jaquet: Java’s onuitputtelijke natuur. Reisverhalen, tekeningen en fotografieën van Franz Wilhelm Junghuhn. Alphen aan den Rijn, A. W. Sijthoff, 1980 (tweede druck im gleichen Jahr). 150 S. Mit zahlreichen Faksimiles und Abbildungen aus niederländischen Archiven und aus Junghuhns Reisewerken.

Ein empfehlenswertes Buch, nicht nur wegen seiner biographischen Inhalte, sondern auch wegen der vielen Zitate aus Junghuhns Java-Werken. Im Original kaum auffindbar sind die elf Ansichten des „Atlas van platen, bevattende elf pittoreske gezigten; behoorende tot het werk Java …“ (niederländische Ausgabe des „Landschaften-Atlas …“), die zusammen mit den hierzu gehörenden niederländischen Erläuterungen in originalgroßen farbigen Reproduktionen wiedergegeben sind. Diese doppelseitigen Wiedergaben hatten zur Folge, dass das Buch im Großformat 22,5 × 30,5 cm veröffentlicht wurde. ISBN 90-218-2611-9.
- Max C. P. Schmidt: Franz Junghuhn. Biographische Beiträge zur 100. Wiederkehr seines Geburtstages gesammelt und bearbeitet von Max C. P. Schmidt. Leipzig, Verlag der Dürr’schen Buchhandlung, 1909. XIV, 374 S. Mit Titelbild (Junghuhn-Porträt), gefalteter Stammbaum-Tafel und 5 Abb. im Text.

Eine überaus abfällige Rezension, in welcher Max Carl Paul Schmidt indirekt als Dilettant bezeichnet worden ist, veröffentlichte Arthur Wichmann in Petermanns Mitteilungen, 1. Halbband 1910, S. 52. Dennoch ist dieses Buch eine unverzichtbare Quelle: Neben ausführlichen Informationen über Junghuhns Abstammung, Erziehung und Ausbildung, seinen Leistungen in Niederländisch-Indien und ein ausführlich kommentiertes Schriftenverzeichnis enthält es die einzige bis heute existierende Veröffentlichung des autobiographischen Manuskripts Flucht nach Afrika, und eine Auswahl aus Junghuhns Korrespondenz mit Alexander von Humboldt und anderen Gelehrten seiner Zeit. – Richtig ist dagegen Wichmanns Einwand, dass der Artikel Die Javanesen [Schmidt: Die Javanen] in der Zeitschrift für Allgemeine Erdkunde, 2. Band 1854, S. 81–125, nicht von Junghuhn geschrieben wurde: Der namentlich nicht genannte Verfasser dieses zeitgenössischen Beitrags hat sich im 2. Absatz auf S. 122 als „Kommandant“ [der Niederländisch-Indischen Armee] zu erkennen gegeben.
- Heinz Schütte, Renate Sternagel: Der Naturforscher Franz Junghuhn (1809–1864). Zur 200sten Wiederkehr seines Geburtstages. (= Working Paper Series Global and European Studies Institute at the University of Leipzig 2). Leipziger Universitätsverlag, 2009. 68 S. Mit 1 Porträt u. 2 Abb. im Text. ISBN 978-3-86583-431-7.

- Renate Sternagel: Der Humboldt von Java. Leben und Werk des Naturforschers Franz Wilhelm Junghuhn 1809–1864. Mitteldeutscher Verlag GmbH, Halle (Saale). 1. Aufl. 2011, 2. Aufl. 2018. 352 S., mit einem Titelbild (Junghuhn-Porträt) und 28 tls. ganzseitigen s/w-Abb. im Text; dazu ein nicht nummerierter 16-seitiger Tafelteil mit 11 zum Teil doppelseitigen farbigen Abbildungen (Bilder aus dem Java-Album, ein Ausschnitt aus der Java-Karte u. a.). ISBN 978-3-89812-841-4.

Für jeden, der sich für Junghuhn interessiert, ist dieses Buch eine Pflichtlektüre!
Hierzu drei Beiträge in: KITA, das Magazin der Deutsch-Indonesischen Gesellschaft, Heft 3/12, Köln 2012:
Horst Jordt: Porträt Renate Sternagel. S. 94–97. Biografie mit farb. Porträt und Rezension ihres Buches.
Renate Sternagel: Wie ich auf Junghuhn kam. S. 98–103. Mit 4 farbigen Abb.
Karl Mertes: Der Humboldt von Java – Franz Wilhelm Junghuhn von Renate Sternagel. S. 104–108. Rezension.
- C(arel). W(illem). Wormser: Frans [Hinweis: Falsch, richtig: Franz] Junghuhn. Deventer, W. van Hoeve, Tweede Druk, ohne Jahresangabe (1943). 247 S. – Band V der Reihe „Bouwers van Indië. Een serie levensbeschrijvingen uitgegeven in opdracht van het Koloniaal Instituut.“ – Rezension von Karl Helbig in: Petermanns Mitteilungen, 90. Jg. 1944, S. 295.[227]

### Artikel über Junghuhn
Zu Beginn muss auf die fehlerhafte Angabe von Junghuhns Geburtsjahr in älteren Artikeln hingewiesen werden. In Junghuhns niederländischer Personalakte wurde nach seinen eigenen Angaben das Geburtsjahr 1812 eingetragen. Warum sich Junghuhn um drei Jahre jünger ausgegeben hat, ist bis heute nicht bekannt. Erst im Jahre 1908 hat der niederländische Historiker Gerret Pieter Rouffaer durch Einsichtnahme in das Mansfelder Kirchenbuch festgestellt, dass Junghuhn 1809 zur Welt gekommen ist. In fast allen Artikeln, die vor Rouffaers Feststellung veröffentlicht wurden, ist 1812 als Geburtsjahr angegeben. Nur der Vortrag von Karl Müller aus dem Jahre 1865 und die Allgemeine Deutsche Biographie, 14. Band 1881, enthalten korrekt das Jahr 1809 (beide allerdings mit dem unzutreffenden Geburtstag 29. Oktober; richtig ist der 26. Oktober), während in Meyers Großem Konversations-Lexikon, 7. Auflage, 10. Band 1910, S. 373, noch immer das Jahr 1812 genannt wird.
- Johann Angerler: Franz Wilhelm Junghuhn und die Menschen Indonesiens. Über sein kulturanthropologisches Werk, seine Spiritualität und seine Beziehung zum Kolonialismus. In: Anthropos. Internationale Zeitschrift für Völker- und Sprachenkunde. Anthropos-Institut, Sankt Augustin 2012. Heft 107.2012/2, S. 407–426.
- Anonym: Franz Wilhelm Junghuhn. In: Illustrirte Zeitung. Wöchentliche Nachrichten über alle Ereignisse, Zustände und Persönlichkeiten der Gegenwart, […]. Dreiundvierzigster Band. Monat Juli bis December 1864. Leipzig, Verlag der Expedition der Illustrirten Zeitung. J. J. Weber. No. 1105, Leipzig, 3. September 1864. S. 168–170. Mit Porträt. Digitalisat: opacplus.bsb-muenchen.de (abgerufen am 4. März 2021).
- Anonym: Franz Wilhelm Junghuhn. Nekrolog. In: Flora oder allgemeine botanische Zeitung, herausgegeben von der königl. bayer. botanischen Gesellschaft zu Regensburg. Neue Reihe, XXII. Jahrgang. No. 30, Regensburg, 22. September 1864. S. 474–480.[229]
- Anonym: Lebensskizze des Naturforschers F. W. Junghuhn. Nach dem „Dageraad“. In: Das Ausland. Eine Wochenschrift für Kunde des geistigen und sittlichen Lebens der Völker mit besonderer Rücksicht auf verwandte Erscheinungen in Deutschland. 37. Jahrgang, Augsburg, Verlag der J. G. Cotta’schen Buchhandlung, 1864. Nr. 48, Augsburg, 26. November 1864. S. 1142–1147.reader.digitale-sammlungen.de (PDF-Datei, abgerufen am 28. Januar 2013.)[230]
- Ewald Banse: Franz Junghuhn. In: Große Forschungsreisende. Ein Buch von Abenteurern, Entdeckern und Gelehrten. J. F. Lehmanns Verlag, München 1933. S. 188–197. Mit Porträt (entnommen aus Junghuhns Werk „Licht- und Schattenbilder aus dem Innern von Java“.)[231]
- John Bastin und Bea Brommer: Nineteenth century prints and illustrated books of Indonesia. Utrecht u. Antwerpen, Het Spectrum, 1979. ISBN 90-274-9628-5.

S. 321: Biographie.
Bibliographische Nachweise:
Note 49: Terugreis van Java naar Europa met de zoogenaamde Engelsche Overlandpost und die deutsche Ausgabe Rückreise von Java nach Europa mit der sogenannten englischen Überlandpost,
Note 392: Ruïnen van Java,
Note 467: Atlas tot het Werk Java (Tafeln),
Note 469: Licht- en Schaduwbeelden uit de Binnenlanden van Java,
Note 473: Landschaften-Atlas zu Java, seine Gestalt, Pflanzendecke und innere Bauart,
Note 477: Topographischer und naturwissenschaftlicher Atlas zur Reise durch Java (Titel),
Note 478: Topographischer und naturwissenschaftlicher Atlas zur Reise durch Java (nur die 7 lithographierten unkolorierten Tafeln der Tempelruine Tjandi-sebu und des Vulkans Merapi in Zentraljava),
Note 480: Die Battaländer auf Sumatra (Titelbild mit dem Dorf Godarim Baru),
Note 482: Ruïnen van Java (Nachtrag).
In der Einführung (Kapitel „Text“):
S. 28–29: Java, Zijne Gedaante, Zijn Plantentooi en Inwendige Bouw (Textbände sowie niederländische und deutsche Ausgaben des Atlas zu diesem Werk),
S. 30: Topographische und naturwissenschaftliche Reisen durch Java.
- E(ric). M(ontague). Beekman: Franz Wilhelm Junghuhn. In: Fugitive Dreams. An Anthology of Dutch Colonial Literature. Edited, translated, with introductions and notes by E. M. Beekman. The University of Massachusetts Press, Amherst 1988. S. 96–129. ISBN 0-87023-575-3.
- E(ric). M(ontague). Beekman: F. W. Junghuhn (1809–1864): Elevating Tropical Nature. In: Troubled Pleasures. Dutch colonial Literature from the East Indies 1600–1950. Oxford, Clarendon Press, 1996. S. 147–201. ISBN 0-19-815883-1.
- Katrin Bohley: Franz Wilhelm Junghuhn. In: Katrin Bohley: Mansfeld-Lutherstadt. S. 56–63. Mit 5 (2 ganzseitigen) Abbildungen. Hasenverlag, Halle/Saale, 2013. – Band 3 der Reihe: Reichtum der Provinz – Städte in Mitteldeutschland. ISBN 978-3-939468-79-0.
- Ulbe Bosma: Franz Junghuhn’s Three-Dimensional and Transcendental Java. In: The Role of Religions in the European Perception of Insular and Mainland Southeast Asia Travel Accounts of the 16th to the 21st Century. Edited by Monika Sarnez and Jürgen Sarnowsky. Cambridge Scholar Publishing, Newcastle 2016. Chapter Nine, S. 175–206. Digitalisat: pure.knaw.nl (abgerufen am 4. März 2021).
- Bea Brommer: Reizend door Oost-Indië. Prenten en verhalen uit de 19e eeuw [Begleitbuch zur gleichnamigen Ausstellung im Tropenmuseum zu Amsterdam vom 22. März bis 4. Juni 1979]. Utrecht u. Antwerpen, Het Spectrum BV, 1979. S. 57–65. Mit 9 Abbildungen, darunter 4 Abb. von Junghuhn (Textauszug aus Junghuhns Werk „Reizen door Java“, Amsterdam 1852). ISBN 90-274-9627-7.
- Jan-Peter Frahm u. Jens Eggers: Junghuhn, Franz Wilhelm (1809–1864). In: Lexikon deutschsprachiger Bryologen. Norderstedt, Books on Demand GmbH, 2001. Band 2, S. 225–226 (mit Porträt). ISBN 3-8311-0986-9.
- I(saac). Groneman: Herinneringen aan Franz Wilhelm Junghuhn. In: Gedenkboek Franz Junghuhn 1809–1909. 'S-Gravenhage, Martinus Nijhoff, 1910. S. 289–298.
- Frans Günst: Levensschets van Dr. Franz Wilhelm Junghuhn. In: Licht- en Schaduwbeelden uit de Binnenlanden van Java … 5. Auflage 1867, S. 1–61.
- Thilo Habel: Von der Landschaftsstimmung zur Karte. Franz Junghuhns Studien auf Java. In: Vermessen: Kartographie der Tropen. Begleitbuch zur Ausstellung des Ethnologischen Museums, Berlin-Dahlem. Herausgegeben von Viola König. Redaktion: Andrea Nicklisch, Anja Zenner. S. 38–42, mit 3 Abbildungen. – Veröffentlichung des Ethnologischen Museums Berlin, Neue Folge 75. Berlin 2006. ISBN 3-88609-531-2.
- J.(ustus) K.(arl) Hasskarl: Chinakultur auf Java. In: Flora oder allgemeine botanische Zeitung, herausgegeben von der königl. bayer. botanischen Gesellschaft zu Regensburg. Neue Reihe, XXIV. Jahrgang. No. 31, Regensburg, 12. December 1866. S. 481–488.

Kritik zu Junghuhns Vermehrung der minderwertigen Chinchona pahudiana und zu seinen Anbaumethoden im Schatten von Urwaldbäumen.
- Karl Helbig: Junghuhn. 1809–1864. In: Die berühmten Entdecker und Erforscher der Erde. Hrsgg. von Kurt Kayser. Köln, Aulis, 1965, S. 179–181 (mit Porträt).
- Dietmar Henze: Junghuhn, Franz Wilhelm. In: Enzyklopädie der Entdecker und Erforscher der Erde. Graz, Akadem. Druck- und Verlagsanstalt, 1975 ff. Band II, S. 721–726.
- Adolf Heuken SJ: Der Naturforscher: Franz Wilhelm Junghuhn (1835–1864). In: „… dahin, wo der Pfeffer wächst.“ Vierhundert Jahre Deutsche auf den Inseln Indonesiens. Stiftung Cipta Loka Caraka, Jakarta, 2010. S. 133–138. Mit 6 tlw. farbigen Abbildungen im Text.[232]
- JUNGHUHN (FRANZ WILHELM). In: Encyclopædie van Nederlandsch-Indië. 's-Gravenhage: Martinus Nijhoff; Leiden: E. J. Brill;

1. Auflage: Band II (1899), S. 147–149.
2. Auflage: Band II (1918), S. 223–226.
- Max Koernicke: Zur Erinnerung an Franz Junghuhn. Briefe Junghuhns an Ph. Wirtgen. Mit Geleitwort und Anmerkungen versehen und herausgegeben von M(ax) Koernicke. In: Verhandlungen des Naturhistorischen Vereins der preußischen Rheinlande und Westfalens, 66. Jahrgang 1909. Bonn, in Kommission bei Friedrich Cohen. 1910. S. 277–326.

„Die Briefe Junghuhns an Wirtgen haben einen großen biographischen Wert, da sie nicht nur durch Fassung und Inhalt weiteren Aufschluß über die Persönlichkeit des Schreibers geben, sondern auch manche Einzelheiten noch den Nachrichten hinzufügen, die Schmidt in seinem Buche gegeben hat. […] Die Briefe stammen aus den Jahren 1834–55, also zunächst aus der Zeit, wo Junghuhn in Holland zum Ablegen des medizinischen Examens weilte; dann aus der ersten javanischen Periode, schließlich aus der Zeit des Urlaubs in Europa.“ (aus dem Vorwort von M. Koernicke). Digitalisat: zobodat.at (abgerufen am 17. Juli 2023).
- Hans Dieter Kubitscheck: Franz Wilhelm Junghuhn (1809–1864). Ein deutscher Wissenschaftler in Indonesien. In: Abhandlungen und Berichte des Staatlichen Museums für Völkerkunde Dresden, Forschungsstelle, Band 44. Berlin, Akademie–Verlag, 1990. S. 141–150. – Hierzu die Tafeln I und II mit 4 Abbildungen.

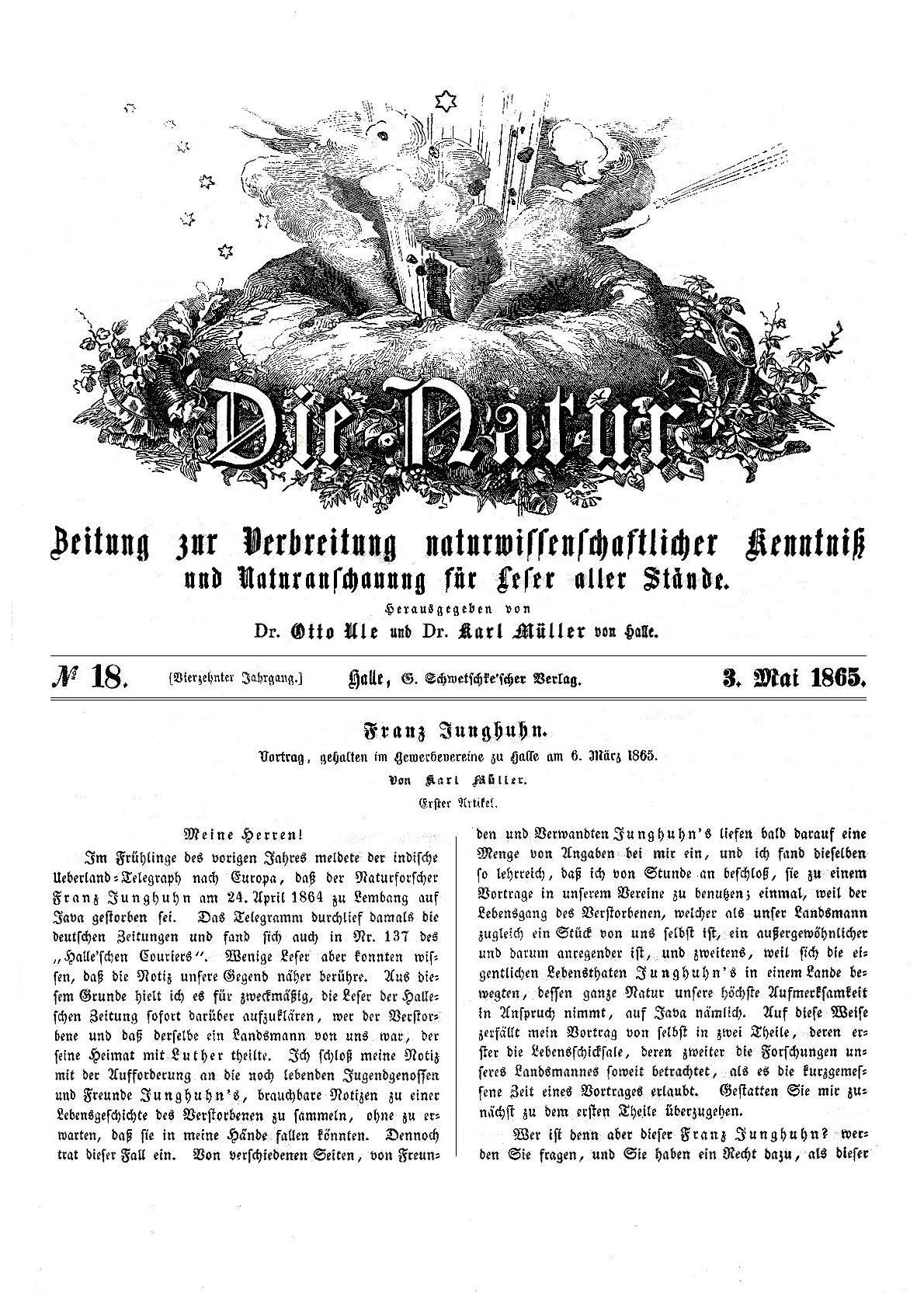
Beginn des Vortrags Franz Junghuhn von Karl Müller in der Zeitung Die Natur. –
Die gleiche Ausgabe enthält den Vortrag von Karl Müller über Junghuhns Forschungen auf Java.

- Karl Müller: Franz Junghuhn. Vortrag, gehalten im Gewerbevereine zu Halle am 6. März 1865. In: Die Natur. Zeitung zur Verbreitung naturwissenschaftlicher Kenntniß und Naturanschauung für Leser aller Stände. Herausgegeben von Otto Ule und Karl Müller von Halle. Vierzehnter Band (Jahrgang 1865.). Halle, G. Schwetschke’scher Verlag. S. 137–139, 145–148, 153–156, 177–180, 190–192. Digitalisat (abgerufen am 9. Oktober 2019: Karl Müller: Franz Junghuhn. Vortrag . – In diesem Inhaltsverzeichnis kann im Suchfeld die entsprechende Seite aufgerufen werden. Dabei sind zu den hier stehenden Angaben jeweils 10 Seiten hinzuzurechnen.).

Dieser im romantischen Stil des 19. Jahrhunderts verfasste Artikel enthält nicht nur zahlreiche inhaltliche Fehler, sondern auch negative Äußerungen von offenbar missgünstigen oder neidvollen Zeitgenossen Junghuhns. Diese wurden ungeprüft von nachfolgenden Biographen übernommen, was zu einem unzutreffenden Bild von Junghuhns angeblich böswilligem und grausamem Charakter geführt hat. Als Beispiel sei genannt die von rassistischen Gedanken durchdrungene Darstellung Junghuhns im Buch „Große Forschungsreisende“ von Ewald Banse.
- Rob Nieuwenhuys: Oost-Indische spiegel. Wat Nederlandse schrijvers en dichters over Indonesië hebben geschreven vanaf de eerste jaren der Compagnie tot op heden. Amsterdam, E. M. Querido's uitgeverij (1972).

Kap. III: Van Hoëvell en Junghuhn.
S.  98–107: 1. Wolter Robert baron van Höevell.
S. 108–118: 2. Franz Wilhelm Junghuhn. – Digitalisat zu Junghuhn: dbnl.org (Stand 11. Februar 2022).
- Oscar Peschel: Junghuhn auf Java. In: Geschichte der Erdkunde bis auf Alexander v. Humboldt und Carl Ritter. München, Literarisch-artistische Anstalt der J. G. Cotta'schen Buchhandlung. 1865. – Vierter Band der Reihe „Geschichte der Wissenschaften in Deutschland. Neuere Zeit.“ – S. 563–564.

Nach einer kurzen Schilderung von Junghuhns Jugendzeit (mit den damals verbreiteten Unstimmigkeiten wie z. B. das Geburtsjahr 1812, im Duell den Gegner getötet, 20 Jahre Festungshaft u. a.) folgen wissenschaftlich fundierte Darstellungen von Junghuhns botanischen Untersuchungen und barometrischen Höhenmessungen auf Java.
- Friedrich Ratzel: Junghuhn, Franz Wilhelm. In: Allgemeine Deutsche Biographie (ADB). Band 14, Duncker & Humblot, Leipzig 1881, S. 712–718.
- W(ilhelm). Ruhland: Junghuhn, Franz Wilhelm. In: Handwörterbuch der Naturwissenschaften. 5. Band, Verlag von Gustav Fischer, Jena 1914. S. 607.
- F. A. Schoeppel: Junghuhn. In: Deutsche Wacht, Jahrgang 1924, Nr. 9, S. 18–19. – Erschienen in der von Friedrich August Schoeppel verfassten Reihe Deutsche in Niederländisch-Indien.
- Rüdiger Siebert: Der Humboldt von Java. Franz Wilhelm Junghuhn, Arzt und Naturforscher. – In: Rüdiger Siebert: Deutsche Spuren in Indonesien. Zehn Lebensläufe in bewegten Zeiten. Horlemann-Verlag, Bad Honnef 2002. S. 45–64. ISBN 3-89502-159-8.

Auszüge aus diesem Buch: Herausforderung Indonesien. Macht, Kritik, Befreiung – Niederländische Kolonialgeschichte im Spiegel deutscher Lebensläufe (Gustav Wilhelm Baron von Imhoff – Franz Wilhelm Junghuhn – Ludwig Ingwer Nommensen – Max Dauthendey – Emil Helfferich – Hans Overbeck – Karl Helbig – Walter Spies). Deutsch-Indonesische Gesellschaft e. V., Köln 2011. Digitalisat: deutsch-indonesische-gesellschaft.de (abgerufen am 4. März 2021).
- M(arius). J(acob). Sirks: F. W. Junghuhn. In: Indisch Natuuronderzoek. Een beknopte geschiedenis van de beoefening der natuurwetenschappen in de Nederlandsche Koloniën [Dissertation]. Koloniaal Instituut te Amsterdam. Mededeeling No. VI. Afdeeling Handelsmuseum No. 2. Hoofdstuk V. Uitgegeven van het Instituut. Amst. Boek- en Steendrukkerij, v/h. Ellerman, Harms & Co., 1915. S. 141–153.
- (Marius Jacob) Sirks: Junghuhn, Franz Wilhelm. In: Nieuw Nederlandsch Biografisch Woordenboek [NNBW], herausgegeben von P. C. Molhuysen und P. J. Blok. Vierde Deel, A. W. Sijthoff's Uitgevers-Maatschappij, Leiden 1918. Spalten 820–822. – Digitalisat: resources.huygens.knaw.nl (abgerufen am 7. November 2016).
- Renate Sternagel: Franz Junghuhn auf Java. In: KITA. Das Magazin der Deutsch-Indonesischen Gesellschaft. Heft 2+3/10, Köln 2010. S. 19–33. Mit 4 Abbildungen. – Vorabdruck von zwei Textbeispielen aus ihrem Buch „Der Humboldt von Java“.
- Thomas Theye: Franz Wilhelm Junghuhn (1809–1864) – Fotografien aus Java. In: Reise-Bilder. Beiträge zur Visualisierung von Reiseerfahrung. Herausgegeben von Susanne Luber. S. 129–193. Mit 13 fotograf. Abb. (12 Abb. von Junghuhn). Stiftung Eutiner Landesbibliothek, Eutin 2012. – Eutiner Forschungen, Band 6. ISBN 978-3-939643-07-4.
- Georg Uschmann: Junghuhn, Franz. In: Neue Deutsche Biographie (NDB). Band 10, Duncker & Humblot, Berlin 1974, ISBN 3-428-00191-5, S. 685 f. (Digitalisat).
- Paul van 't Veer: Geen blad voor de mond. Vijf radicalen uit de negentiende eeuw, geillustreerd met reprodukties van foto's, schilderijen en prenten. Amsterdam, N.V. de Arbeiderspers, 1958. 217 p. Mit Illustrationen und Porträts. – Junghuhn im Kapitel: In de schaduw van de kinaboom: Franz Wilhelm Junghuhn, 1809–1864.
- Wolfgang Weise: Franz Junghuhn – Der Humboldt von Java. In: DIG-Magazin. Herausgeber: Deutsch-Indonesische Gesellschaft e. V. Köln. Heft 2–93 (August 1993), S. 13–16. Mit 1 Abbildung.
- Arthur Wichmann: Franz Wilhelm Junghuhn. 26. Oktober 1809 bis 24. April 1864. In: Dr. A. Petermanns Mitteilungen aus Justus Perthes' geographischer Anstalt. 55. Band, Gotha 1909, S. 297–300 (mit Bildnis auf Tafel 37).

### Veröffentlichungen anderer Wissenschaftler nach Junghuhns Forschungen und Sammlungen
- Anonym (Text: Ernst Behm. Karte: August Petermann): Die orographisch-physikalischen Grundzüge Java's, nach den Forschungen des Dr. Fr. Junghuhn. (Als erläuternde Bemerkungen zu Tafel 9.) In: Mittheilungen aus Justus Perthes' geographischer Anstalt über wichtige neue Erforschungen auf dem Gesammtgebiete der Geographie von Dr. A. Petermann. 6. Band, 1860. Gotha: Justus Perthes. S. 188–191. Mit einer mehrfach gefalteten farbig lithographierten Karte.
- Anonym (Text: Ernst Behm. Karten: August Petermann): Bemerkungen zu den Karten von Java, Tafel 18. In: Mittheilungen aus Justus Perthes' geographischer Anstalt über wichtige neue Erforschungen auf dem Gesammtgebiete der Geographie von Dr. A. Petermann. 12. Band, 1866. Gotha: Justus Perthes. S. 447–450.
Die hierzu gehörende mehrfach gefaltete farbig lithographierte Tafel enthält in der oberen Hälfte die administrative Einteilung, den damaligen Stand der Verkehrsmittel, das Telegrafennetz, die Eisenbahn und die Dampferlinien, in der unteren Hälfte eine „Kultur-Karte von Java, hauptsächlich nach Dr. F. Junghuhn“, mit Darstellung der heißen, gemäßigten, kühlen und kalten Region sowie der durchschnittlichen oberen Grenze der Dörfer und bebauten Felder.

Zu den Aufsätzen von Ernst Behm und den Karten von August Petermann
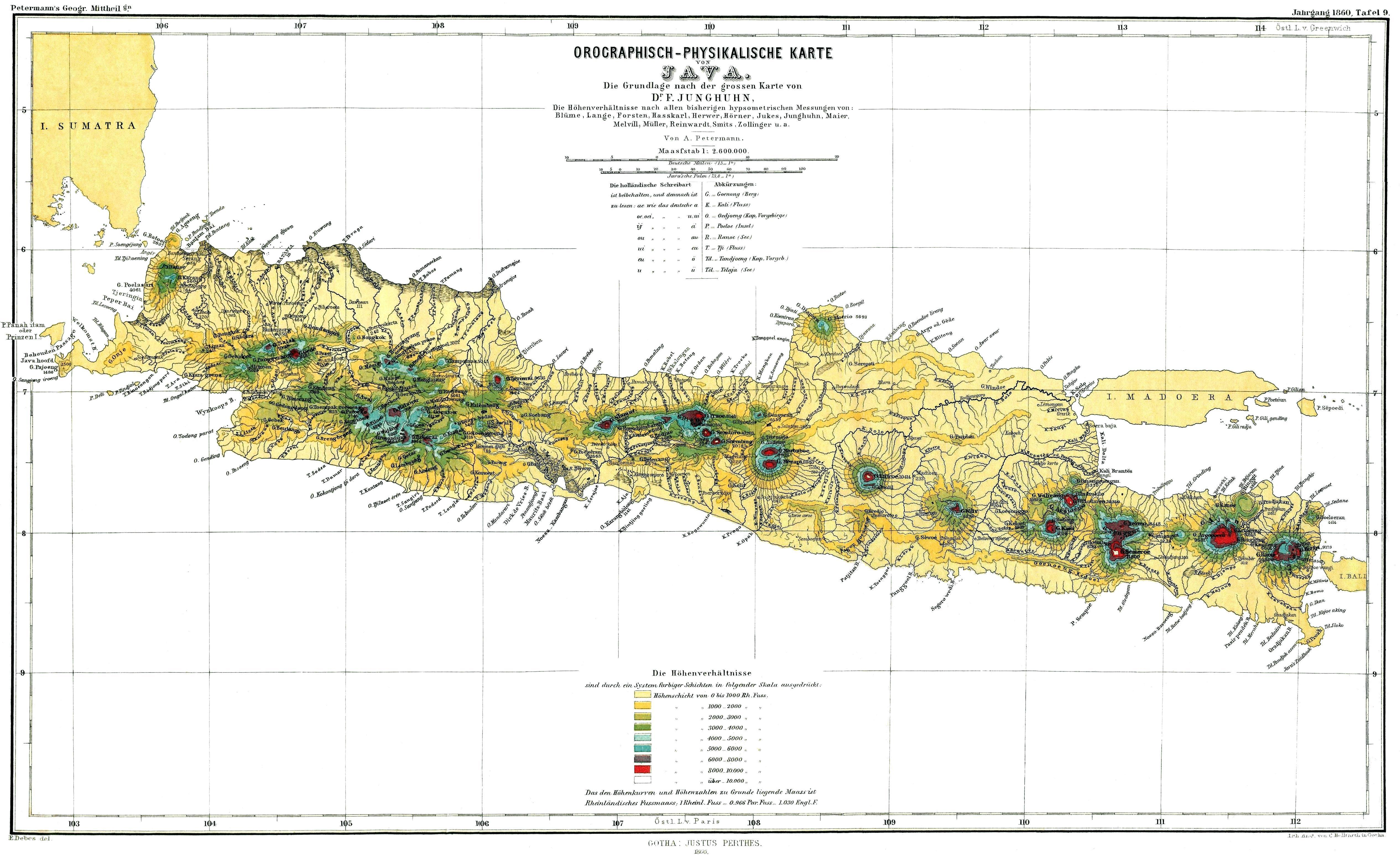
Die orographisch-physikalischen Grundzüge Java’s. Gotha 1860.
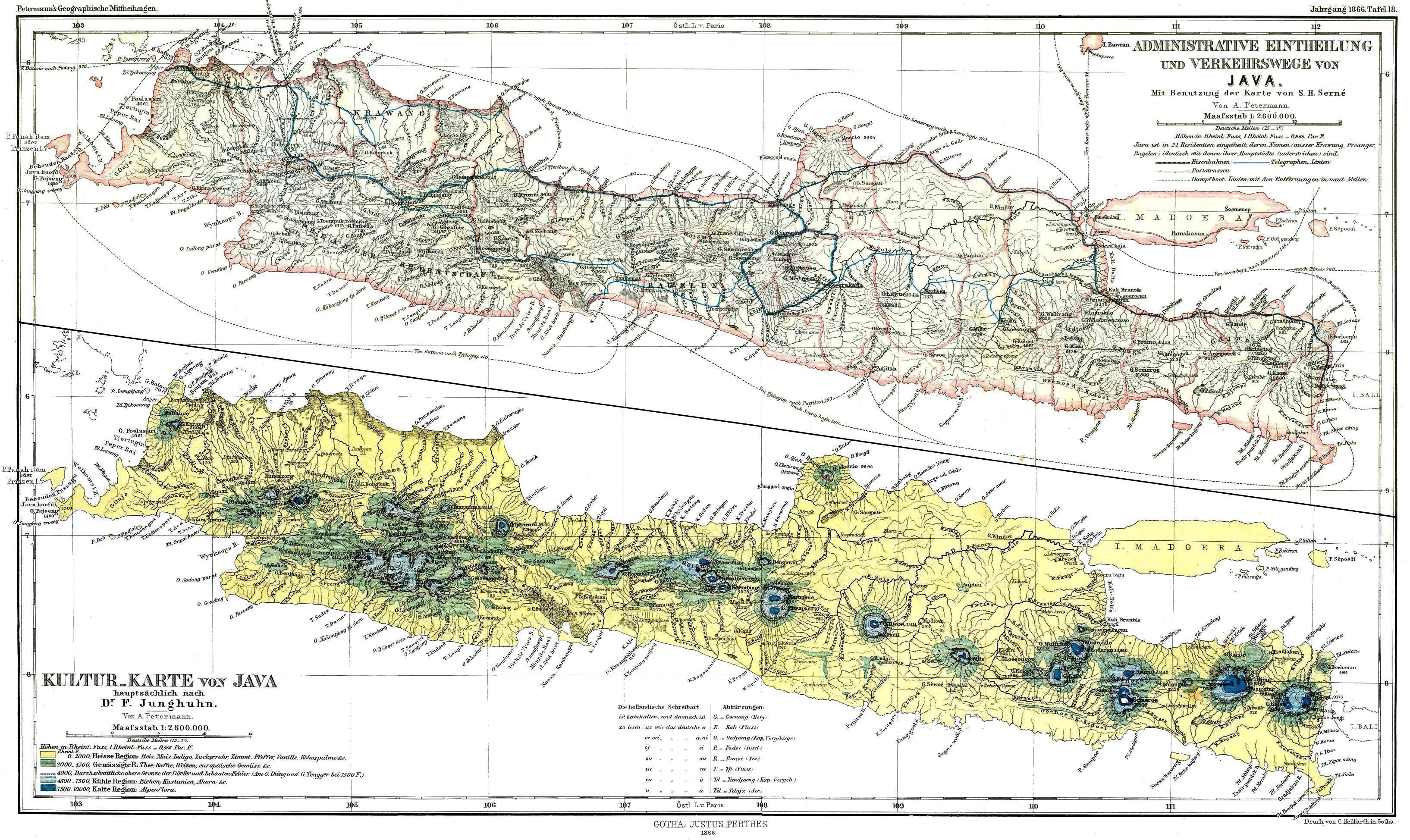
Bemerkungen zu den Karten von Java …. Gotha 1866.

- Th(eodor). H(einrich). Behrens: Beiträge zur Petrographie des Indischen Archipels.  In: Verhandelingen der Koninklijke Akademie van Wetenschappen. Twintigste Deel. Amsterdam, Johannes Müller, 1880. 24 S., 1 Tafel in Farbendruck mit 11 mikroskop. Gesteinsschnitten, 1 Karte der Tjiletoek-Baai (Südwestküste Javas).
- Th(eodor). H(einrich). Behrens: Beiträge zur Petrographie des Indischen Archipels. Zweites Stück. Die Gesteine der Vulkane von Java. In: Verhandelingen der Koninklijke Akademie van Wetenschappen. Drie en twintigste Deel. Amsterdam, Johannes Müller, 1883. 71 S., 1 nn. S. Übersichts-Tabelle, 1 Tafel mit 6 photograph. Abb., 1 Bl. Erklärung der Abb.
- S(iegwart). Friedmann: Die Ostasiatische Inselwelt. Land und Leute von Niederländisch-Indien: den Sunda-Inseln, den Molukken sowie Neu-Guinea. Reise-Erinnerungen und Schilderungen, aufgezeichnet während seines Aufenthaltes in Holländisch-Ostindien und herausgegeben von S. Friedmann. Erster Band. Das Tropen-Eiland Java. [der zweite, hier nicht näher behandelte Band enthält Sumatra, Borneo, Celebes, die Molukken und Neu-Guinea]. Verlag von Otto Spamer. Leipzig 1868. (Malerische Feierstunden. Das Buch der Reisen und Entdeckungen. Neue illustrirte Bibliothek der Länder- und Völkerkunde zur Erweiterung der Kenntniß der Fremde. Asien. IV.). Mit 1 Holzstichkarte, 5 Holzstichtafeln (tlw. mit Tonplatte) und 120 Textholzstichen. X, 266 S.

Ein empfehlenswertes Buch! Verfasser, geboren 1814 in Ellingen, ist es in vorbildlicher Art und Weise gelungen, aus eigenen Beobachtungen und Erlebnissen eine zeitgenössische, alles berücksichtigende und reich illustrierte Darstellung der Insel Java zu fertigen. 1840, nach vollendeten medizinischen Studien, trat er als Marinearzt (officier van gezondheid) in königlich-holländische Dienste mit dem Auftrag, in den Ländern der überseeischen Besitzungen naturhistorische Untersuchungen anzustellen. Nach 10 Jahren quittierte er seinen Dienst und ließ sich als Arzt in München nieder. – Für die Naturbeschreibungen im 9. und 10. Kapitel, Allgemeines Naturgemälde Java’s. (Von der Redaktion des Buches der Reisen.), S. 211–248, mit gekürzter Darstellung der vier Gewächszonen, und Java’s Boden und die vulkanische Thätigkeit der ostasiatischen Inseln. S. 249–266, war Junghuhns Werk Java, seine Gestalt, Pflanzendecke und innere Bauart die wichtigste Quelle.

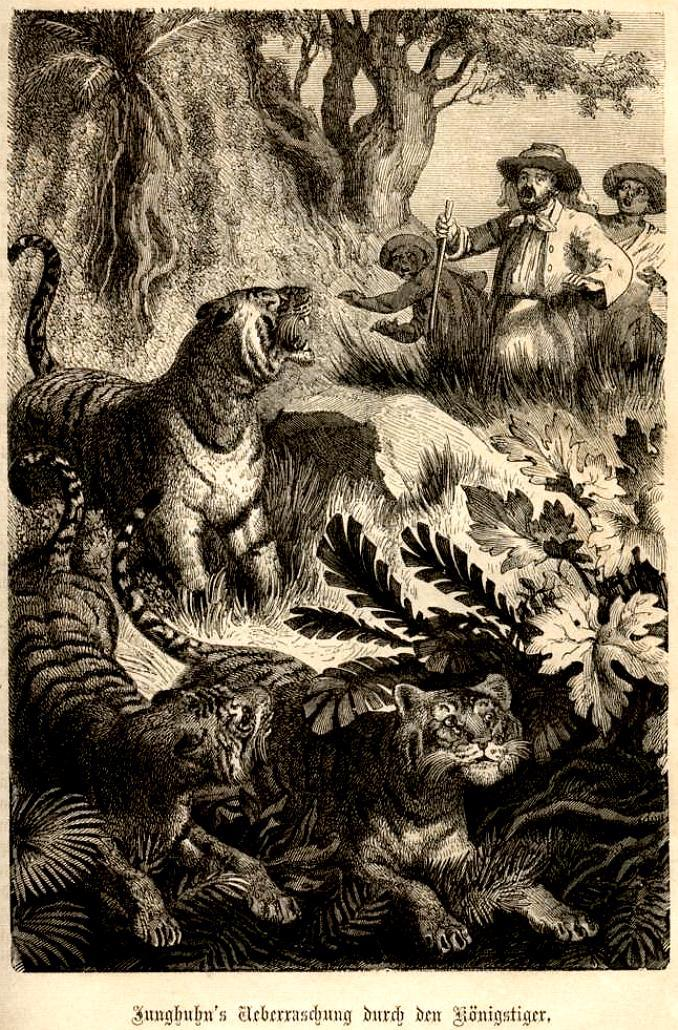
„Junghuhn’s Ueberraschung durch den Königstiger“.
Beginn des 9. Kapitels mit der komprimierten Darstellung von Junghuhn’s Beschreibung der Naturverhältnisse Javas.

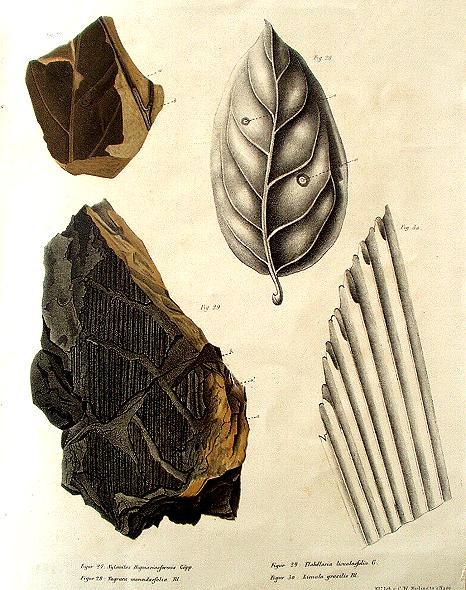
Aus Die Tertiärflora der Insel Java, nach den Entdeckungen des Herrn Fr. Junghuhn … von Heinrich Robert Göppert

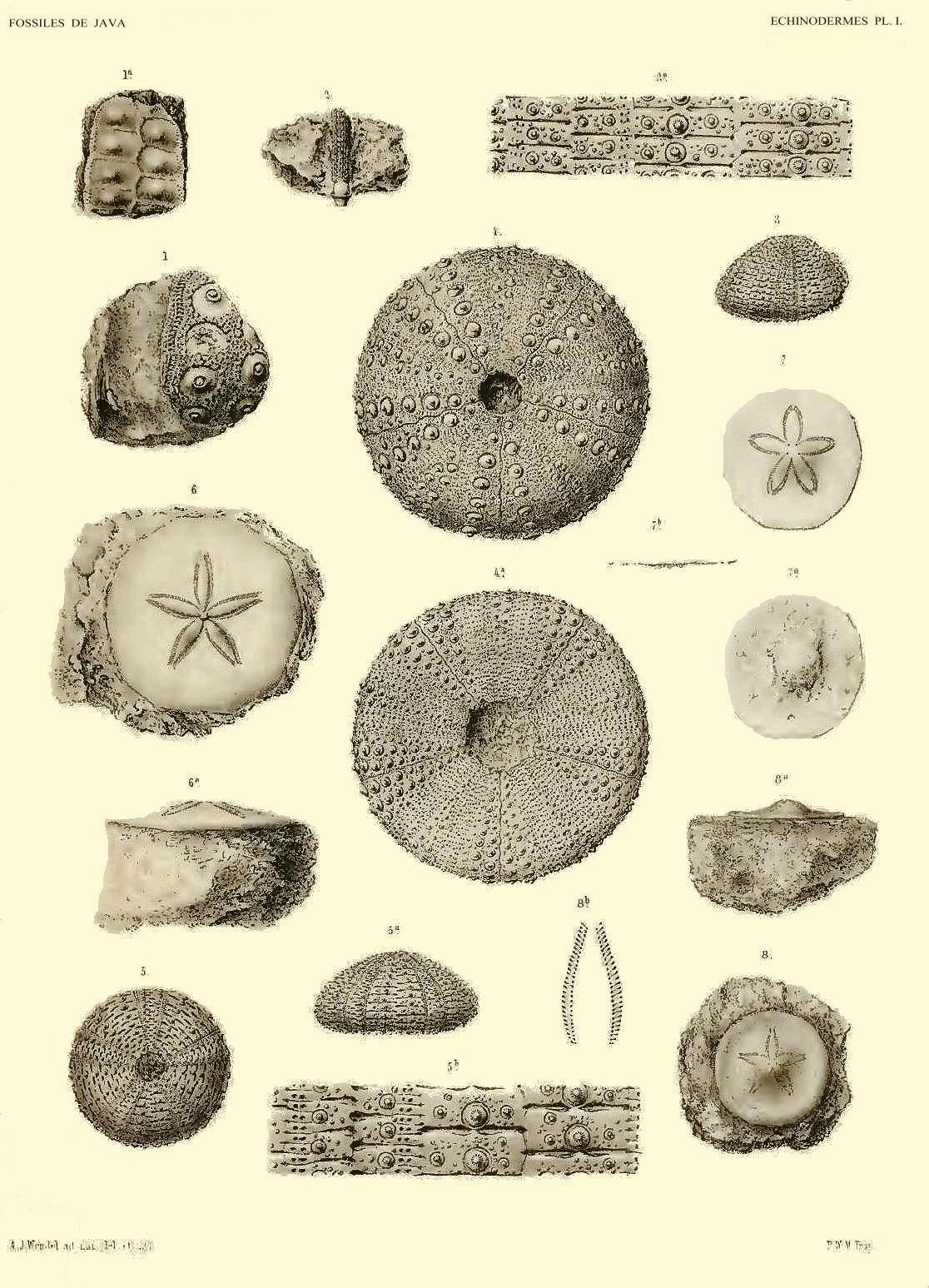
Aus Fossiles de Java. … par M. Fr. Junghuhn … von Jan Adrian Herklots

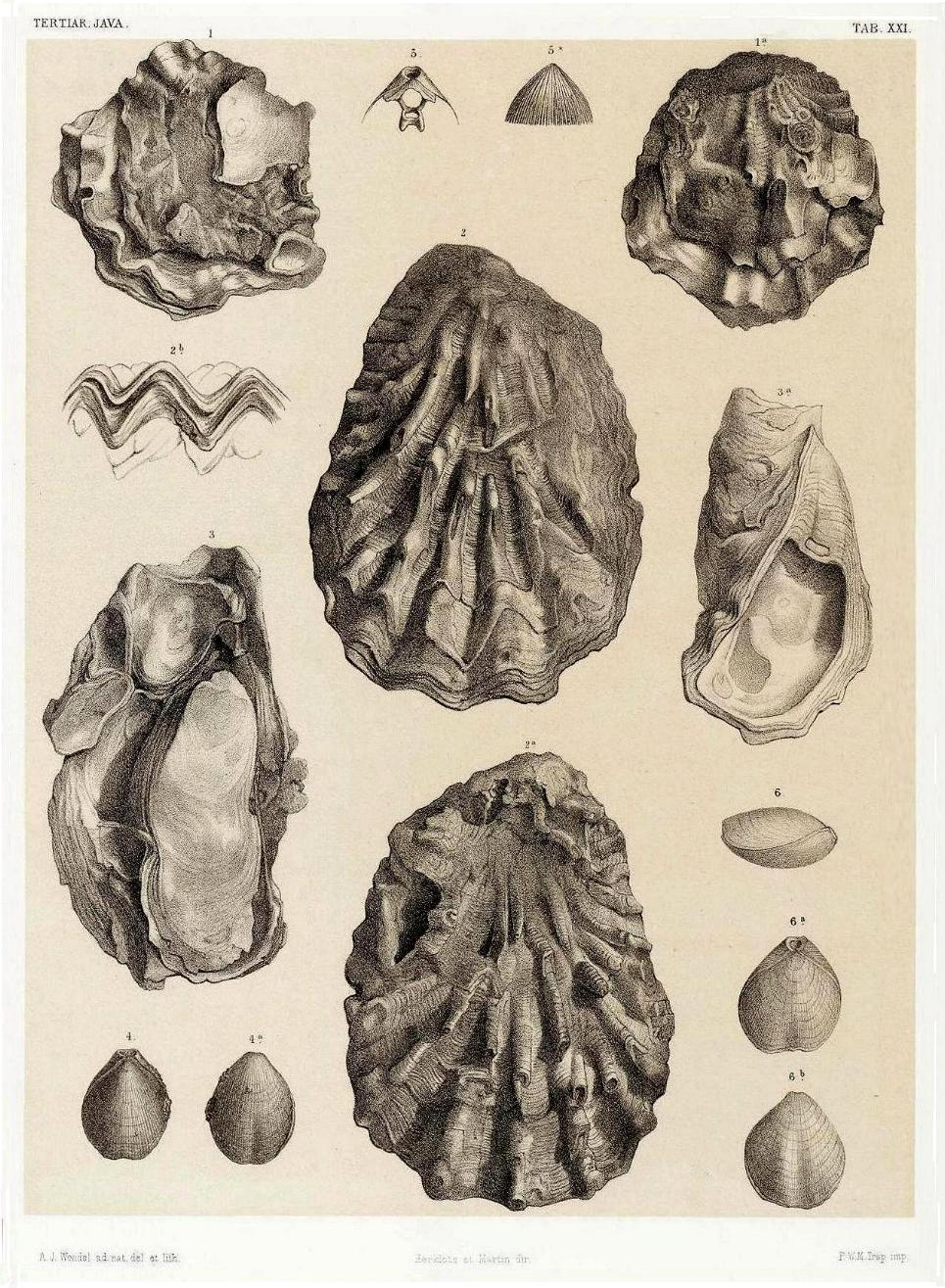
Aus Die Tertiärschichten auf Java. Nach den Entdeckungen von Fr. Junghuhn. Von Karl Martin

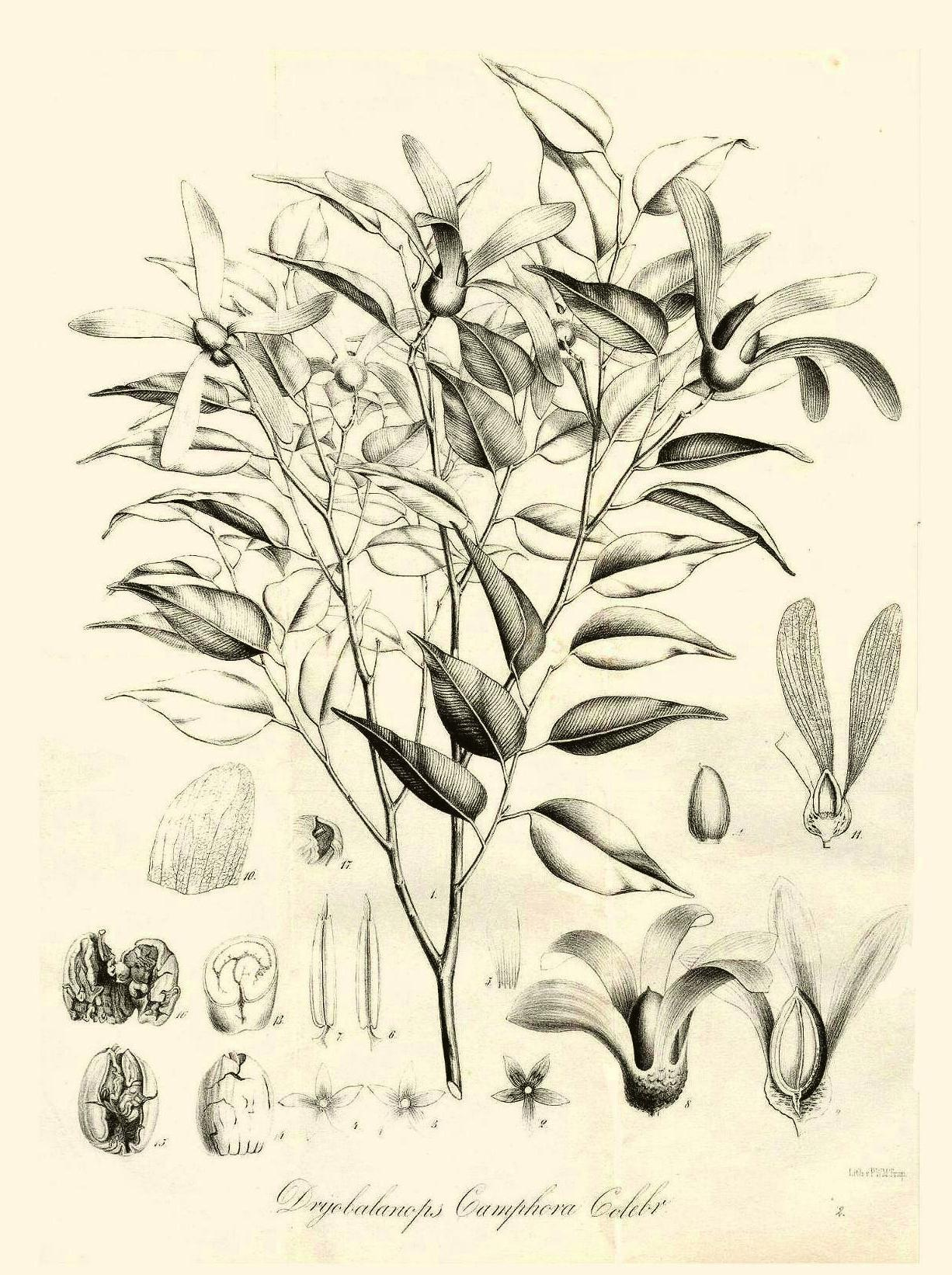
Kampferbaum. Aus: W. H. de Vriese: Geschiedenis van de kamferboom van Sumatra.

- Heinrich Robert Göppert: Über den Bau der Balanophoren so wie über das Vorkommen von Wachs in ihnen und in anderen Pflanzen. In: Verhandlungen der Kaiserlich-Leopoldinisch-Carolinischen Akademie deutscher Naturforscher, 18. Bd., 1. Supplement. Breslau und Bonn, Weber, 1841. 48 S. 3 Zeichnungen.
- Heinrich Robert Göppert: Zur Kenntniss der Balanophoren insbesondere der Gattung Rhopalocnemis Jungh. von Dr. H. R. Göppert, M. d. A. d. N. Mit fünf Steindrucktafeln. Der Akademie übergeben den 22. December 1846. In: Kaiserlich-Leopoldinisch-Carolinische Deutsche Akademie der Naturforscher: Nova acta Academiae Caesareae Leopoldino-Carolinae Germanicae Naturae Curiosum. Halle, Vol. XXII, P. 1. Breslau und Bonn, Weber, 1847. 1 nicht nummeriertes Bl., S. (119)–158. – Hierzu die tlw. gefalteten Tafeln XI bis XV.

- Heinrich Robert Göppert: Die Tertiärflora der Insel Java, nach den Entdeckungen des Herrn Fr. Junghuhn beschrieben und erörtert in ihrem Verhältnisse zur Gesammtflora der Tertiärperiode. Von Heinrich Robert Göppert, […]. Mit 14 farbig gedruckten Tafeln. Herausgegeben auf Veranlassung und mit Unterstützung des Ministerium's der Koloniẽn. C. W. Mieling, ’s-Gravenhage 1854. 1 Bl., 169 S., 1 Bl. – Erste Beschreibung der ausgestorbenen Flora eines tropischen Landes.
- J(an). A(drian). Herklots: Fossiles de Java. Description de restes fossiles d’animaux des terrains tertiaires de l’île Java, recueillis sur les lieux par M. Fr. Junghuhn, Docteur ès-sciences, publiés par ordre de S. M. le Roi des Pays-Bas. Leide [= Leiden], E. J. Brill, 1854. IV, 24 S. Mit 5 Tafeln. Folio [Unvollendet; es erschien nur die vierte Lieferung über die Echinodermen].
- Ferdinand von Hochstetter: Schreiben an Alexander von Humboldt. In: Sitzungsberichte der kaiserlichen Akademie der Wissenschaften. Mathematisch-naturwissenschaftliche Classe. Sechsunddreissigster Band. Wien. Aus der k. k. Hof- und Staatsdruckerei. In Commission bei Karl Gerold’s Sohn, 1859. S. 121–142.[234]
- S(ijfert). H(endrik). Koorders: Plantae Junghuhnianae ineditae. – 4 Teile:

I. Opmerkingen over eenige javaansche soorten van eene in ’s Rijks Herbarium te Leiden aangetroffen collectie onbewerkt gebleven Junghuhn’sche planten.
II. Popyporandra Junghuhnii, een tot dusver nog niet beschreven in ’s Rijks Herbarium te Leiden aangetroffen soort van de familie der Icacinaceae.
III. Einige pflanzengeographische Bemerkungen über eine im Java’schen Hochgebirge wildwachsende Art von der Hamamelidaceen-Gattung Distylium Sieb. und Zucc.
IV. Beknopte Soorten-Opsomming der Phanerogamen van Java, welke aangetroffen zijn in een door Junghuhn onbewerkt nagelaten, voornamelijk in het tijdvak 1855–1863 door hem bijeengebrachte Herbarium-collectie.
Die ersten drei Teile in: Verslag van de gewone Vergaderingen der Wis- en Natuurkundige Afdeeling der Kon. Akademie van Wetenschappen te Amsterdam. Deel XVII, van 30 Mei 1908 tot 23. April 1909. S. 156–160, 780–782, 948–955. Der vierte Teil in: Gedenkboek Franz Junghuhn 1809–1909. ’s-Gravenhage, Martinus Nijhoff 1910, S. 153–198.
- Landgrebe, Georg: Naturgeschichte der Vulcane und der damit in Verbindung stehenden Erscheinungen von Georg Landgrebe, Mitgliede mehrerer gelehrten Gesellschaften. Erster Band. Gotha: Justus Perthes. 1855. Digitalisat: books.google.com.ag (abgerufen am 8. Mai 2018). – S. 257 ff.: Reihe der Sunda-Inseln (mit zahlreichen Verweisen auf Junghuhn).
- Jan Lorié: Bijdrage tot de kennis der Javaansche eruptiefgesteenten. Rotterdam, M. Wyt & Zonen, 1879. XII, 273 S. und 1 Falttafel. Dissertation, vorgelegt in der Rijks-Universiteit Utrecht.
- K. M. (= Karl Eduard Meinicke?): Junghuhn's Reisen in Sumatra. In: Botanische Zeitung. Hrsgg. von Hugo v. Mohl und D. F. L. von Schlechtendal. Vierter Jahrgang 1846. Berlin, bei A. Förstner. Spalten 637–639, 653–656, 675–679, 697–700.
- Wilh. Mahlmann: Über Dr. Junghuhn's Reisen in den Batta-Ländern. (Erläutert durch die Original-Aufnahmen, Profile und pittoreske Ansichten, in Handzeichnungen.) In: Monatsberichte über die Verhandlungen der Gesellschaft für Erdkunde zu Berlin. Redigirt von Wilhelm Mahlmann. Neue Folge: Dritter Band. Der ganzen Reihe 7. Jahrgang: Mai 1845–1846. Berlin, Schropp u. Comp., 1846. S. 259–270. – Digitalisat: digizeitschriften.de (abgerufen am 4. Mai 2018).
- K(arl). Martin: Die Tertiärschichten auf Java. Nach den Entdeckungen von Fr. Junghuhn. Bearbeitet durch K. Martin […] Mit sechsundzwanzig lithographischen und zwei photographischen Tafeln, nebst geologischer Karte. [farbige Faltkarte von Westjava]. Leiden, E. J. Brill, 1879–1880. IX, 164, VI, 51, 6 Seiten. 4°.
- K(arl). Martin: Ueberreste vorweltlicher Proboscidier von Java und Banka. In: Sammlungen des Geologischen Reichs-Museums in Leiden, herausgegeben von K. Martin und A. Wichmann. Leiden, E. J. Brill (1889). S. (1)–24.
- Carl Eduard Meinicke: Uebersicht der neuesten Entdeckungen in der Insel Sumatra. In: Zeitschrift für Allgemeine Erdkunde. Herausgegeben von T. E. Gumprecht. Berlin, Verlag von Dietrich Reimer, 3. Band 1854, S. 98–134 und 4. Band 1855, S. 1–35. Mit 1 mehrfach gefalteten Karte.[235]
- F. A. W. Miquel: Over de natuurlijke gesteldheid van het eiland Java en andere gewesten van Neêrlandsch Indië. (über das Werk Java. Deszelfs gedaante, bekleeding en inwendige structuur. Door Dr. F. Junghuhn. Eerste tot twaalfde aflevering. […] Amsterdam, P. N. van Kampen, 1850–1853.) In: De Gids, Zeventiende Jaargang. Nieuwe Serie, zeste Jaargang. Amsterdam, P. N. van Kampen, 1853. S. 642–684. - Digitalisat: dbnl.org (Stand 18. März 2022). - Ein wichtiger Beitrag mit ausführlichen Erläuterungen zu Junghuhns Hauptwerk über Java.
- F. A. W. Miquel, W. H. de Vriese, J. H. Molkenboer, L. A. J. Burgersdyk, J. K. Hasskarl (u. a.): Plantae Junghuhnianae. Enumeratio plantarum, quas in insulis Java et Sumatra, detexit Fr. Junghuhn. (Fasc. I–IV). Lugduni-Batavorum [= Leiden, Niederlande], H. R. de Breuk; Parisiis [= Paris]: J. B. Bailliére, 1851 (2. Ausgabe 1853)–1857. 570 S.[236]
- Karl Müller: Ein Blick auf Java nach Junghuhn’s Forschungen. Vortrag, gehalten im Gewerbevereine zu Halle am 3. April 1865. In: Die Natur. Zeitung zur Verbreitung naturwissenschaftlicher Kenntniß und Naturanschauung für Leser aller Stände. Herausgegeben von Otto Ule und Karl Müller von Halle. Vierzehnter Band. (Jahrgang 1865.) Halle, G. Schwetschke’scher Verlag. S. 201–204, 211–214, 251–253, 267–270, 275–278, 283–288. Mit 7 xylographischen Textabbildungen.
- [Carl] Ritter: Göpperts Bericht über die Sammlungen des Herrn Junghuhn aus Java. – In: Monatsberichte über die Verhandlungen der Gesellschaft für Erdkunde zu Berlin. Redigirt von T. E. Gumprecht. Neue Folge: Achter Band. Der ganzen Reihe 12. Jahrgang: Mai 1850–1851. Berlin, Schropp u. Comp., 1851. S. 145–152.
- D. F. L. v. Schlechtendal: Ueber das angebliche baumartige Lycopodium von Sumatra. In: Botanische Zeitung. Hrsgg. von Hugo v. Mohl und D. F. L. von Schlechtendal. Vierter Jahrgang 1846. Berlin, bei A. Förstner. Spalten 753–757.
- Willem Hendrik de Vriese: Ueber eine auf Sumatra von Dr. F. Junghuhn entdeckte Casuarina, beschrieben von Dr. W. H. de Vriese, Professor der Botanik in Amsterdam. In: Botanische Zeitung. Hrsgg. von Hugo von Mohl und D. F. L. von Schlechtendal. Berlin, bei A. Förstner. Zweiter Jahrgang 1844. Spalten 537–539 [Einleitung und Schlussbemerkung in deutscher Sprache, die Beschreibung der Pflanze in lateinischer Sprache].

- Willem Hendrik de Vriese: Geschiedenis van de kamferboom van Sumatra; volgens op dat eiland gedane onderzoekingen van Dr. F. Junghuhn, Lid der Natuurkundige Commissie in Nederlandsch Oost-Indië. Medegedeeld door W. H. de Vriese. In: Nederlandsch Kruidkundig Archief. Uitgegeven door W. H. de Vriese, F. Dozy en J. H. Molkenboer. Derde deel, eerste stuck. Leyden, Jacs. Hazenberg Corns. Zoon, 1851. S. 1–89. Mit 1 lithographischen Tafel.
- J(ohan). E(liza). de Vry: Ueber die Einführung der Chinakultur in Ostindien. In: Carl Gustav Carus (Hrsg.): Leopoldina. Amtliches Organ der Kaiserlichen Leopoldino-Carolinischen Deutschen Akademie der Naturforscher. 5. Heft, E. Blochmann & Sohn, Dresden 1865, S. 5–11 (Digitalisat)

### Junghuhn in Berichten von anderen Reisenden

Kawah Ratu. Der „Königskrater“ des Vulkans Tangkuban Perahu.
In: Ferdinand von Hochstetter: Geologische Ausflüge auf Java. 1866.

Heinrich Morin:
Aroideen im Urwald von Westjava.

„Vulkan Gedeh auf Java vom Gipfel des Pangerango aus gesehen.“
In: K. Scherzer: Reise der Oesterr. Fregatte Novara …

- Joachim von Brenner-Felsach: Besuch bei den Kannibalen Sumatras. Erste Durchquerung der unabhängigen Batak-Lande. Woerl, Würzburg 1894 (Digitalisat SBPK Berlin). – Eine wirkungsvolle Verbreitung des Kannibalismus-Topos, mit einem langen Zitat aus Junghuhns Werk Die Battaländer auf Sumatra (S. 208).
- Jiří Viktor Daneš: Das Karstgebiet Goenoeng Sewoe in Java. In: Sitzungsberichte der königl. Böhm. Gesellschaft der Wissenschaften in Prag. Vorgelegt in der Sitzung am 19. Februar 1915. Verlag der königl. Böhm. Gesellschaft der Wissenschaften. In Kommission bei Fr. Řivnáč. Prag 1915. 2 Bl., 89 S., 1 Bl. Mit 1 Profil, 4 photogr. Aufnahmen und 2 Karten. (Junghuhn S. 4–10, 15, 37, 39–44, 48–49, 77, 78, 85; tlw. mit Zitaten). (zobodat.at [PDF], abgerufen am 16. Mai 2019; in der PDF-Datei ab S. 185.)
- Ferdinand von Hochstetter: Geologische Ausflüge auf Java. In: Reise der Österreichischen Fregatte Novara um die Erde in den Jahren 1857, 1858, 1859 unter den Befehlen des Commodore B. von Wüllerstorf-Urbair. Geologischer Theil. Zweiter Band: Erste Abtheilung, geologische Beobachtungen. Wien, aus der Kaiserlich-Königlichen Hof- und Staatsdruckerei, 1866. S. 113–152. Mit 1 farb. Tafel und 7 Abb. im Text (1 Abb. ganzseitig). (zobodat.at [PDF], abgerufen am 6. Januar 2015; die hier abgebildete farbige Tafel ist in diesem Digitalisat nicht vorhanden.)
- Fedor Jagor: Singapore–Malacca–Java. Reiseskizzen. Berlin, Springer, 1866. S. 141 (Besuch in Lembang), 169 ff. (Junghuhns Anbaumethoden der Chinchonen), 182 (Reiseplan), 183 f. (Exkursion auf den Tangkuban Perahu). Digitalisat. Abgerufen am 12. Dezember 2012.
- Otto Mohnike: Blicke auf das Pflanzen- und Thierleben in den Niederländischen Malaienländern. Münster, Aschendorff’sche Buchhandlung, 1883.[237]
- H(einrich). Morin: Unter der Tropensonne. Streifzüge auf Java, Sumatra und Ceylon. München, Isaria–Verlag, o. J. (1910). 176 Seiten, mit zahlr. Illustrationen im Text u. 5 teilw. farbigen Tafeln. Junghuhn S. 36 und 49.
- Ferdinand Freiherr von Richthofen: Bericht über einen Ausflug in Java. (Briefliche Mittheilung an Herrn Beyrich d. d. Batavia den 26. Octbr. 1861.). In: Zeitschrift der Deutschen geologischen Gesellschaft. XIV. Band. Berlin, Wilh. Hertz (Bessersche Buchhandlung), 1862. S. 327–356.
- Hermann von Rosenberg: Der Malayische Archipel. Land und Leute in Schilderungen, gesammelt während eines dreissigjährigen Aufenthaltes in den Kolonien. Mit einem Vorwort von P. J. Veth in Leiden. Leipzig, Verlag von Gustav Weigel, 1878. – Auf den Seiten 13 bis 16 werden die Erlebnisse mit Junghuhn bei der Ankunft in Sumatra geschildert.
- Karl Scherzer: Reise der Oesterreichischen Fregatte Novara um die Erde … unter den Befehlen des Commodore B. von Wüllerstorf-Urbair. Beschreibender Teil. 3 Bände. Wien, Karl Gerold’s Sohn, 1861–1862. – 2. Band, Kap. XII, S. 131–198: Java. Aufenthalt vom 5. bis 29. Mai 1858. (S. 172 ff.: Junghuhn wird von Hochstetter und Scherzer in Lembang besucht). Digitalisat des ersten Bandes der in zwei Bänden erschienenen Volksausgabe (Kapitel „Java“: S. 482–548; siehe Link im Inhaltsverzeichnis; Näheres S. 523 ff.). Abgerufen am 12. Juli 2014.
- Achim Sibeth (Hrsg.), mit Beiträgen von Uli Kozok u. Juara R. Ginting: Mit den Ahnen leben. Batak. Menschen in Indonesien. ed. hansjörg mayer, Stuttgart. Katalog zur gleichnamigen Ausstellung im Linden-Museum Stuttgart vom 7. Juni bis 30. September 1990 und vom 5. Juli 1991 bis 12. Januar 1992 im Rautenstrauch-Joest-Museum Köln. 240 S., mit 330 tlw. farbigen Abbildungen. – Enthält ausführliche Darstellungen des von vielen Ethnologen angezweifelten Kannibalismus. Junghuhn auf den Seiten 14, 16, 17 und 23, tlw. mit Zitaten.

### Literarisch-belletristische Rezeption
- Felicitas Hoppe: Franz Wilhelm Junghuhn: Eis und Schnee. In: Felicitas Hoppe: Verbrecher und Versager. Fünf Porträts. Marebuchverlag, Hamburg 2004, ISBN 3-936384-12-6. Digitalisat: frias.uni-freiburg.de (abgerufen am 27. August 2014).